# 高雄市日治時期建築列表
此列表列出台灣高雄市日治時期的建築。

## 官署與公共建築
- 臺南廳打狗支廳（已不存）[1]

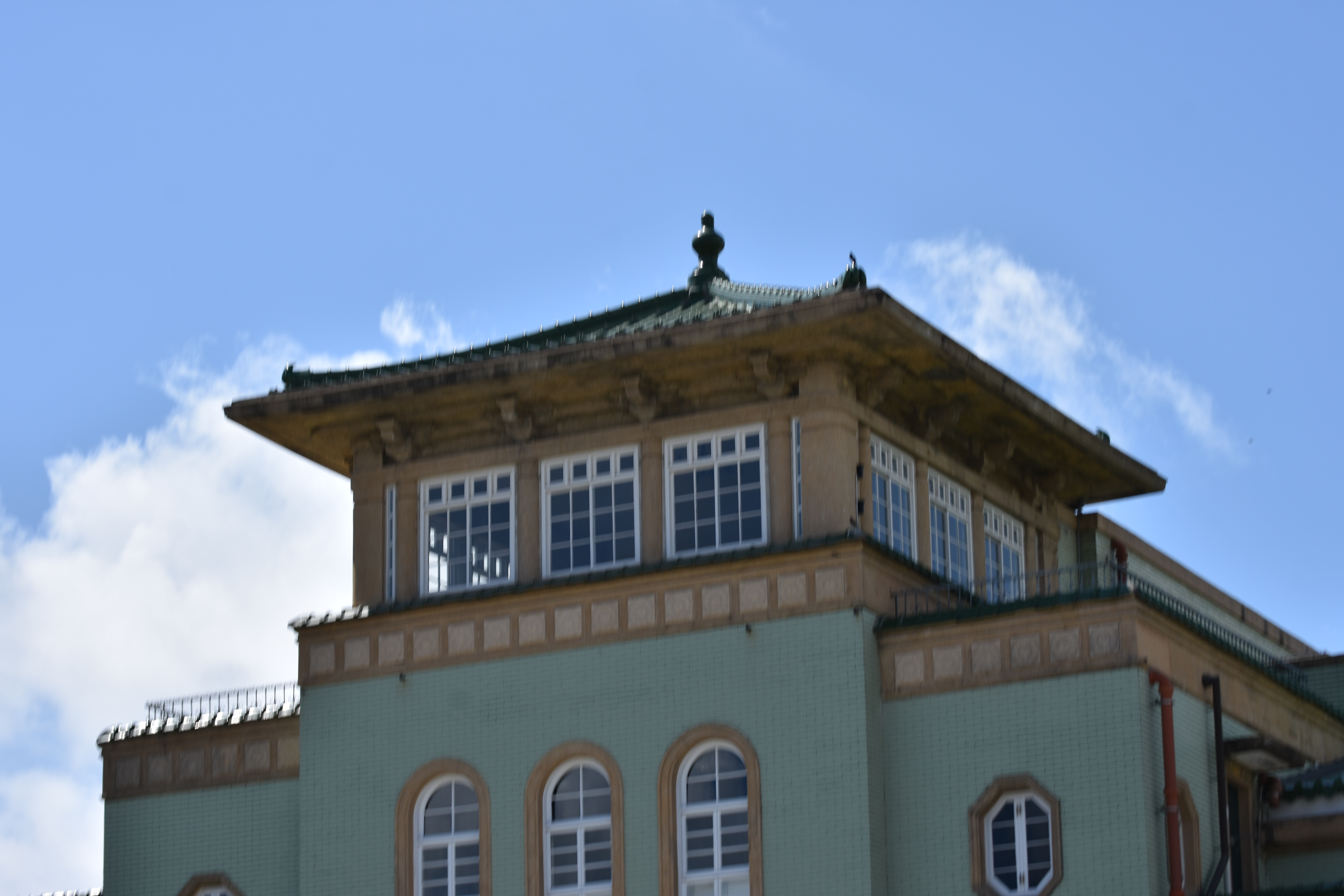
帝冠風格的高雄市役所

- 打狗郵便局（今鼓山郵局，已拆除），創建於1896年，日本明治二十九年
- 打狗檢糖所（已拆除），創建於1912年，日本明治四十五年
- 湊町市場（已拆除），創建於1912年，日本明治四十五年
- 打狗收稅官吏出張所 / 高雄港稅關辦公處所 / 交通局高雄海事出張所，創建於1914年，日本大正三年 [2]
- 打狗公館 / 第一代高雄州廳 / 高雄公會堂（已拆除），創建於1914年，日本大正三年 [2][3]
- 第二代臺南廳打狗支廳 / 高雄郡役所 / 高雄警察署，創建於1917年，日本大正六年
- 高雄市武德殿，創建於1924年，日本大正十三年
- 高雄州廳（已拆除），創建於1931年，日本昭和六年[4]
- 旗山武德殿，創建於1934年，日本昭和九年
- 高雄稅關廳舍，創建於1936年，日本昭和十一年[5][6]
- 高雄市役所，創建於1939年，日本昭和十四年
- 高雄街役場 / 第一代高雄市役所（今高雄代天宮，已不存）
- 高雄市立圖書館 / 高雄州立民眾教育館 （先後設於原打狗第一幼稚園與高雄公會堂，已拆除）[7]
- 第一代高雄州物產陳列場 / 高雄市商品陳列館（已拆除），創建於1926年[8]
- 第二代高雄州物產陳列場 / 第一代高雄州商工獎勵館（已拆除），建於1931年左右[9][10]
- 第二代高雄州商工獎勵館（已拆除），建於1937年
- 高雄州港務部（原臺灣銀行打狗出張所、高雄臨時海港檢疫所，已不存） [11]
- 高雄州廳勸業課與地方課（後來的高雄新報社，已拆除）
- 高雄州廳分廳舍（已拆除）[12][13]
- 臺灣總督府高雄醫院（已拆除）
- 臺灣總督府交通局高雄築港出張所 / 打狗土木部出張所（已拆除）[14]
- 臺灣總督府殖產局高雄米穀檢查所（已拆除）[15]
- 臺灣總督府專賣局高雄支局（已改建）
- 高雄自動電話交換局（已拆除）[16]
- 高雄海洋觀測所（原打狗英國領事館官邸），1900改建迴廊[17]
- 高雄地方法院（設於原打狗檢糖所，已拆除）
- 高雄地方法院檢查局 （今法務部調查局高雄市調查處，已改建）[18][15]
- 台南刑務所高雄支所 （已不存）
- 高雄本部消防詰所（已不存），建於1934年[19]
- 高雄東警察署（疑似今高雄市政府警察局本部，已改建）
- 高雄水上警察署（已不存）[20]
- 湊町派出所（已不存）
- 鹽埕町市場（已改建）
- 鹽埕町派出所（已改建）
- 北野町派出所（已改建）
- 入船町郵便局（已改建）
- 入船町警察官史派出所（今鹽埕區五福四路派出所）
- 打狗屠畜場（後來的高雄市屠宰場，已拆除）[21]
- 高雄中央卸市場 / 高雄市青物市場（後來的高雄市果菜批發市場，已拆除）[22]
- 高雄市公設質舖（已改建）
- 高雄方面委員事業助成會（設於原本的湊館、無料宿泊所，已不存） [23][24][25]
- 高雄州自動車講習所（已不存），位於現今高雄市五福三路六十七號處
- 高雄陸軍病院（後來的陸軍第八○二總醫院，已不存）
- 高雄衛戍分院（已不存），位於西子灣[15]
- 高雄州高雄婦人病院（已不存）[26]
- 綠町平安醫院（已不存）
- 壽平安醫院（已不存）
- 打狗驗潮場
- 旗後砲台山防坡堤工場（今旗津星空隧道前）[27]
- 高雄水道鐵管試驗場（今高雄市肢體障礙協會，已不存）
- 內惟青年會館（已不存）
- 左營庄役場（後來的左營區公所，已改建）
- 左營第一公有市場
- 左營第二公有市場（已拆除），創建於1936年
- 鳳山郡役所（今高雄市政府警察局刑事警察大隊，已拆除）
- 鳳山街役場（今高雄市立圖書館鳳山曹公分館）
- 鳳山公會堂（今曹公路上前國民黨高雄縣黨部廳舍，已拆除）
- 鳳山郵便局（已改建）
- 鳳山武德殿（已拆除）
- 鳳山青年道場（已拆除）[28]
- 鳳山市場（今鳳山市公有第一市場，已改建）
- 臺南地方法院鳳山登記所（已拆除）
- 鳳山保甲聯合事務所
- 鳳山三角窗警察官吏派出所[29]
- 鳳山屠宰場（已改建）[30]
- 高雄州立鳳山種畜場（已拆除）[31]
- 臺灣總督府農業試驗所鳳山熱帶園藝試驗支所（ 今鳳山熱帶園藝試驗分所）
- 臺灣總督府殖產局鳳山鳳梨種苗養成所（今鳳山熱帶園藝試驗分所內，已改建）
- 小港庄役場（已不存）[32]
- 林園庄役場（已不存）[32]
- 原頂林仔邊警察官吏派出所
- 大寮庄役場（已不存）[32]
- 仁武庄役場（已不存）[32]
- 鳥松庄役場（已不存）[32]
- 大樹庄役場（已不存）[32]
- 臺灣總督府殖產局大樹鳳梨種苗養成所（已不存）
- 九曲堂派出所（已不存），建於1936年[33]
- 溪埔派出所（已不存，僅存庫房）[34]
- 旗山郡役所（今旗山區公所，已拆除）
- 旗山街役場（已拆除）
- 旗山郵便局（已不存）
- 總督府營林所旗山出張所（已不存）
- 台南地方法院旗山出張所（已不存）
- 旗山鵝卵石護岸[35]
- 美濃庄役場（已不存）[36]
- 美濃警察分駐所
- 美濃菸葉輔導站
- 美濃市場（已不存）
- 龍肚保甲會館
- 六龜庄役場（已不存）
- 台灣專賣局六龜出張所（已不存）[37]
- 沼津駐在所 [38]
- 甲仙埔支廳（已不存）[39]
- 甲仙庄役場（後來的甲仙區公所，已拆除）[40]
- 杉林庄役場（已不存）
- 內門庄役場（已不存）
- 岡山郡役所（今秀傳醫院，已拆除）
- 岡山街役場（已拆除）
- 岡山武德殿（今岡山區公所，已拆除）
- 岡山公會堂（今彰化銀行岡山分行）[41]
- 阿公店郵便局（今岡山平和路郵局）[42]
- 燕巢庄役場（已不存）[43]
- 田寮庄役場（已不存）
- 阿蓮庄役場（已不存）
- 路竹庄役場（已不存）
- 湖內庄役場（已不存）
- 路竹分局（已不存）[44]
- 路竹竹東派出所（已不存）[44]
- 路竹一甲派出所（已不存）[44]
- 彌陀庄役場（已不存）
- 楠梓庄役場（已不存）

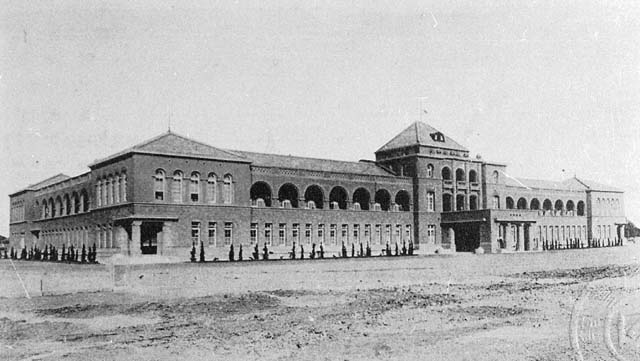
高雄州廳
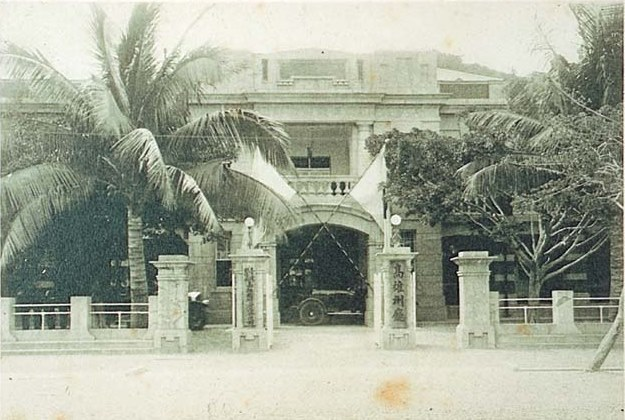
高雄公會堂 (打狗公館)
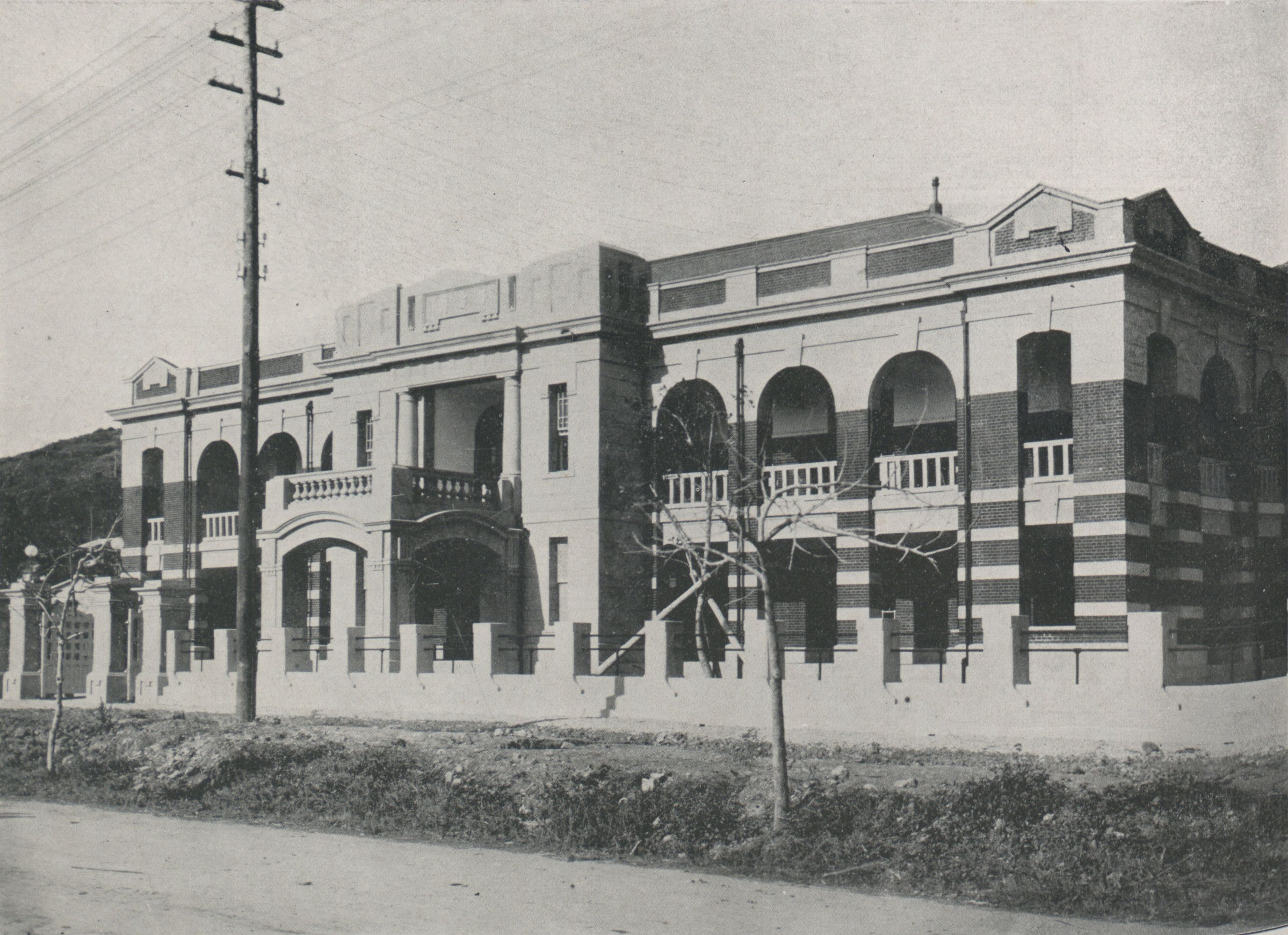
高雄公會堂 (打狗公館)
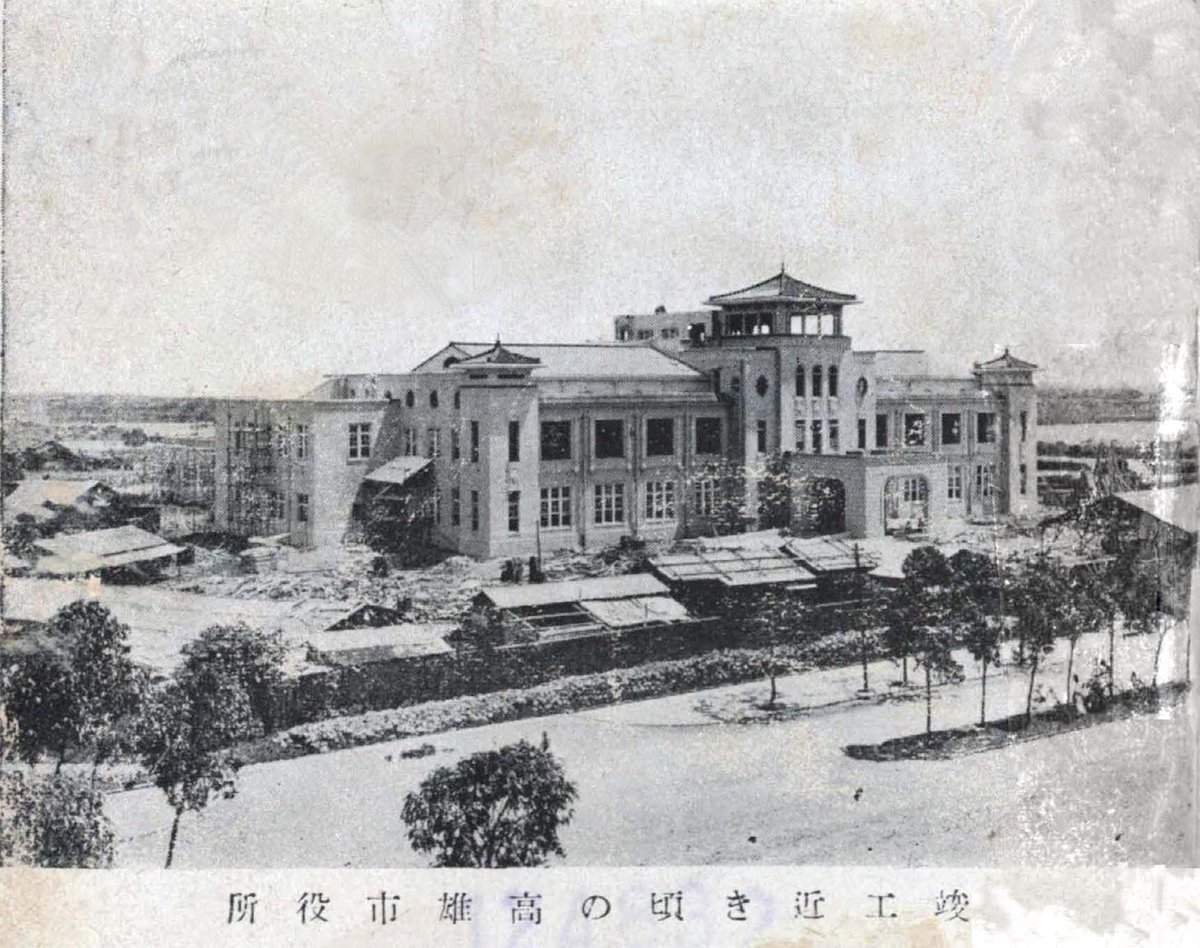
高雄市役所
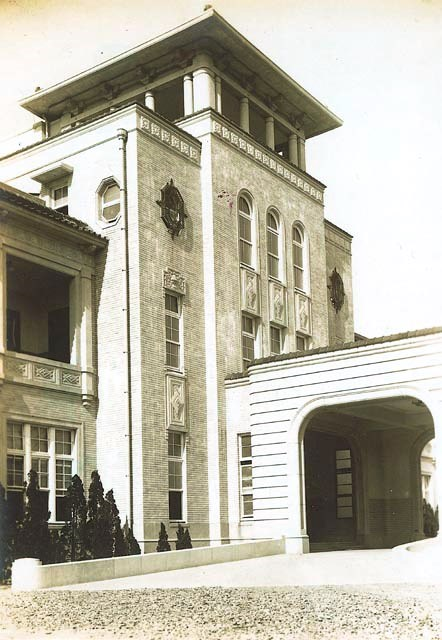
高雄市役所
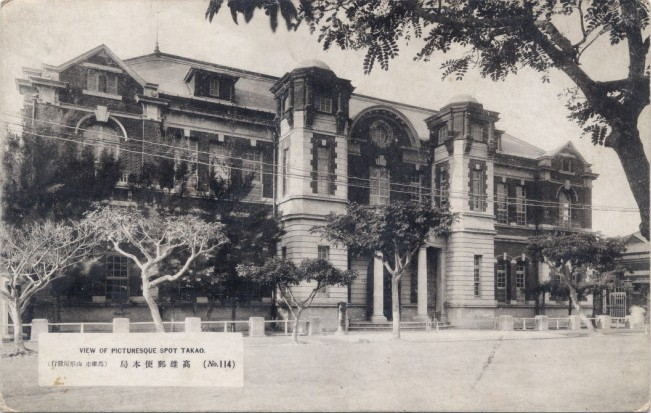
高雄郵便局
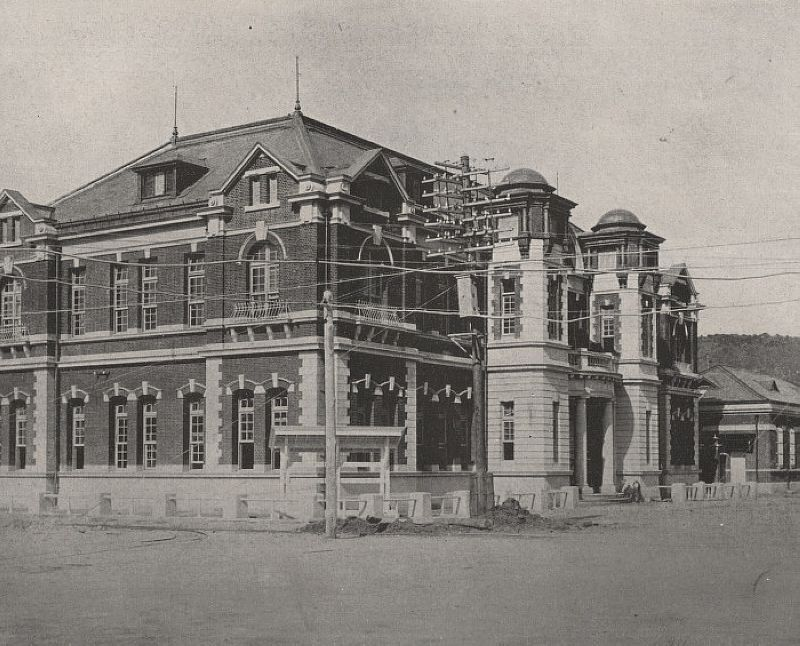
高雄郵便局
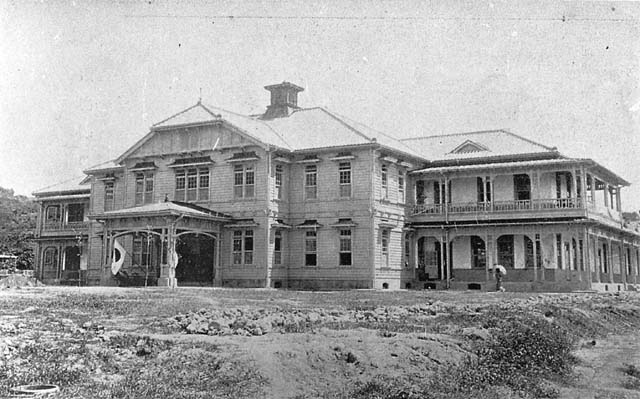
臺灣總督府高雄醫院
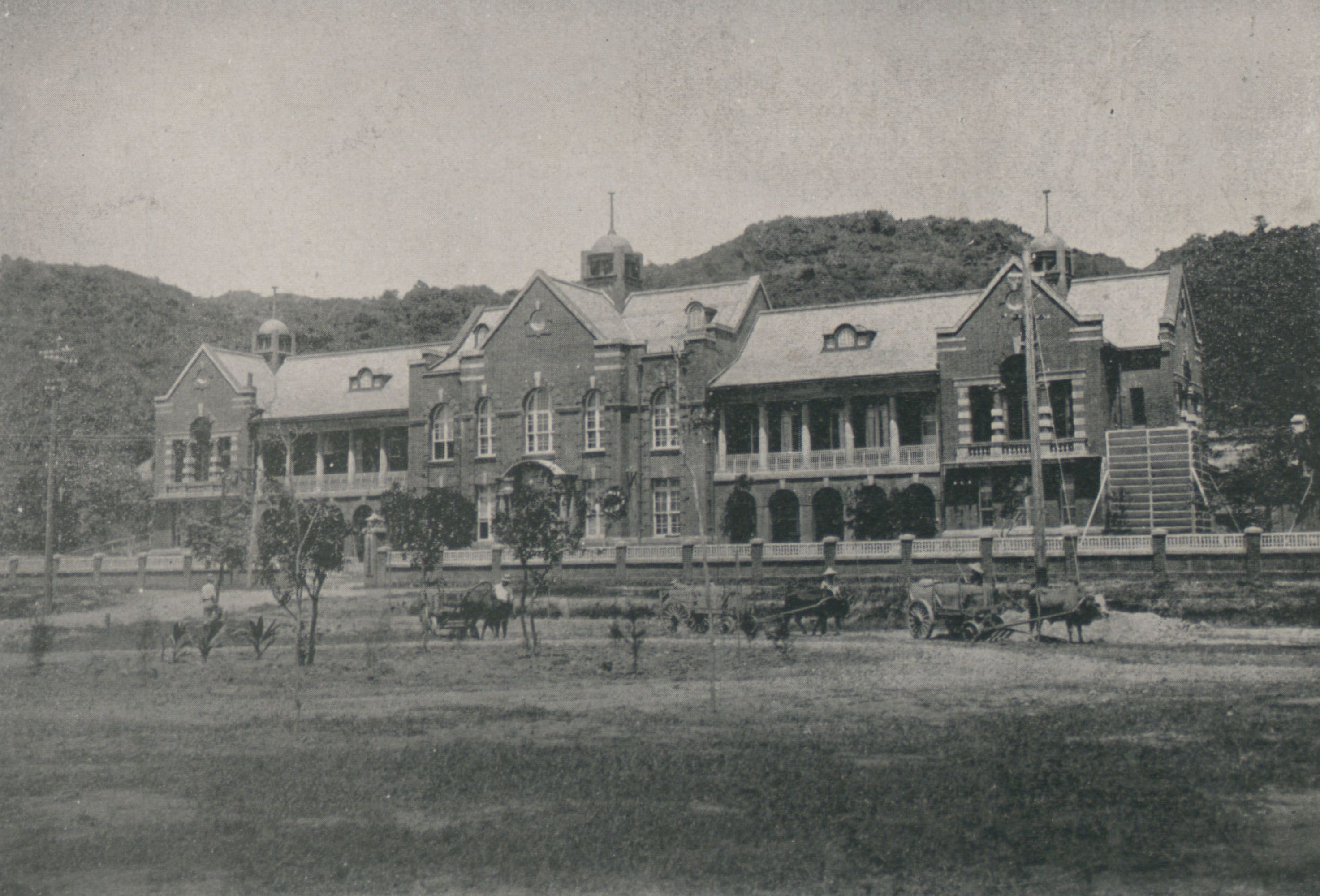
打狗檢糖所
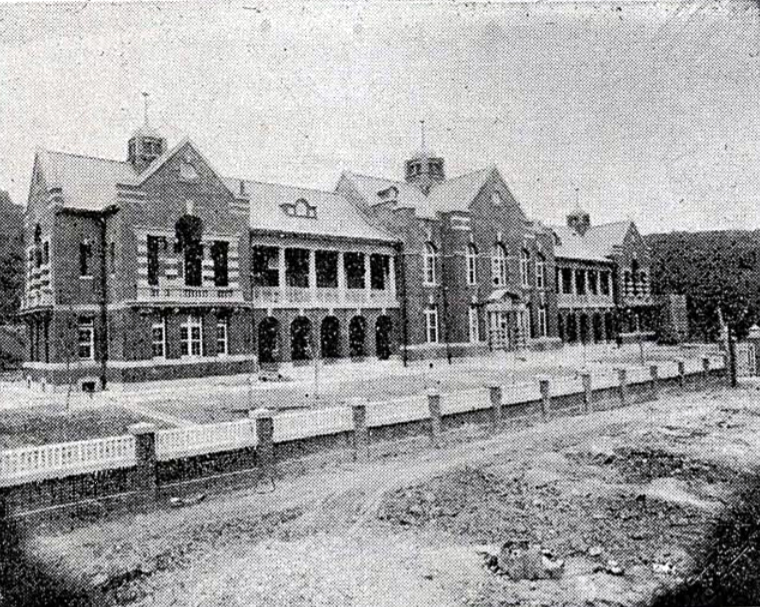
打狗檢糖所
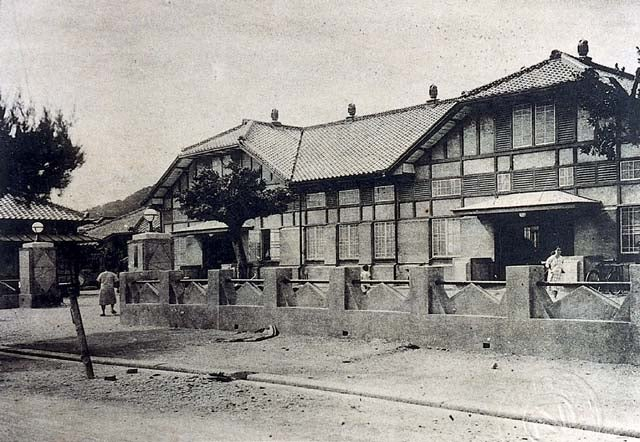
湊町市場
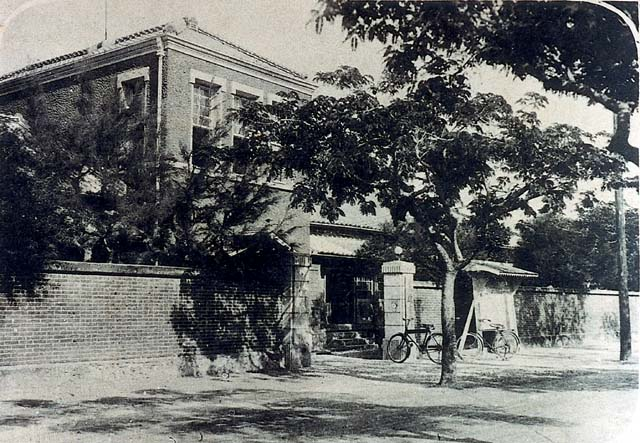
舊高雄市役所
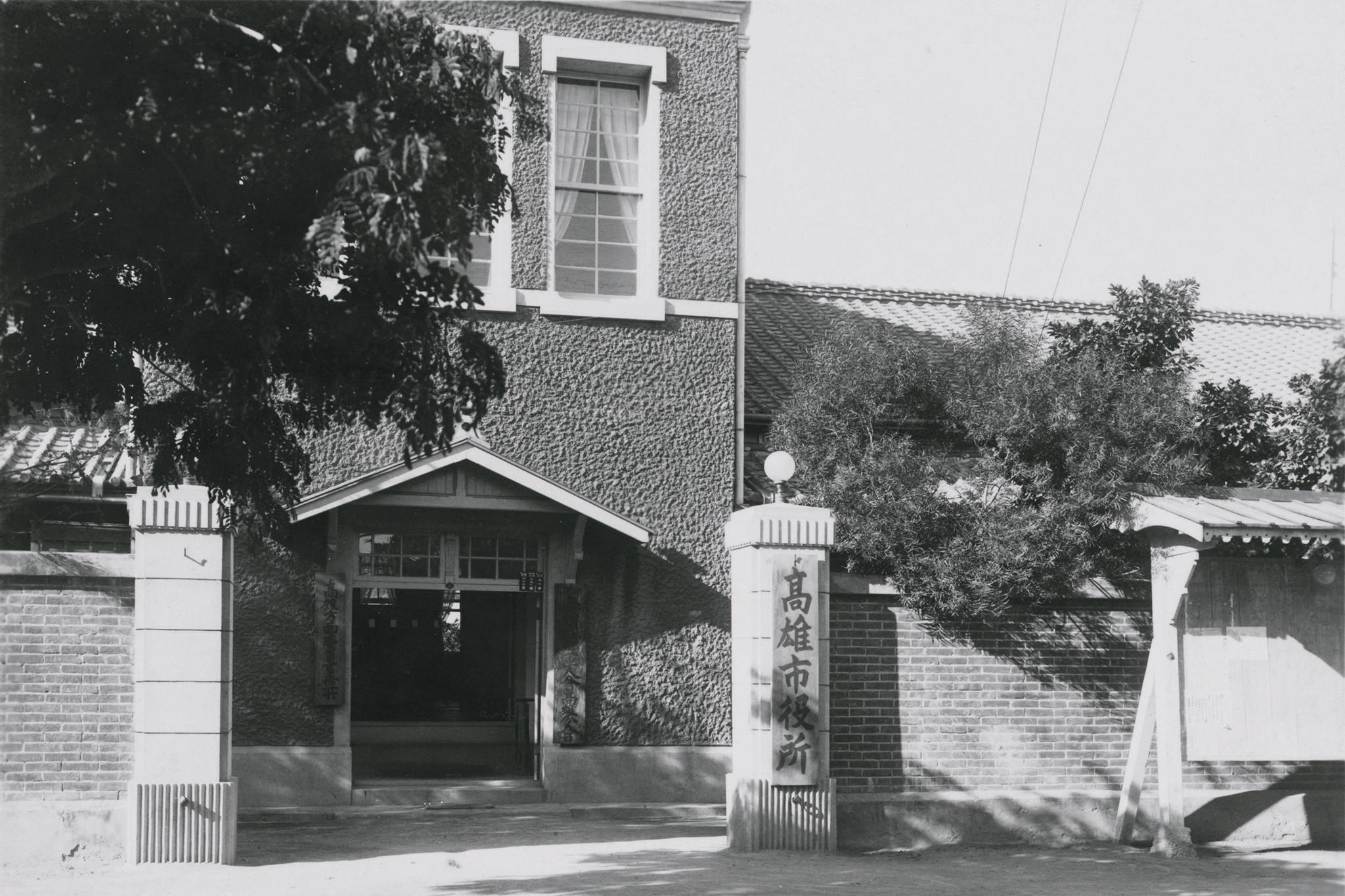
舊高雄市役所
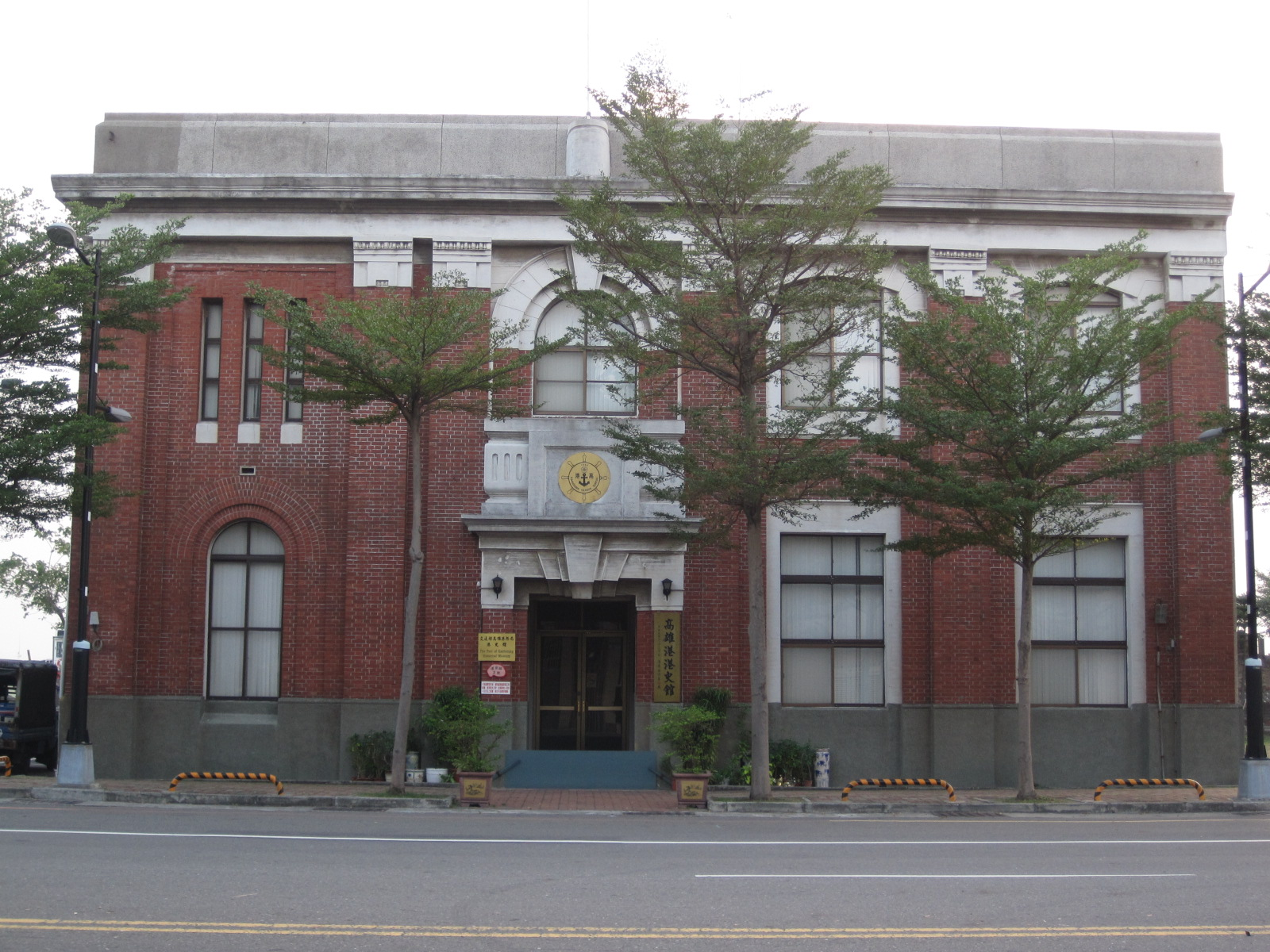
高雄港史館
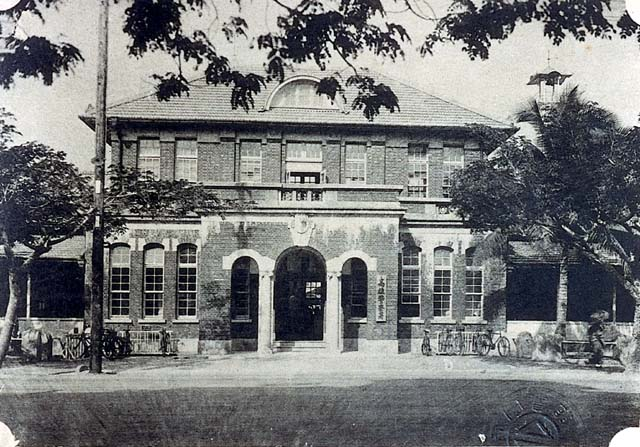
高雄警察署
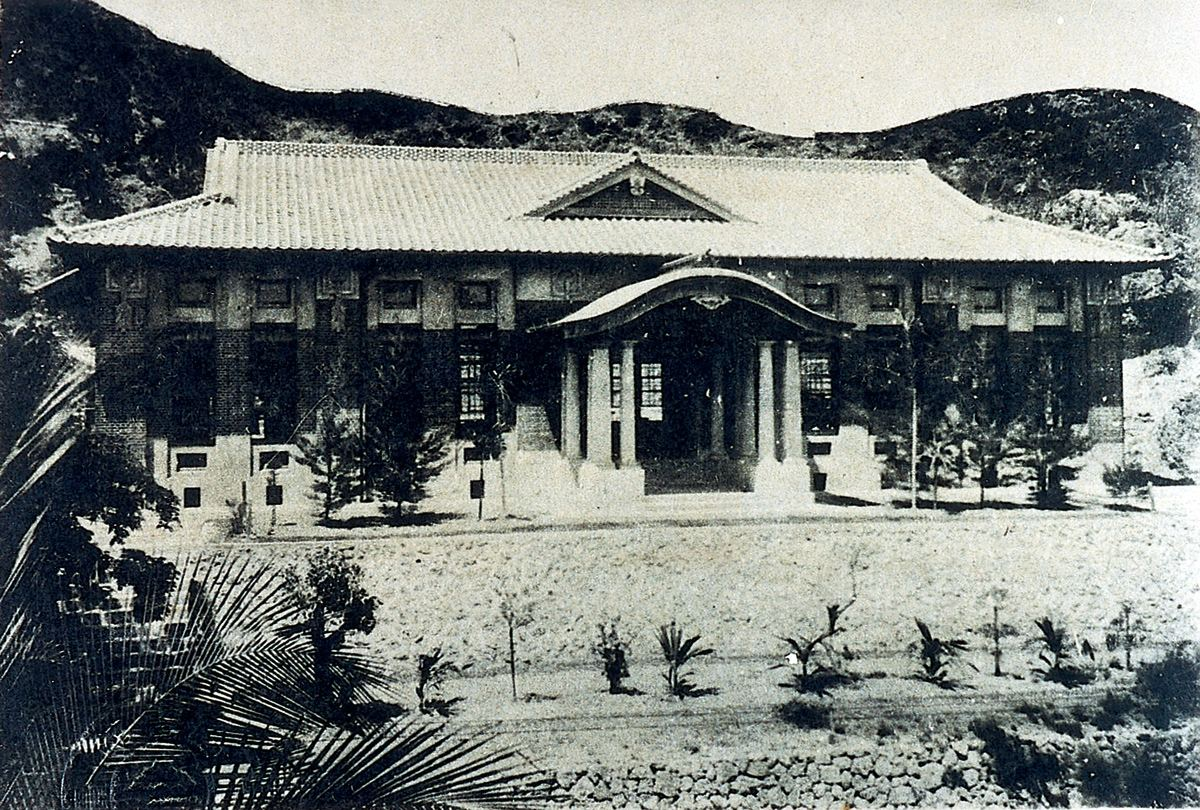
高雄武德殿振武館
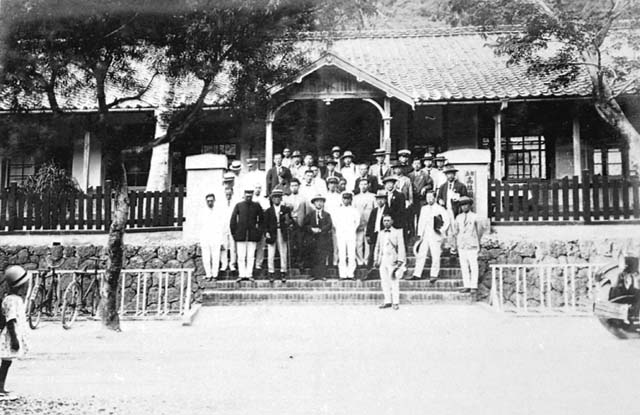
高雄圖書館
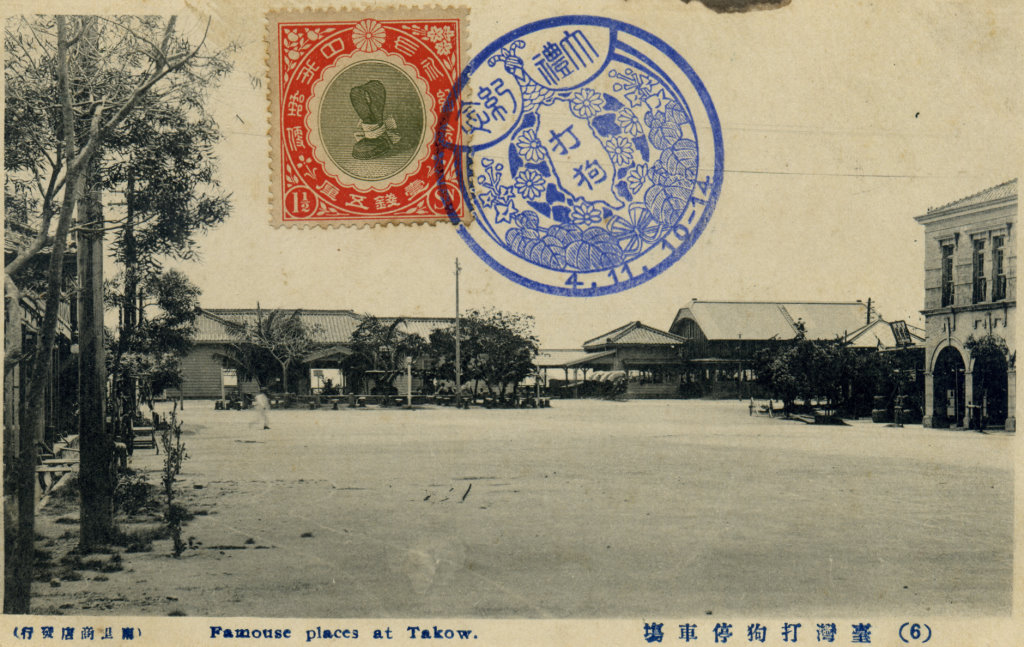
高雄驛前的高雄市商品陳列館(右側)
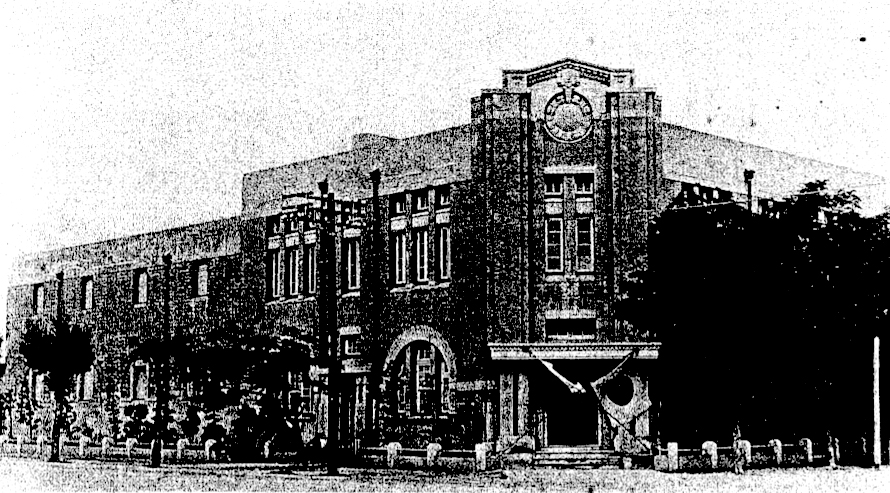
專賣局高雄支局
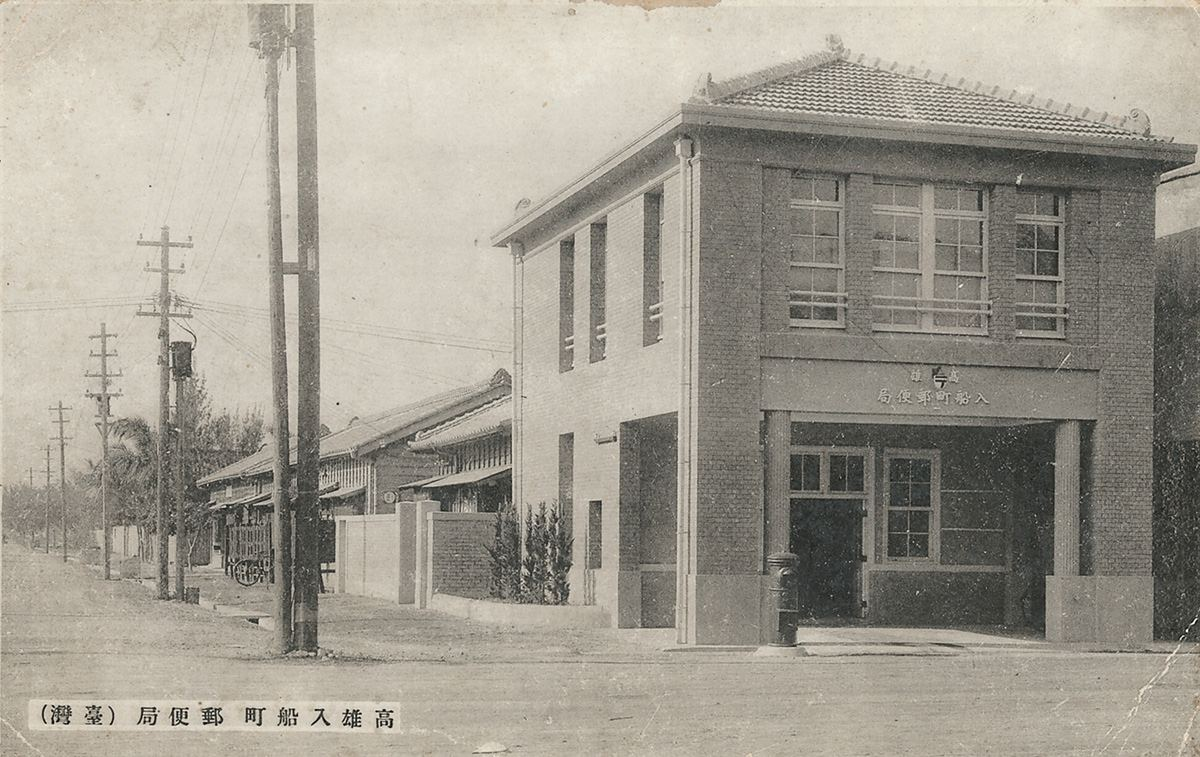
高雄入船町郵便局
高雄稅關廳舍
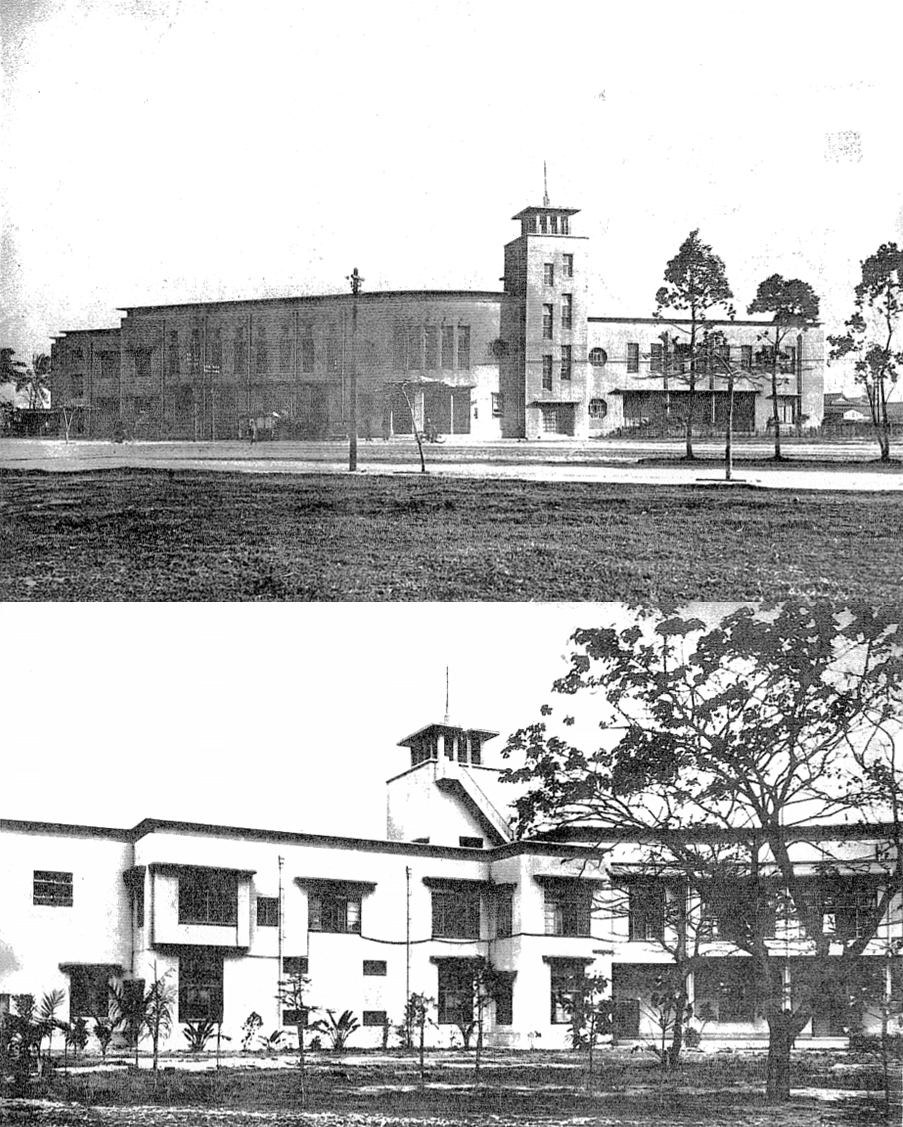
高雄州商工奬勵館
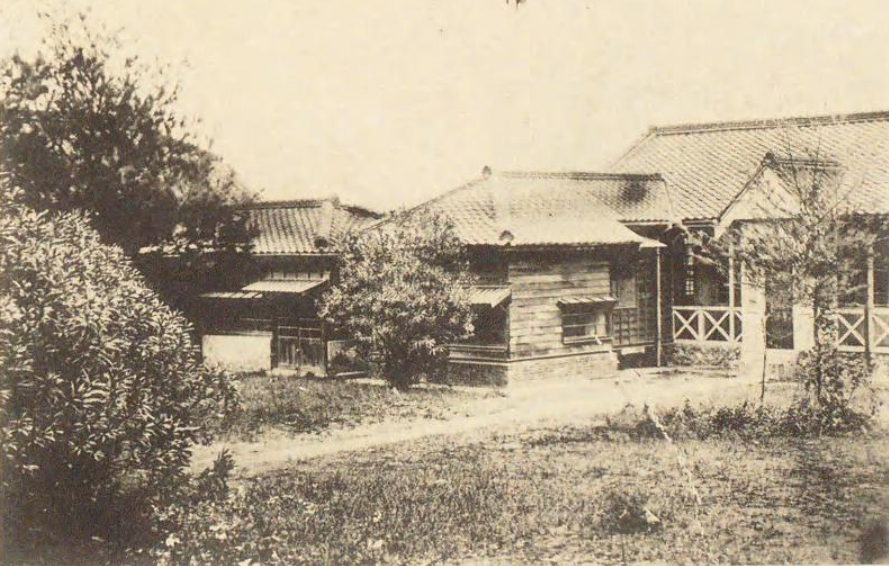
平安醫院
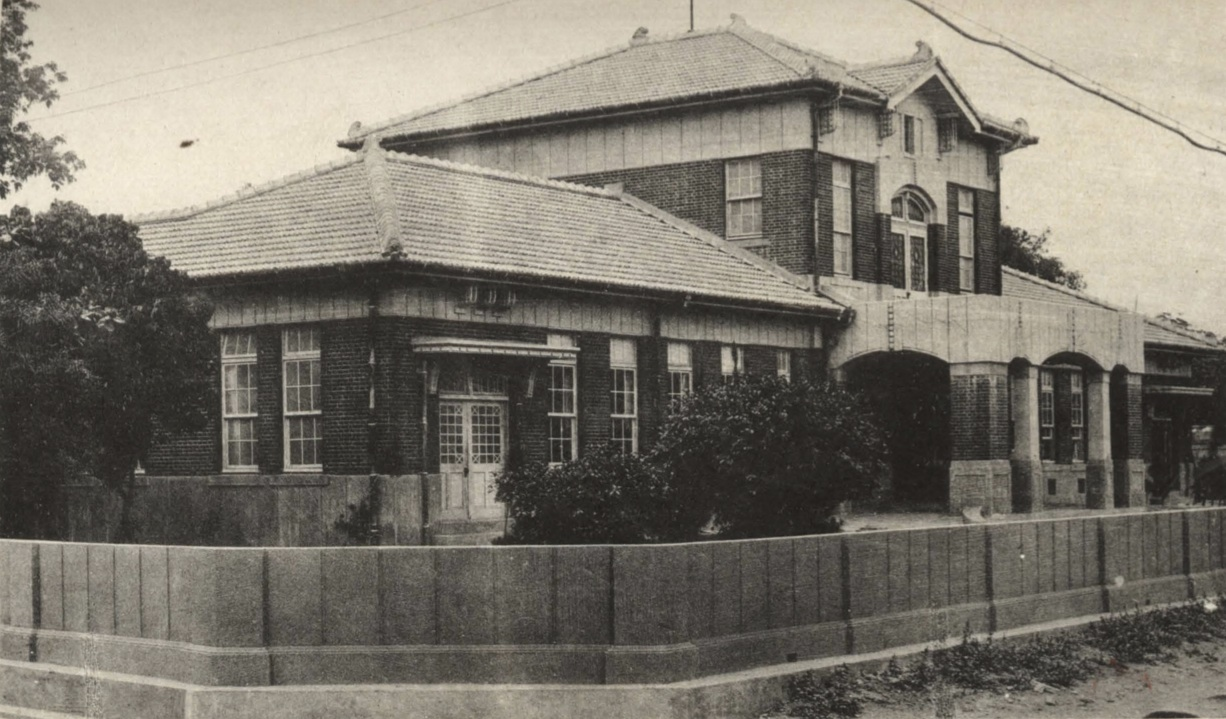
鳳山郡役所
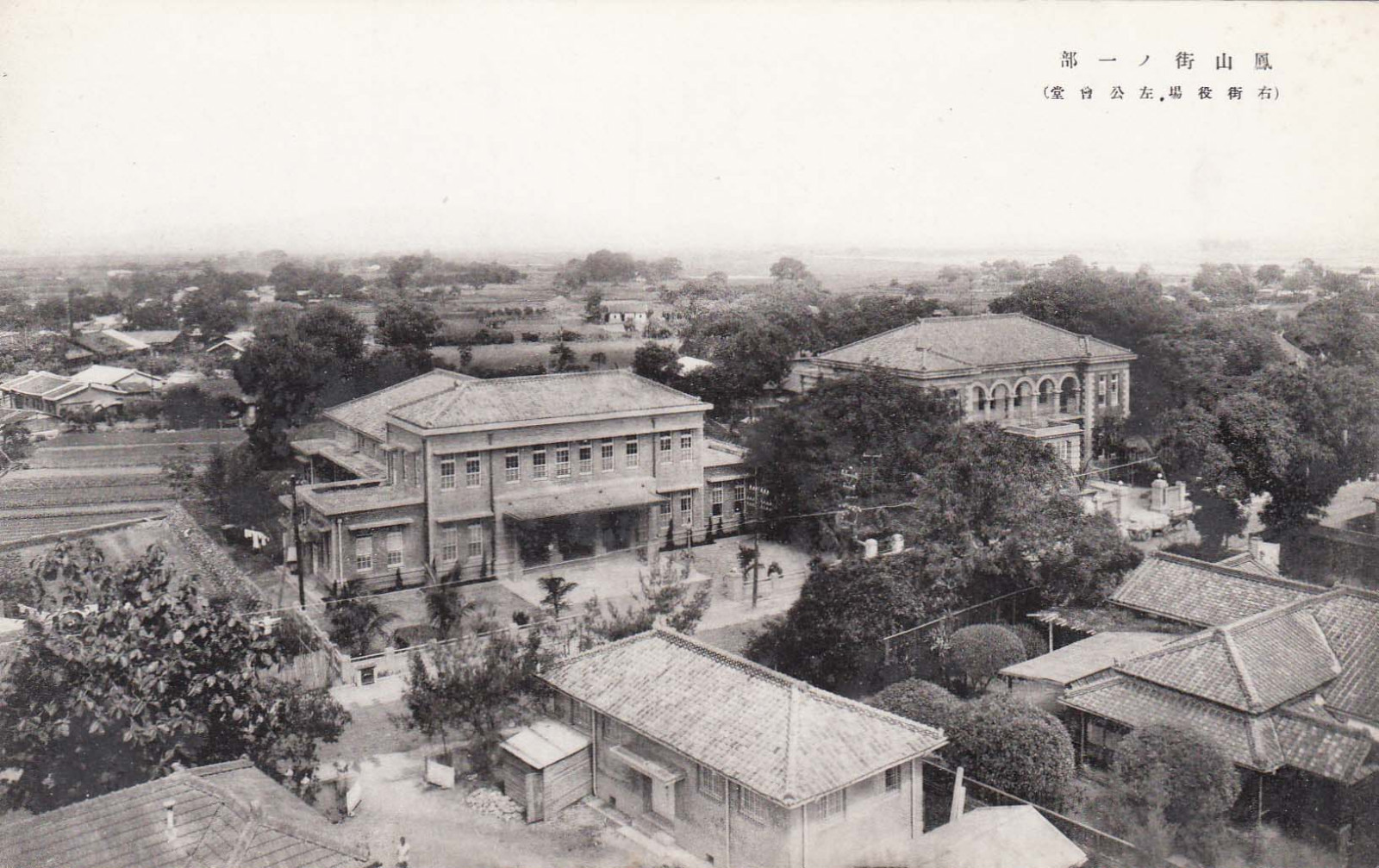
鳳山街役場(右)與公會堂(左)
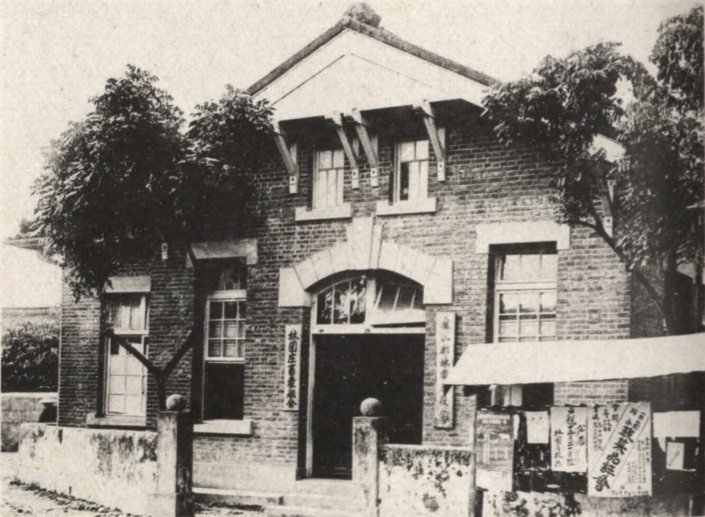
林園庄役場
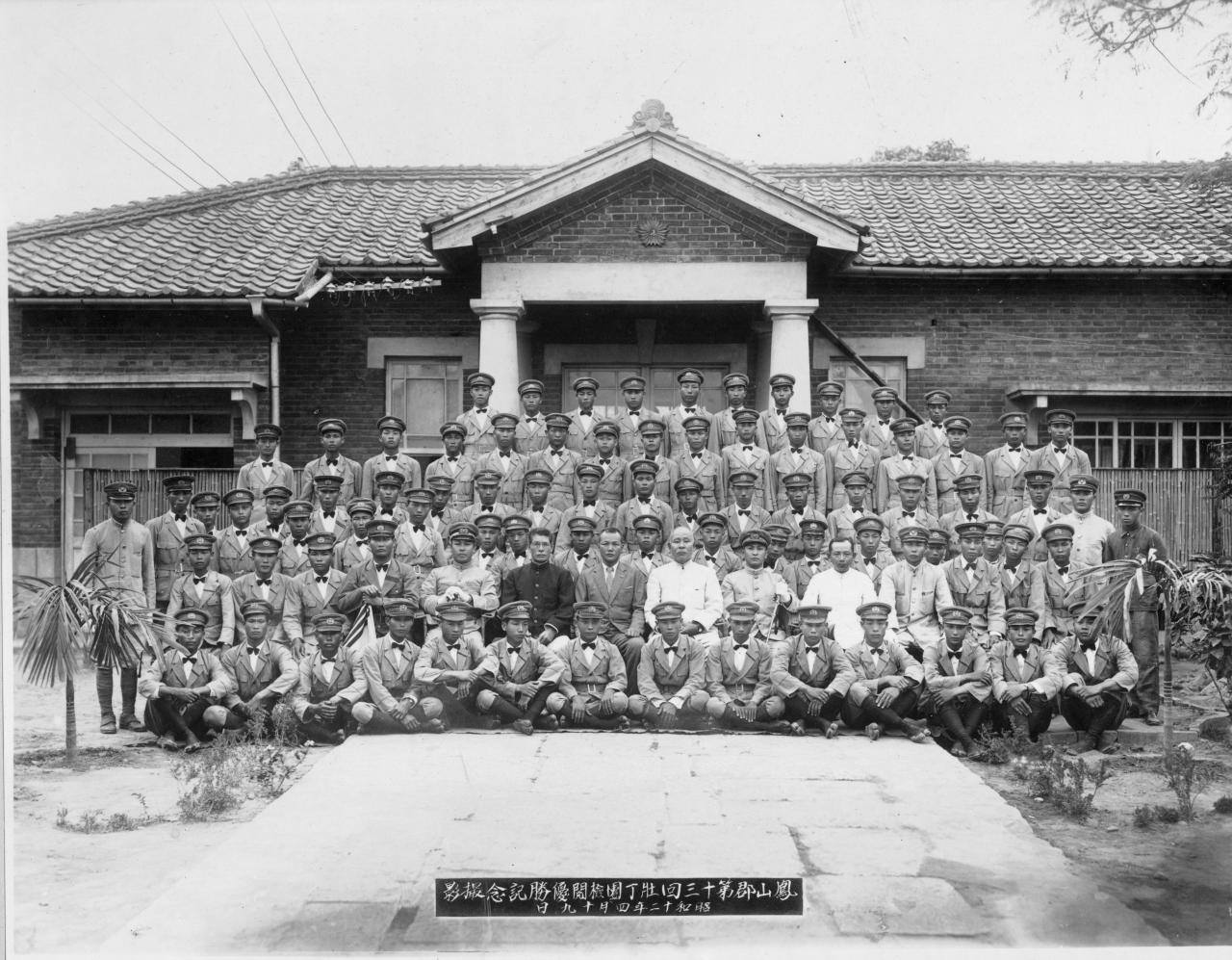
頂林仔邊警察官吏派出所
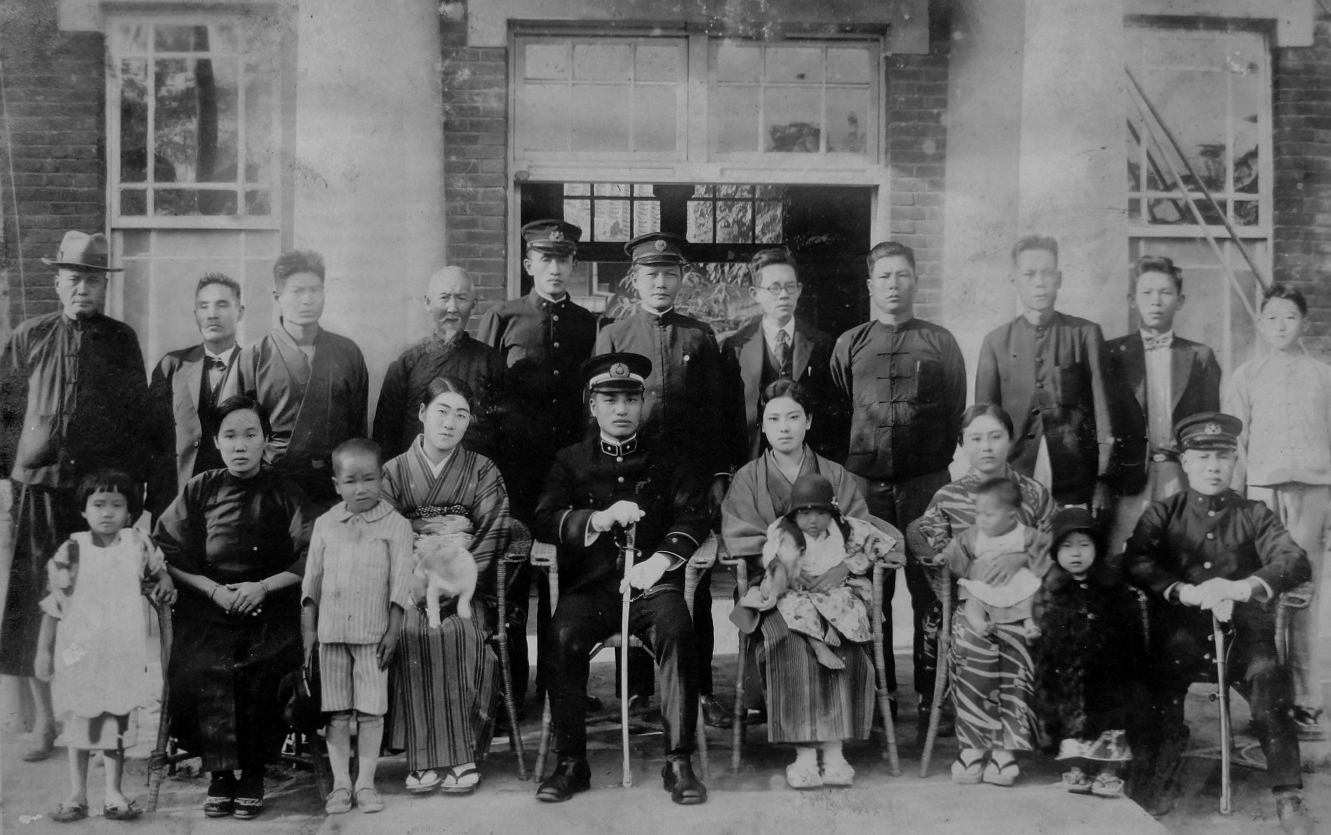
頂林仔邊警察官吏派出所
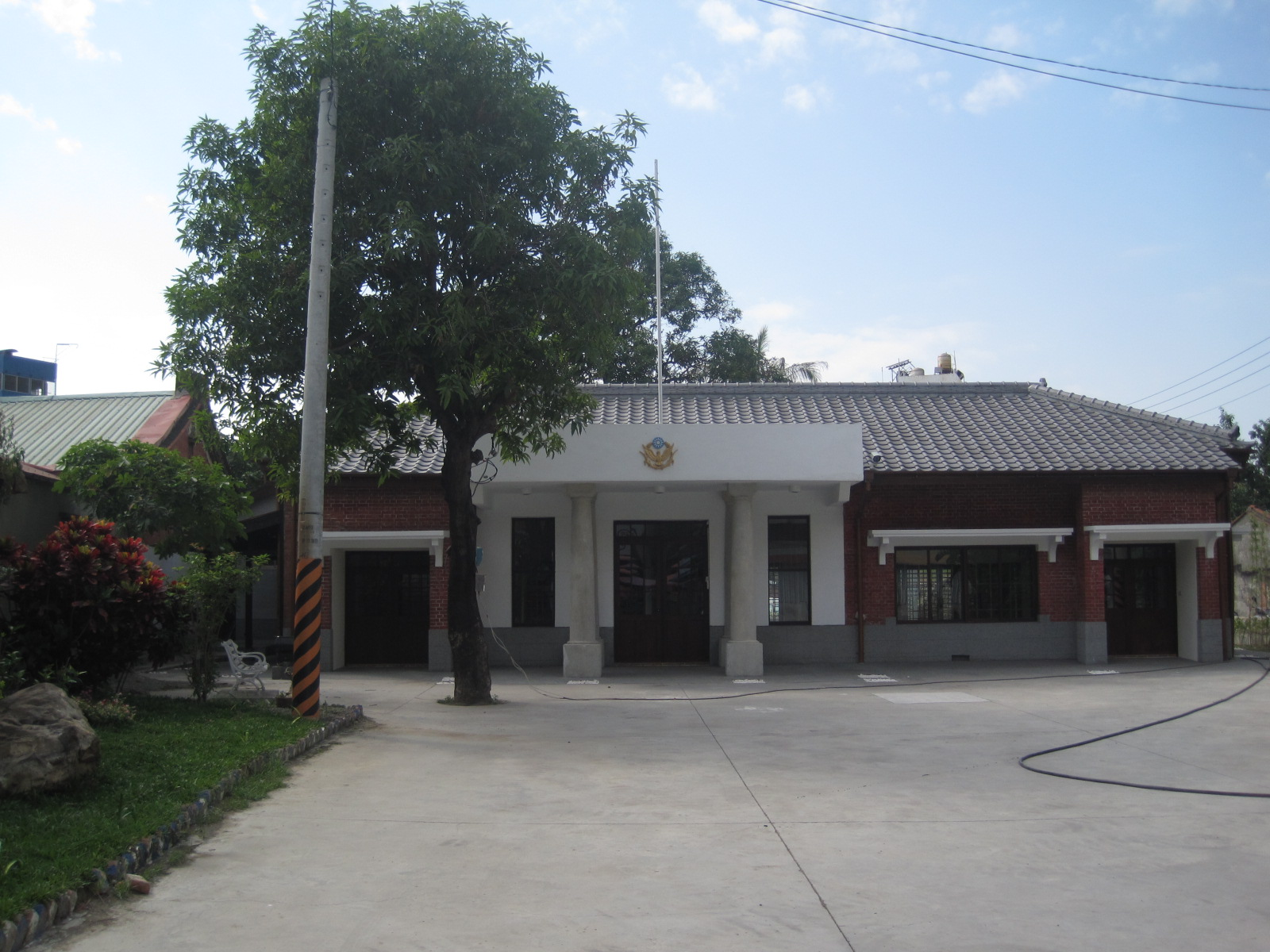
頂林仔邊警察官吏派出所
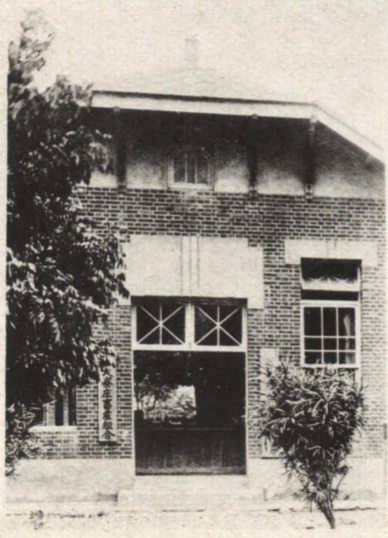
大寮庄役場
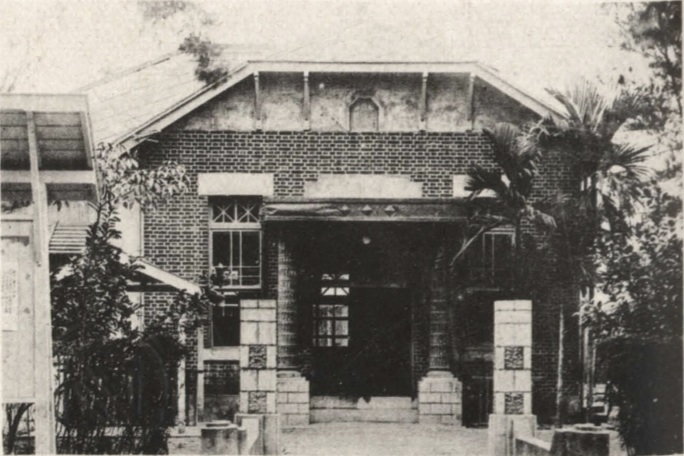
小港庄役場
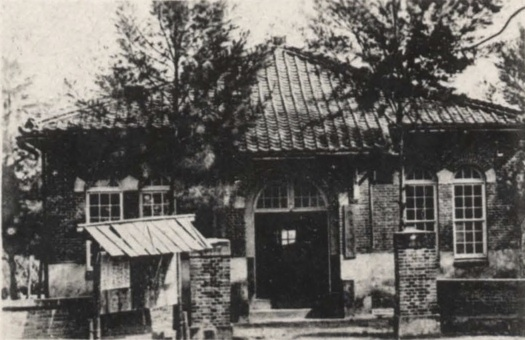
仁武庄役場
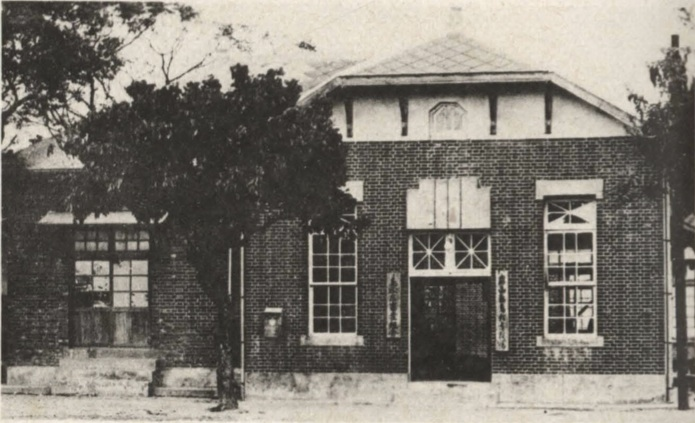
鳥松庄役場
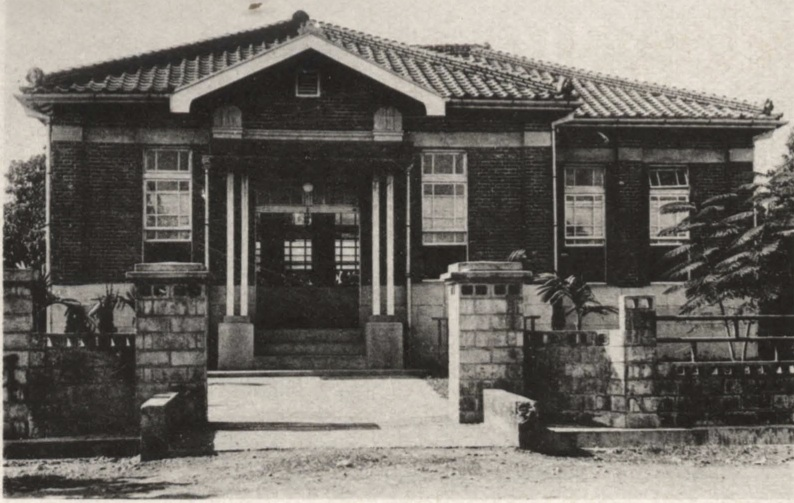
大樹庄役場
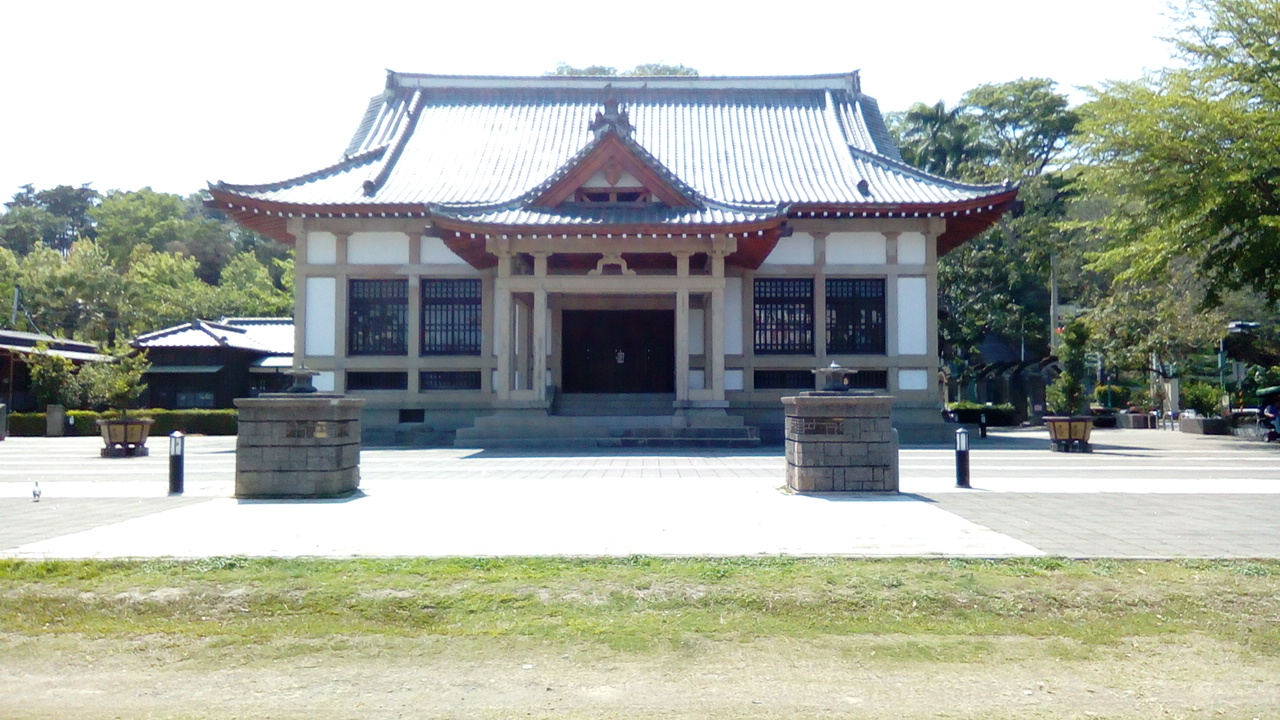
旗山武德殿
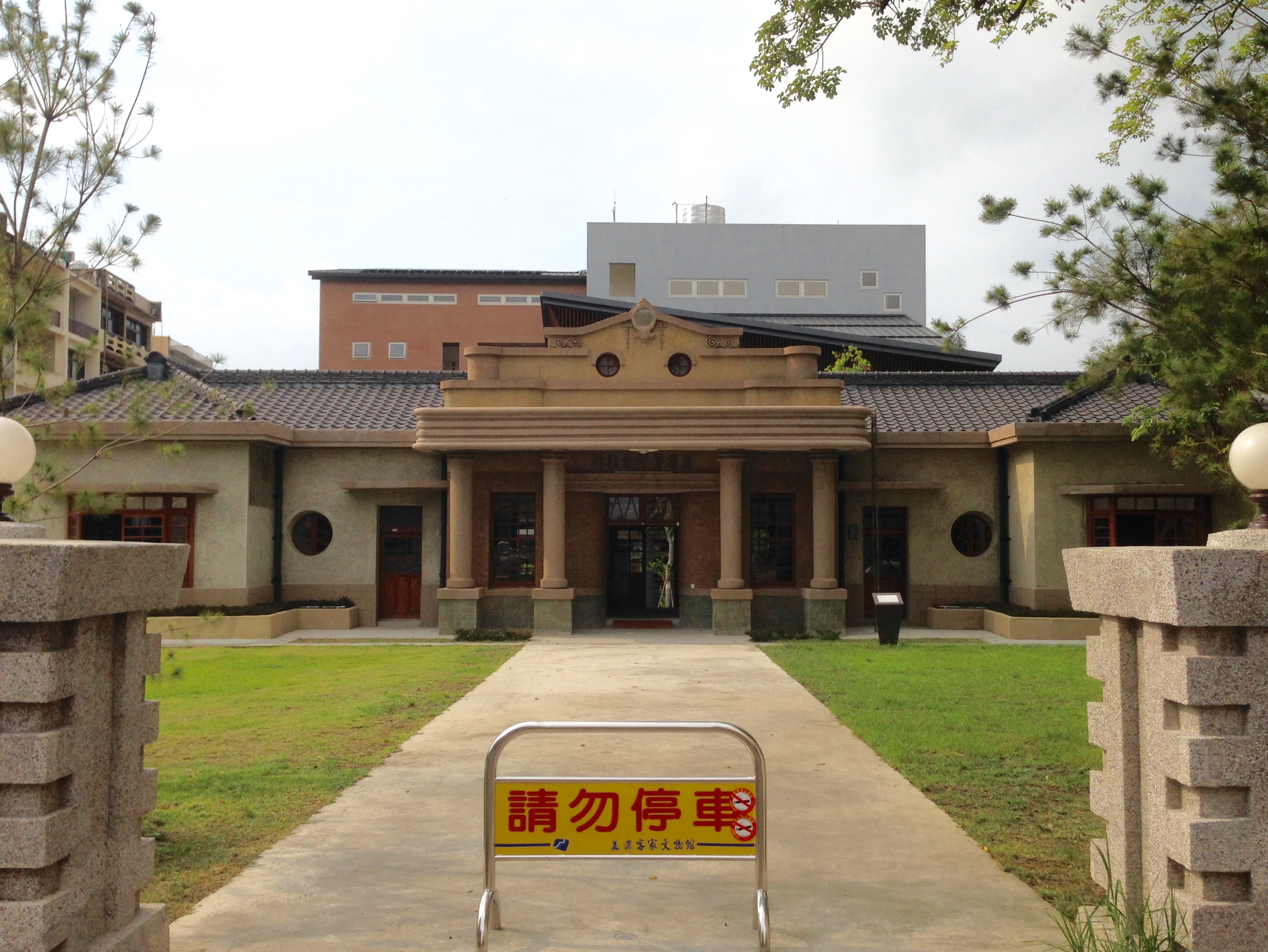
美濃警察分駐所
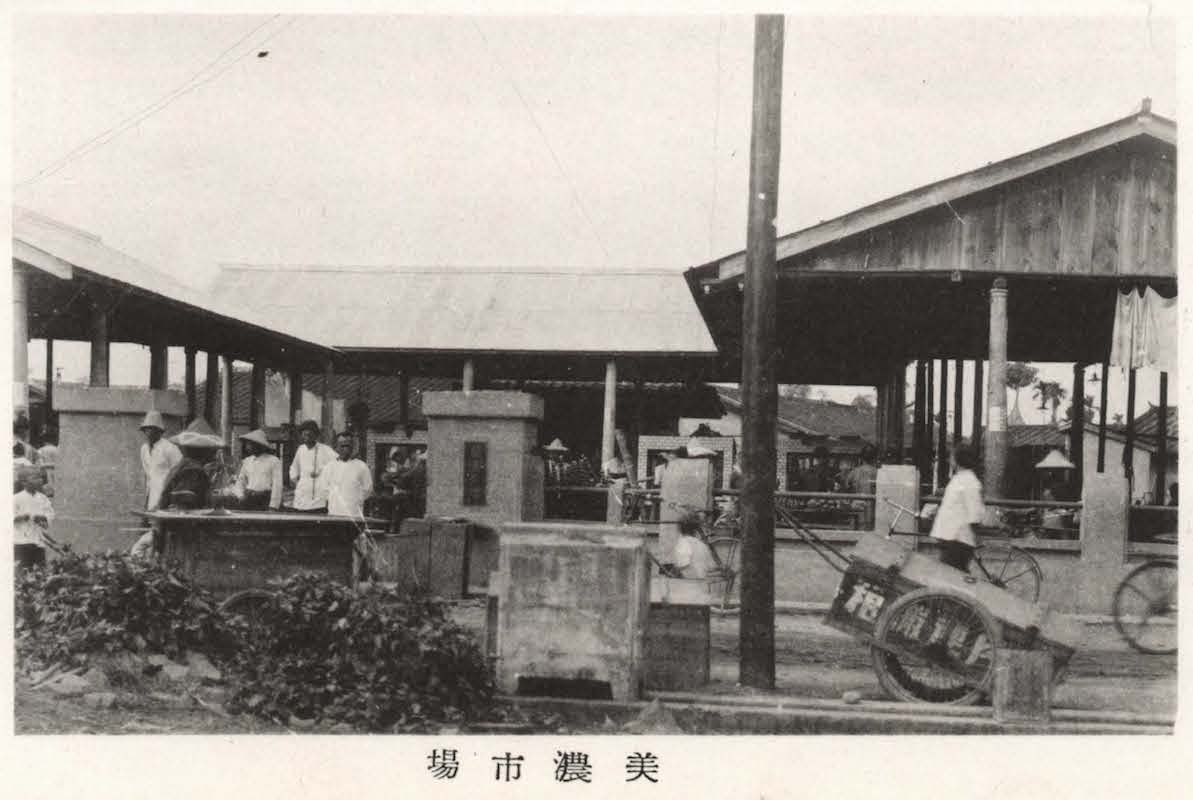
美濃市場
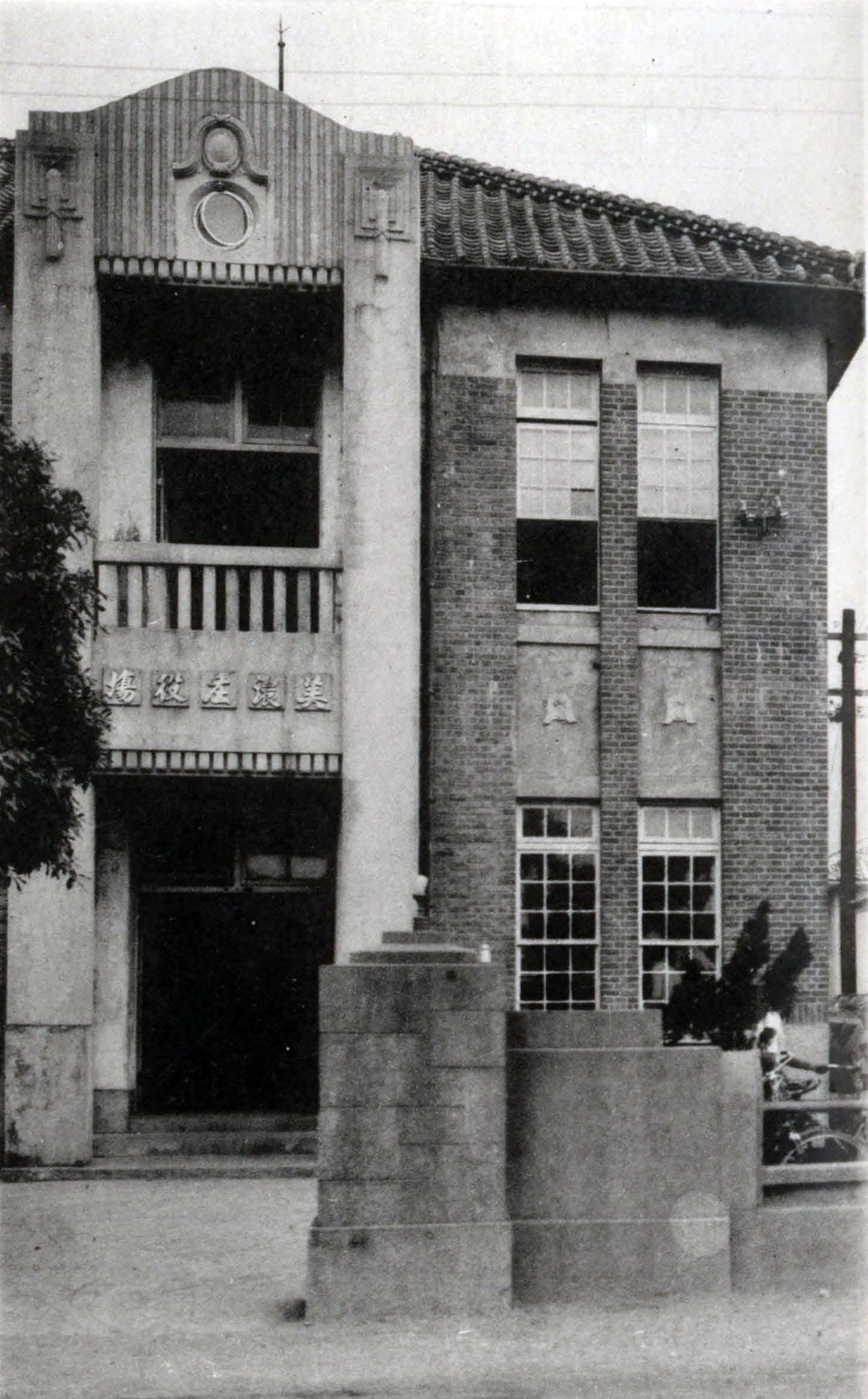
美濃庄役場

## 學校建築

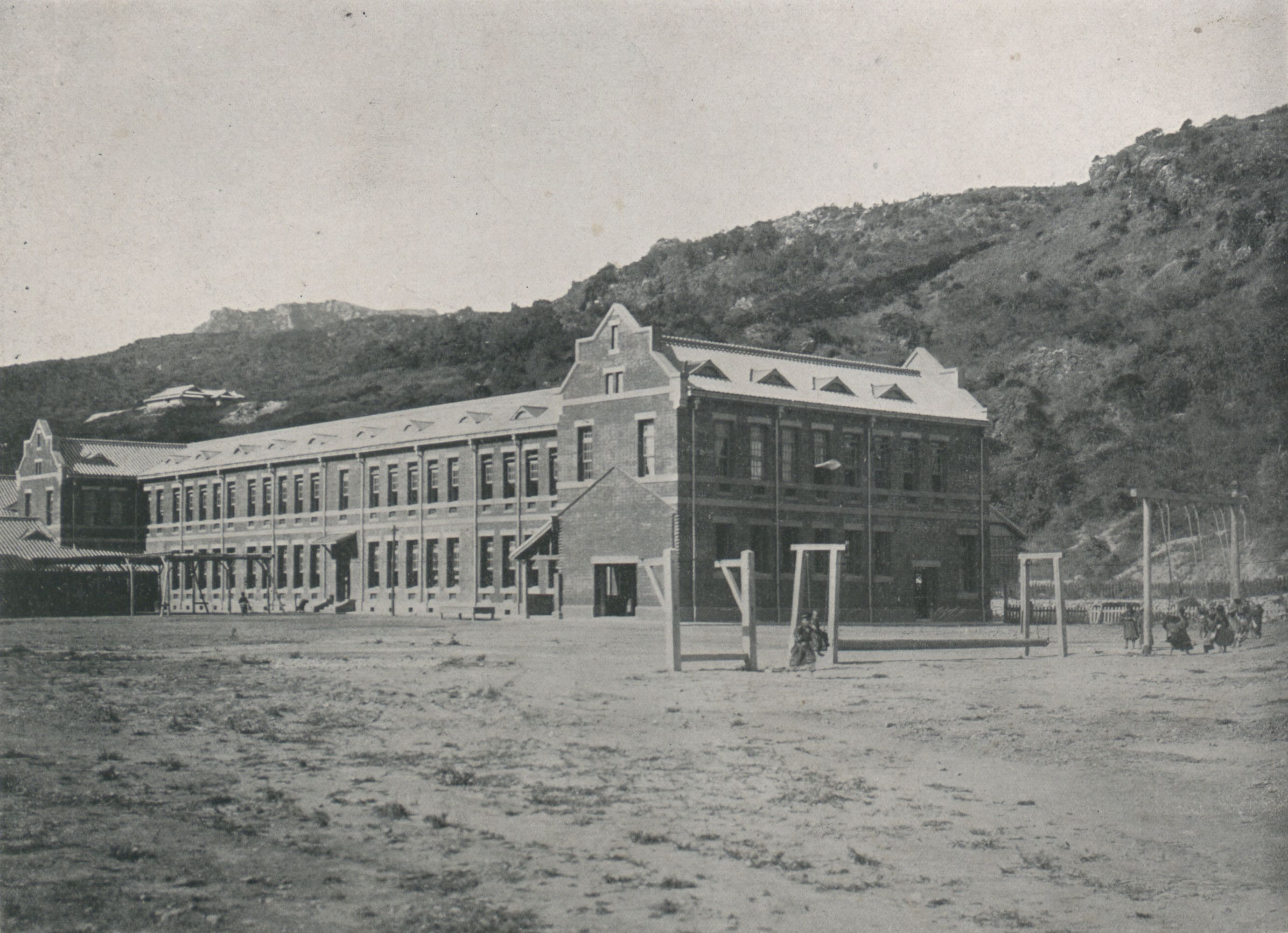
打狗公學校 / 高雄第一公學校 / 平和公學校，創建於1897年，日本明治三十年
- 舊城公學校 / 左營第一公學校（已改建），創建於1900年，日本明治三十三年
- 舊城公學校內惟分教室（已改建），創建於1920年，日本大正九年
- 高雄第三公學校 / 旭公學校（今高雄市三民區三民國小，已改建），創建於1921年，日本大正十年
- 高雄第二公學校 / 苓雅寮公學校 / 青葉公學校（今成功國小、苓州國小，已改建）
- 高雄第四公學校 /  高雄市東園公學校（已改建）
- 打狗第一幼稚園（後來的高雄圖書館，已不存）[7]
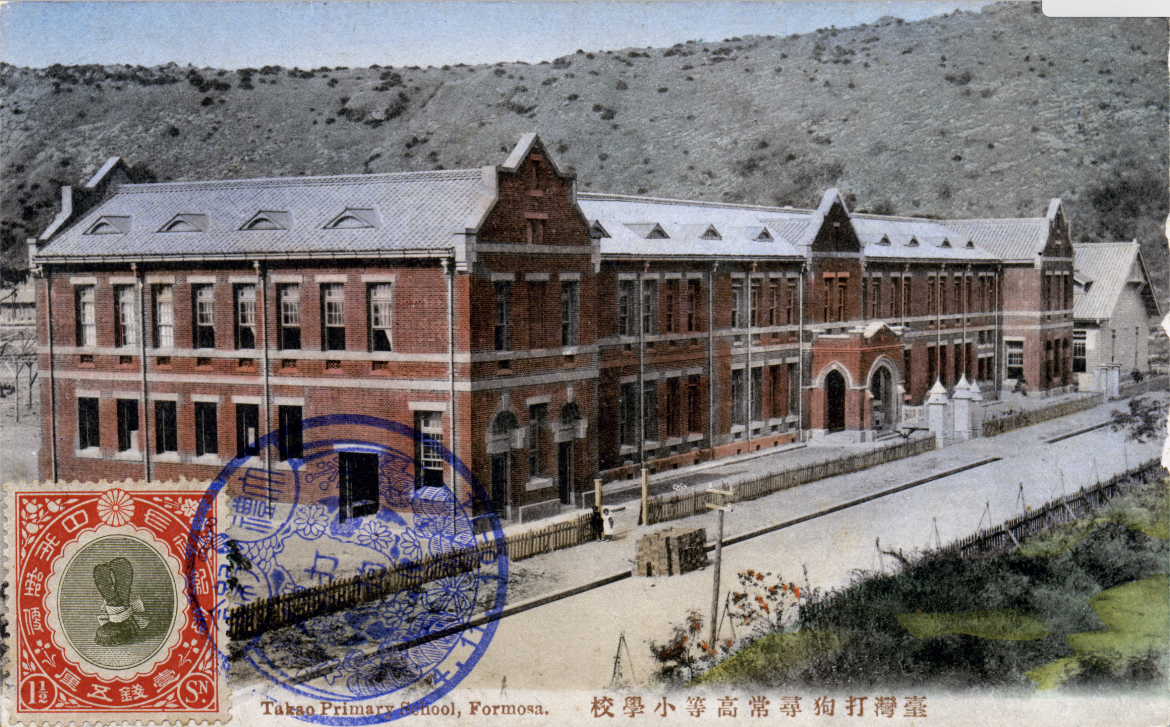
打狗尋常高等小學校 / 高雄第一尋常高等小學校（今鼓山國小，已改建），創建於1907年，日本明治四十年
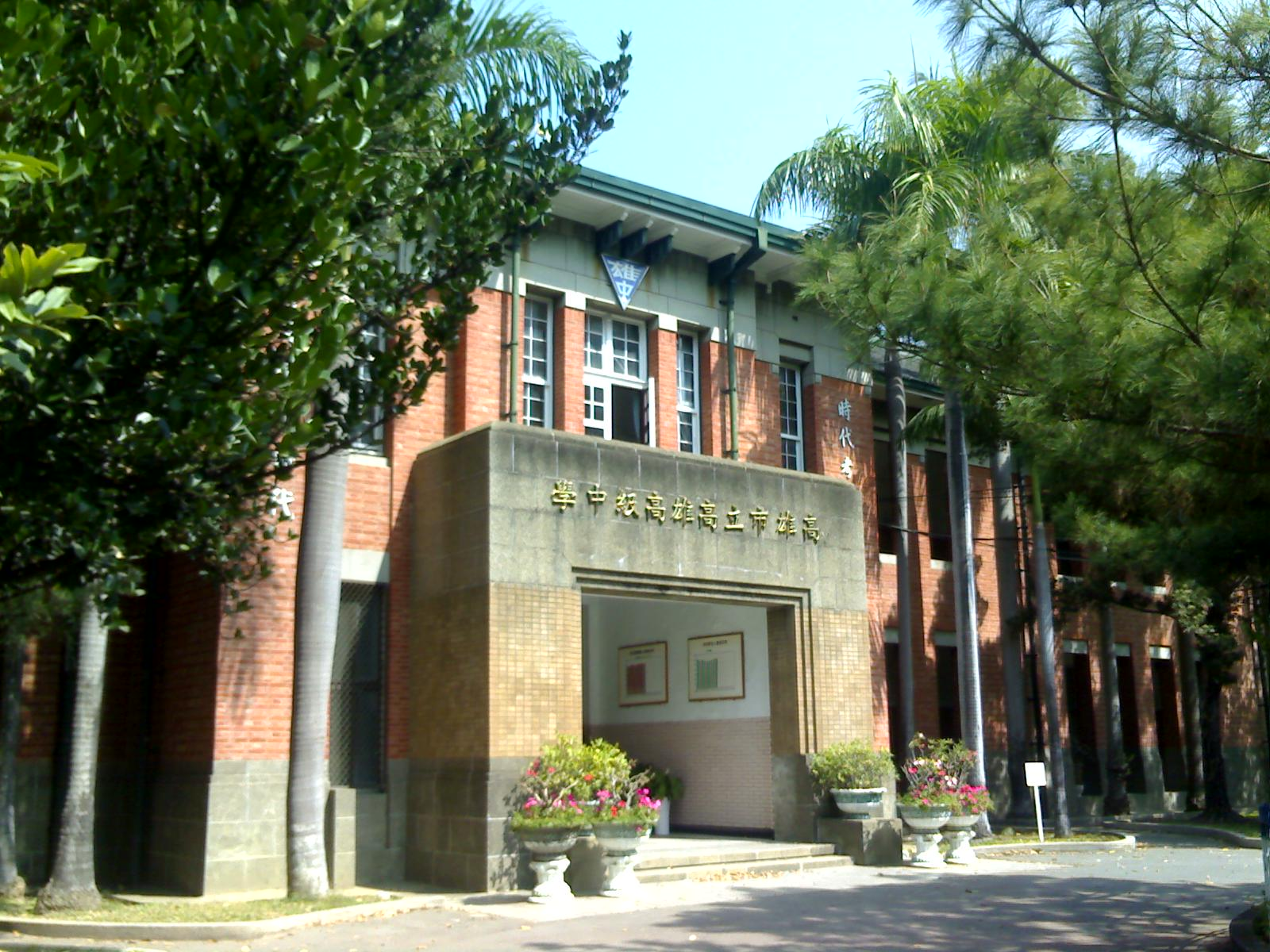
高雄第二尋常小學校（今鹽埕國小，已改建）
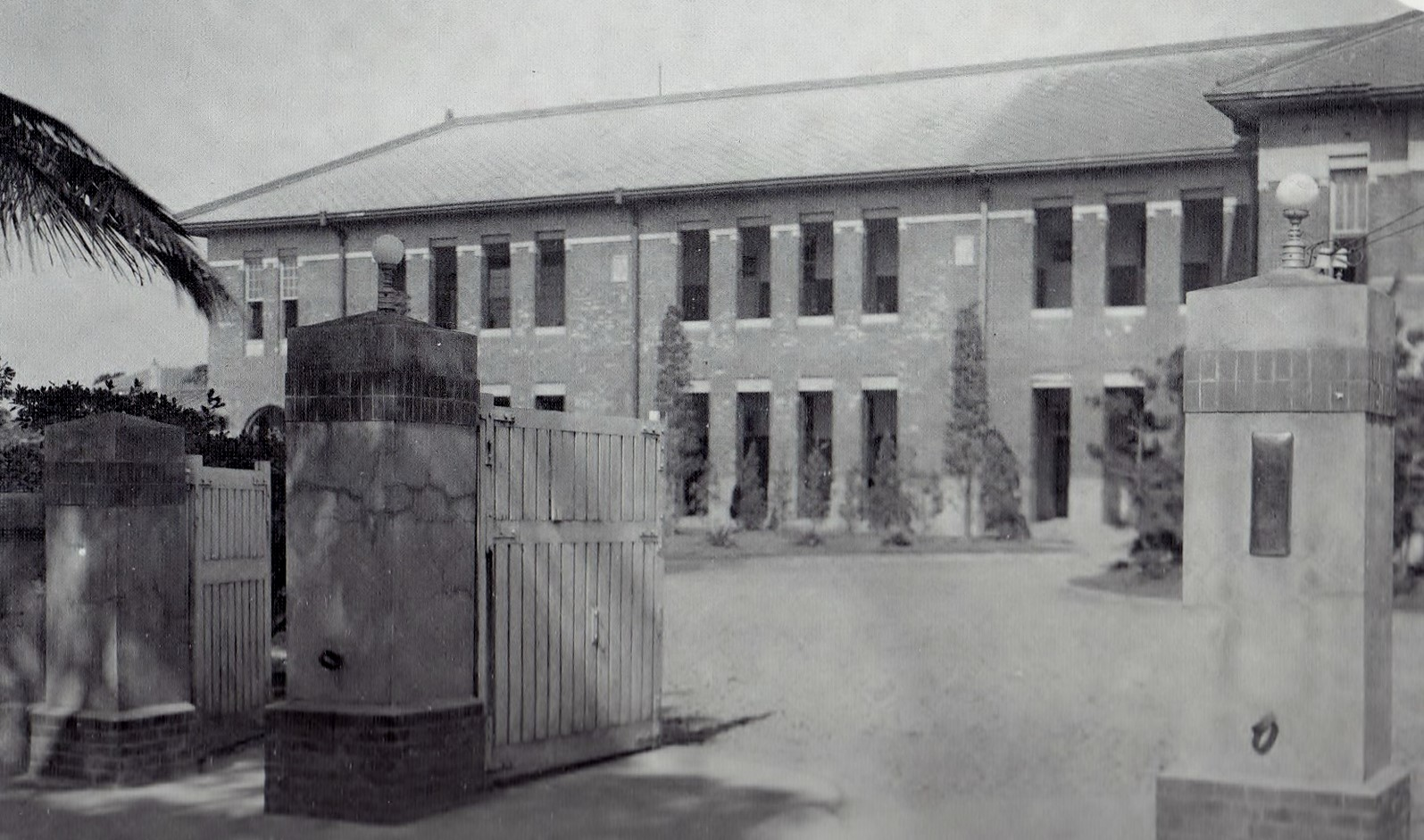
高雄市大和尋常小學校（今前金國小，已改建）
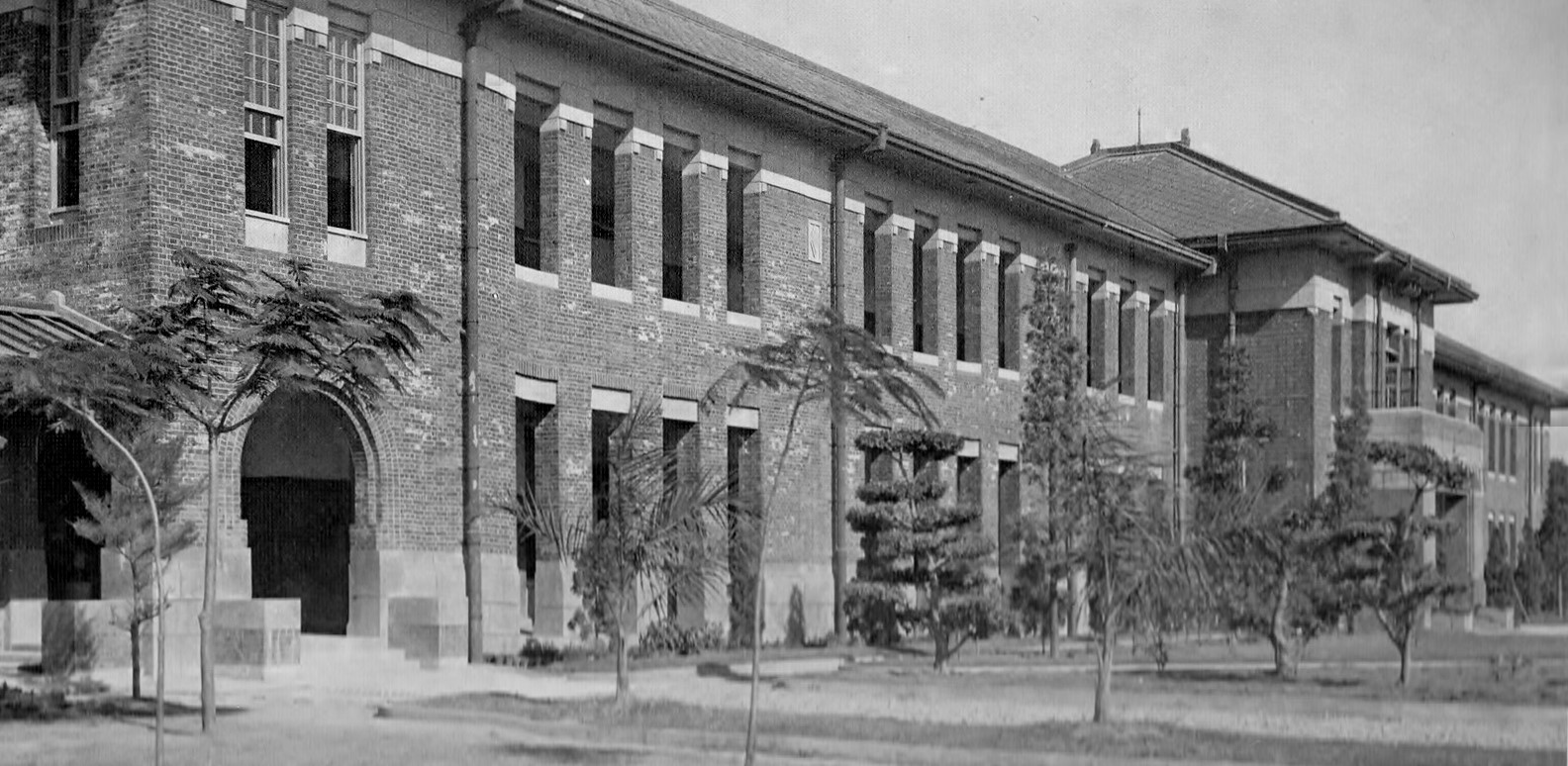
高雄州立高雄中學校，創建於1922年，日本大正十一年
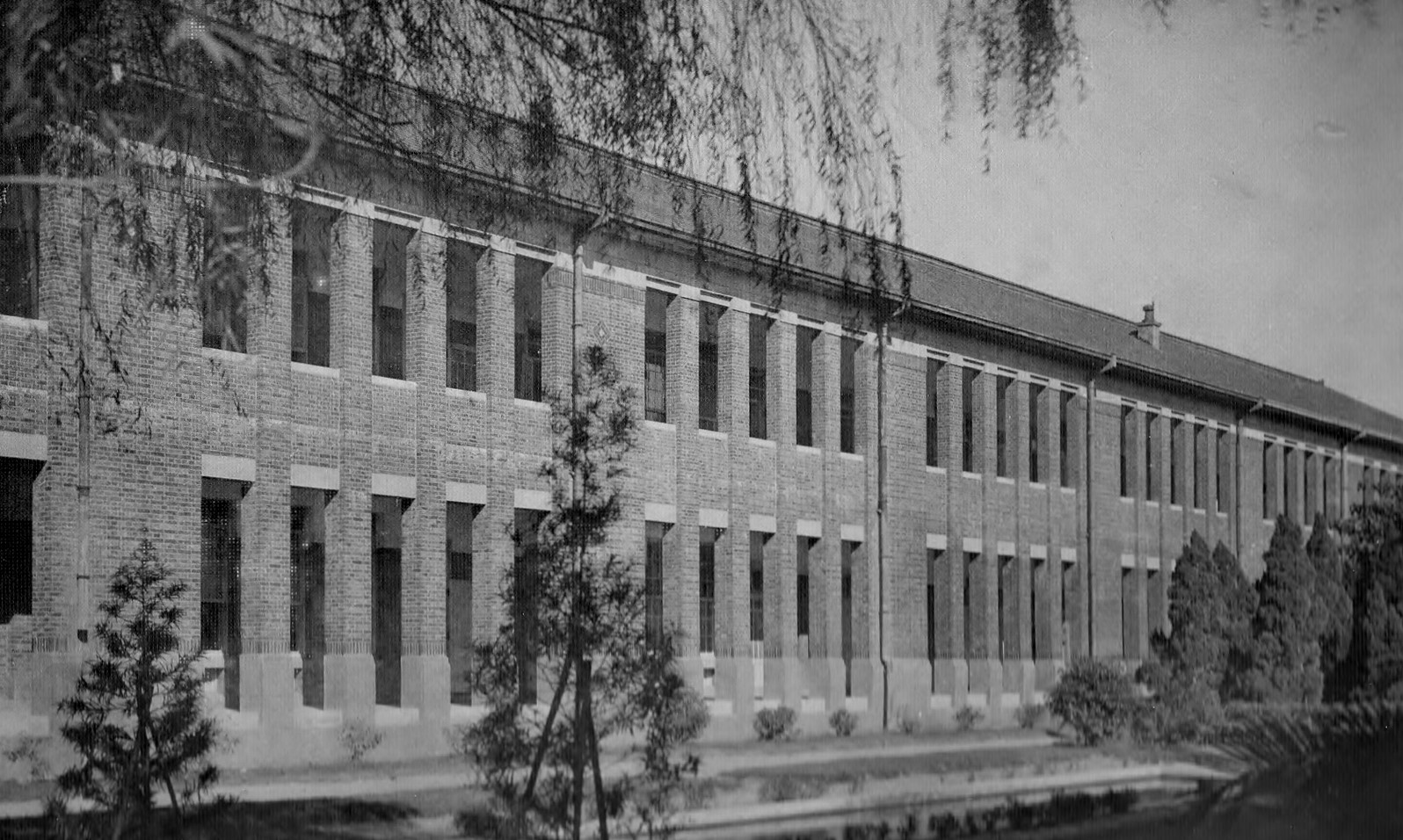
高雄州立高雄高等女學校（已改建），創建於1924年，日本大正十三年
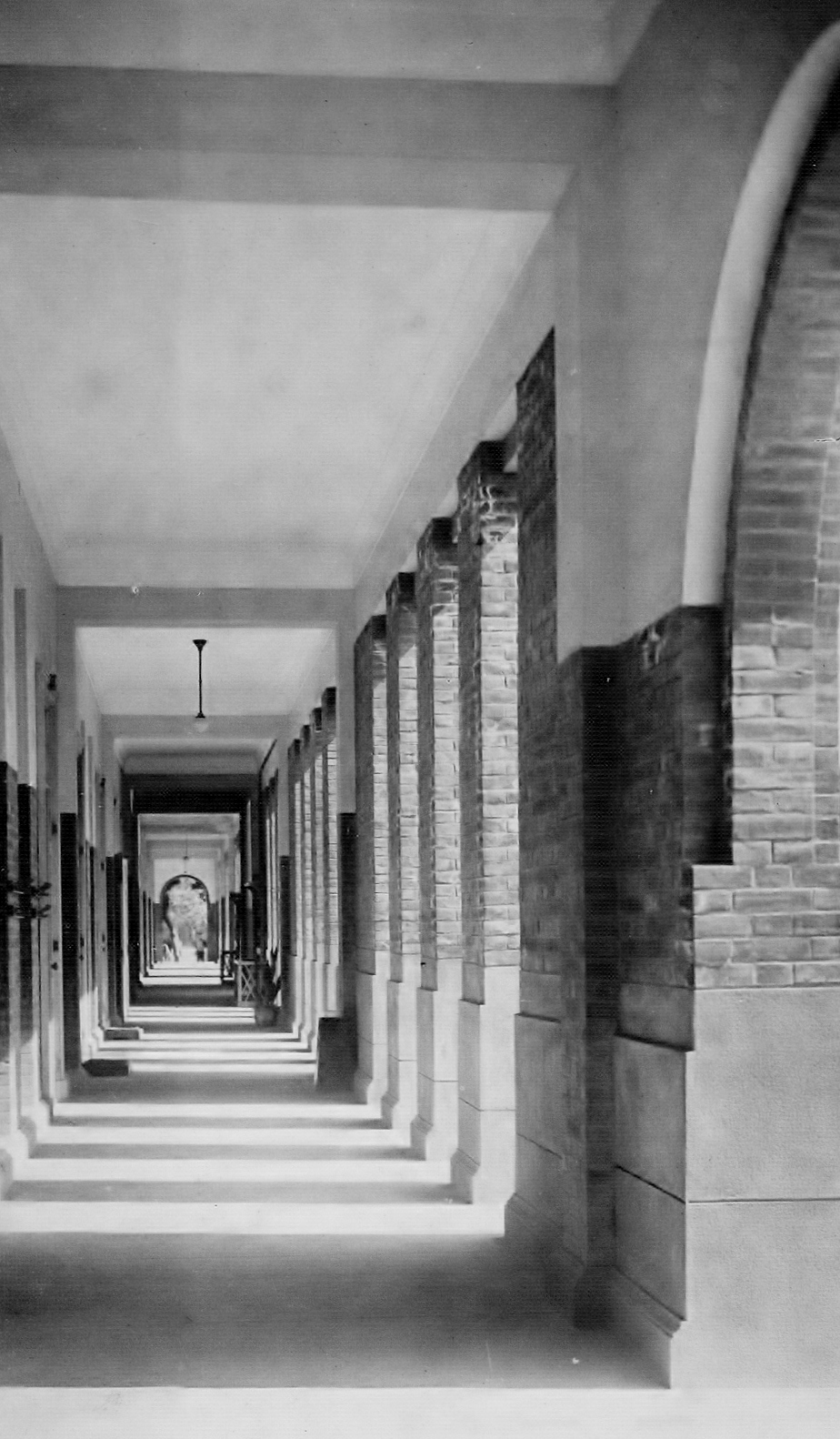
高雄商工專修學校（已改建），創建於1935年
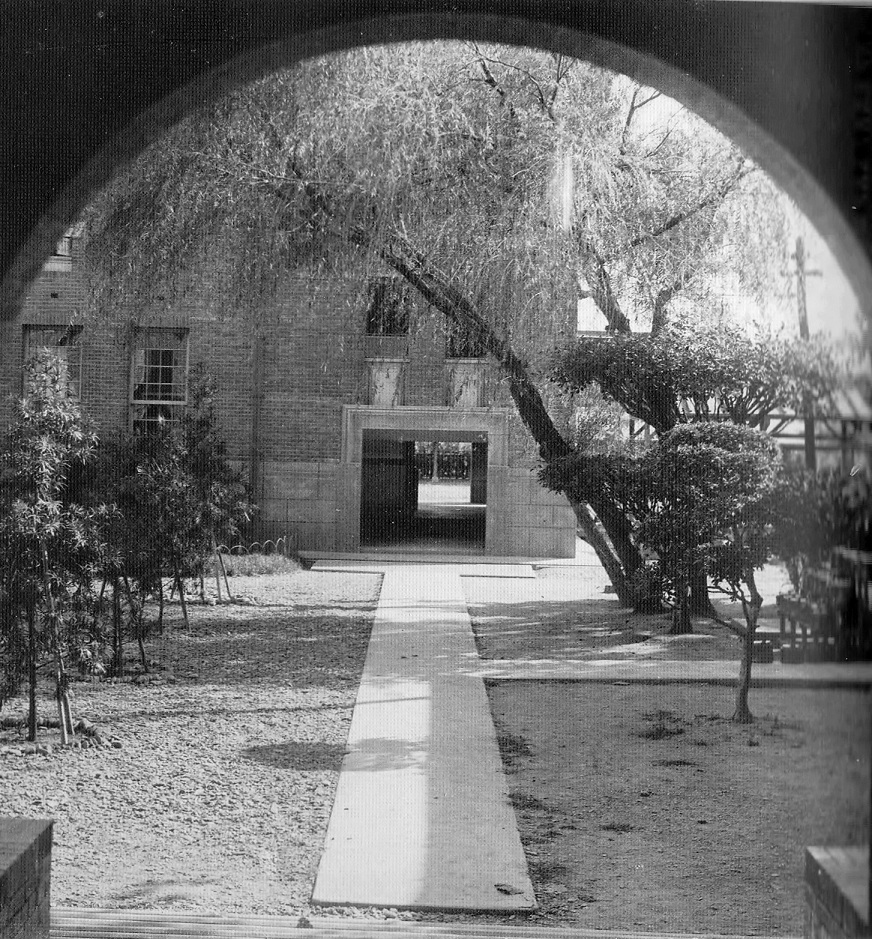
高雄州立高雄商業學校（已改建），創建於1937年
- 高雄州立高雄工業學校（已改建），創建於1942年
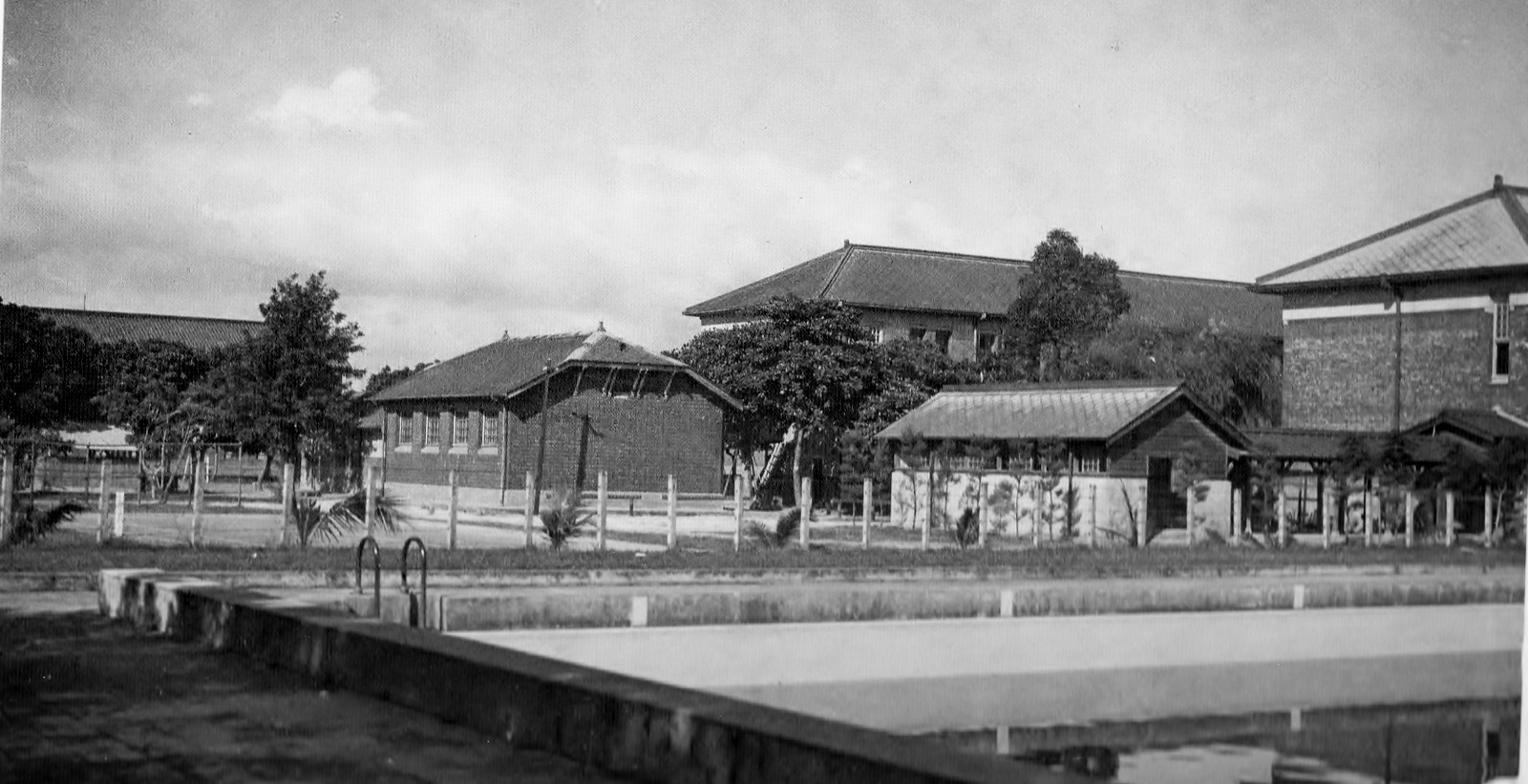
高雄州立高雄第二中學校（已不存）
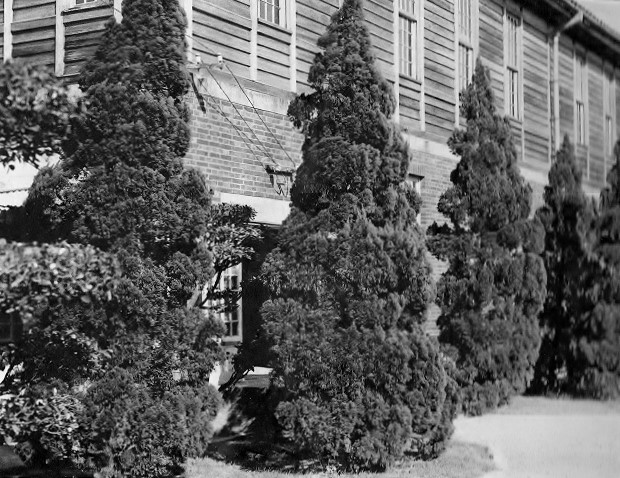
高雄女子技藝學校 / 高雄淑德女學校（已改建）
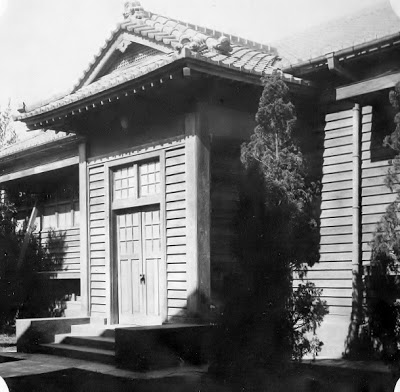
高雄中學校武道館(雅樂軒)
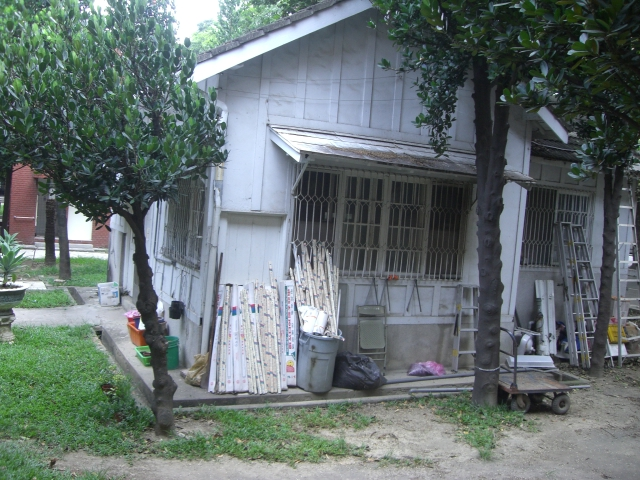
高雄中學茶水間(小白屋)
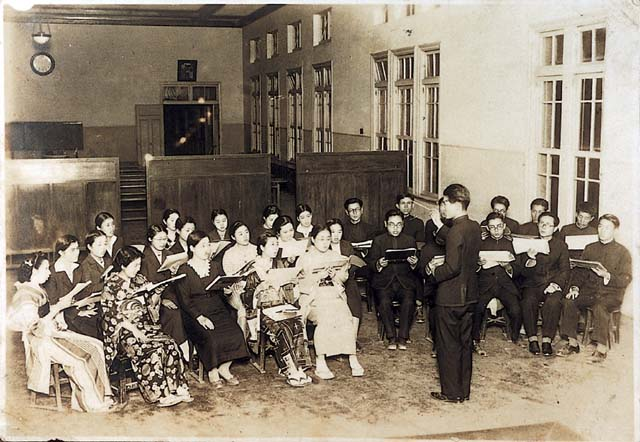
1939年，高雄首創高雄市混聲合唱團，圖為其表演前於高雄女中禮堂內練習的畫面，中間指揮者為女中教師宮崎千藏。

- 鳳山國語傳習所 / 鳳山公學校（今鳳山國小，已改建），創建於1896年，1898年改稱鳳山公學校 [45]
- 鳳山尋常高等小學校（今曹公國小，已改建)
- 鳳山園藝專修學校 / 鳳女子農業學校（今鳳山高中，已改建）
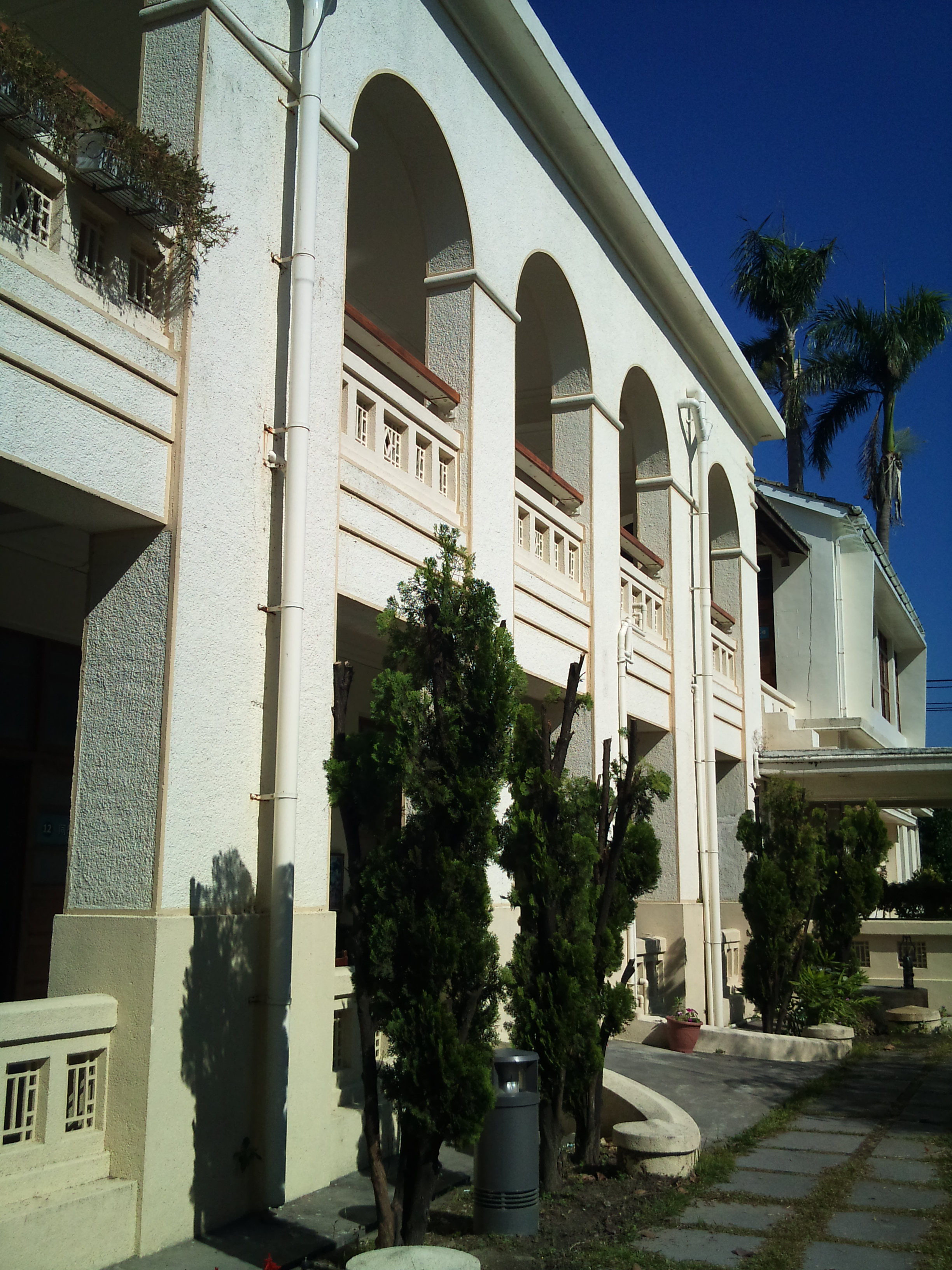
蕃薯藔尋常高等小學校（後來的鼓山國小，今旗山生活文化園區）
- 蕃薯藔公學校（今旗山國小）
- 旗山實踐農民學校（今旗山農工，已改建）
- 岡山農業專修學校（今岡山農工，已改建）
- 林園農業專修學校（今林園高中，已改建）  - 打狗尋常高等小學校
  - 打狗尋常高等小學校
  - 高雄中學校
  - 高雄中學校
  - 高雄中學校
  - 高雄中學校
  - 高雄中學校
  - 高雄中學校
  - 高雄中學校游泳池邊
  - 高雄中學校學寮
  - 高雄中學校武道館(雅樂軒)
  - 高雄中學茶水間(小白屋)
  - 1939年，高雄首創高雄市混聲合唱團，圖為其表演前於高雄女中禮堂內練習的畫面，中間指揮者為女中教師宮崎千藏。[46]
  - 鼓山國小(旗山生活文化園區)

## 休憩設施與紀念建築

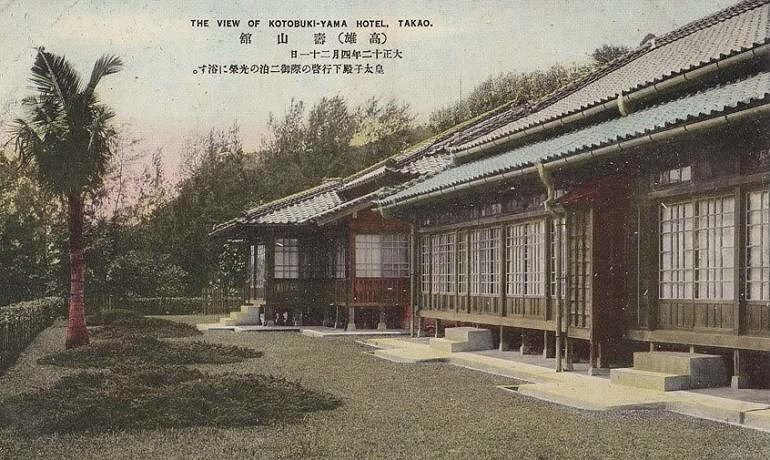
壽山館
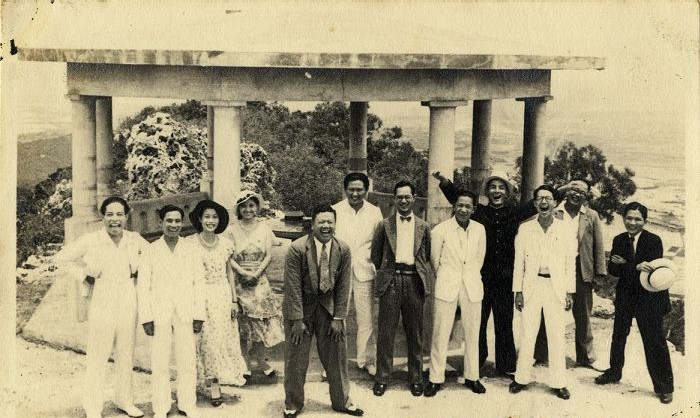
壽之峰
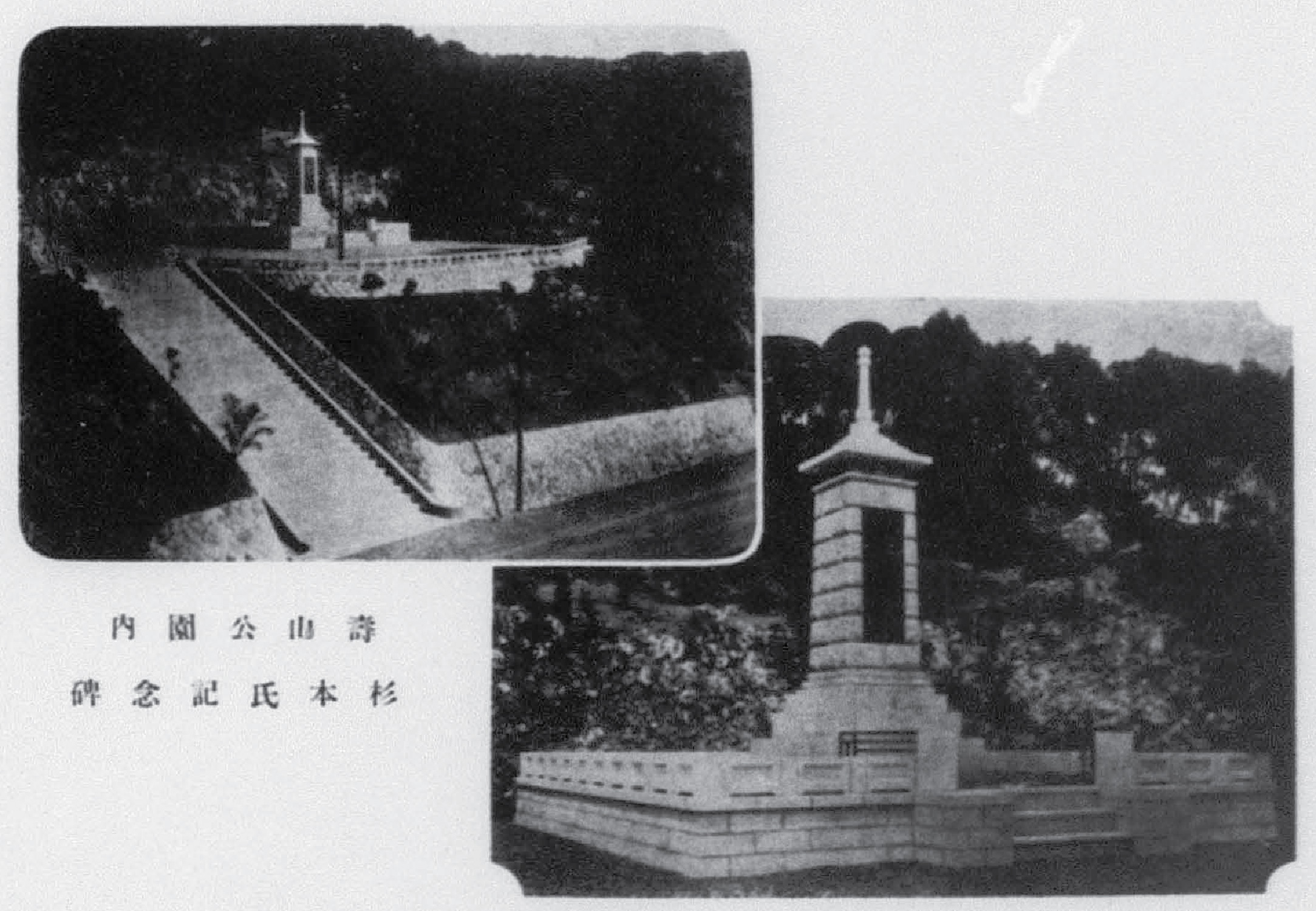
杉本音吉氏頌德紀念碑
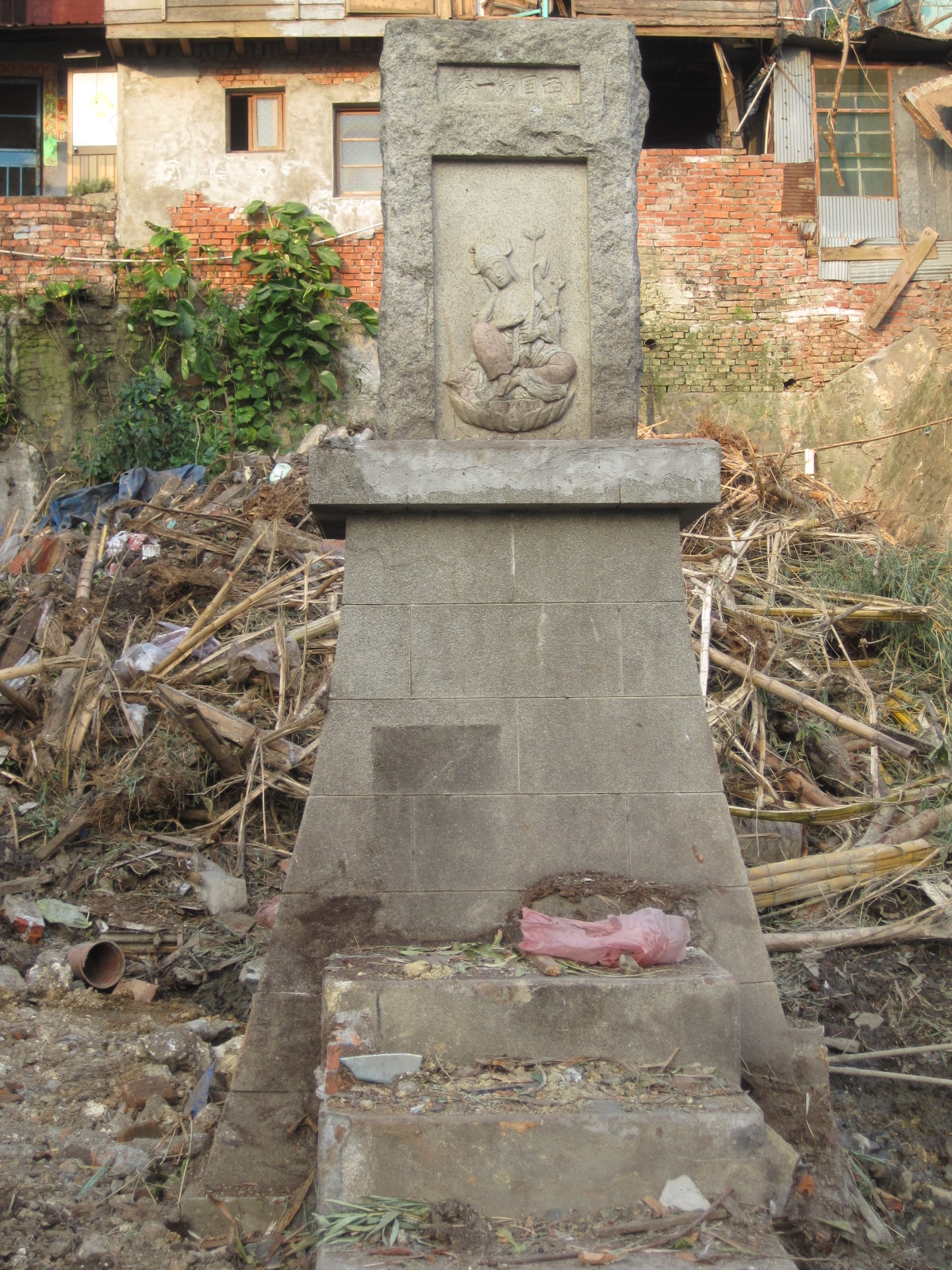
西國第一番
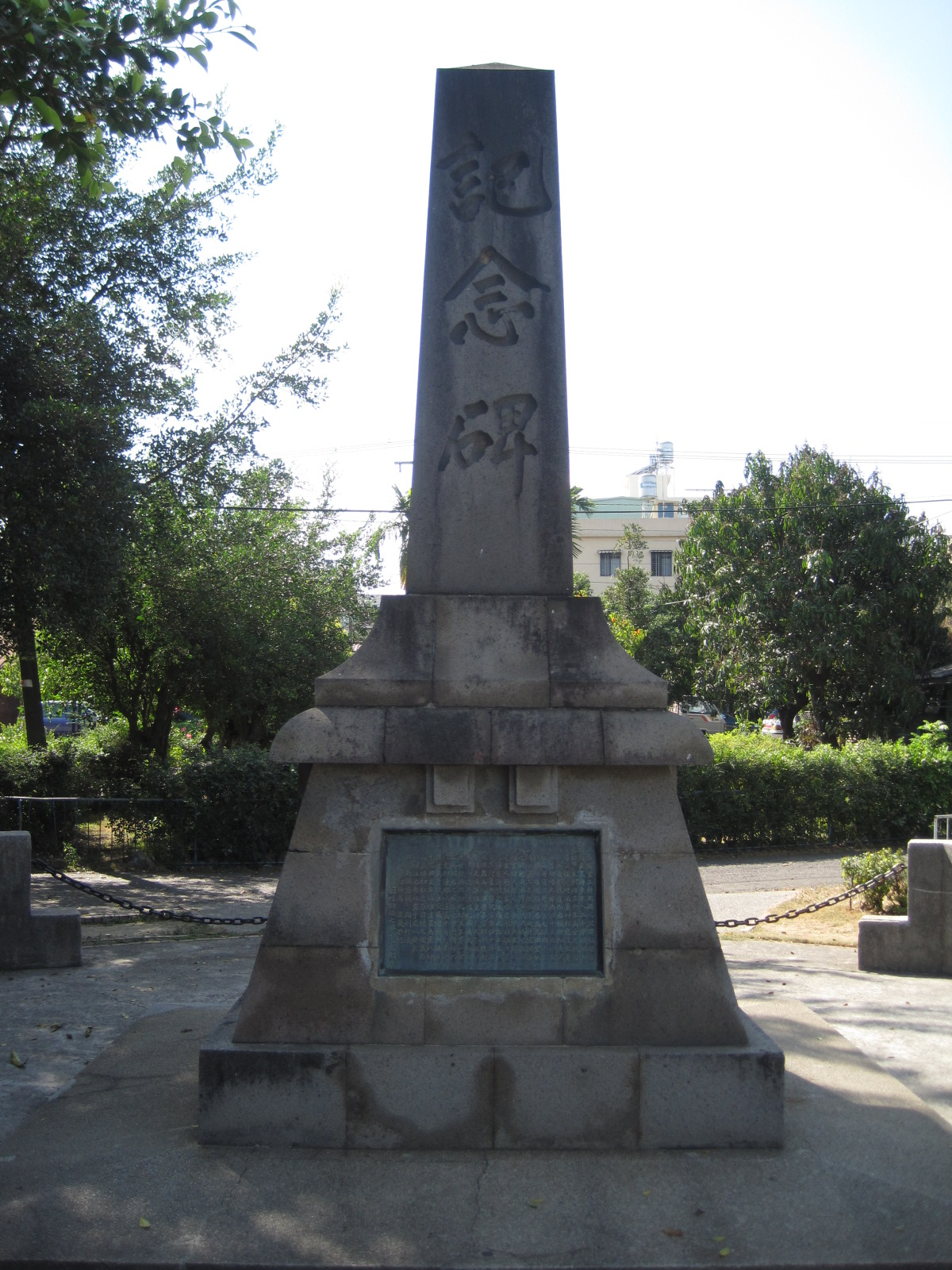
飯田豐二記念碑

- 打狗公園 / 壽山公園 [2][47][48]
- 鼓山公園
- 鳳山公園（今鳳山市公有第二市場，已拆除）[49]
- 壽山鼓山亭（已不存）[50]
- 壽山高爾夫球場
- 西子灣壽海水浴場
- 西子灣壽海水浴場市營休憩所
- 西子灣溫浴場（高雄觀光館）
- 西子灣警察療養所鎮南莊（已不存），建於1934年[51][52]
- 旗後海水浴場
- 東球場（グラウンド，已不存）[53]
- 高雄競馬場（已不存）[54]
- 高雄溫泉（已不存）[55]
- 崗山頭溫泉（大崗山溫泉 ，已改建），建於1938年 [56]
- 六龜新同溫泉（不老溫泉）[57]
- 六龜寶來溫泉[57]
- 壽山館 / 高雄御泊所 / 貴賓館（已拆除）
- 壽山宮之台（已拆除）
- 壽の峰（壽之峰）
- 皇太子御登山紀念碑（已不存）
- 壽山兒玉總督壽像（雕像基座已被遷移至左營海青工商校園內）[58]
- 臺灣鐵道敷設部技師正六位勳四等小山保政君之碑（已不存）[59]
- 杉本音吉氏頌德紀念碑（已拆除），建於1932年[60]
- 西國三十三觀音靈場 西國第一番
- 高雄日本基督教會 伊藤牧師胸像（已不存）[61] [58]
- 高雄第一公學校 第三任校長齋藤牧次郎銅像（已不存），創建於1941年 [58][62]
- 鳳山獸魂碑（已改建），創建於1923年 [30]
- 橋頭糖廠金木善三郎碑
- 橋頭糖廠聖觀音像
- 飯田豐二紀念碑
- 故篠崎英壽校長慰靈碑，創建於1928年 [63]
- 吳萬順頌德碑 、月眉橋記念碑
- 故黑川先生之碑

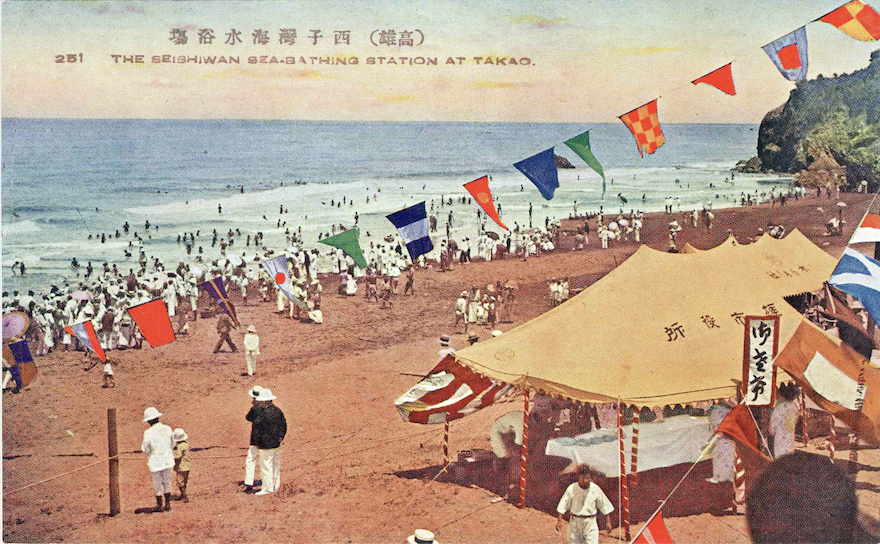
壽海水浴場
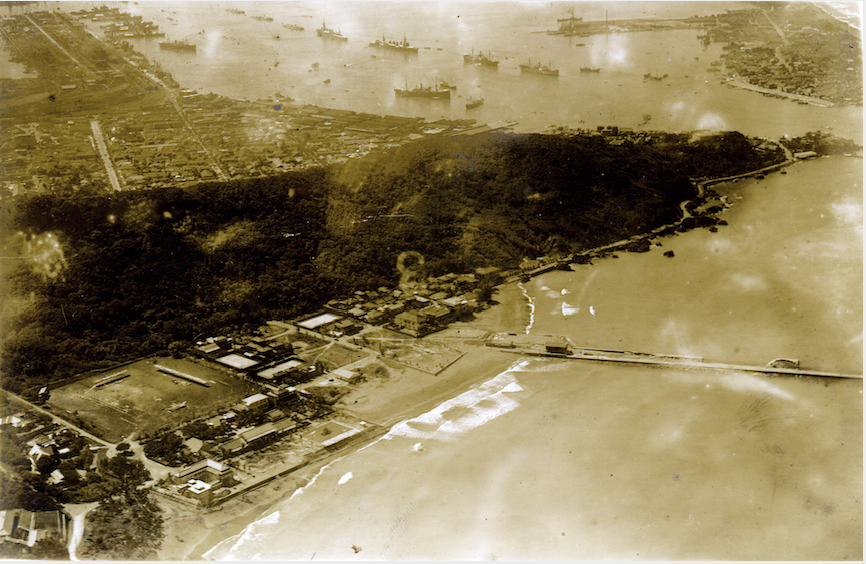
壽海水浴場
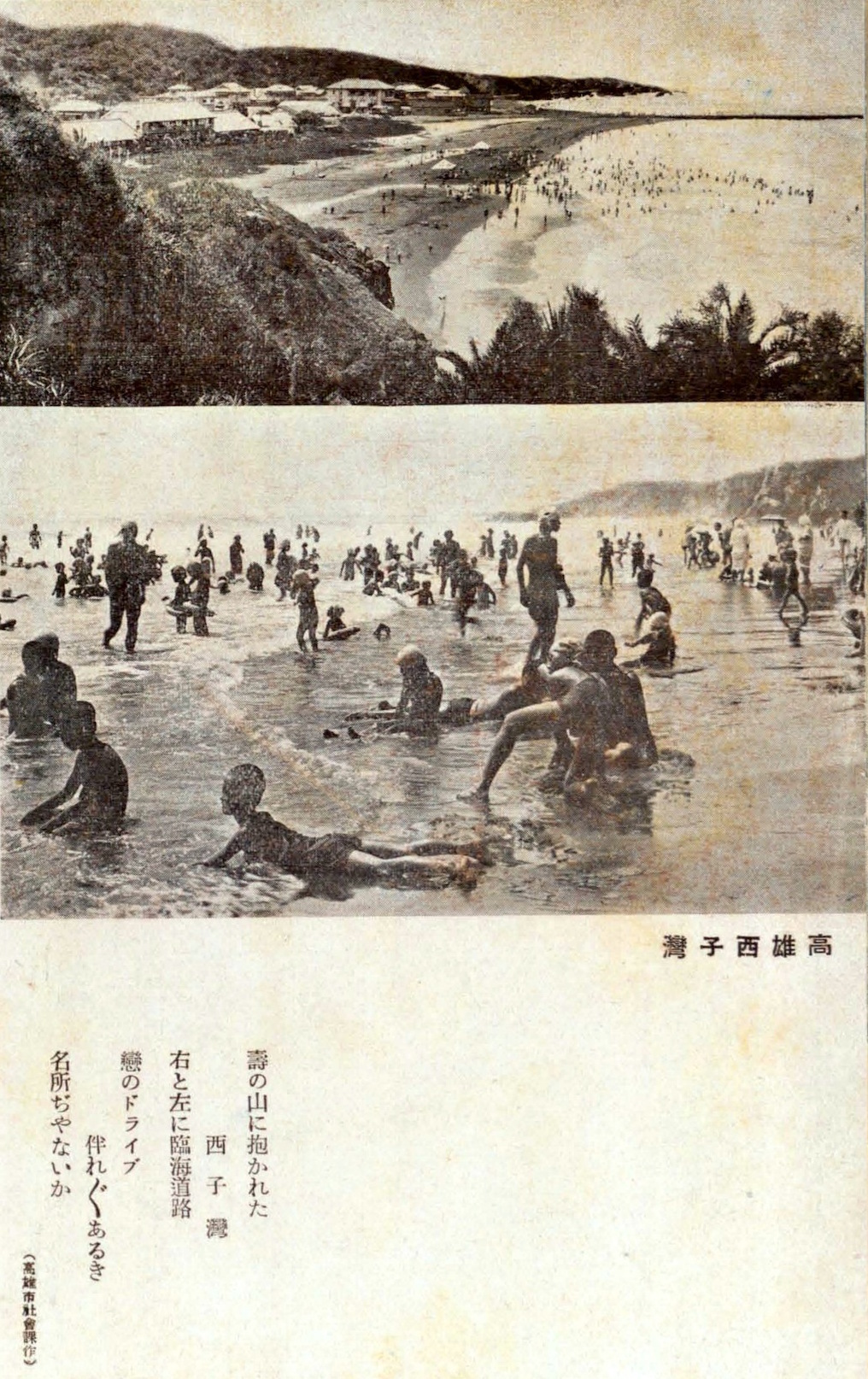
壽海水浴場
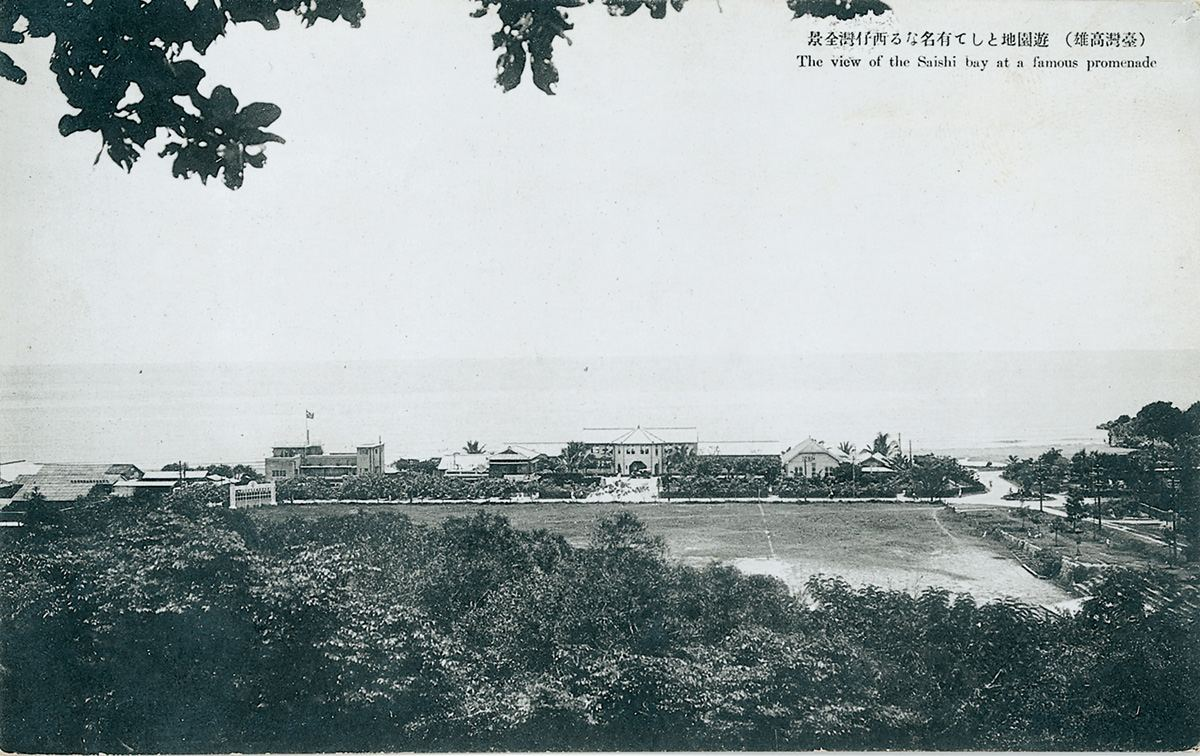
壽海水浴場市營休憩所(圖中央建築)
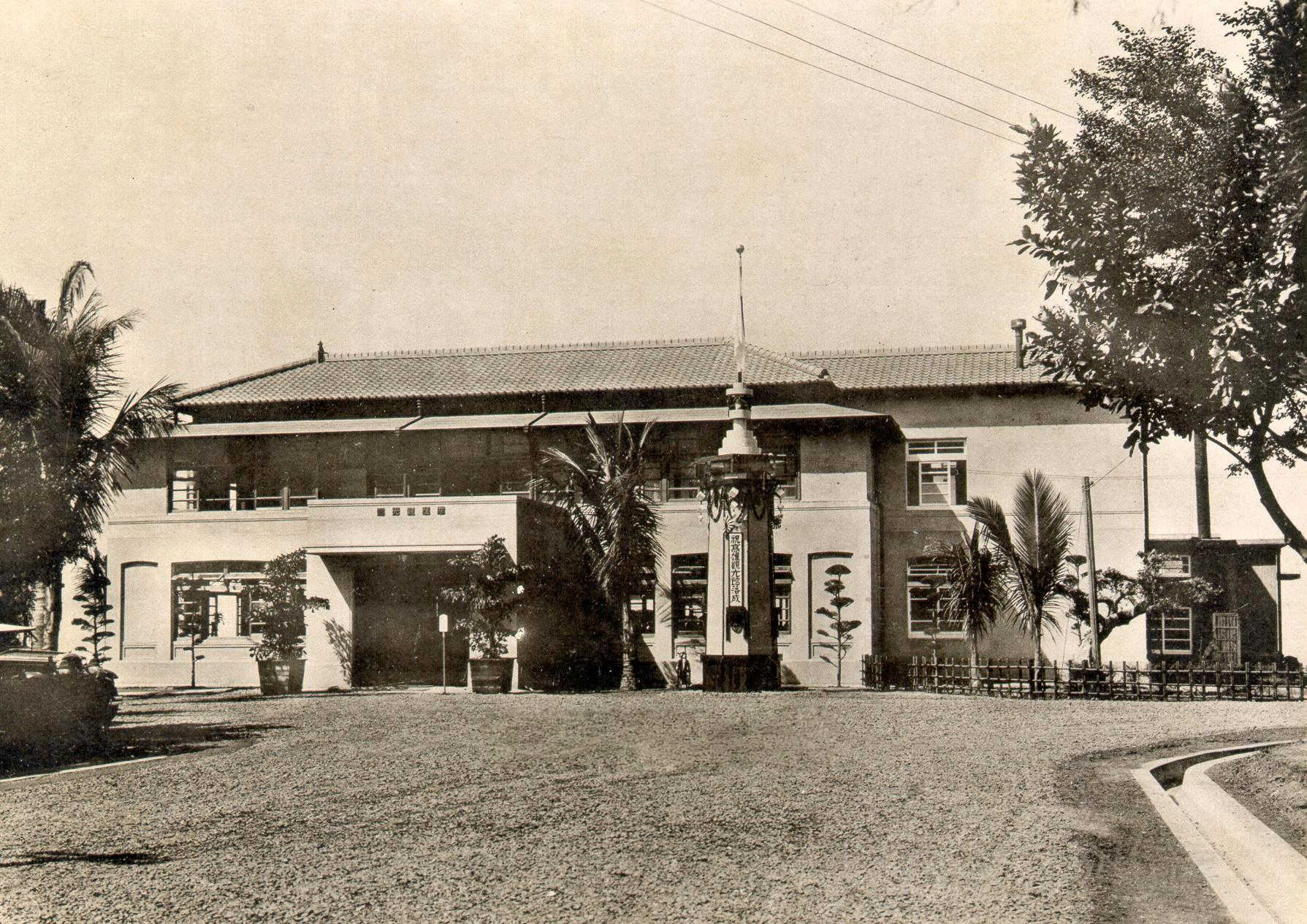
西子灣溫浴場(高雄觀光館)
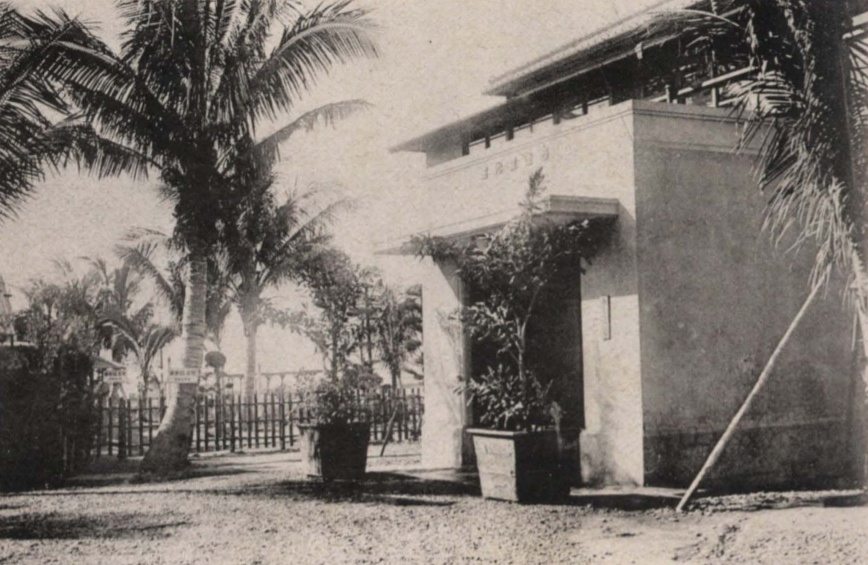
西子灣溫浴場(高雄觀光館)
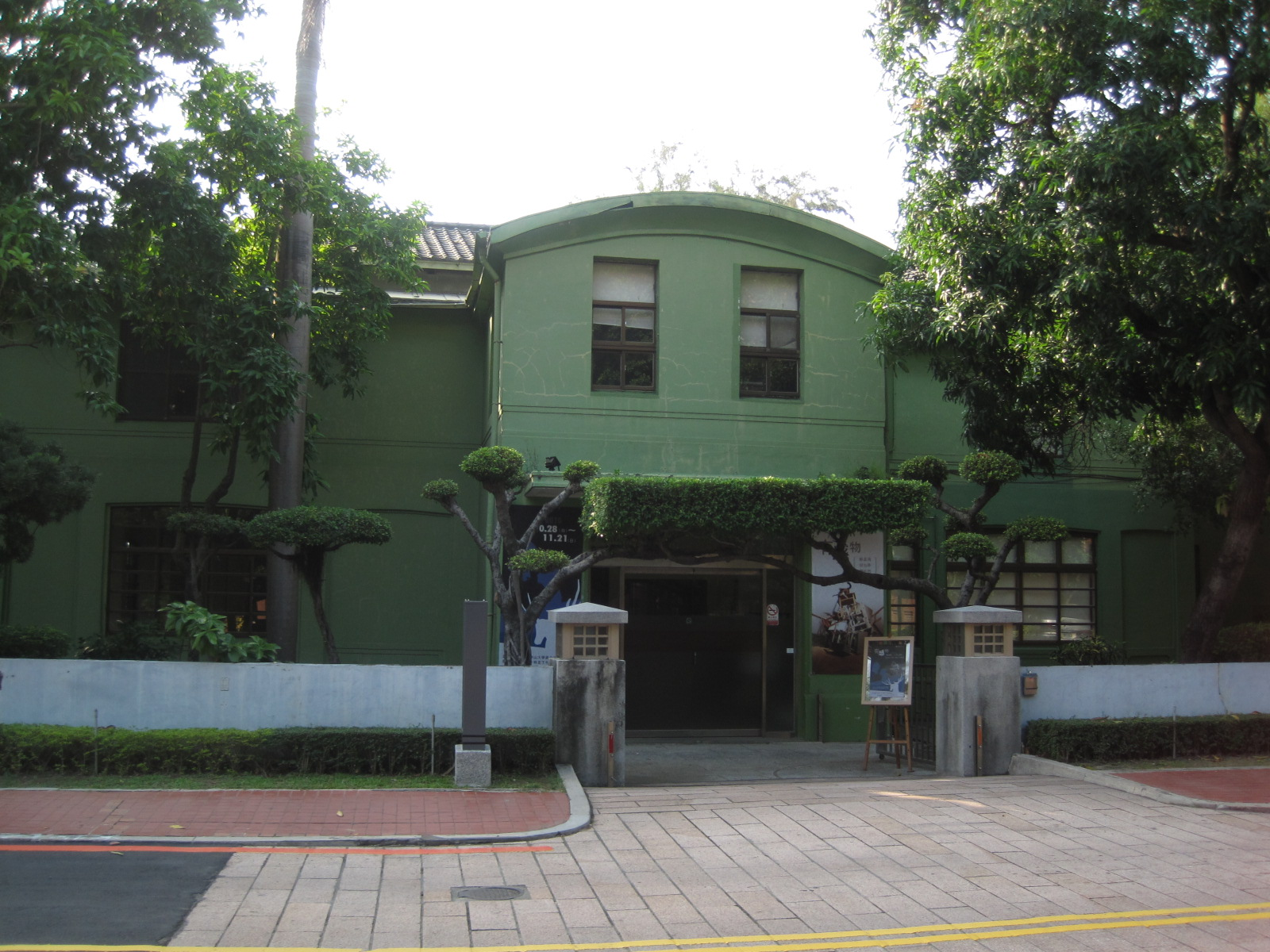
西子灣溫浴場現貌
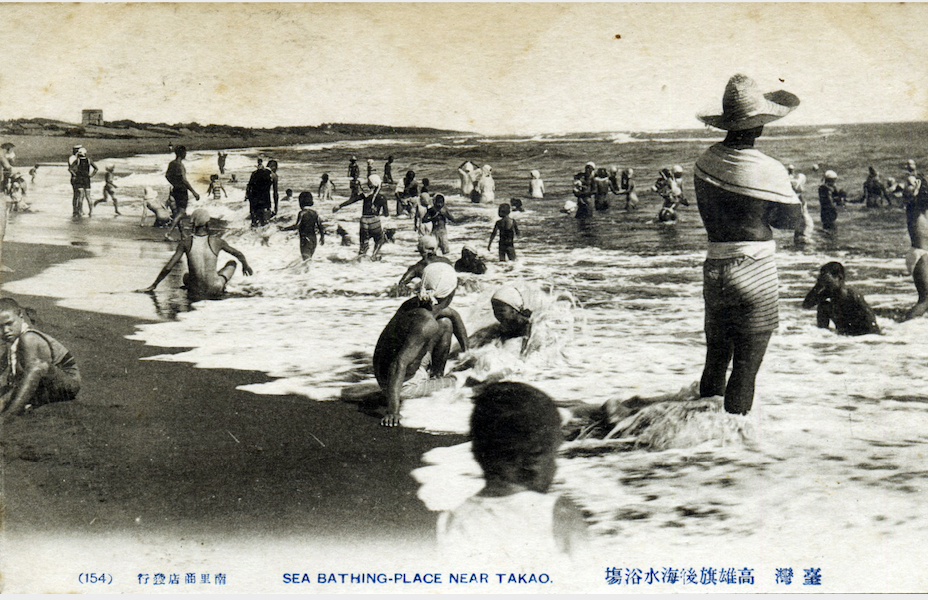
旗後海水浴場
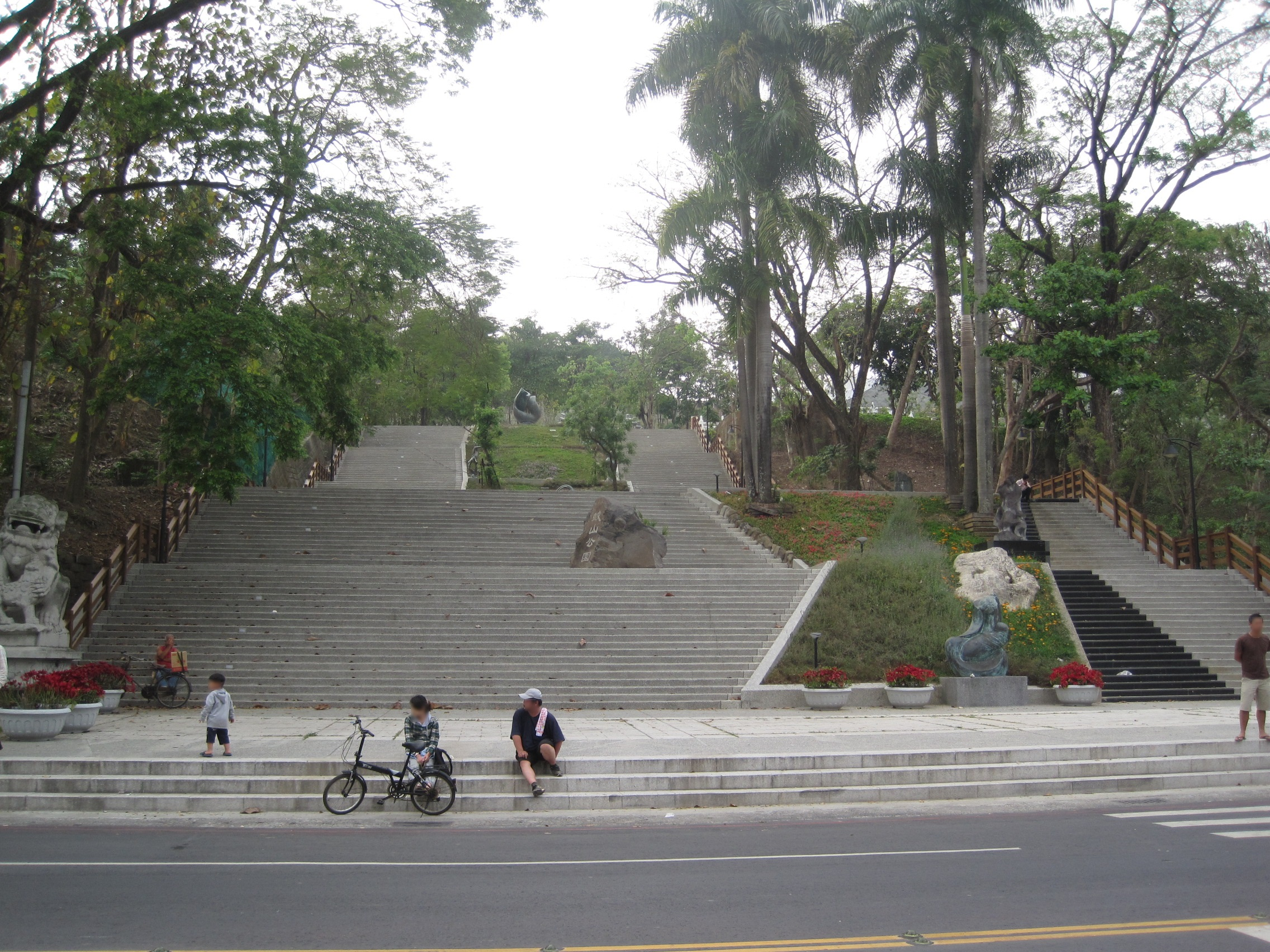
鼓山公園

- 壽山館
- 壽之峰
- 杉本音吉氏頌德紀念碑
- 西國第一番
- 飯田豐二記念碑

## 宗教建築
- 打狗金刀比羅社 / 琴平神社（已拆除）[2]
- 高雄神社（今高雄忠烈祠），創建於1912年，日本明治四十五年
- 高雄魚市場構內惠比須祠（已不存）[64]
- 橋仔頭神社（已拆除），創建於1931年，日本昭和六年
- 鳳山神社（已拆除），創建於1933年，日本昭和八年
- 鳳電神社（已拆除）[65]
- 築港神社（高雄築港出張所船舶機械修造工場，已拆除）[66]
- 輕銀神社（日本鋁株式會社構內社，已拆除）
- 震洋神社[65]
- 後壁林社（已拆除）
- 仁武神社[67]
- 旗山神社（已拆除），創建於1936年，日本昭和十一年
- 旗山稻荷社（已不存）[68]
- 水天社（已拆除）
- 旗尾社（已拆除）
- 旗尾山祠（已拆除）[69]
- 竹仔門水仙 / 水の神社（已拆除）
- 手巾寮天滿宮（已拆除）
- 六龜天滿祠（已拆除）
- 甲仙社（已拆除）
- 瑪雅神社 / 瑪雅祠（已拆除）[70]
- 達卡努瓦神社
- 規那神社（已不存） [71]
- 真言宗高野山弘法寺（已拆除），創建於1917年 [2][72]
- 淨土真宗本願寺派南溟山寶船寺 / 西本願寺（戰後的婦女習藝所，已拆除），創建於1912年 [2][72]
- 真宗大谷派顯德寺 / 東本願寺（已不存）[72]
- 日蓮宗妙法寺（今高雄佛教蓮社，已拆除）
- 淨土宗高雄布教所（戰後的福亨寺，已拆除) [26]
- 曹洞宗大壽山南禪寺（已不存），建於1927年 [72][73]
- 曹洞宗壽山寺布教所（已不存）
- 本門佛隆教會高親會場（已不存）[74]
- 天臺宗高雄布教所（已不存）[72]
- 金光教打狗教會所（已不存）[72]
- 天理教[需要消歧义]山明大教會打狗宣教所（已不存）[72]
- 天理教[需要消歧义]本高雄教會（已不存）
- 天理教[需要消歧义]東高雄教會（已不存）
- 淨土宗鳳山布教所（已不存）
- 淨土真宗本願寺派鳳山布教所（已不存）[75]
- 淨土真宗本願寺派靈鼓山太平寺（今旗山太平寺）[76]
- 鳳山曹公祠（已改建），重建於1911年
- 鳳山龍山寺西洋式護室（已改建），重建於1933年[77]
- 赤山文衡殿（已改建），重建於1932年[來源請求]
- 林園興濟宮（已改建），重建於1906年[78]
- 翠屏巖大殿（已改建）
- 旗後天后宮，重建於1926年
- 鹽埕埔城隍廟（已改建）
- 高雄武聖殿（已改建）
- 大港埔祖師廟（已改建）
- 大港福德祠（已改建）
- 高雄意誠堂（已改建）
- 高雄鼓山亭
- 高雄寶華堂（已拆除）[79]
- 鼓山珠靈殿（已改建），創建於1926年
- 萬壽山龍泉寺
- 內惟鎮安宮（已改建），重建於1928年
- 菜公豐谷宮（已改建）
- 左營明德堂 / 啟明堂（已改建）
- 右昌一甲福德廟（已改建）
- 後勁聖雲宮（已改建），重建於1911年
- 楠梓慈雲禪寺（已改建）[80]
- 白樹代天府（已改建），重建於1936年
- 岡山警悟堂（今警悟禪寺，已改建）[81]
- 新超峰寺，建於1943年  [82]
- 大崗山超峰寺本殿（已不存），建於1941年 [82]
- 大崗山超峰寺靜山館（已不存），建於1915年 [82]
- 大崗山龍湖庵（已改建）
- 大崗山蓮峰寺（已改建）
- 阿蓮光德堂（今光德寺，已改建） [83]
- 路竹曹洞宗道隆堂（已改建），創建於1911年[84]
- 一甲觀音亭（已改建）
- 寧靖王廟（已改建），重建於1928年
- 蚵仔寮通安宮（已改建）
- 茄萣金鑾宮（已改建），重建於1928年[85]
- 美濃廣善堂，創建於1917年，文昌殿建於1933年
- 美濃輔天五穀宮
- 美濃朝元寺（已改建）
- 九芎林宣化堂，建於1924年
- 天主教玫瑰聖母堂
- 天主教五塊厝聖味增德堂（已改建），重建於1923年[來源請求]
- 臺灣救世軍高雄小隊（已不存）
- 台灣打狗基督教會堂 / 高雄日本基督教會（今鼓山長老教會，已不存）[來源請求]
- 台灣基督長老教會北野町教會（今台灣福音會新興教會）
- 台灣基督長老教會楠梓禮拜堂
- 台灣基督長老教會旗後教會（已改建）[86]
- 台灣基督長老教會舊城教會（已改建），重建於1930年[87]
- 台灣基督長老教會鳳山教會（已改建）
- 台灣基督長老教會岡山教會（已改建）
- 台灣基督長老教會旗山教會（已改建）

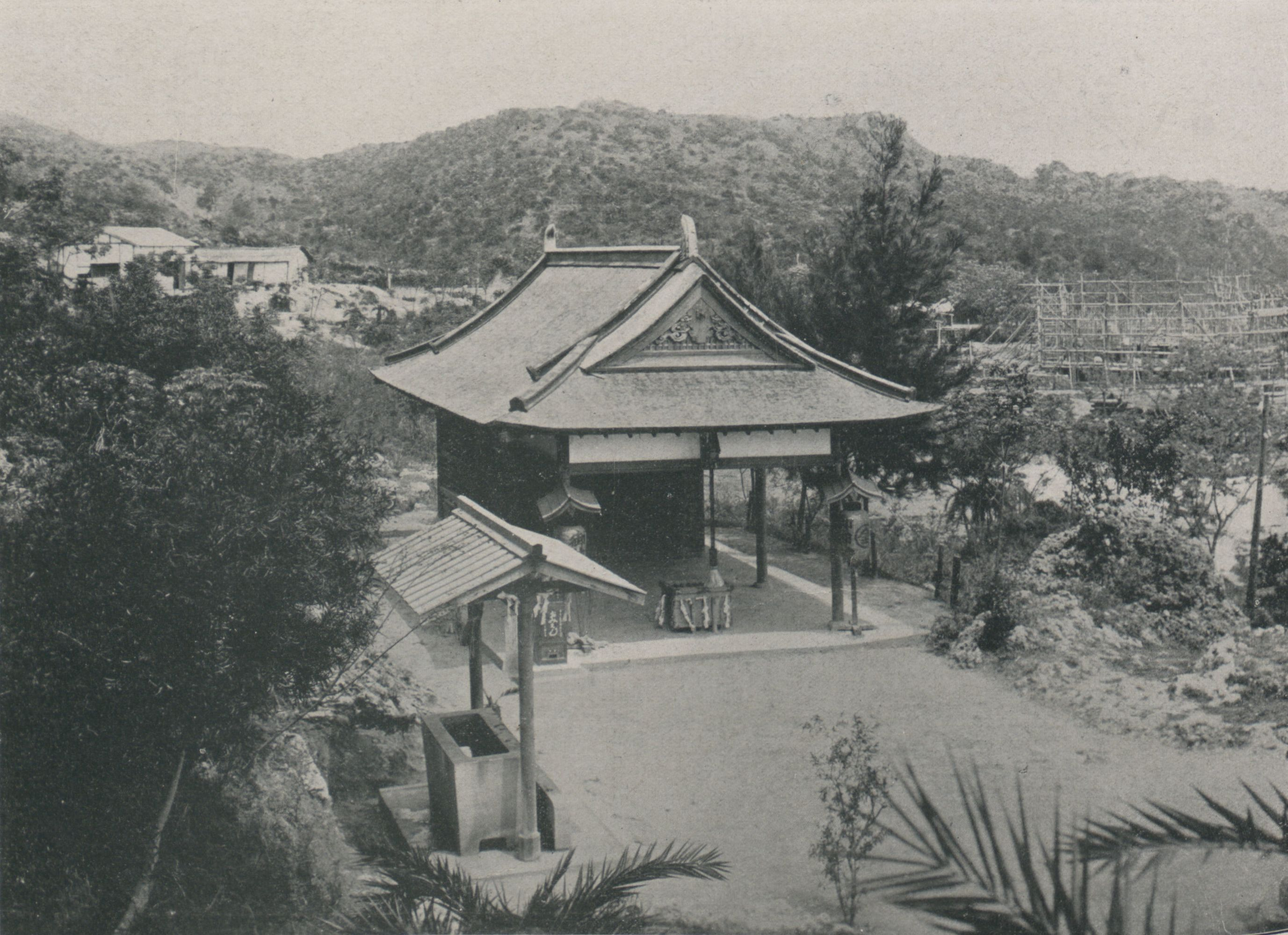
高雄金刀比羅神社
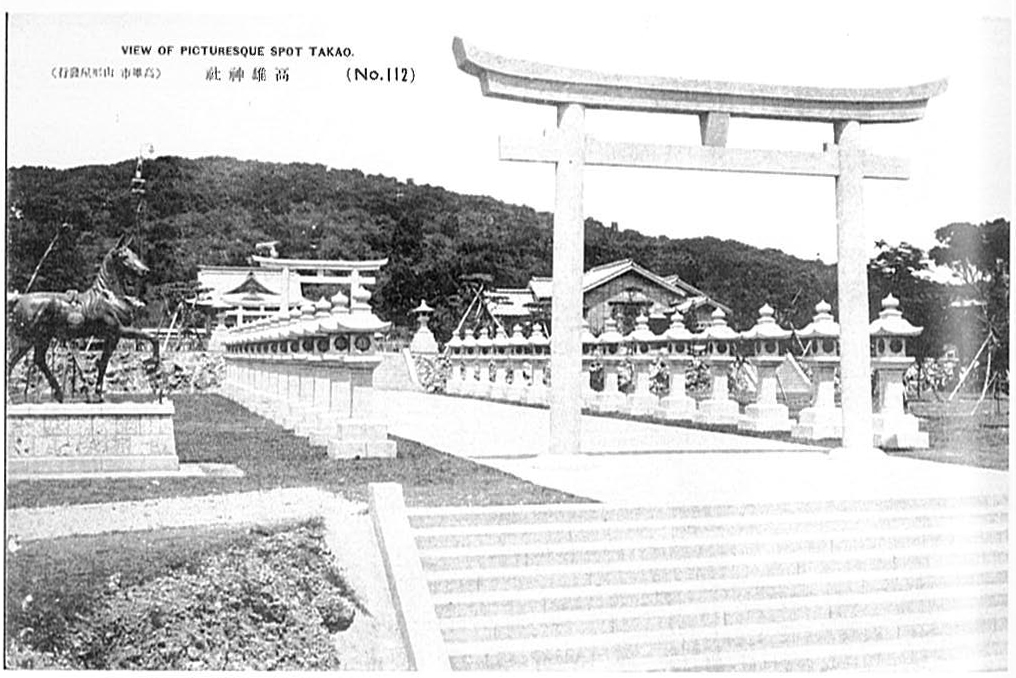
高雄神社
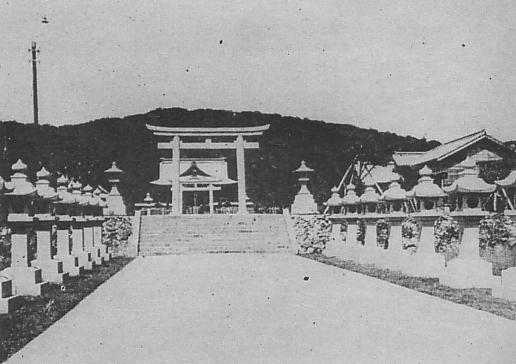
高雄神社
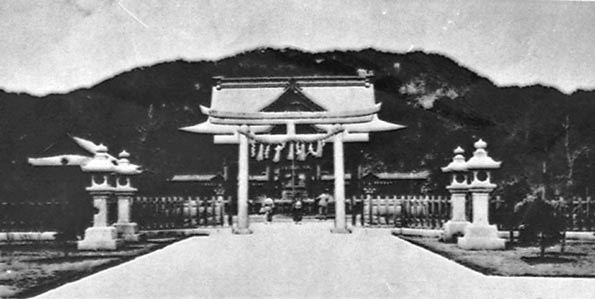
高雄神社
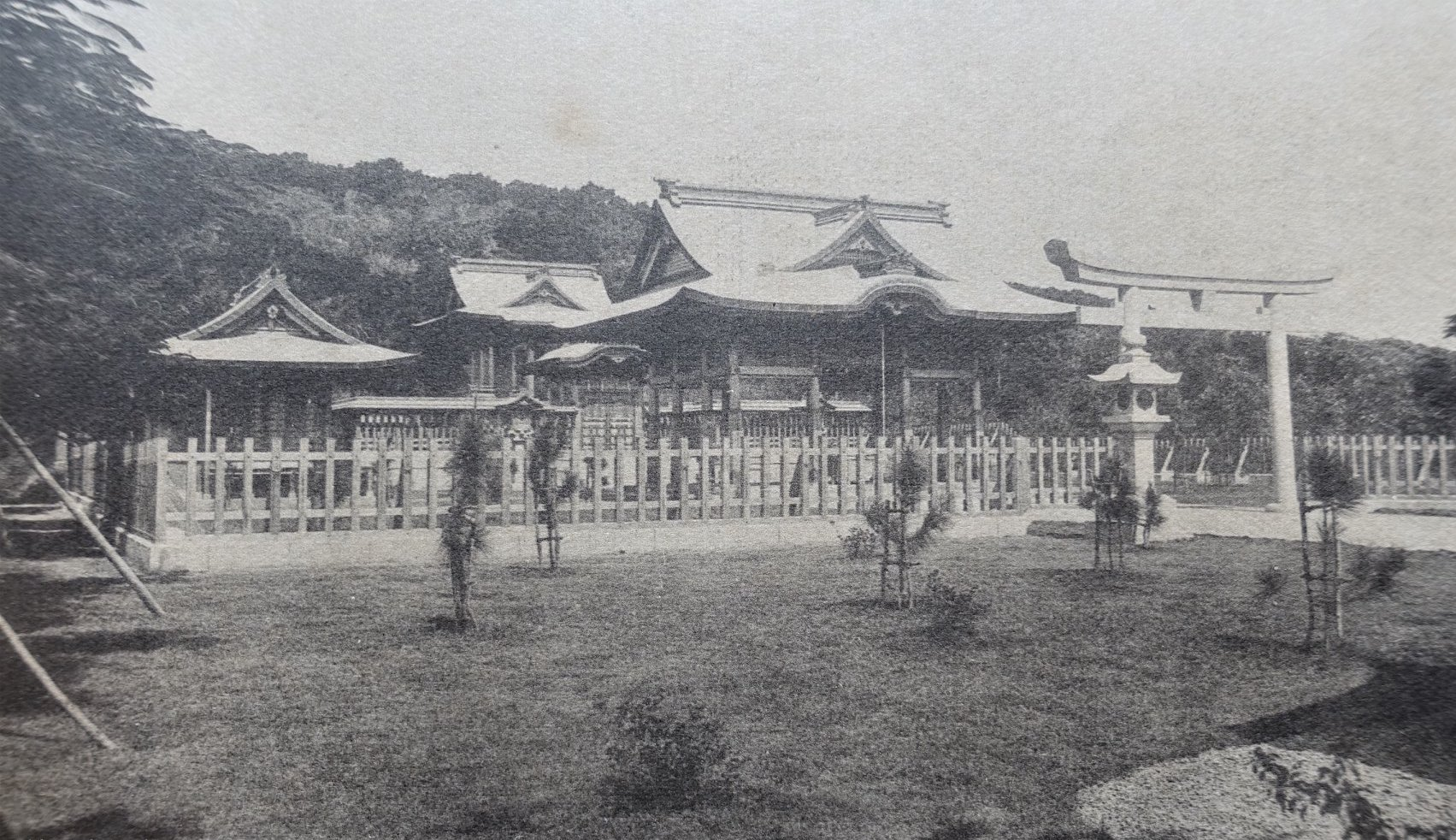
高雄神社
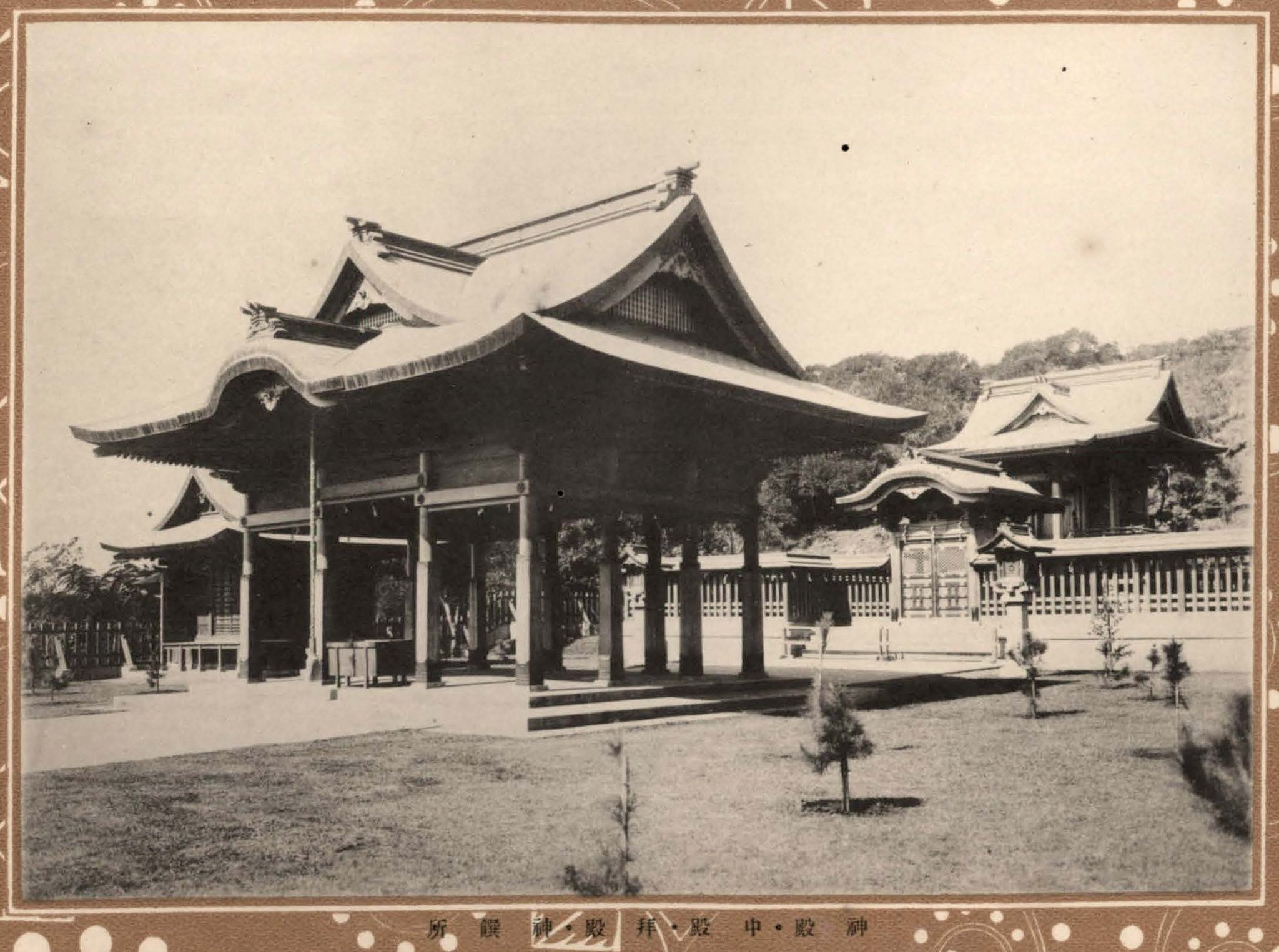
高雄神社
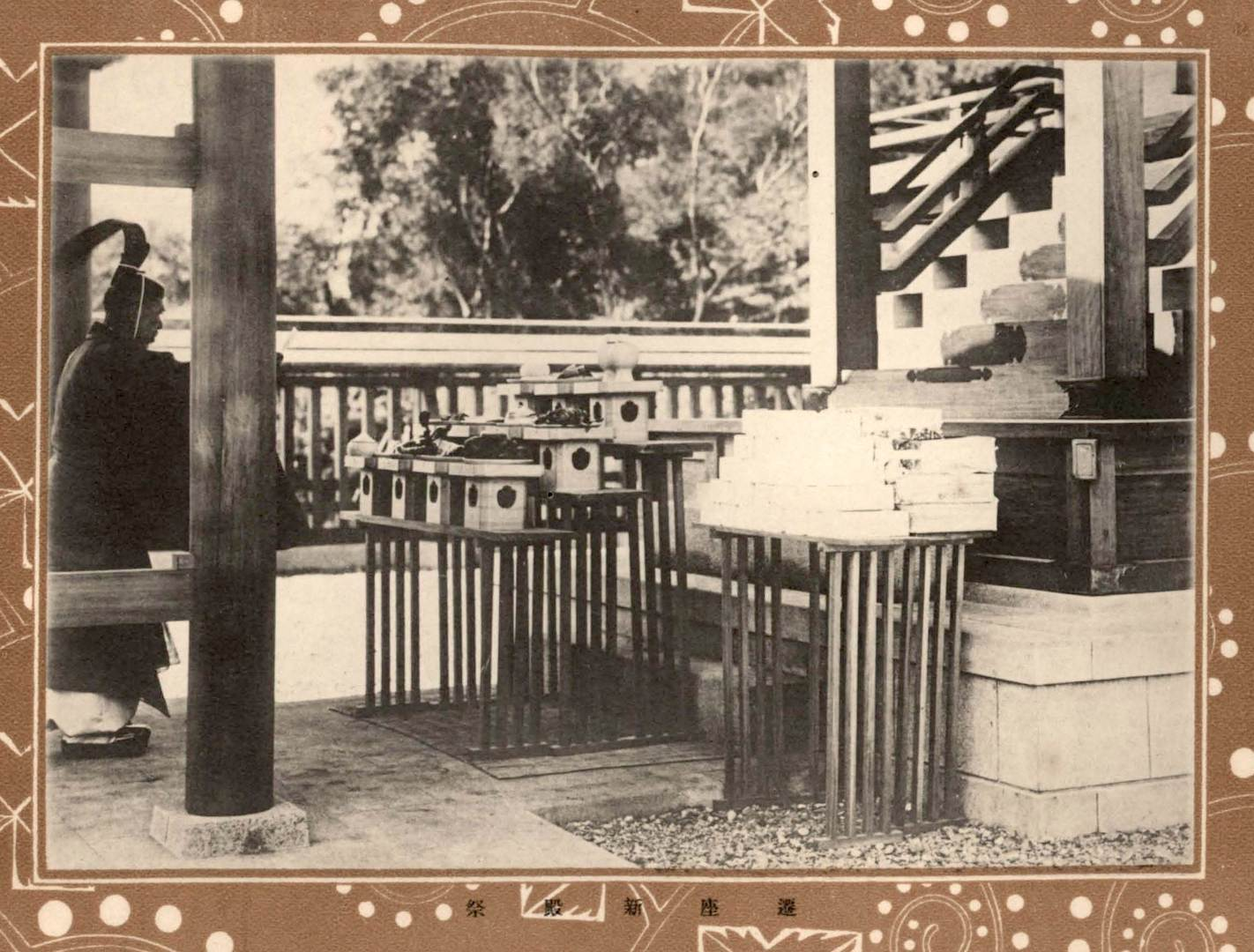
高雄神社
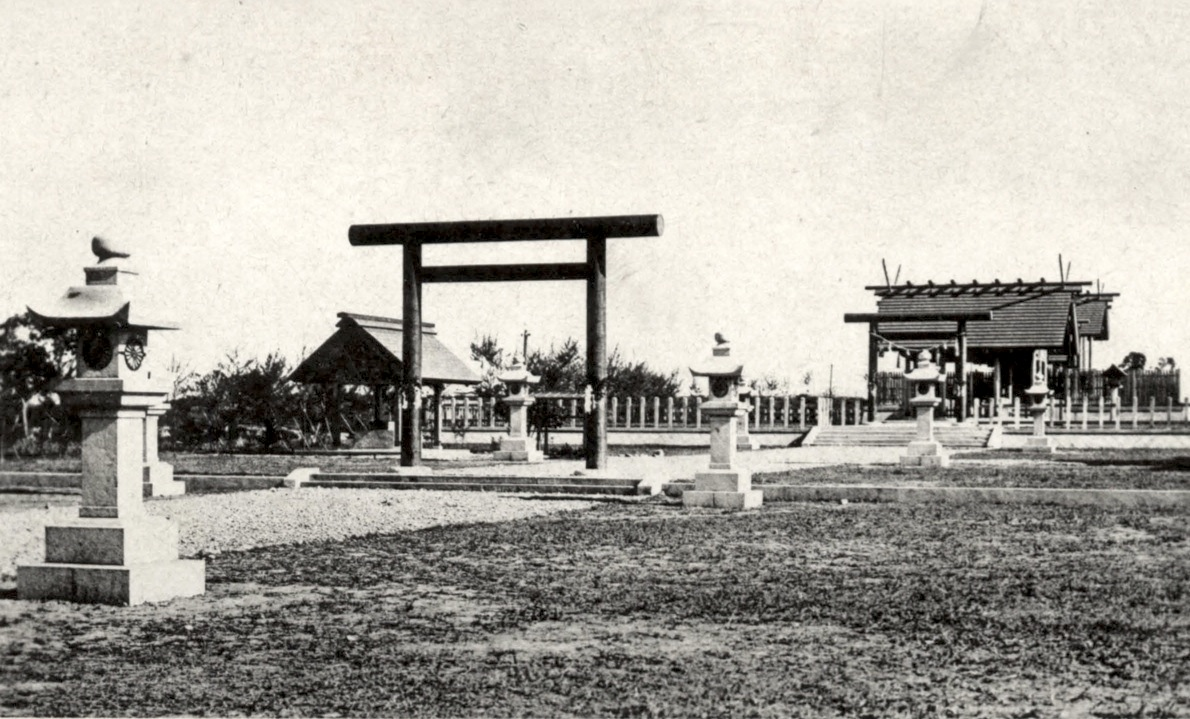
鳳山神社
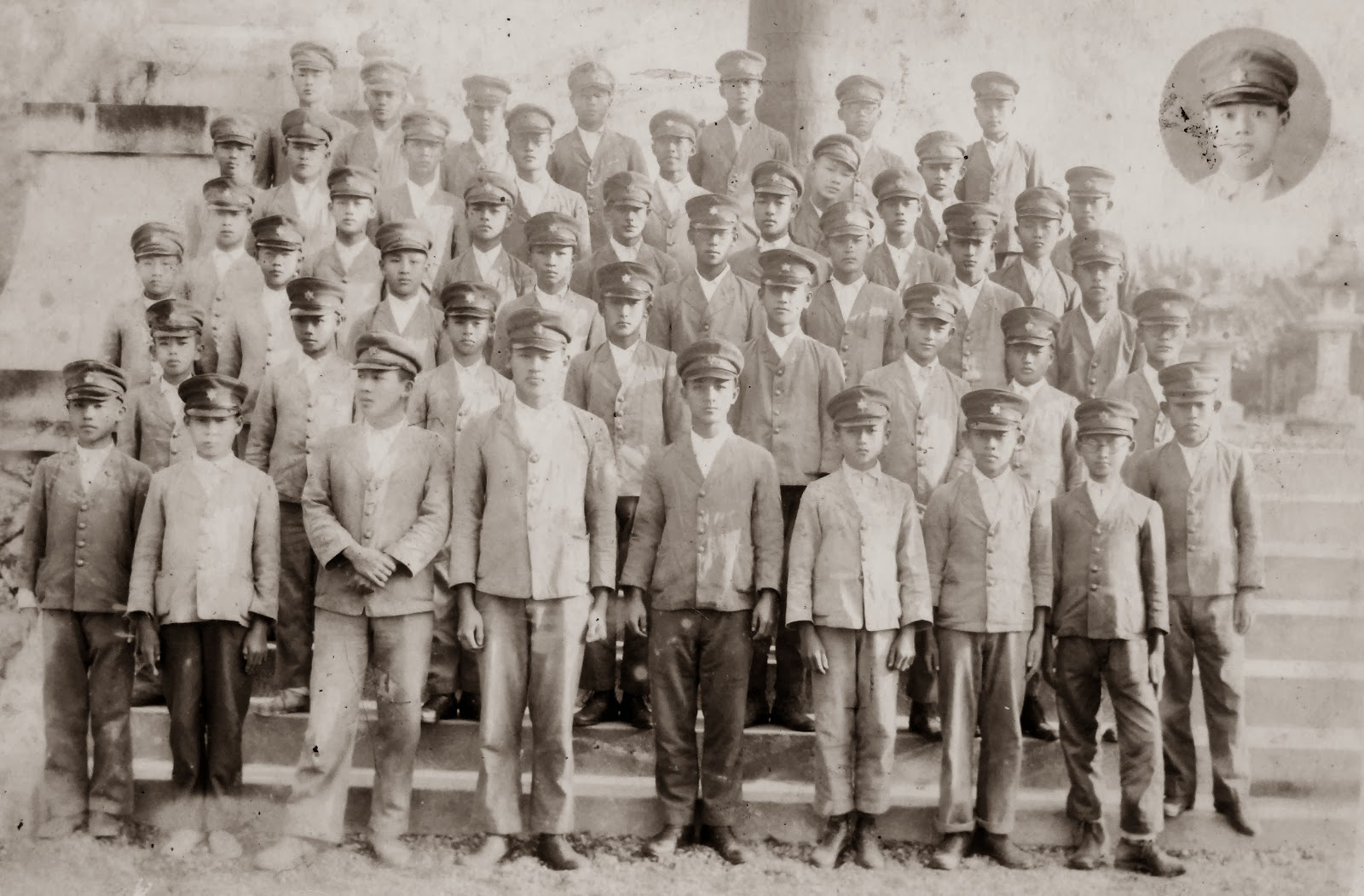
鳳山神社
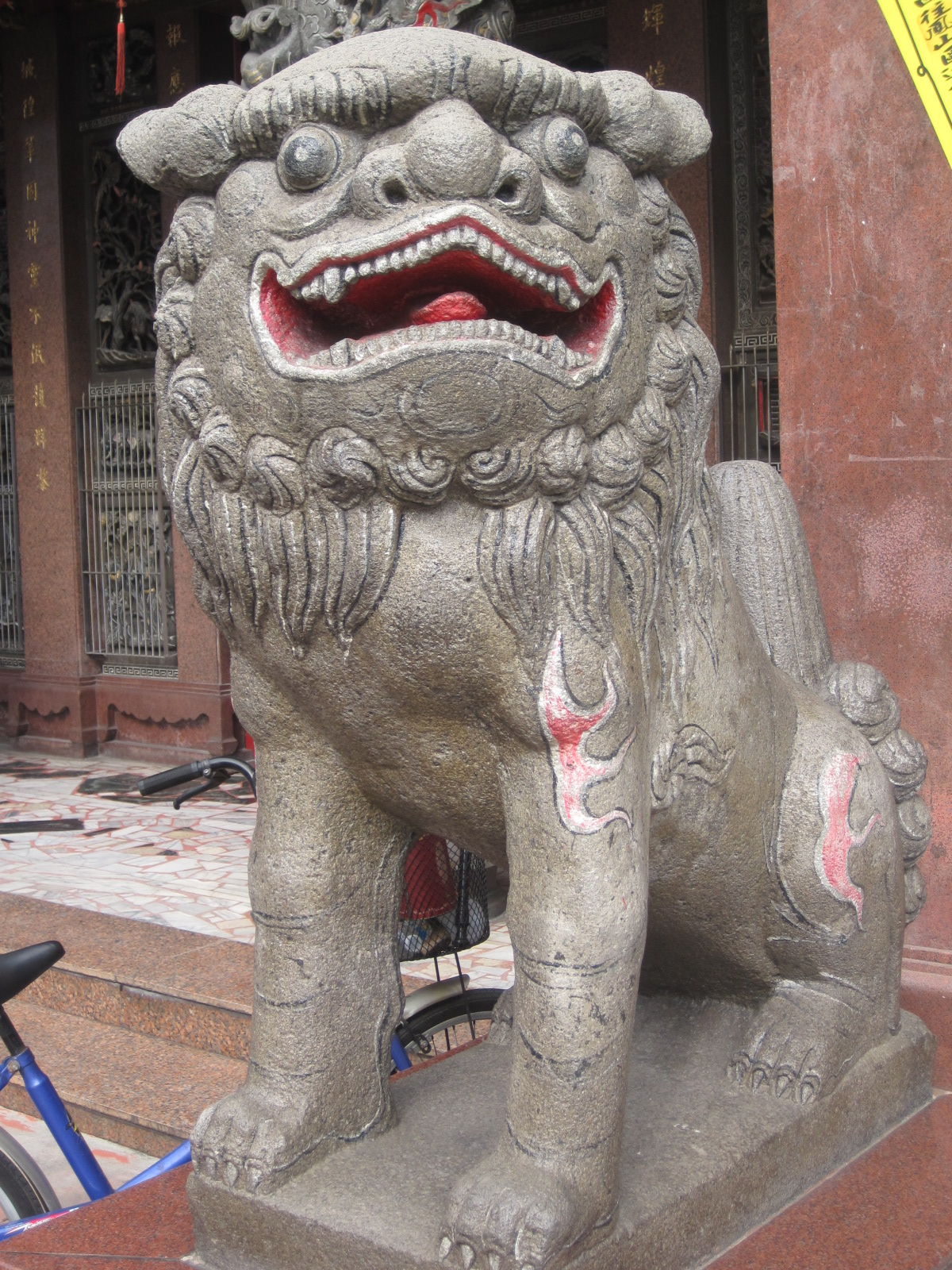
鳳山神社狛犬
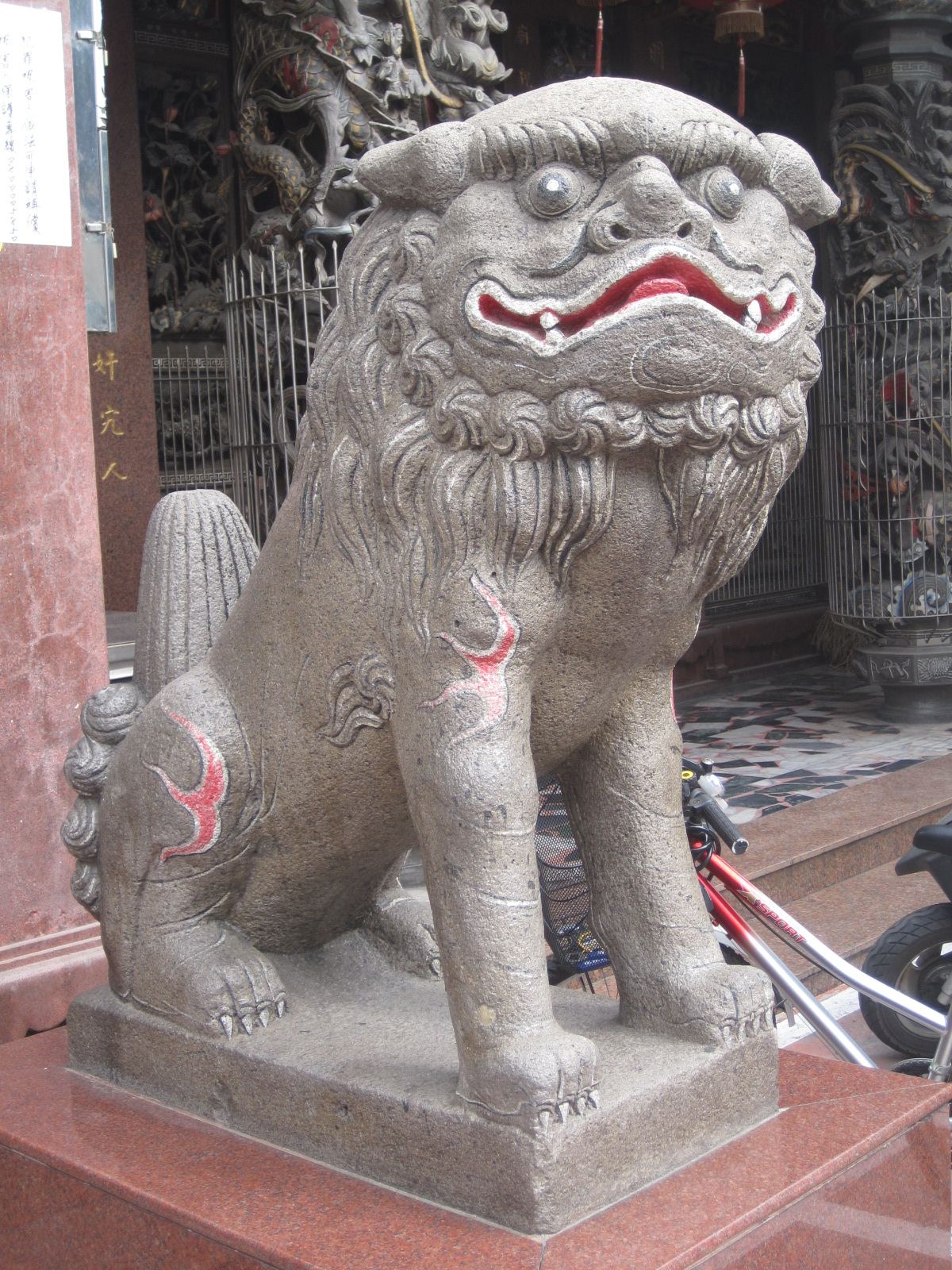
鳳山神社狛犬
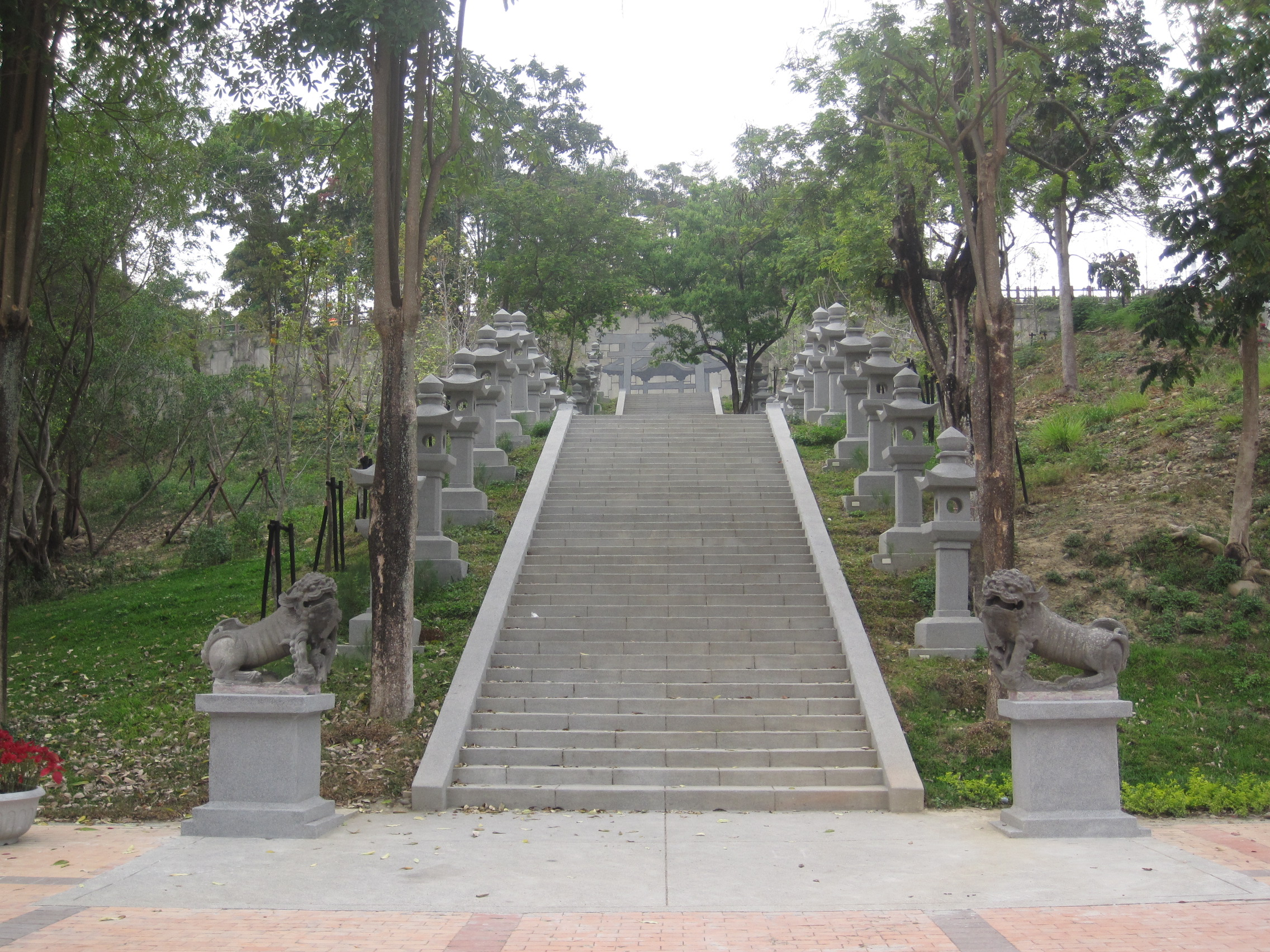
旗山神社造景
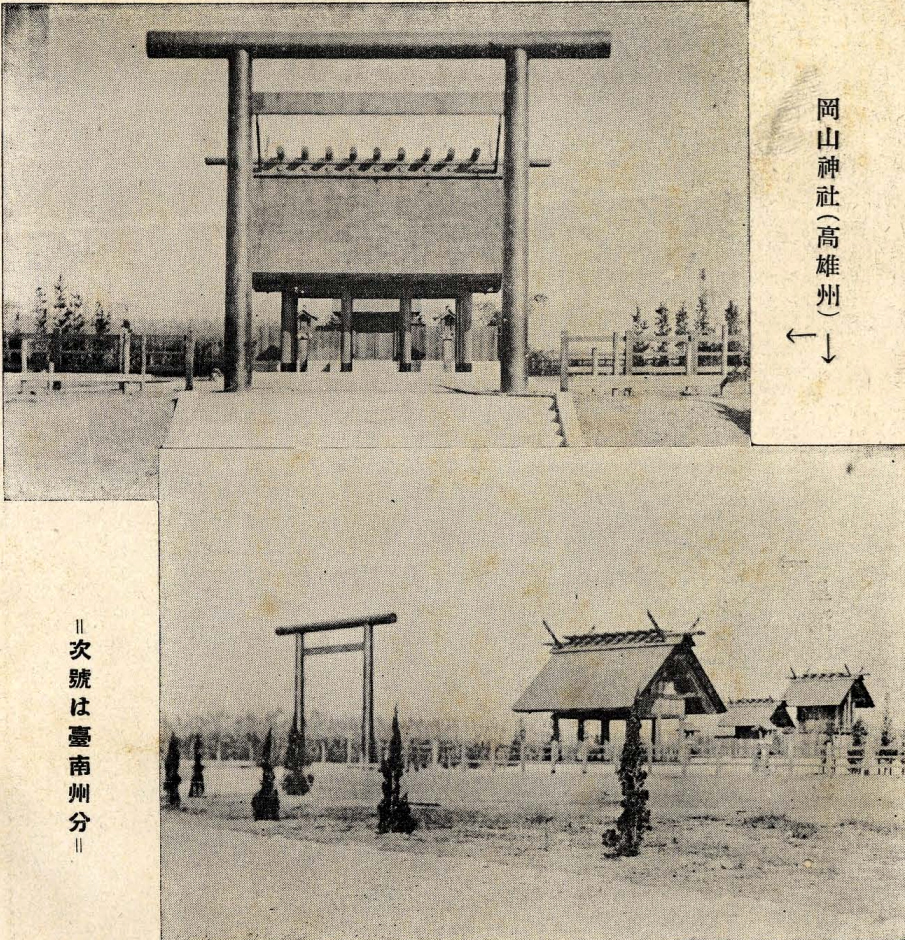
岡山神社
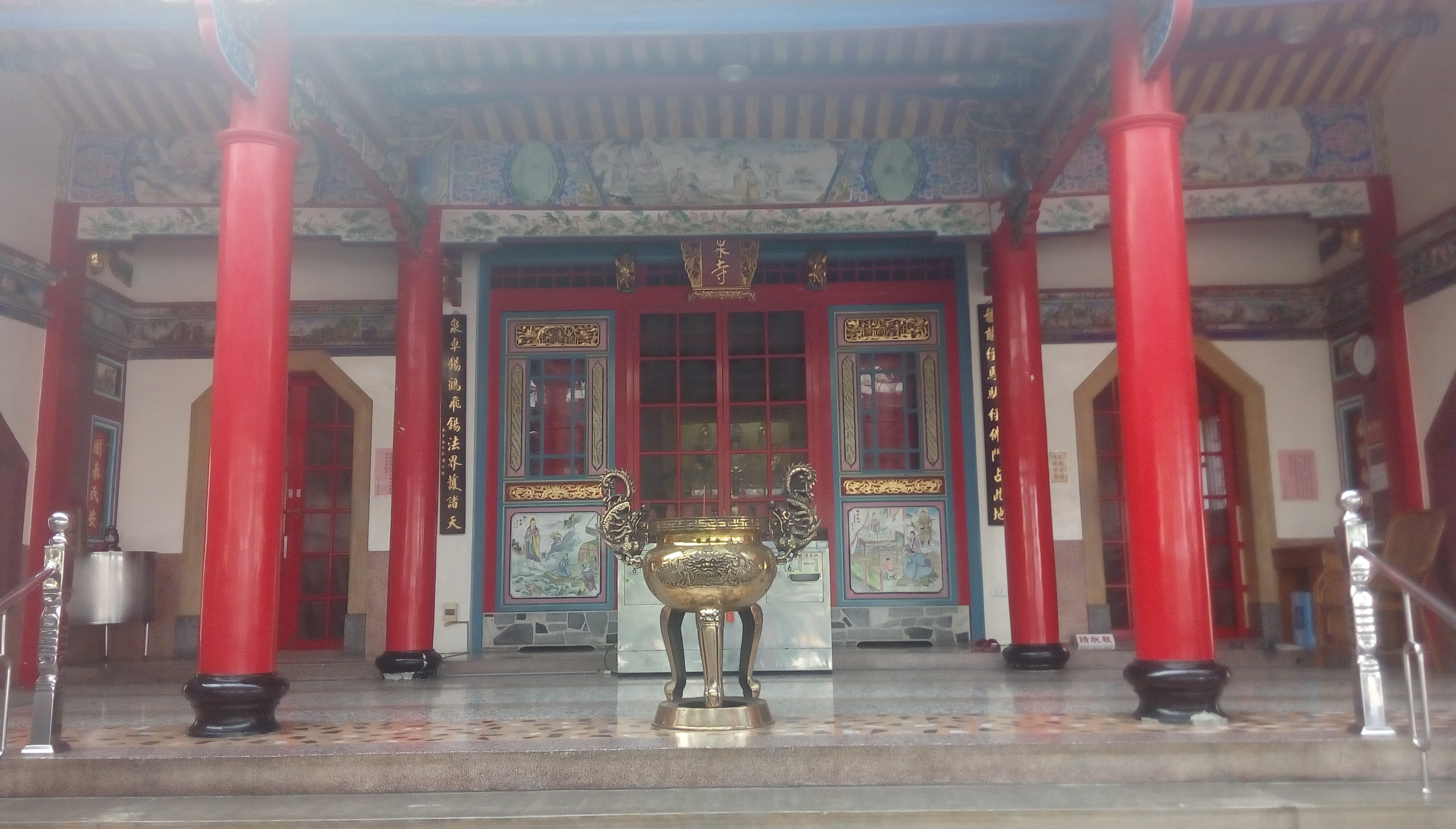
萬壽山龍泉寺
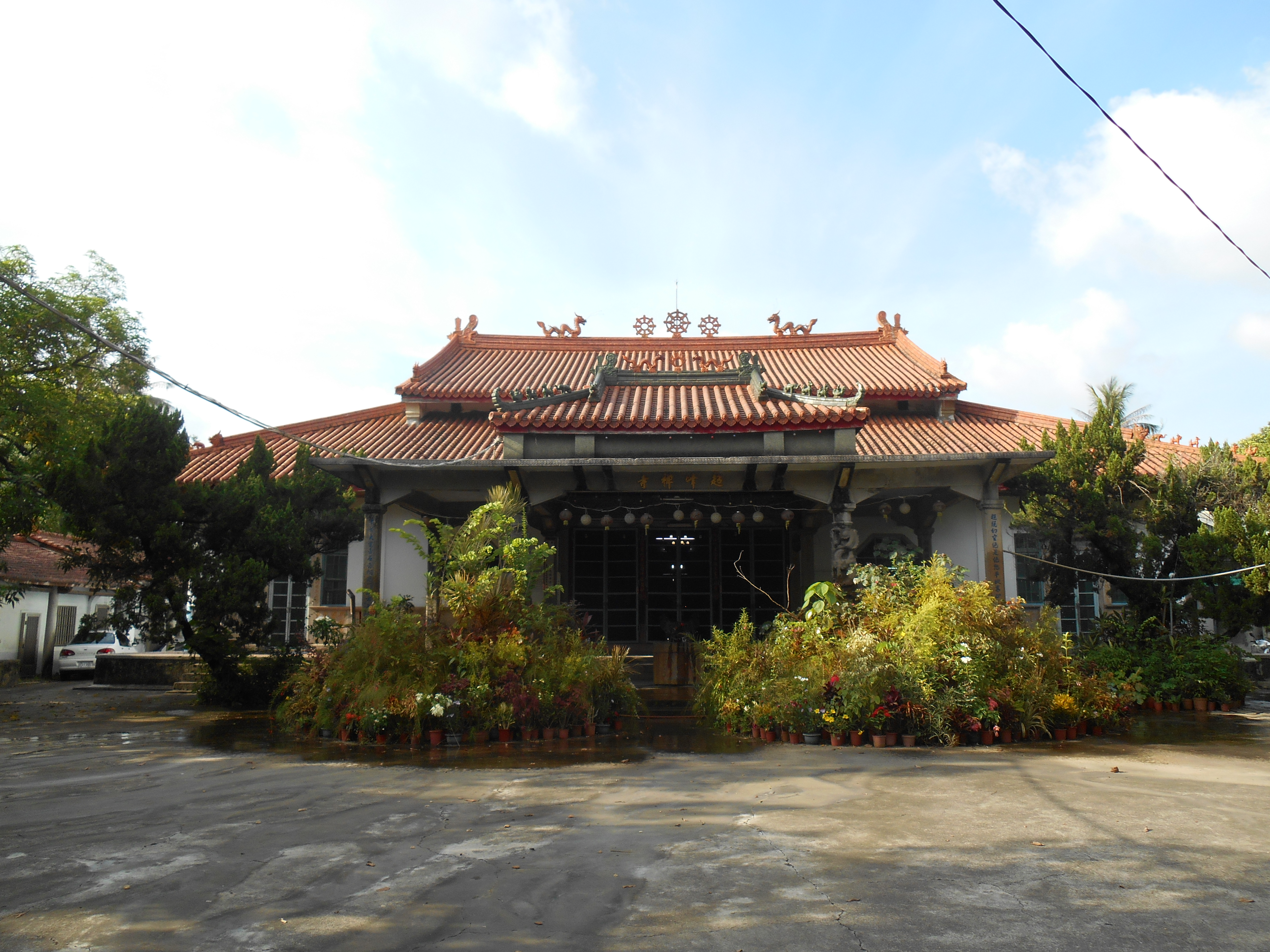
新超峰寺
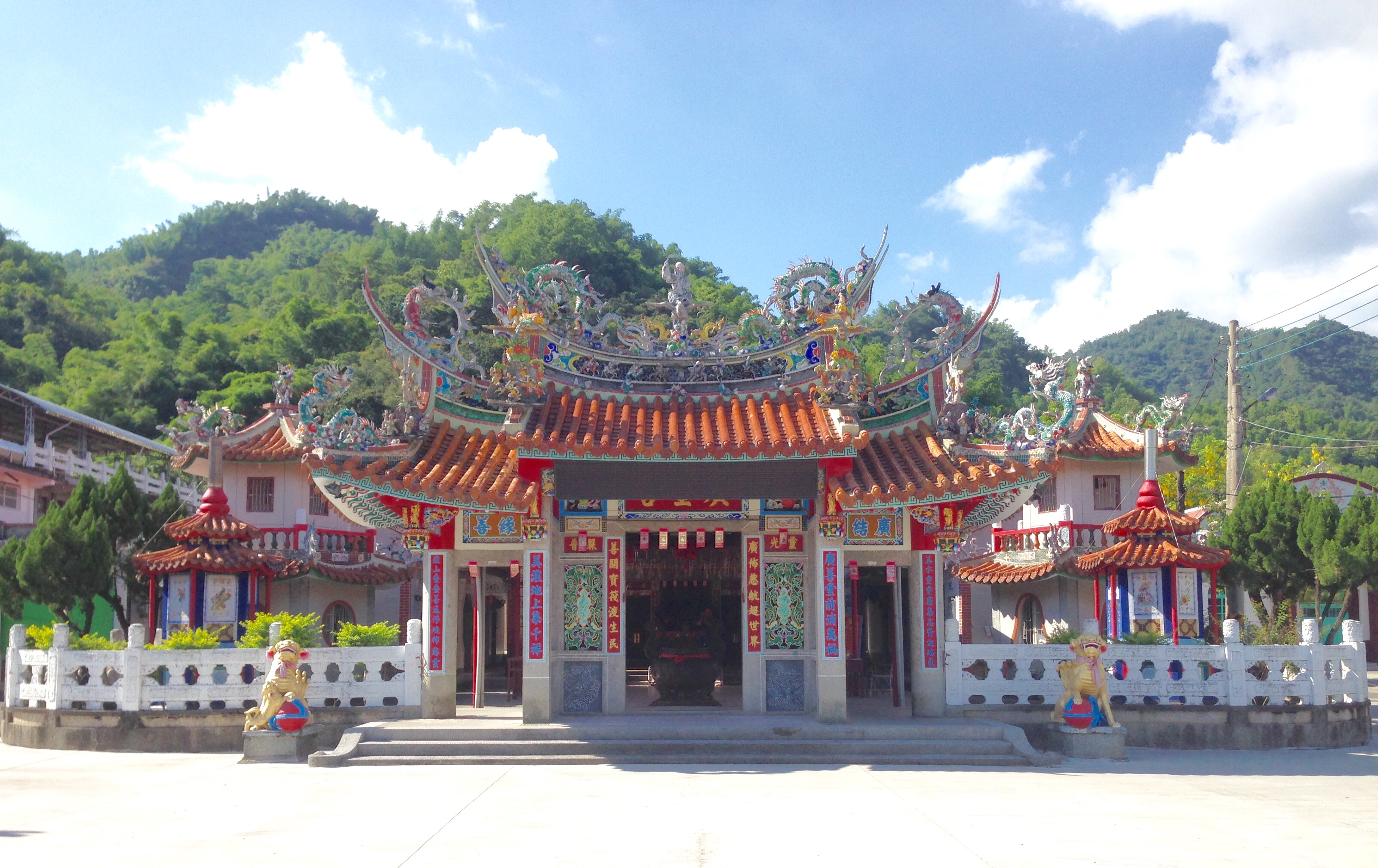
美濃廣善堂
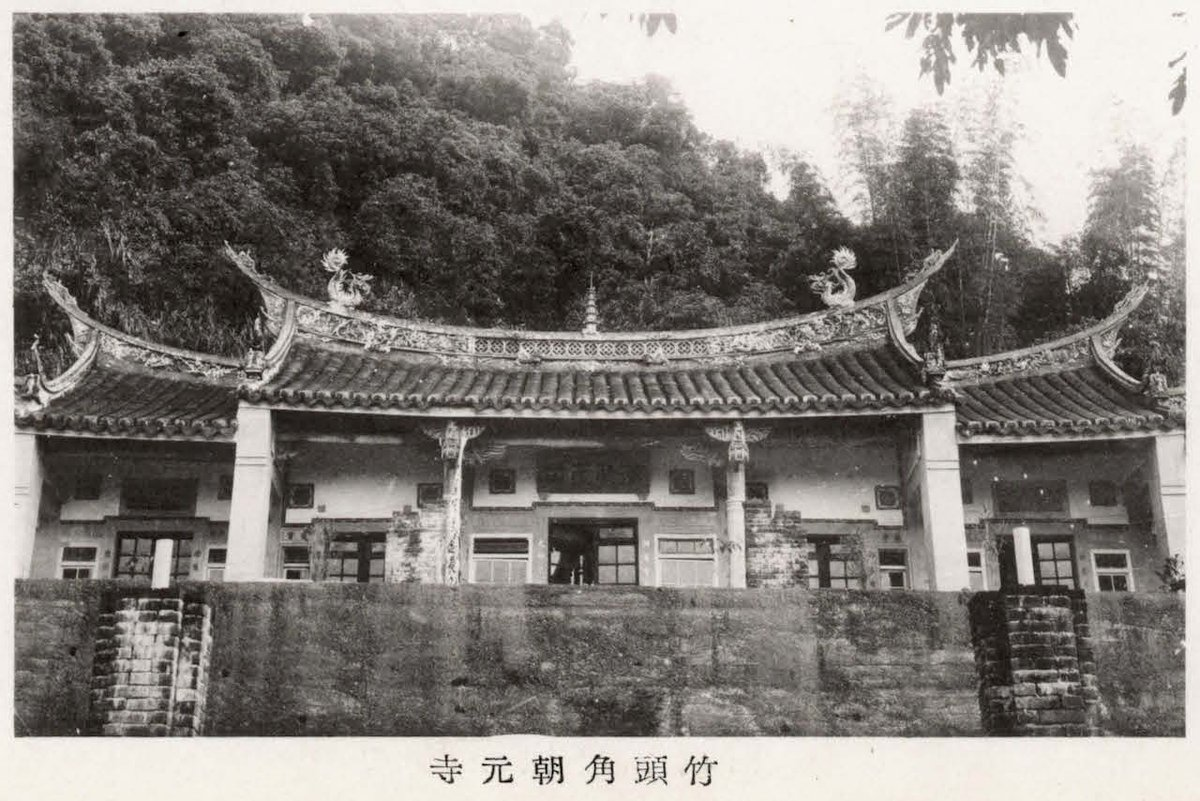
美濃朝元寺
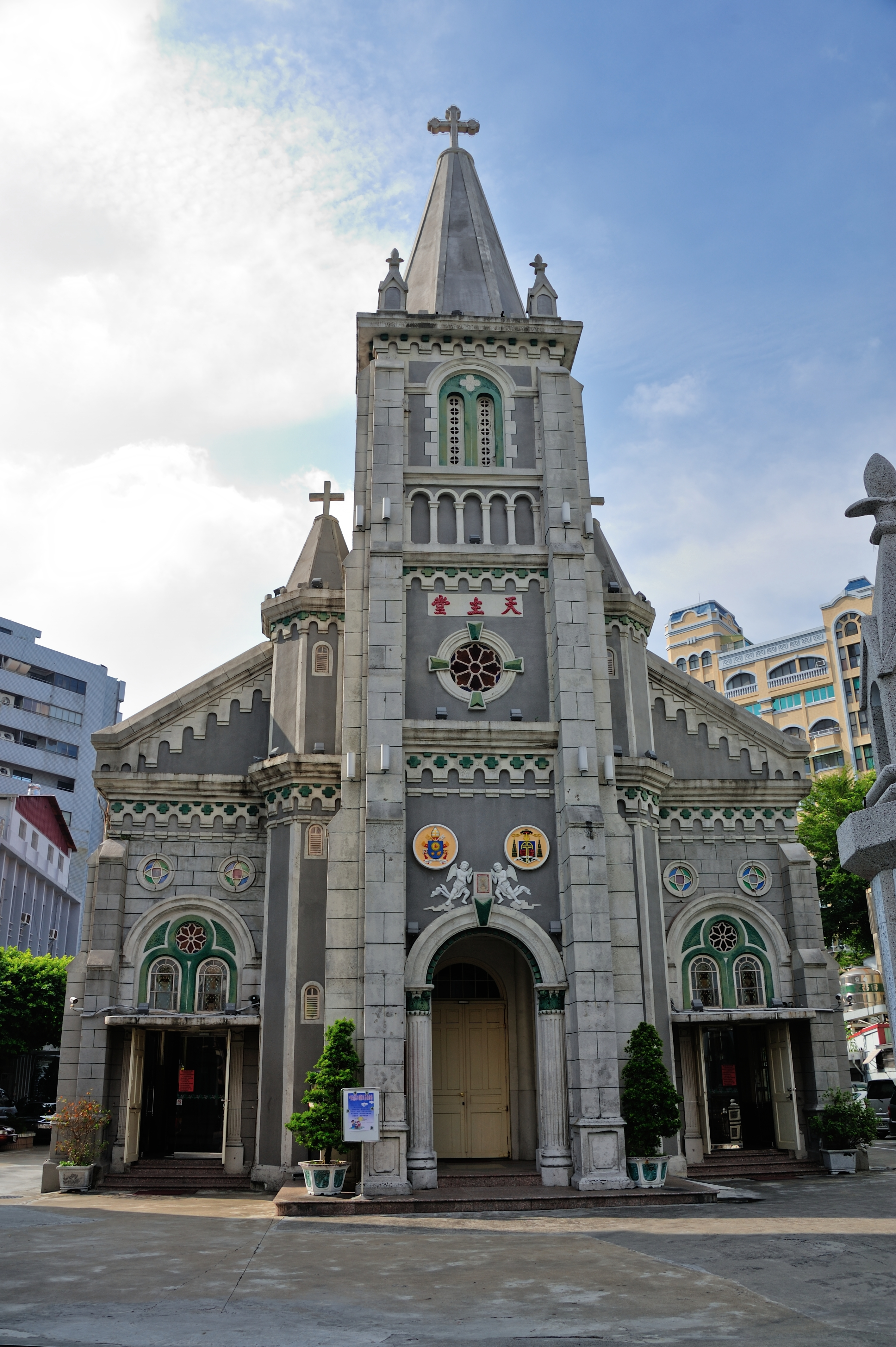
玫瑰聖母堂
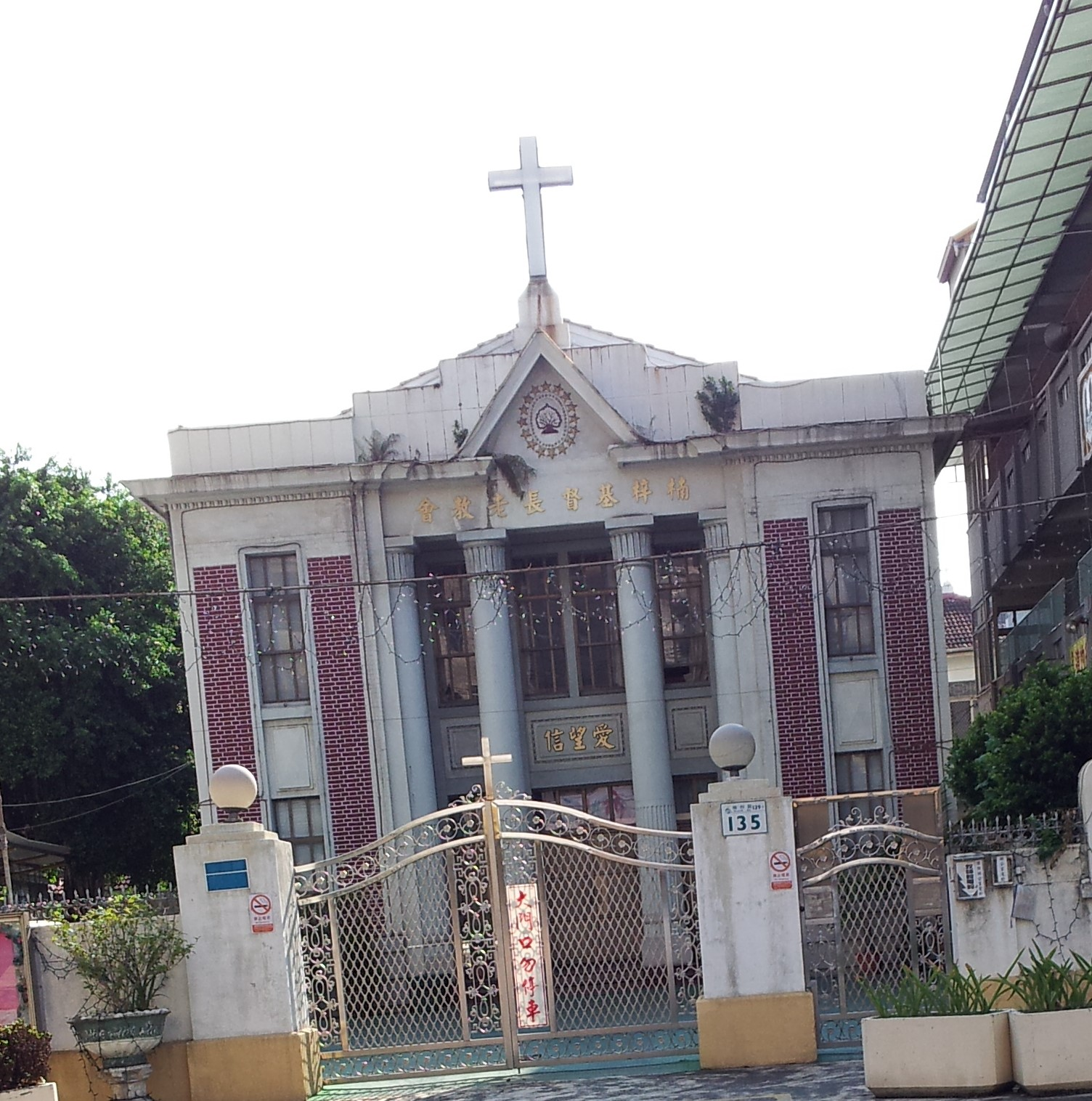
楠梓基督長老教會

## 軍事設施
- 壽山洞（西子灣防空隧道），創建於1927年，日本昭和二年
- 鼓山洞（戰後的高雄民防指揮中心） [88]
- 旗後軍事戰備隧道（今旗津星空隧道）
- 日本陸軍高雄要塞司令部
- 高雄倉庫（今聯勤205兵工廠）
- 鳳山倉庫（今衛武營）[89]
- 高雄戰俘營（已不存）
- 日本陸軍兵器補給廠（今陸軍步兵學校）[90]
- 日本陸軍武器儲存庫 / 48 輜重兵聯隊、步兵第47聯隊（今陸軍官校）[90]
- 日本陸軍小港飛行場掩體壕 / 機堡
- 日本陸軍飛行20戰隊（今南緯實業公司）
- 日本海軍高雄警備府，創建於1943年，日本昭和十八年
- 日本海軍高雄海兵團
- 日本海軍水交社（今四海一家，已改建）[91]
- 日本海軍鳳山無線電信所
- 日本海軍鳳山無線電信所高雄通信隊（後來的九如新村，已拆除）
- 日本海軍通信隊新庄分遣隊 [92][93]
- 日本海軍通信隊電波方位測定所 [92]
- 日本海軍高雄飛行場 / 岡山飛行場 / 高雄海軍航空隊（今中華民國空軍軍官學校）[94][95]
- 日本海軍航空隊岡山基地招待所 / 岡田旅社（後來的經濟部水利署六河川局員工宿舍，已拆除）[96]
- 日本海軍航空隊軍官俱樂部（後來的空軍新生社俱樂部）
- 日本海軍航空隊第二航空隊（後來的空軍二高村，已拆除）[97]
- 日本海軍工廠第六十一航空廠（今空軍航空技術學院）
- 日本海軍高雄飛行場防空塔 / 特火塔 / 機槍堡 [98][99]
- 日本海軍高雄飛行場格納庫 / 機堡[100]
- 日本海軍第29震洋隊（桃子園）
- 日本海軍第20、21、31震洋隊（左營）
- 半屏山戰備水庫[101]
- 清水巖原日軍戰備坑道
- 鳳鼻頭陣地 [102]
- 瀰濃東門樓，重建於1937年
- 浦來溪頭社戰道
- 六龜警備道

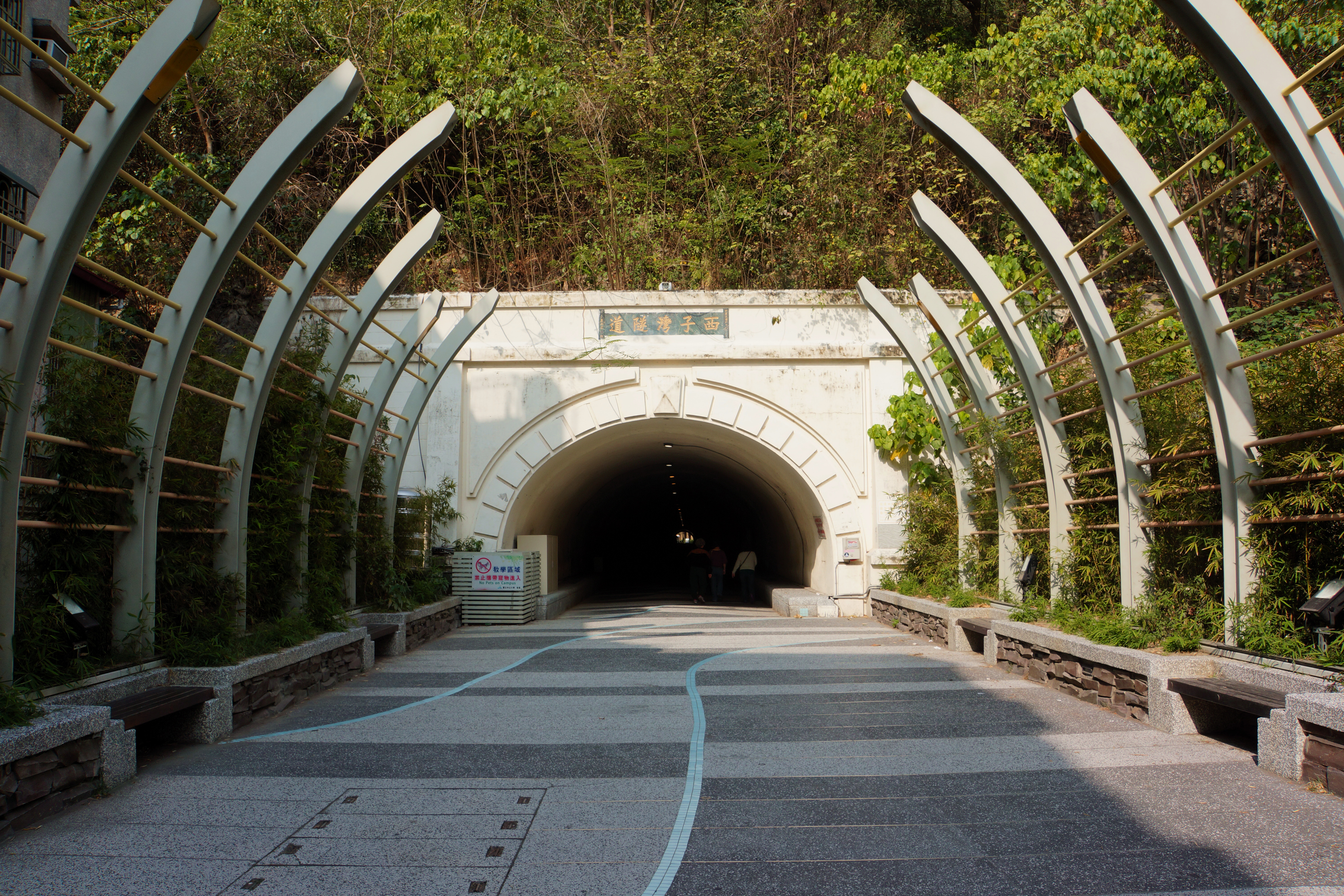
壽山洞(西子灣隧道)
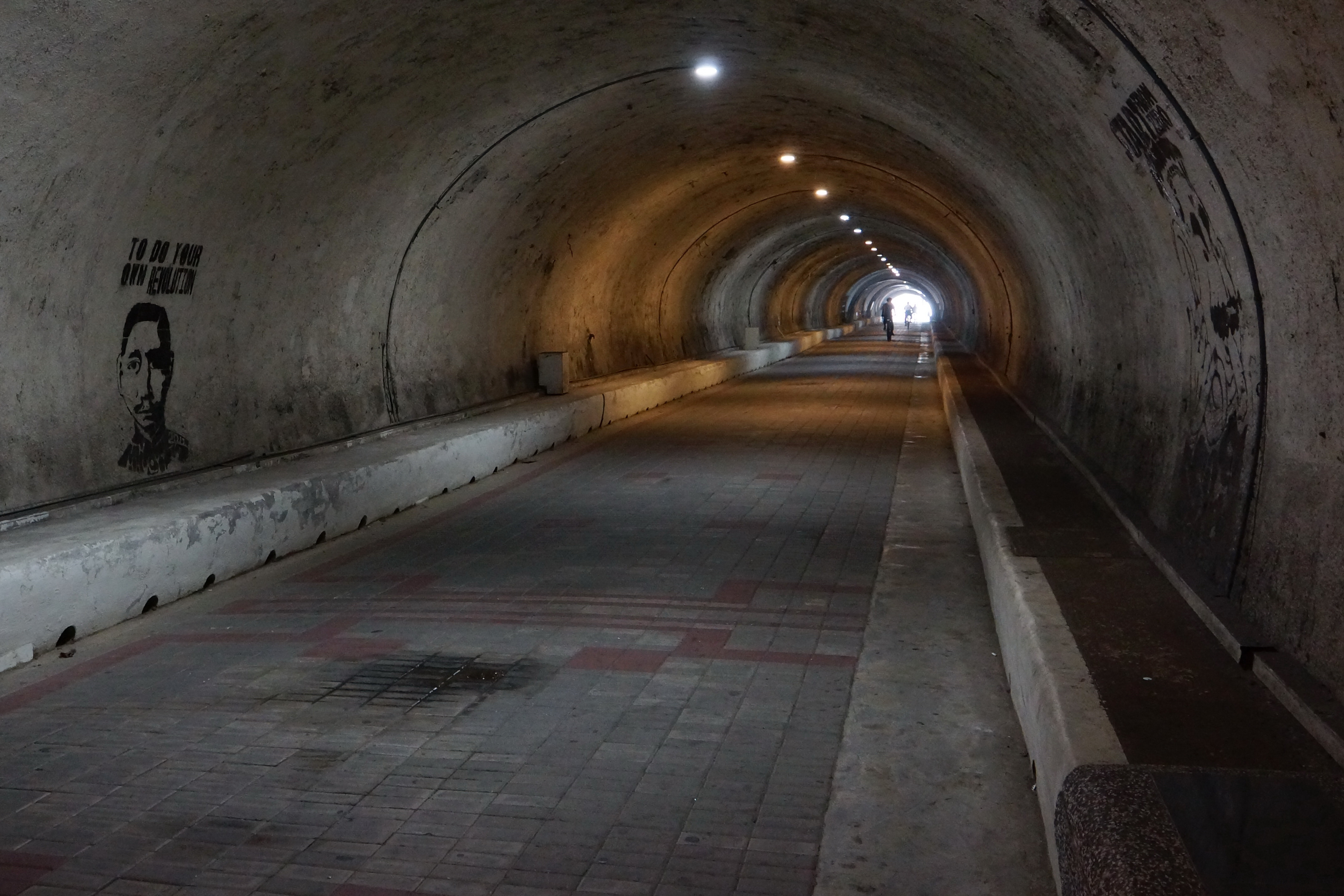
壽山洞(西子灣隧道)
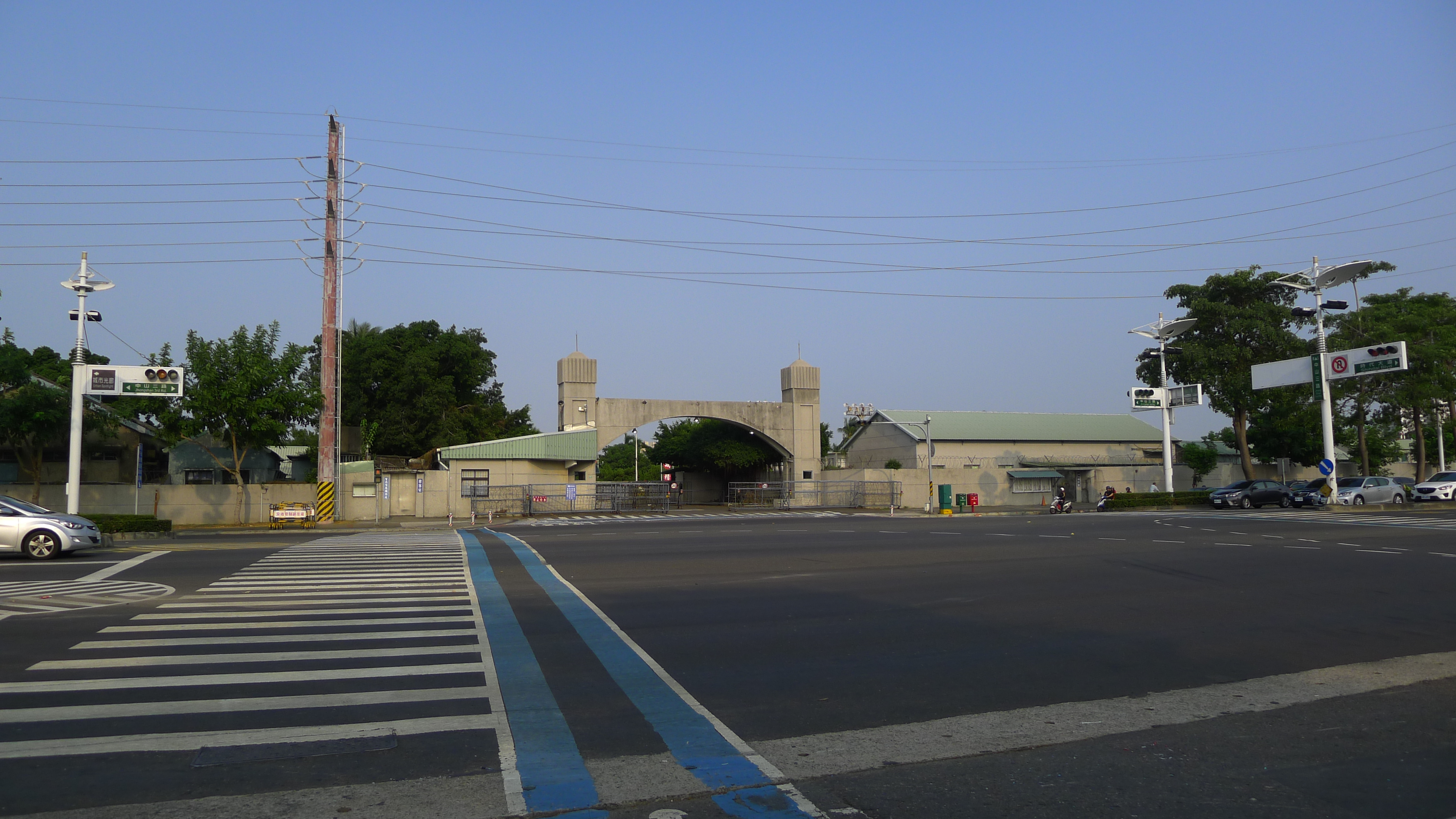
205兵工廠前鎮廠區正門
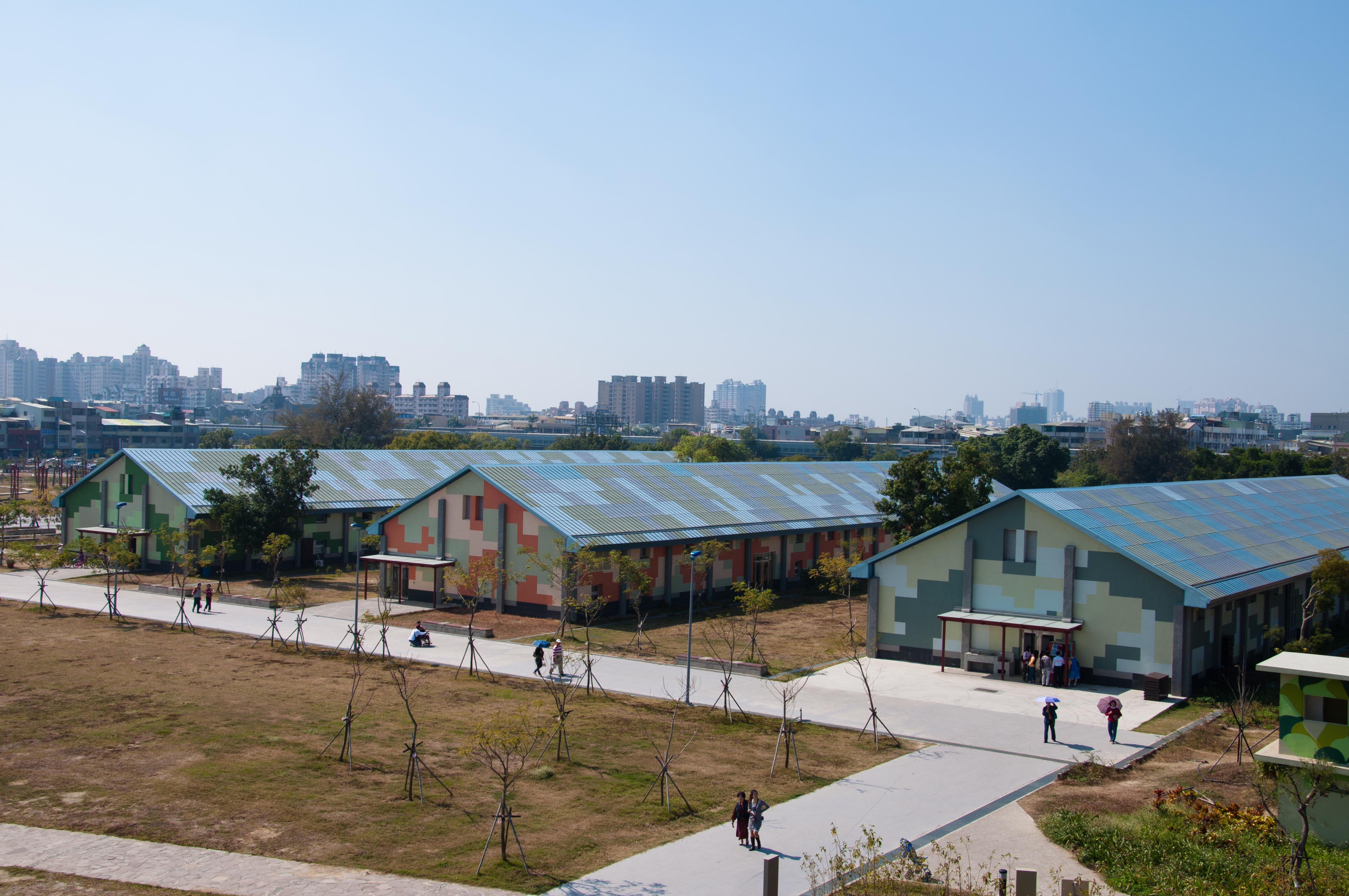
衛武營
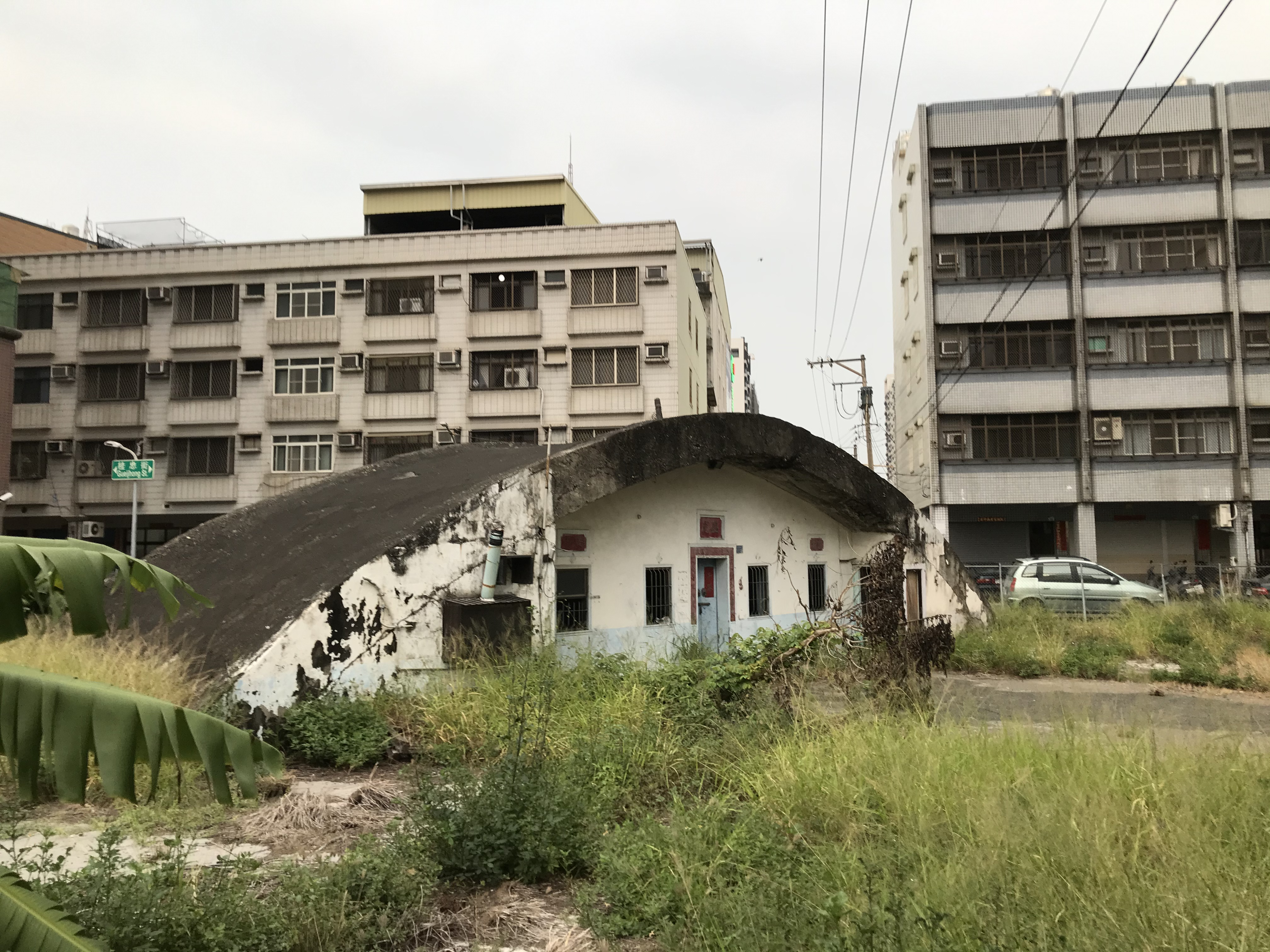
舊日本陸軍高雄飛行場掩體壕
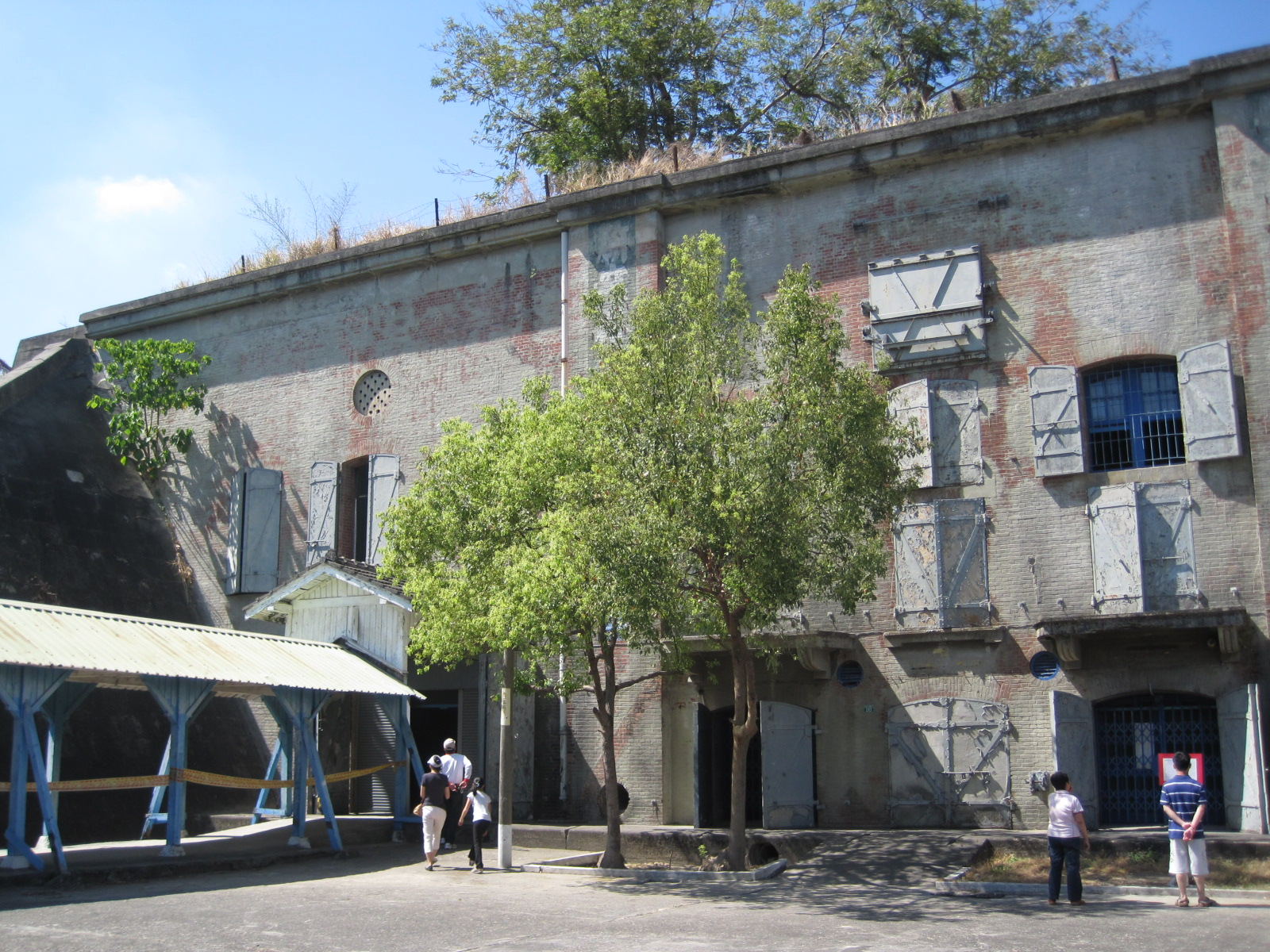
日本海軍鳳山無線電信所
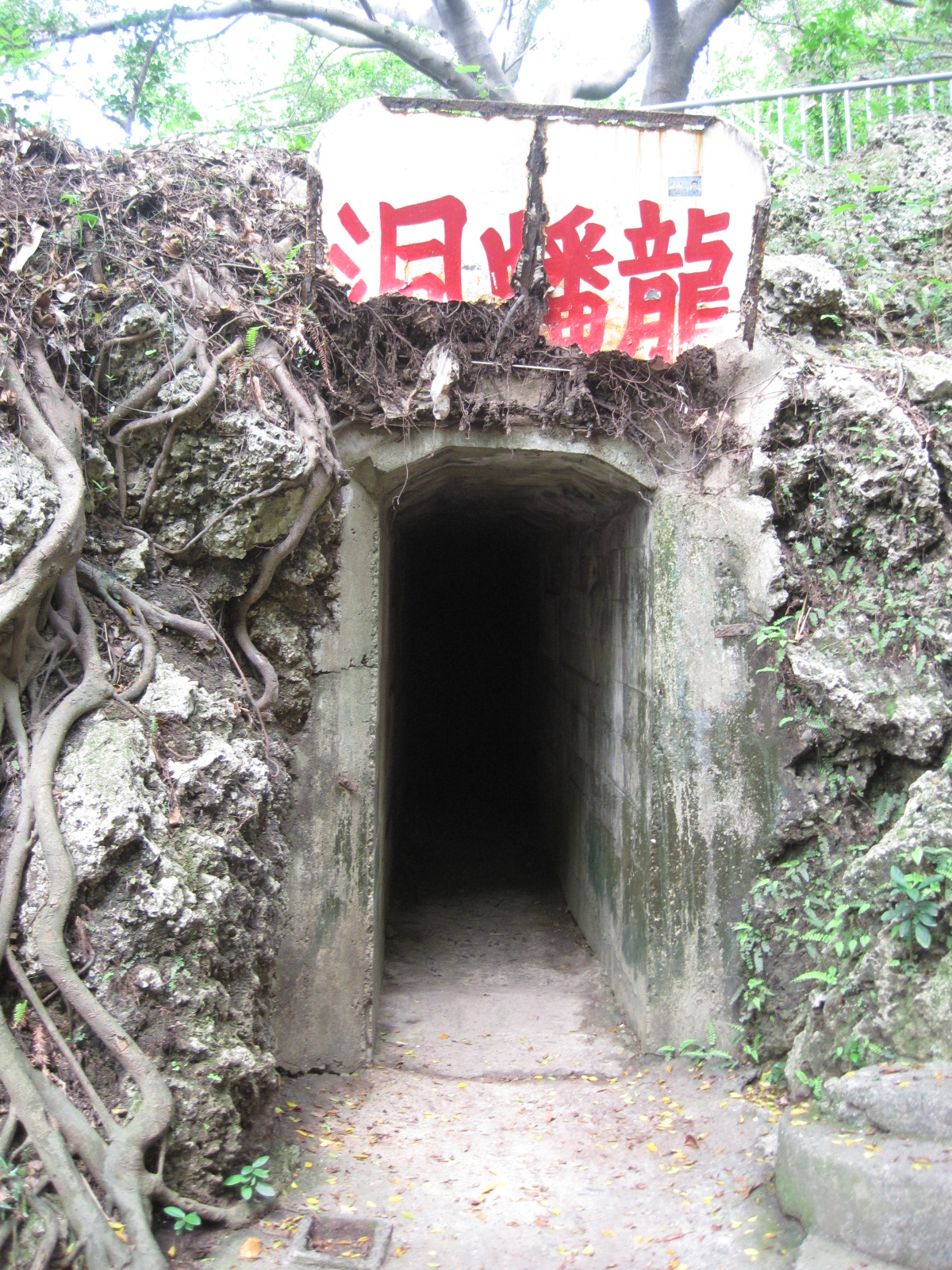
清水巖原日軍戰備坑道
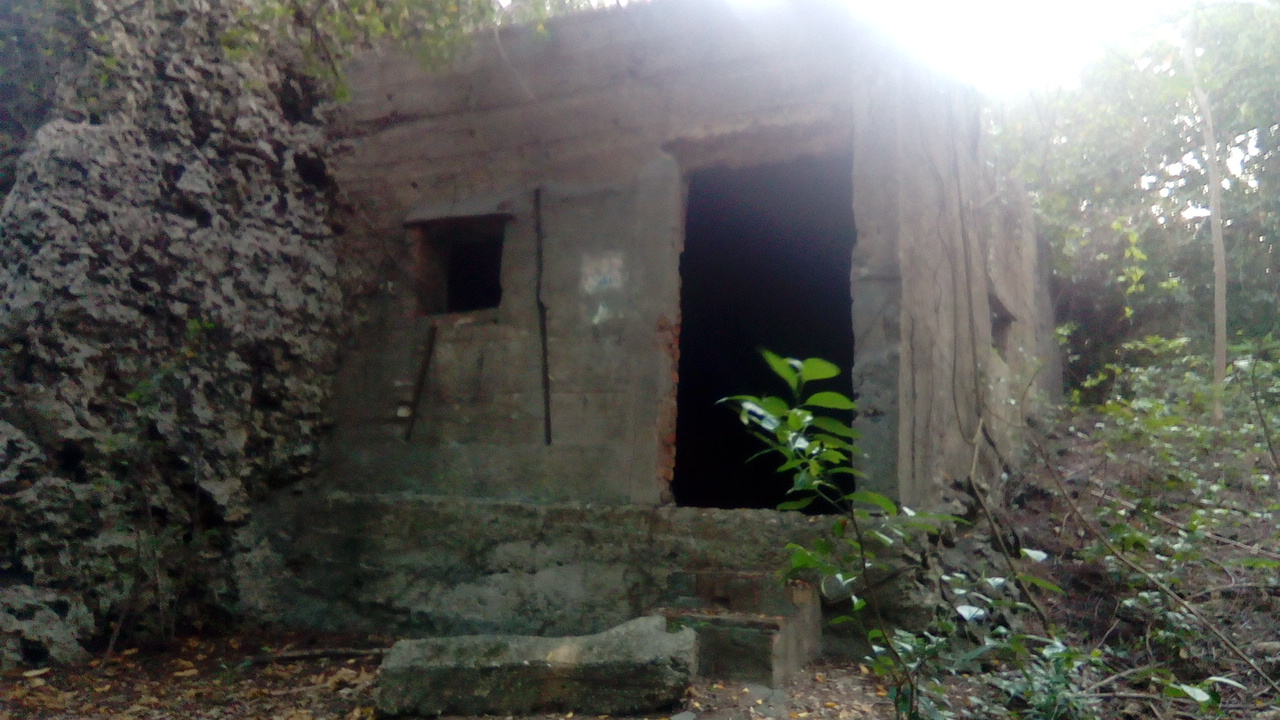
清水巖上的日軍碉堡
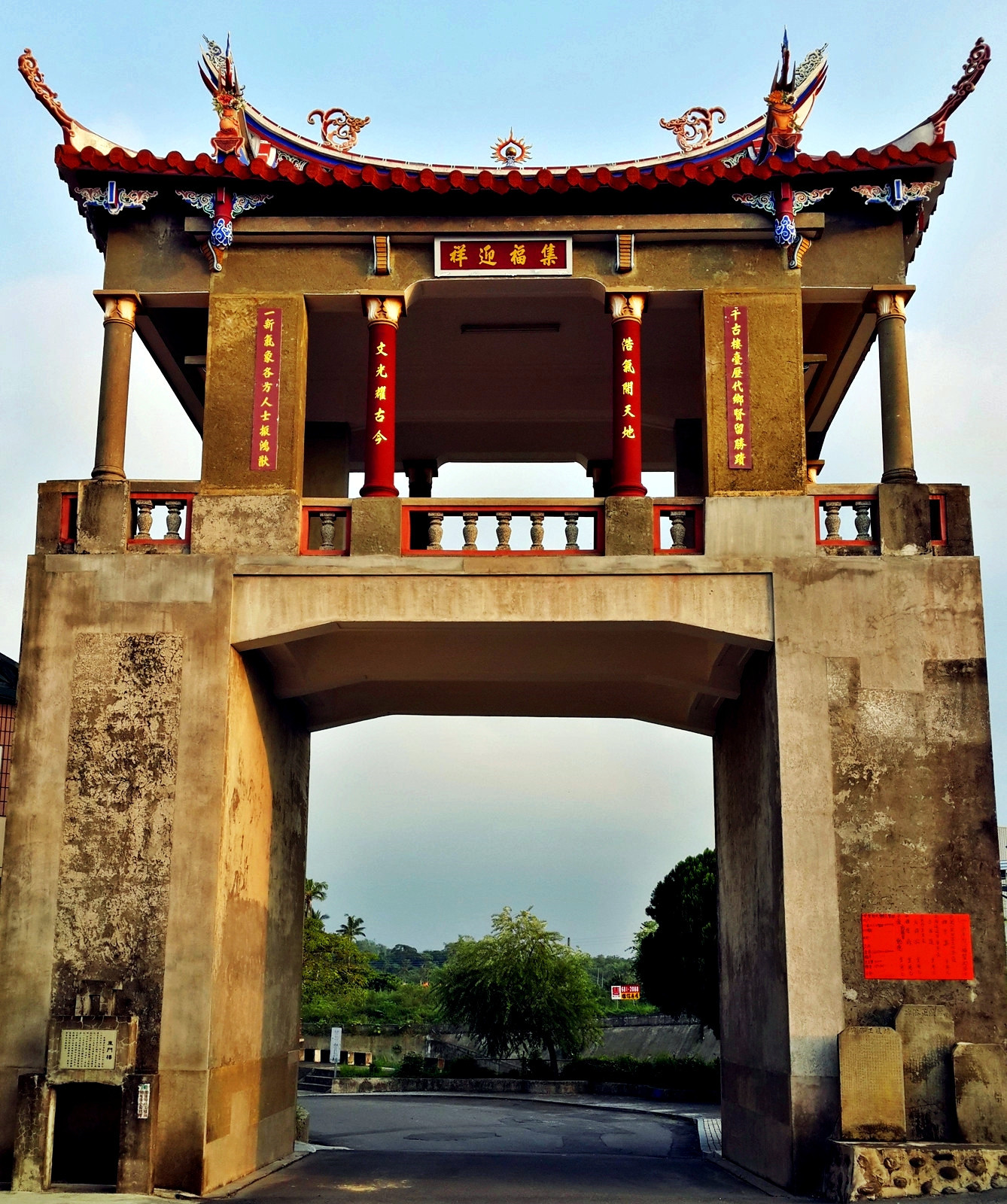
瀰濃東門樓

## 產業設施
- 鮫島煉瓦工場 / 台灣煉瓦會社打狗工場（後來的中都唐榮磚窯廠），創建於1899年，日本明治三十二年
- 臺灣製糖株式會社橋仔頭製糖所（今橋頭糖廠），創建於1901年，日本明治三十四年
- 新興製糖株式會社山仔頂製糖所，創建於1903年
- 新濱碼頭，創建於1904年，日本明治三十七年
- 台灣製糖株式會社後壁林製糖所（後來的小港糖廠，已改建），創建於1908年 [103]
- 高砂製糖株式會社旗尾製糖所（今旗山糖廠），創建於1909年
- 打狗水道淨水池，創建於1913年，日本大正二年 [2]
- 淺野水泥株式會社高雄工場（已拆除），創建於1917年，日本大正六年
- 高雄燈臺（旗後燈塔），重建於1918年
- 高雄魚市場（今鼓山魚市場，已改建），創建於1927年，日本昭和二年 [2]
- 高雄魚市株式會社事務所，創建於1927年，日本昭和二年
- 台灣倉庫株式會社田町倉庫，創建於1932年，日本昭和七年
- 高雄一港口防波堤燈杆[104]，創建於1938年
- 臺灣倉庫株式會社 高雄港岸壁上屋倉庫（第一期，今棧肆庫）[105]
- 臺灣倉庫株式會社 高雄港岸壁上屋倉庫（第二期，已拆除），曾是1931年高雄港勢展覽會開會式場[106]
- 濱線碼頭倉庫（今哈瑪星文龍宮周遭）[2]
- 大勇倉庫群（今駁二藝術特區）[107]
- 蓬萊倉庫群（今駁二藝術特區）
- 鹽水港製糖株式會社高雄工廠（今駁二藝術特區大義倉庫群，已拆除）[108]
- 大日本製冰株式會社高雄工場（已拆除）
- 高雄製冰株式會社（後來的大舞台戲院，已拆除）
- 陳中和物產株式會社 / 南興公司（已拆除）
- 東洋製罐株式會社（後來的台鳳，已不存）
- 高雄酒精株式會社（已拆除）
- 藤田豆粕株式會社（已拆除）
- 日本食料工業高雄工場（已不存）[109]
- 海野組（日语：海野三次郎）石灰工場（已不存）
- 武智鐵工所（已不存）
- 唐榮鐵工所（已改建），創建於1940年
- 高雄築港出張所船舶機械修造工場（已不存）
- 台灣船渠株式會社高雄工場（已不存）[110]
- 臺灣鐵工所打狗工場（已拆除）[111]
- 振豐造船鐵工所（已不存）[110]
- 廣島造船所（已不存）[110]
- 荻原造船鐵工所（已不存）[110]
- 高雄造船鐵工所（已不存）[110]
- 富重造船鐵工所（已不存）[110]
- 光井造船鐵工所（已不存）[110]
- 戲獅甲工業區[112]
  - 日本鋁業株式會社高雄工場（日本アルミニウム株式會社高雄工場，已拆除）
  - 旭電化工業高雄工場（已拆除）
  - 南日本化學工業株式會社溴素工廠（已拆除）
  - 臺灣鐵工所高雄東工場（後來的台機船舶廠公司，已拆除）
  - 臺灣肥料株式會社（已拆除）
  - 臺灣畜產興業（已拆除）
  - 臺灣窯業工場（已拆除）
- 高雄製鐵株式會社 [113]
- 日本石油高雄製油所（今中油前鎮儲運所，已改建）[94]
- 高雄預備火力發電所 / 高雄第一火力發電所 / 臺灣電力株式會社高雄出張所（已拆除）
- 高雄第二火力發電所（已拆除）
- 高雄牧場（今龍井社區海軍眷村）
- 日本海軍第六燃料廠高雄廠（今高雄煉油廠）[114]

- 日本海軍第六燃料廠高雄廠洞窟工廠 [115]
- 高雄工業給水場（今澄清湖給水廠，已改建）[116]
- 鳳山藤井護謨園（藤井農場，已不存）[117] [118]
- 鳳山上水道水源地（已拆除）[119]
- 打狗水道竹寮取水站
- 打狗水道小坪頂水源地

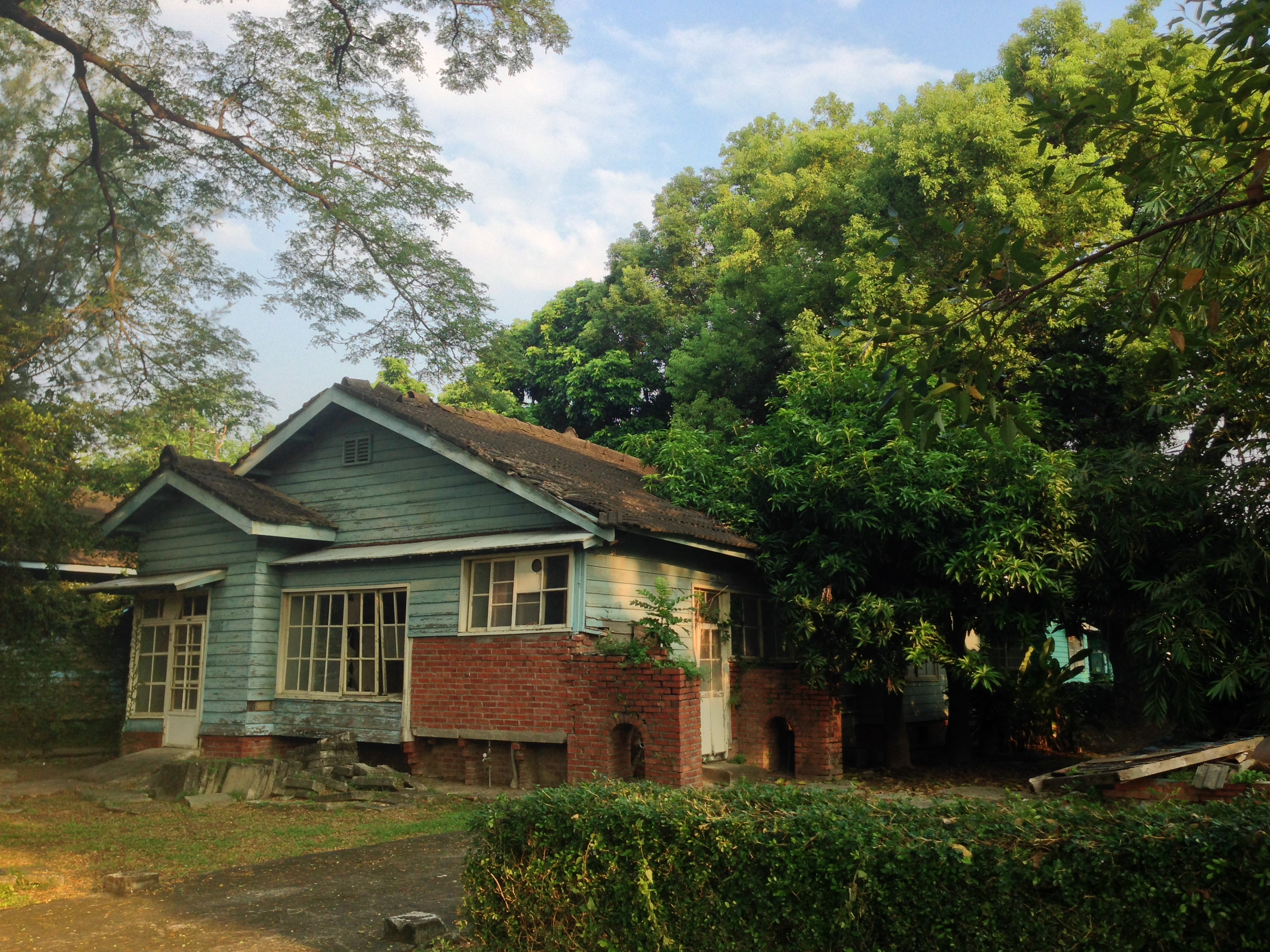
海軍第六燃料廠宿舍

- 高雄市第二水源地（今翁公園淨水場，已改建）[120]，創建於1942年
- 拷潭配水池，創建於1942年
- 仁武淨水場[121]
- 大寮圳
- 岡村鳳梨罐詰工場 / 臺灣鳳梨罐詰株式會社（後來的台鳳，已不存）[122]，創建於1901年
- 岡村新庄仔庄製糖場（已不存），創建於1906年 [122]
- 蓬萊物產株式會社水蛙潭製糖工場（疑似燕巢尖山蓬萊糖業株式會社，已不存）[123][124]
- 昭和製糖株式會社大崗山工場（已不存）[125][126]
- 後庄南部製磚廠（已拆除）[127]
- 九曲堂泰芳商會鳳梨罐詰工場
- 順安號煉瓦場（三和瓦窯）
- 旗山碾米廠
- 旗山上水道
- 旗山太平橋[128]
- 美濃水橋
- 獅子頭圳
- 竹仔門電廠
- 土壟灣發電所（已改建）
- 合資會社三五公司南隆農場（日语：三五公司南隆農場）
- 京都帝國大學農學部附屬台灣演習林（後來的林業試驗所六龜分所，今扇平森林生態科學園）
- 阿公店水庫（未完成）[129]
- 岡山上水道（岡山水塔）
- 烏樹林製鹽株式會社
- 茄萣竹滬鹽灘鹽警槍樓
- 大湖番茄會社[130]
- ラサ島燐鉱株式会社（位於太平島，已不存）

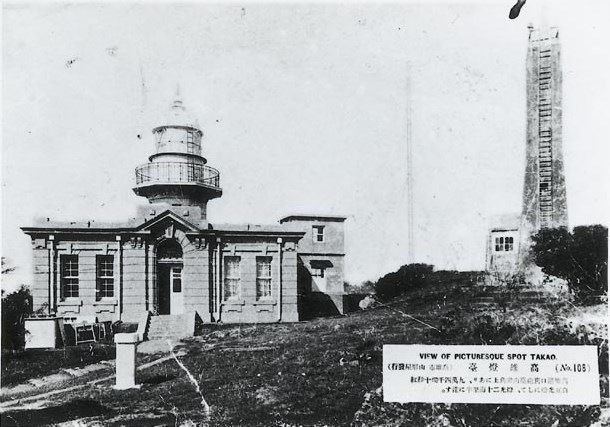
高雄燈臺
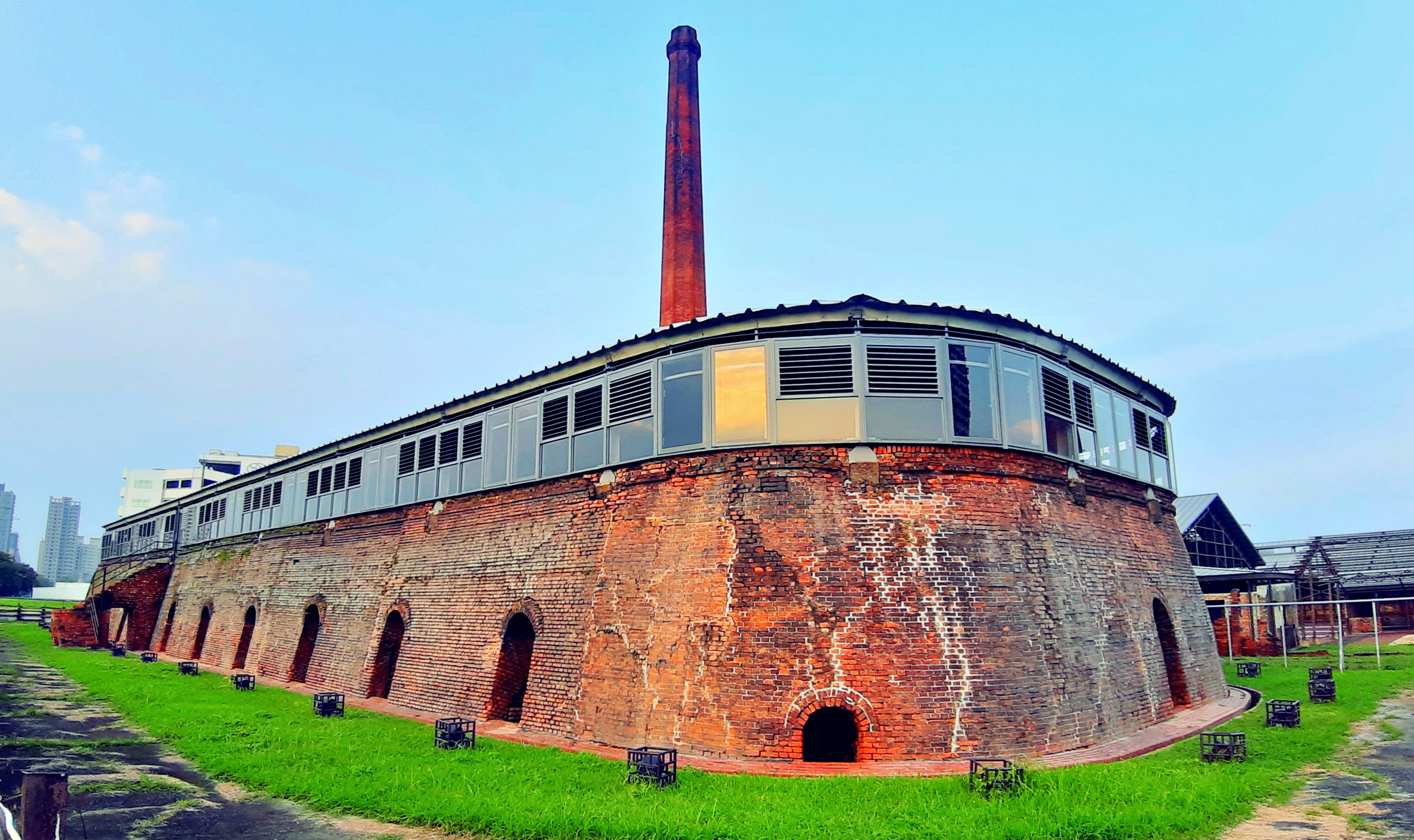
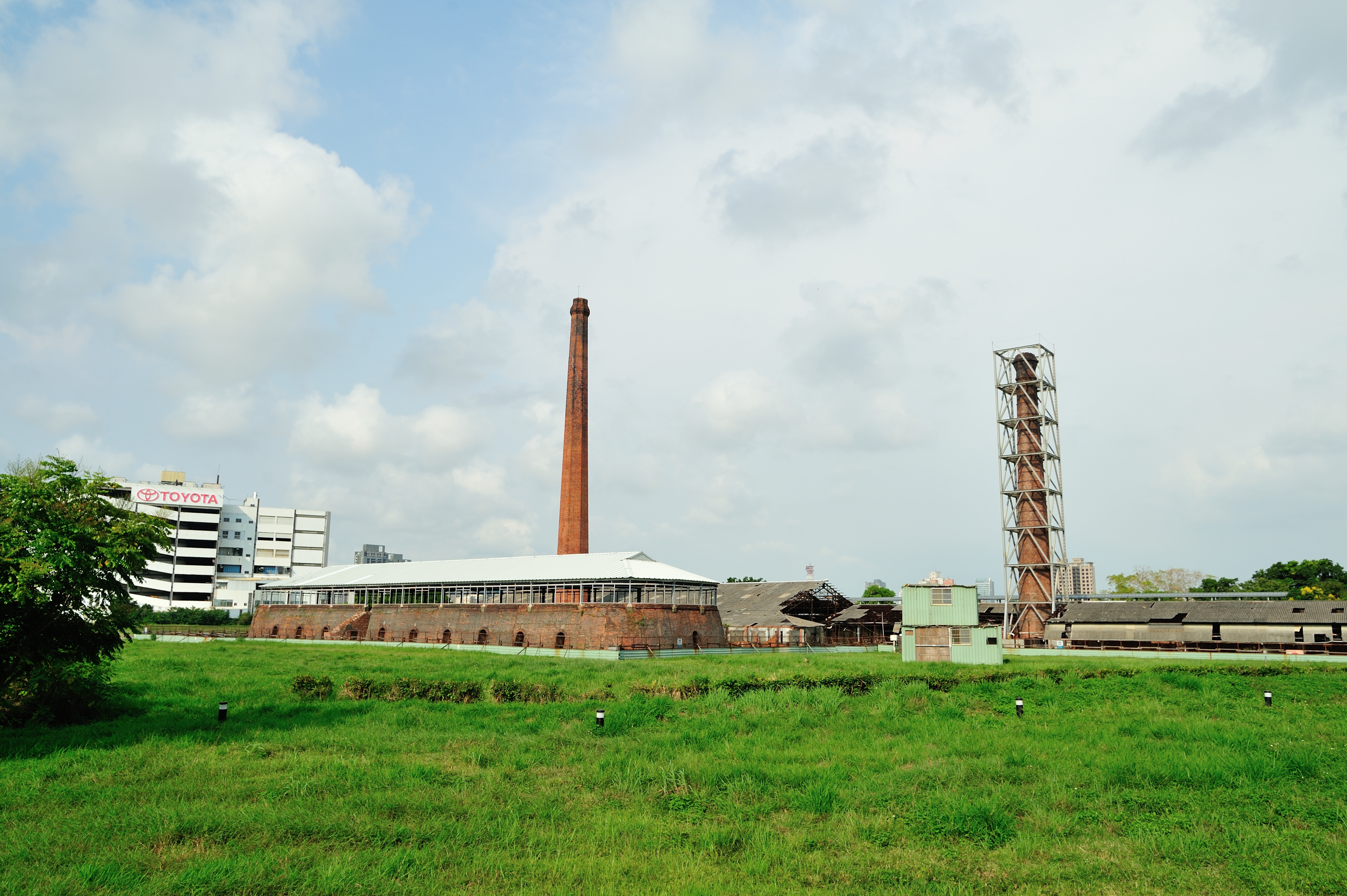
高雄中都磚窯廠
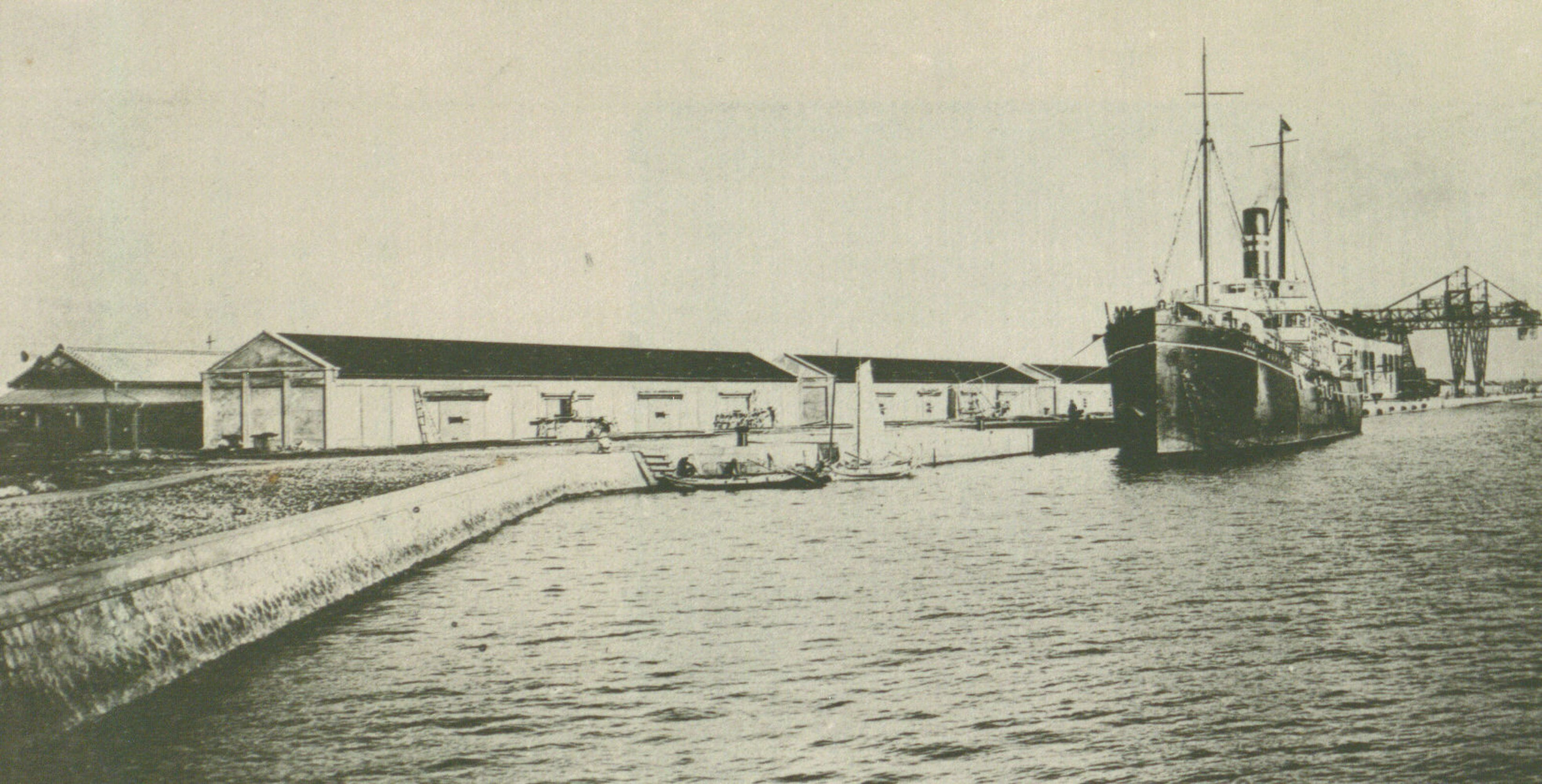
打狗港岸壁，右後方建築為上屋倉庫
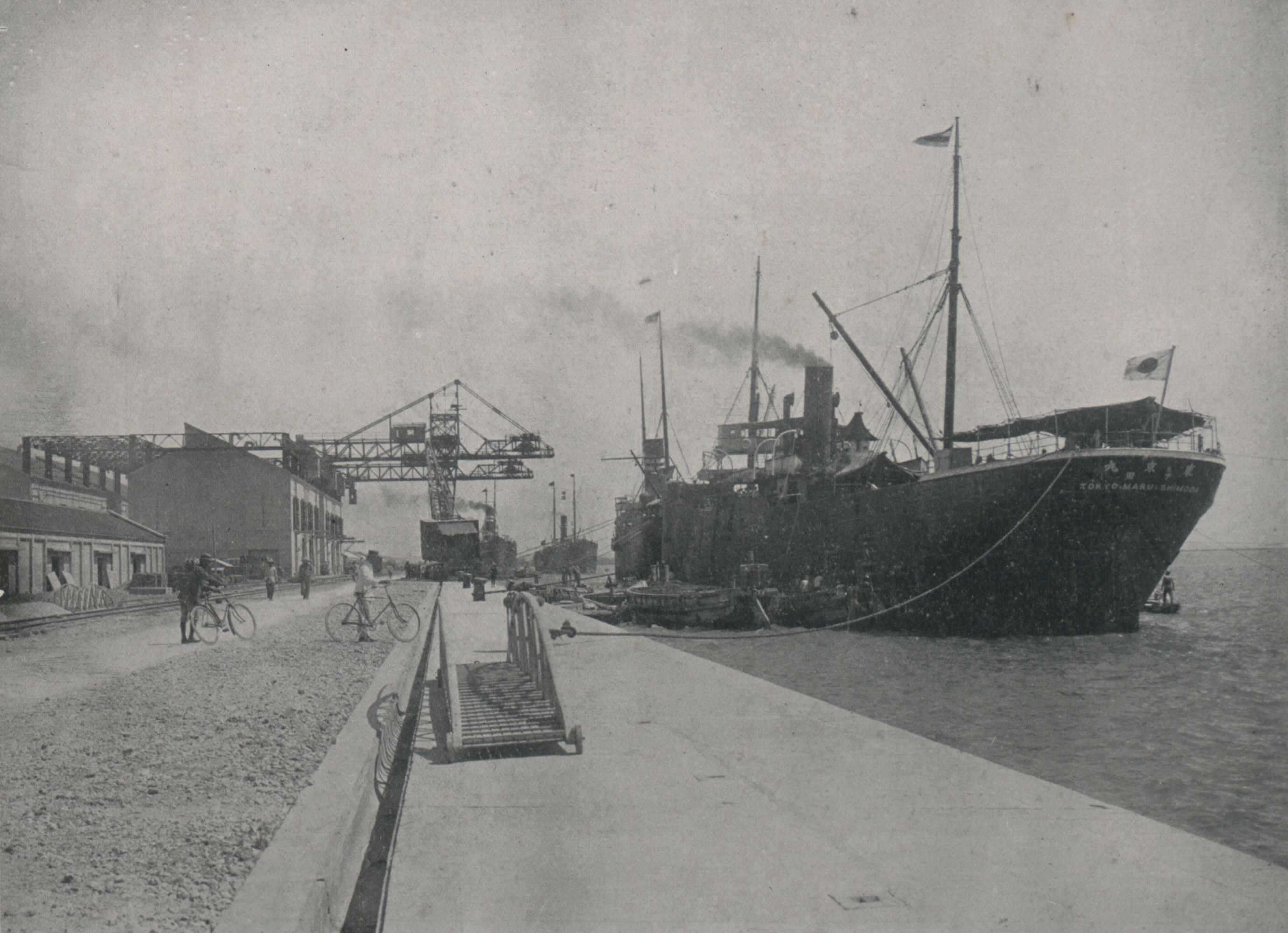
打狗港岸壁，左後方建築為上屋倉庫
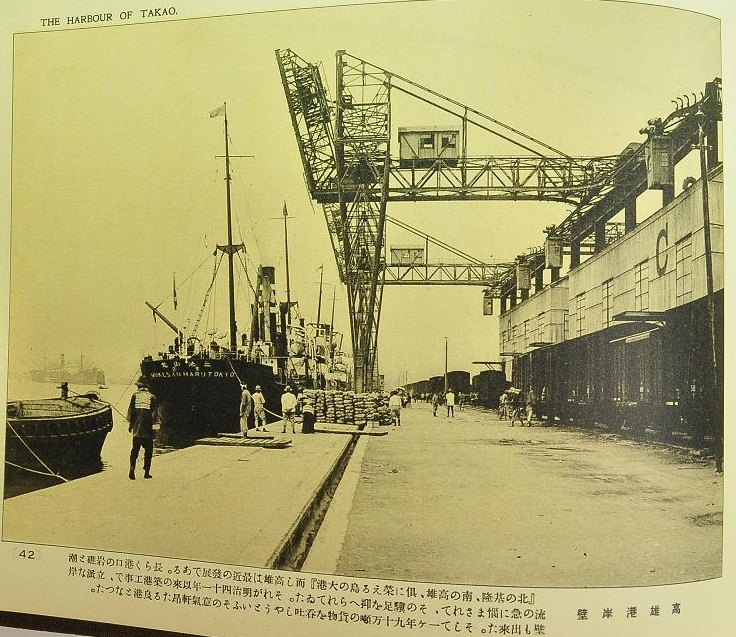
上屋倉庫
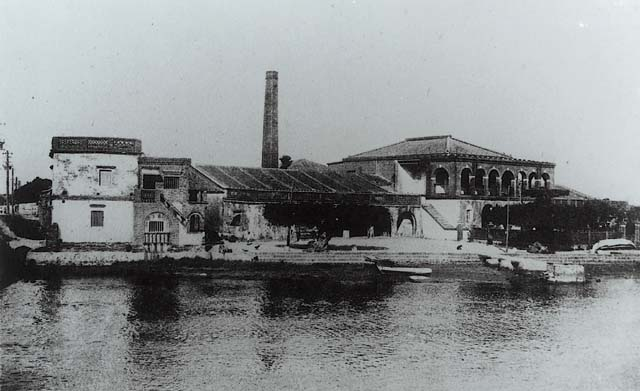
陳中和物產株式會社
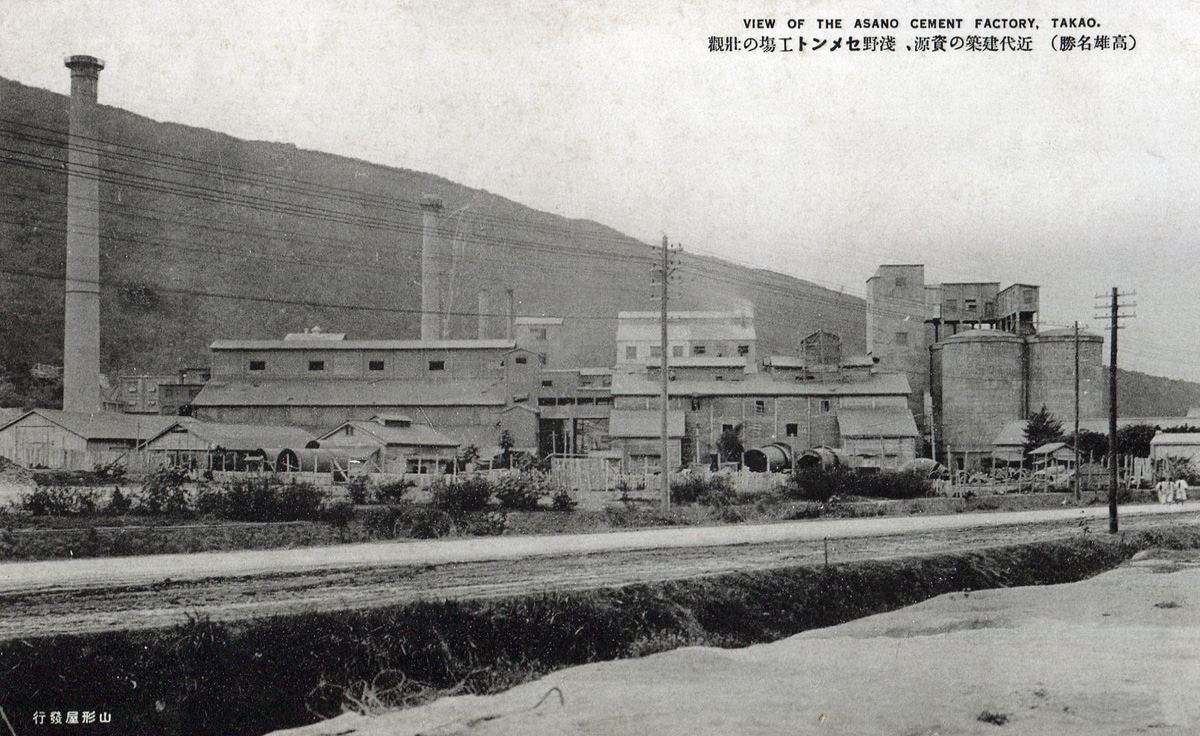
淺野水泥株式會社
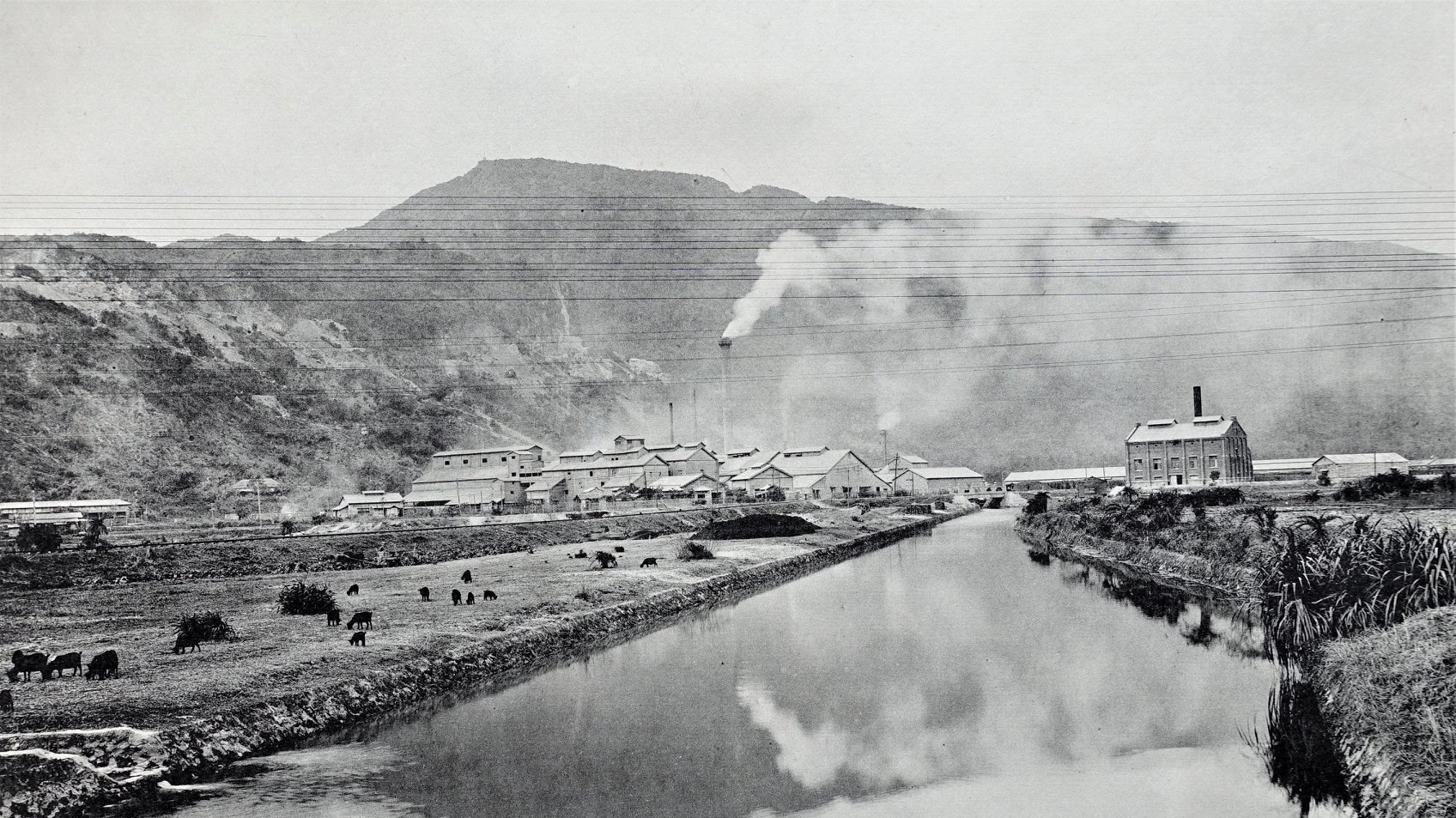
淺野水泥株式會社
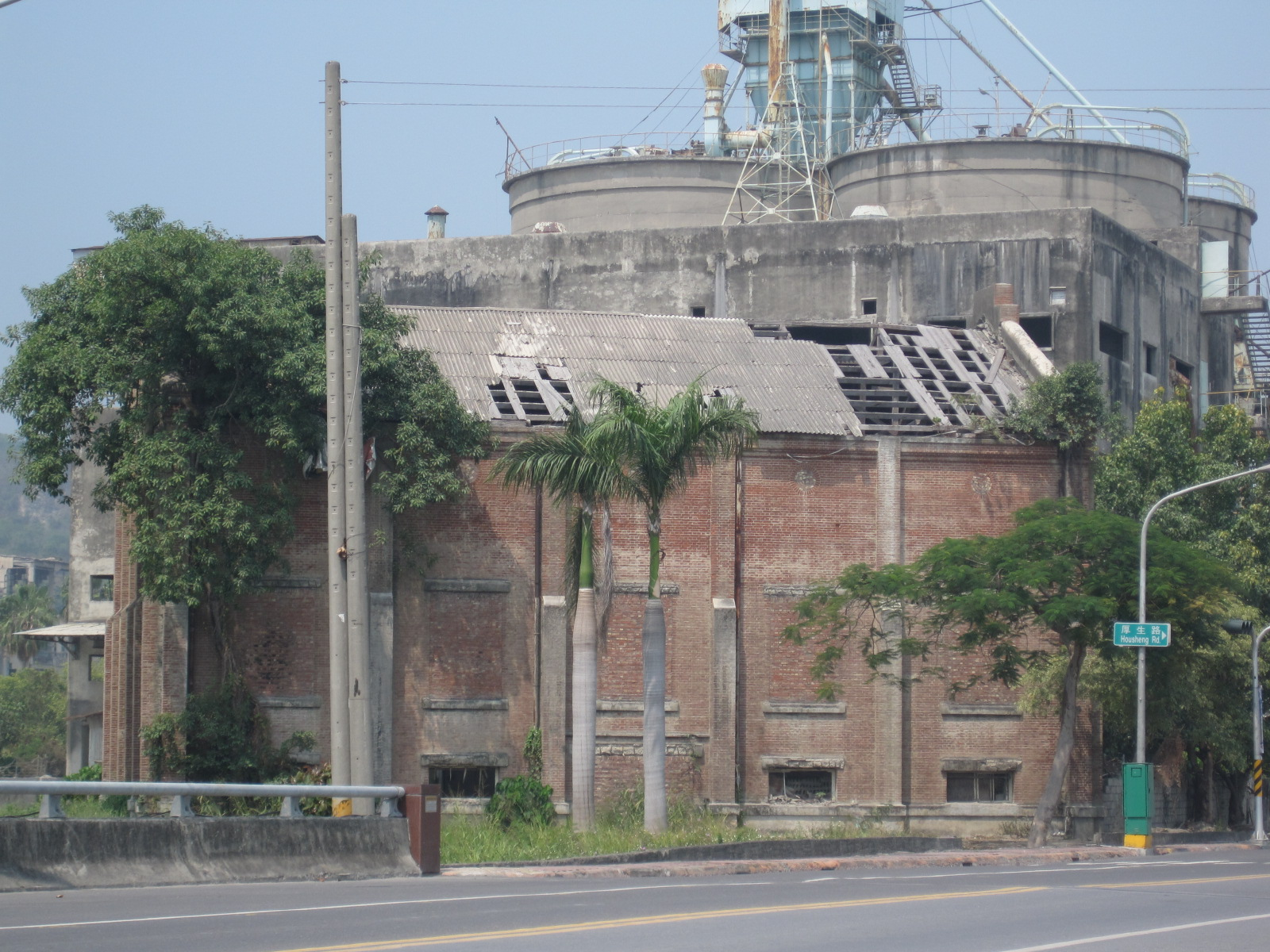
台泥高雄廠(淺野水泥株式會社)舊紅磚倉庫
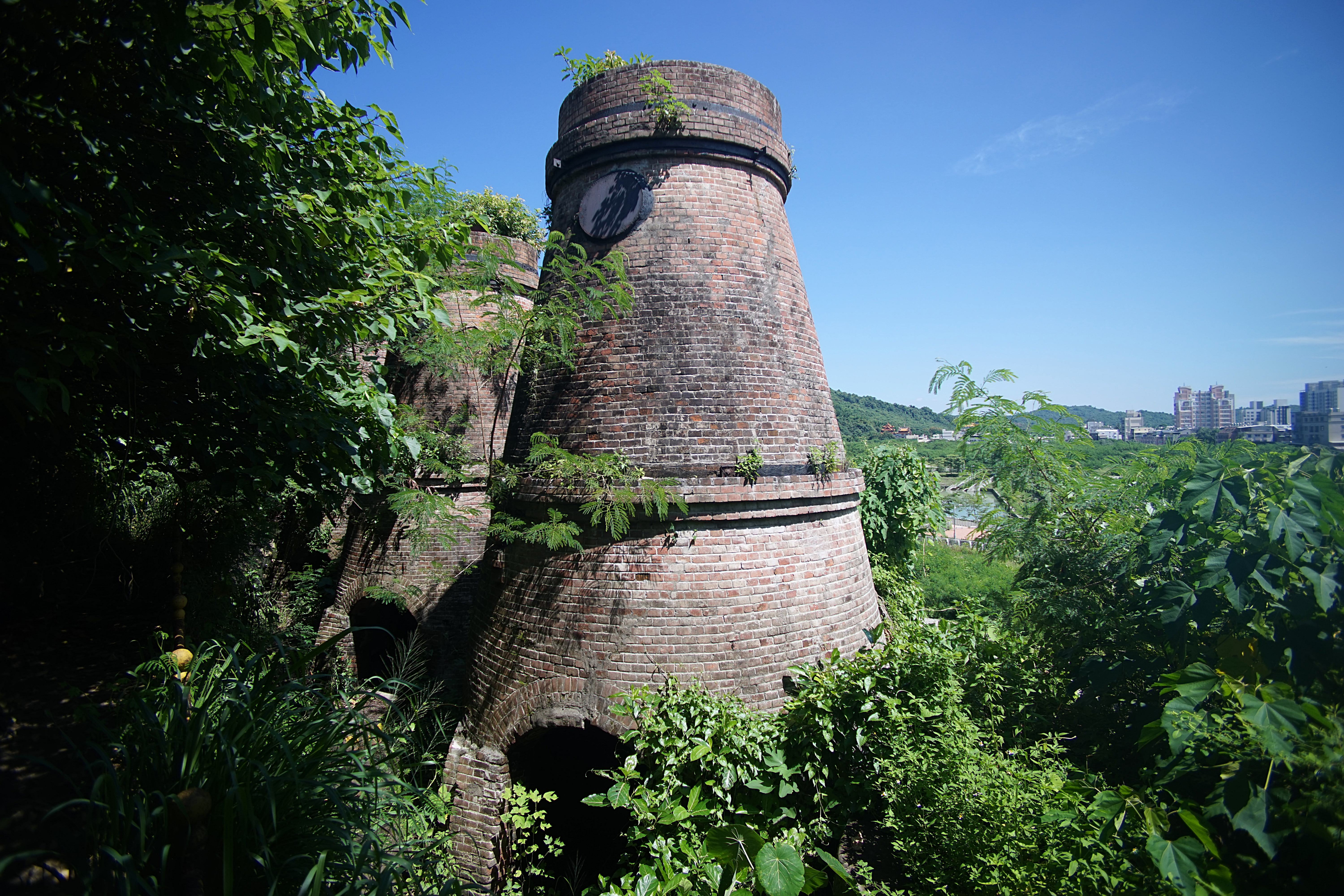
台泥高雄廠(淺野水泥株式會社)石灰窯
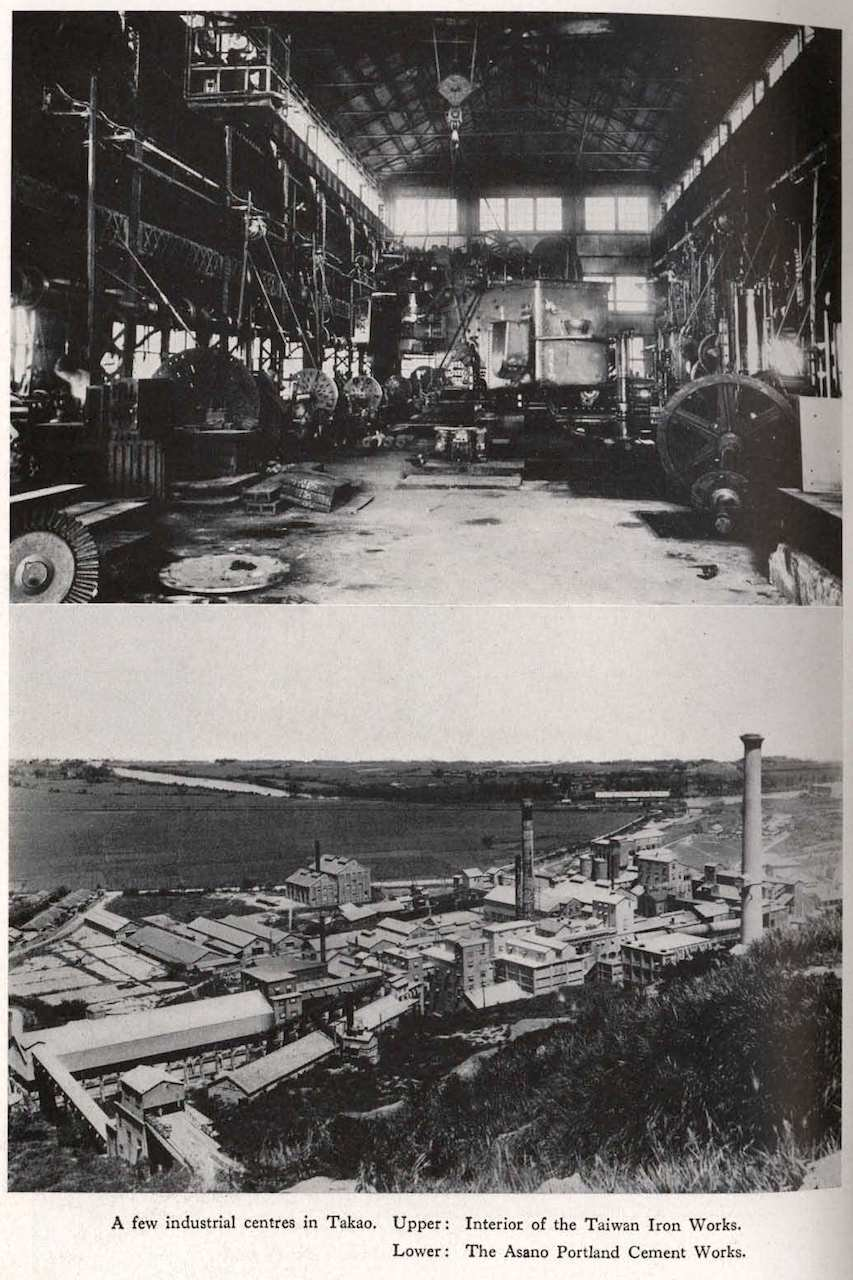
上圖：臺灣鐵工所內部；下圖：淺野水泥株式會社
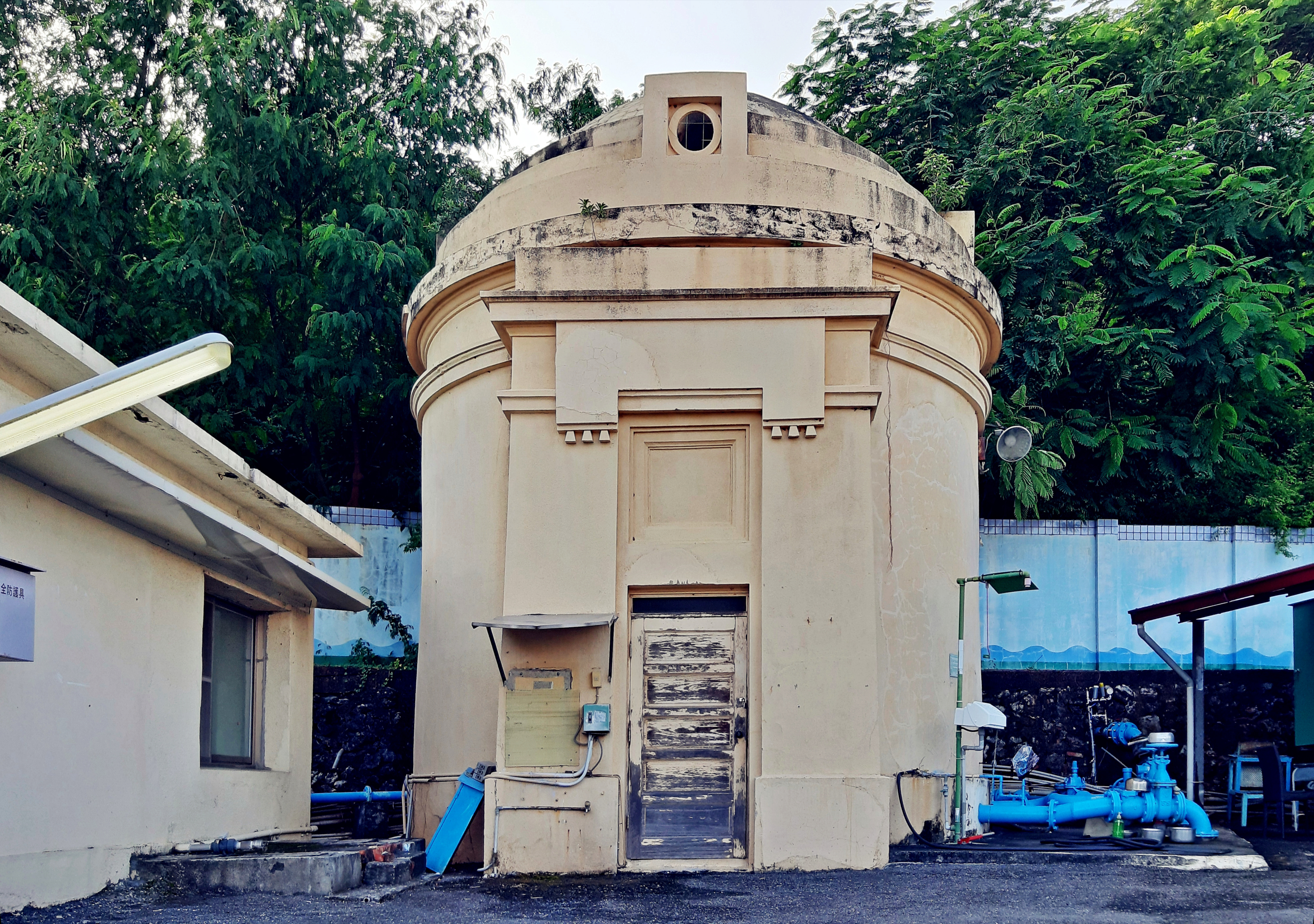
打狗水道淨水池
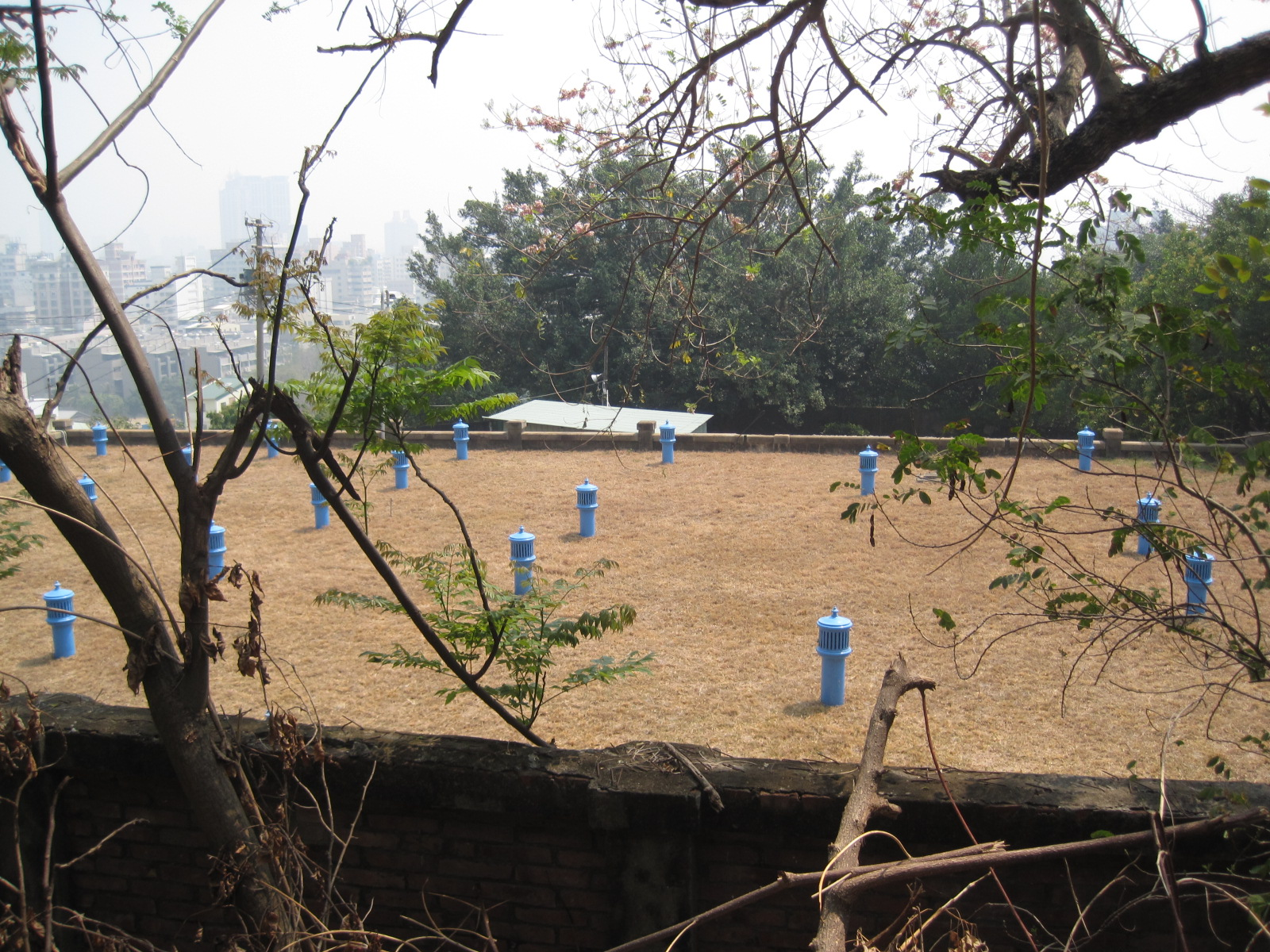
打狗水道淨水池
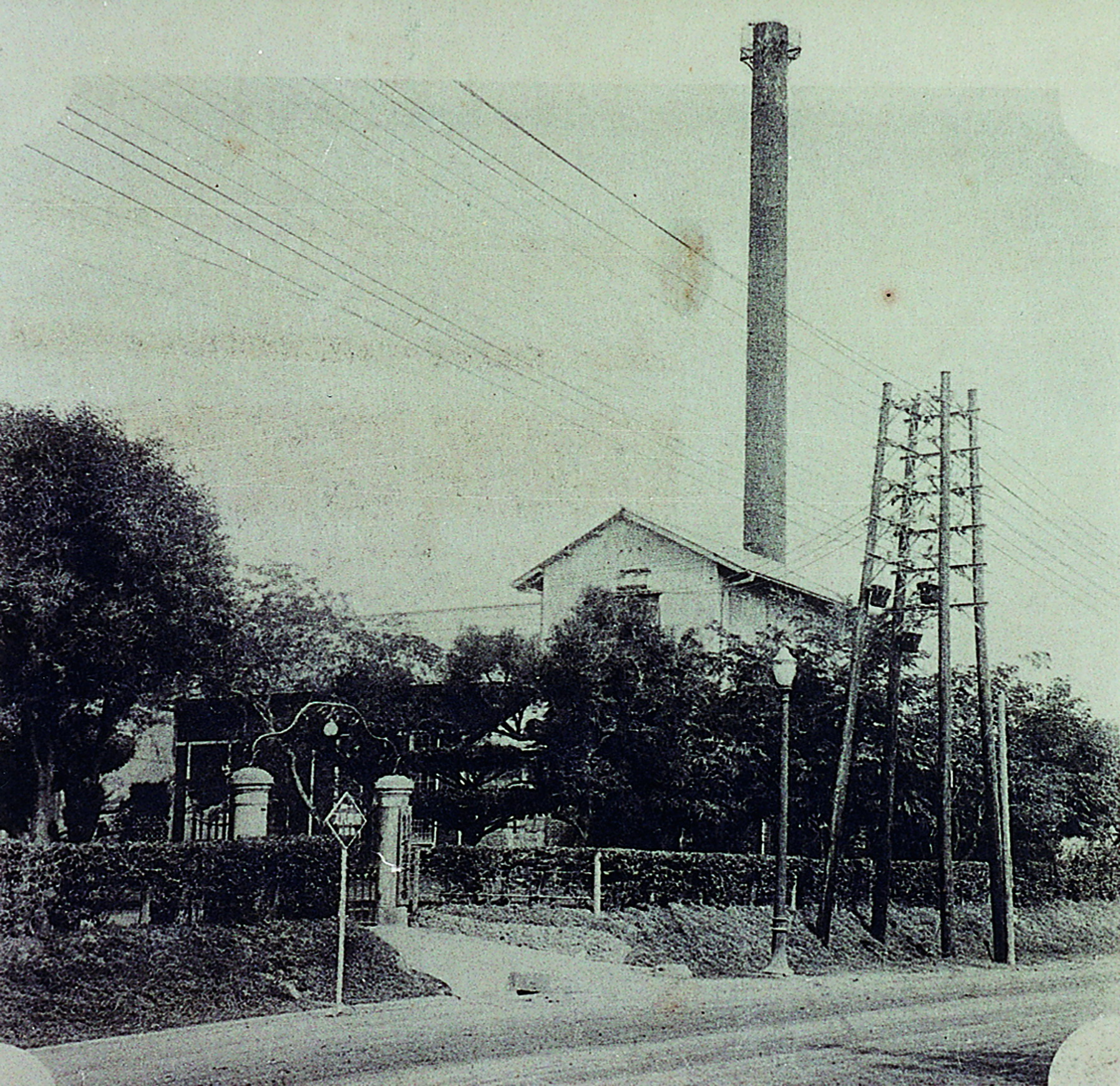
高雄第一火力發電所
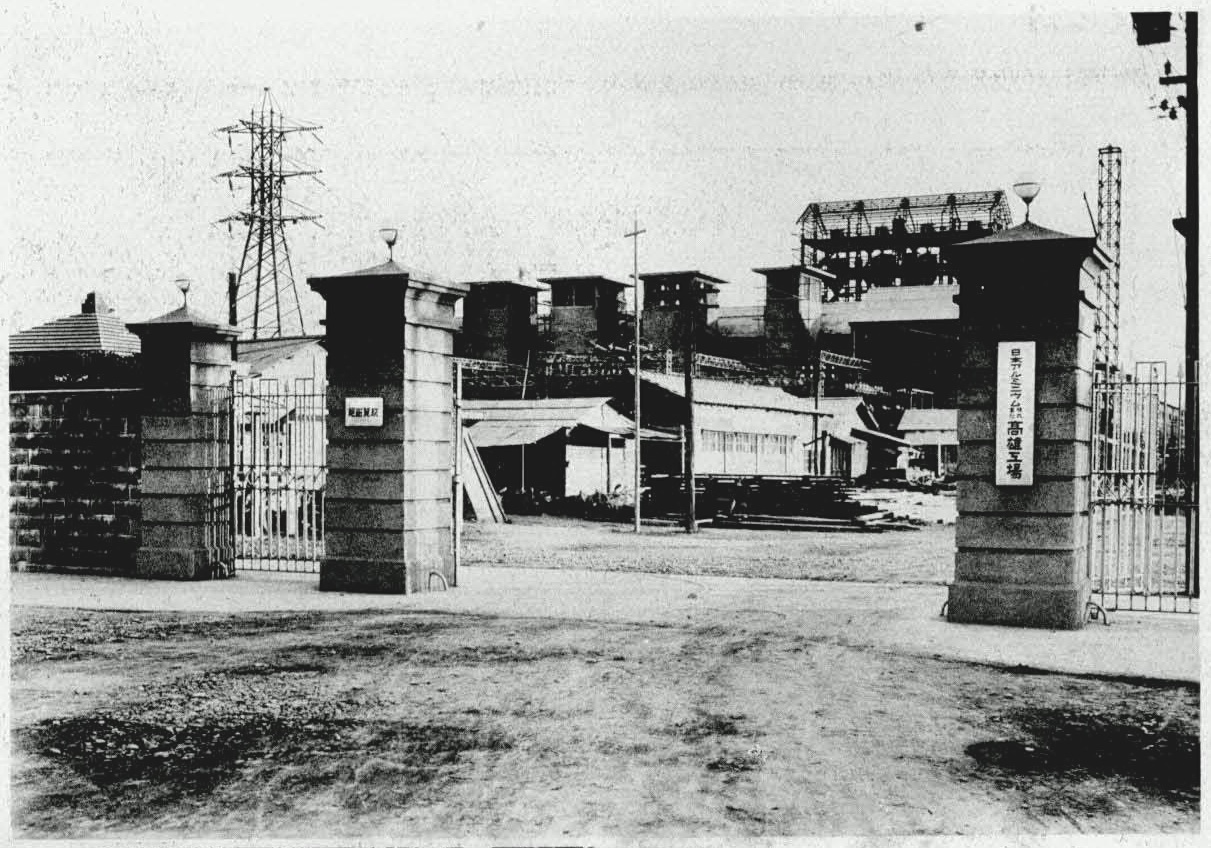
日本鋁株式會社
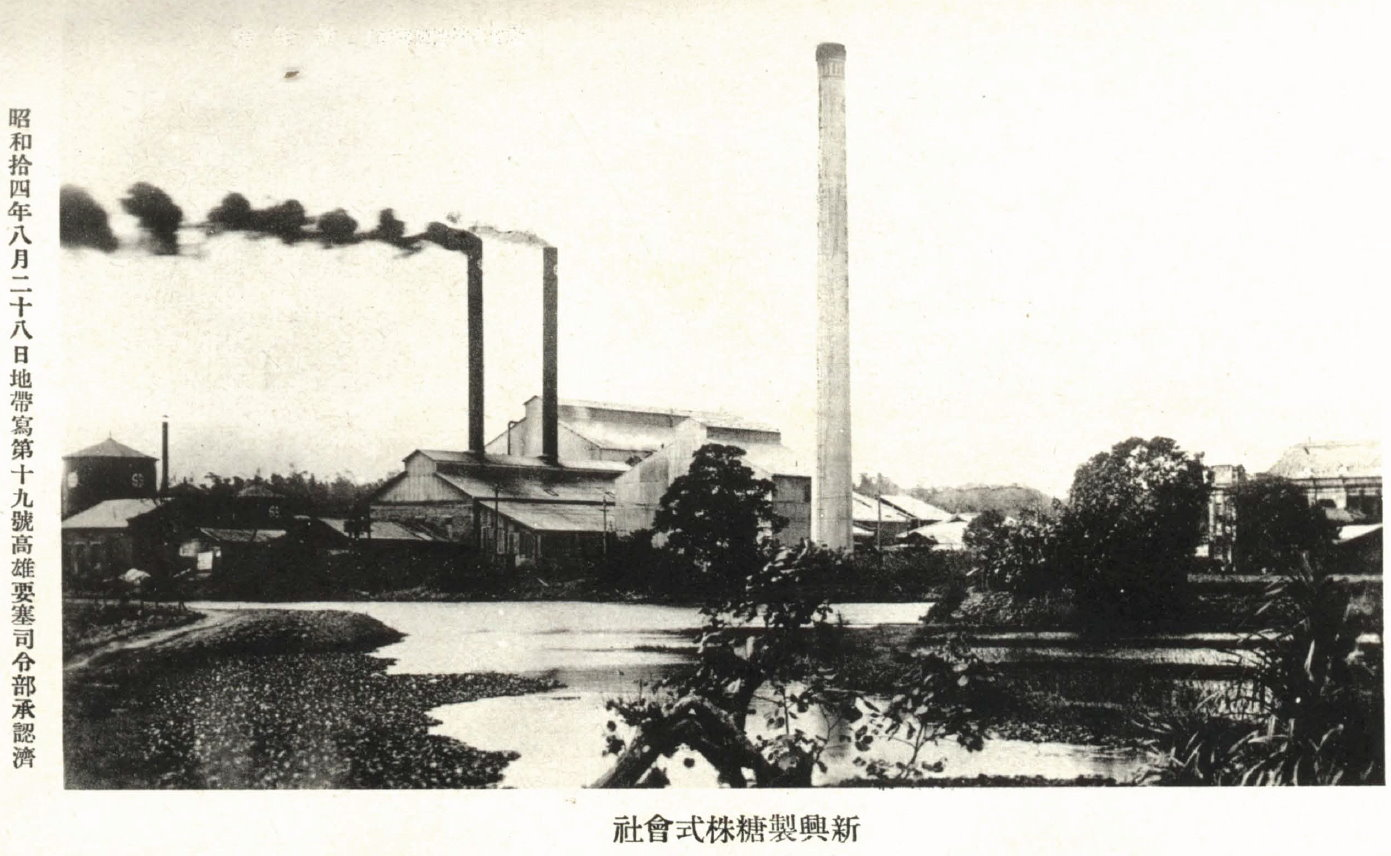
新興製糖株式會社
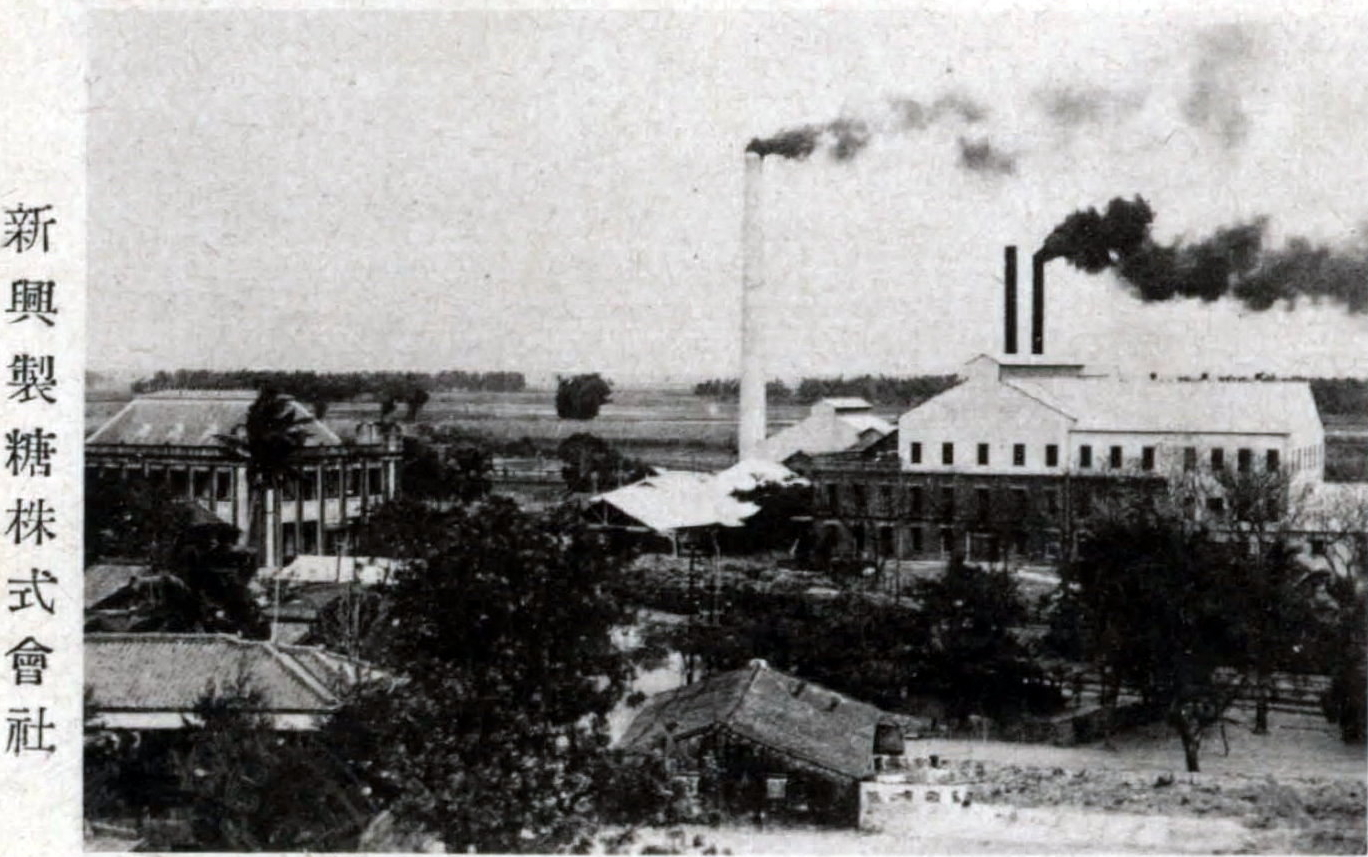
新興製糖株式會社
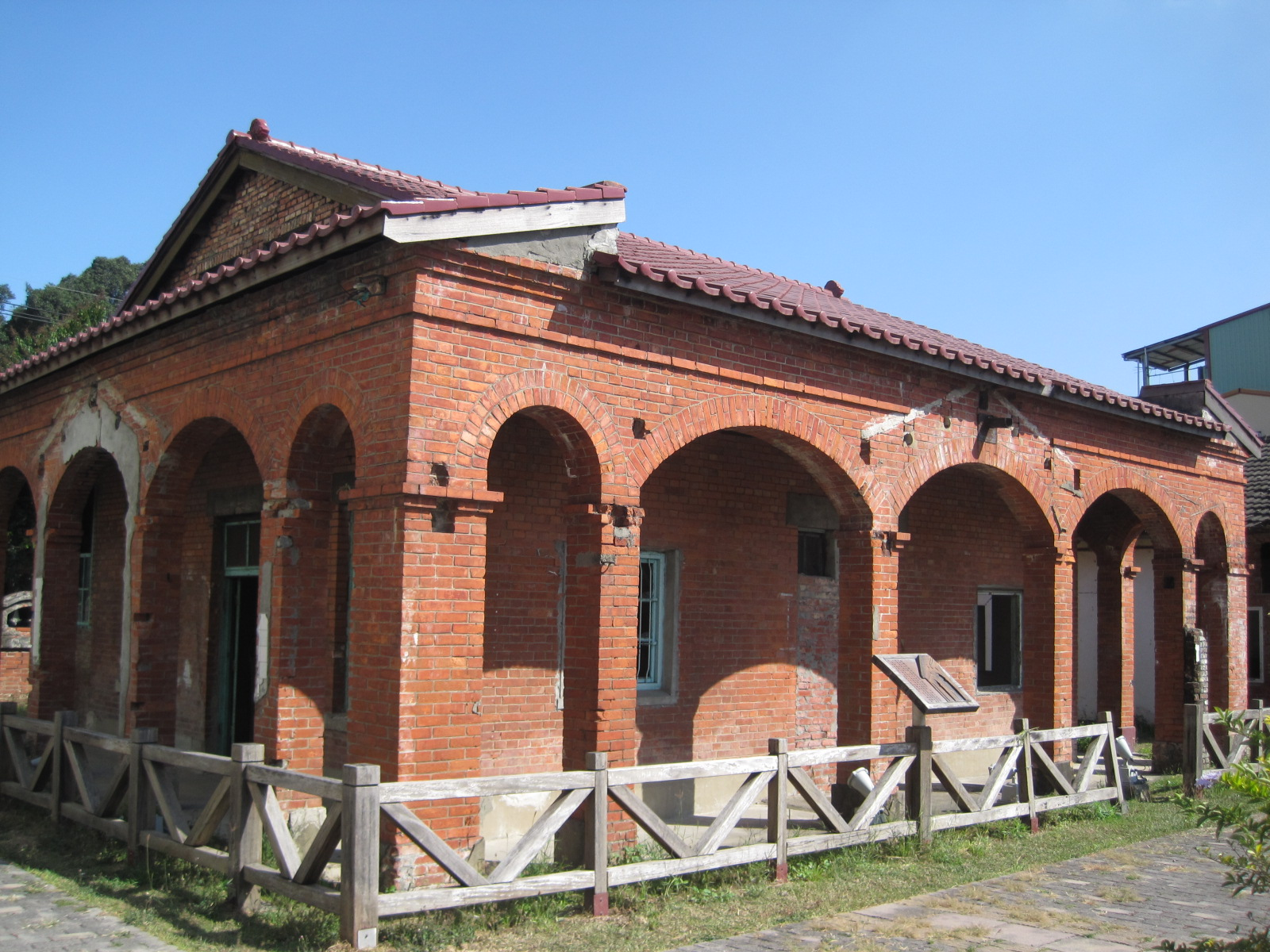
九曲堂泰芳商會鳳梨罐詰工場
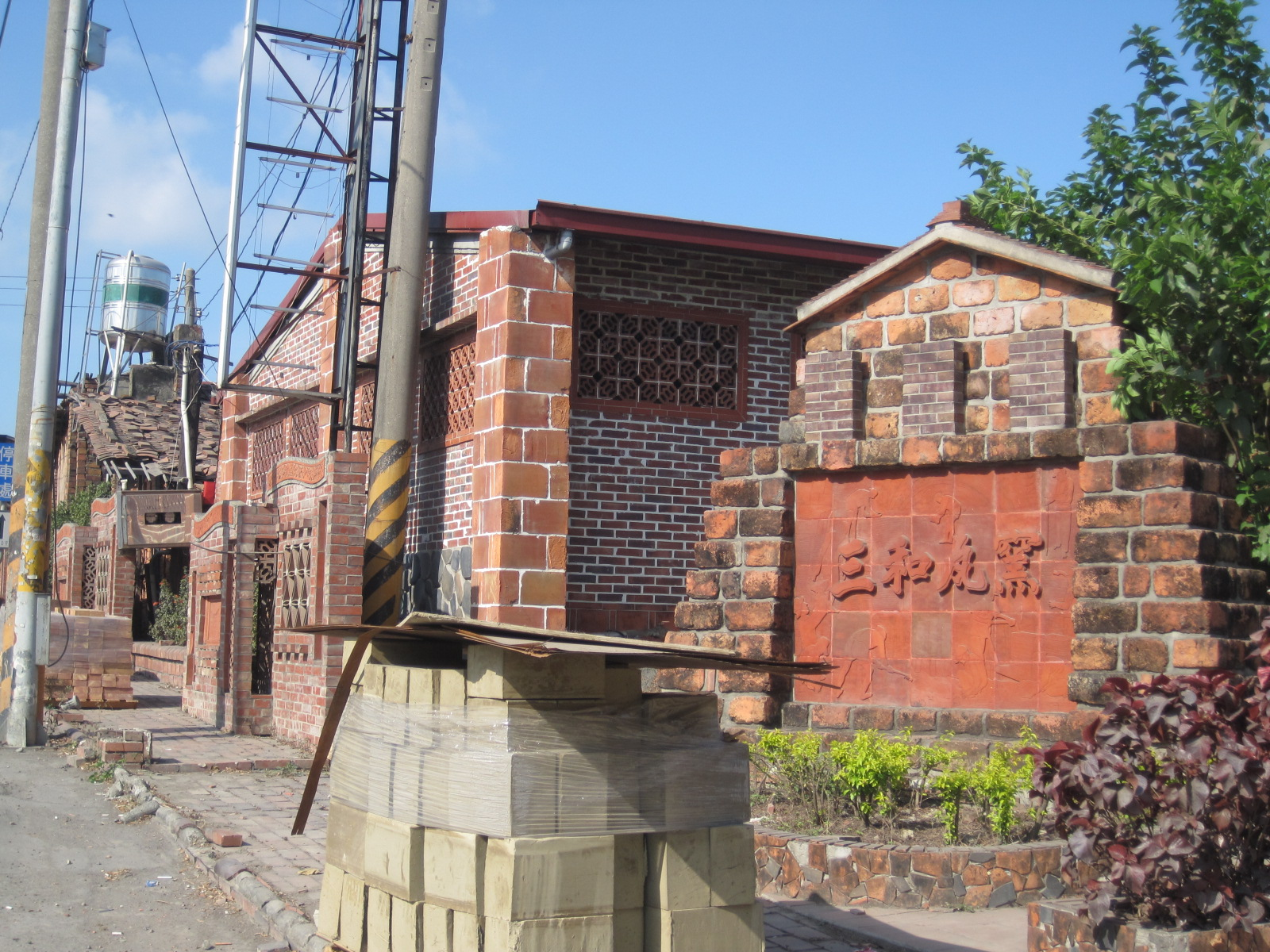
三和瓦窯
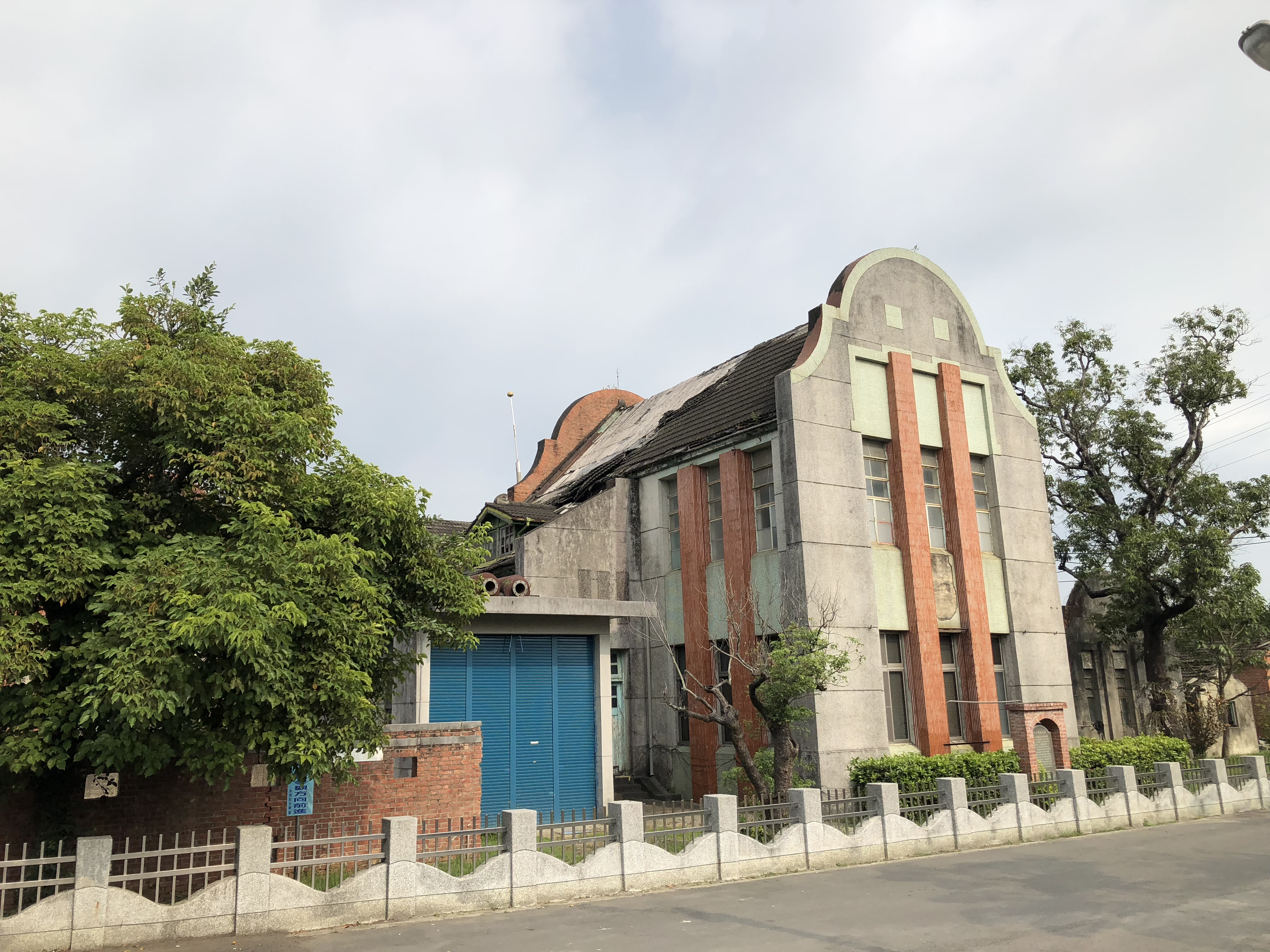
竹寮取水站
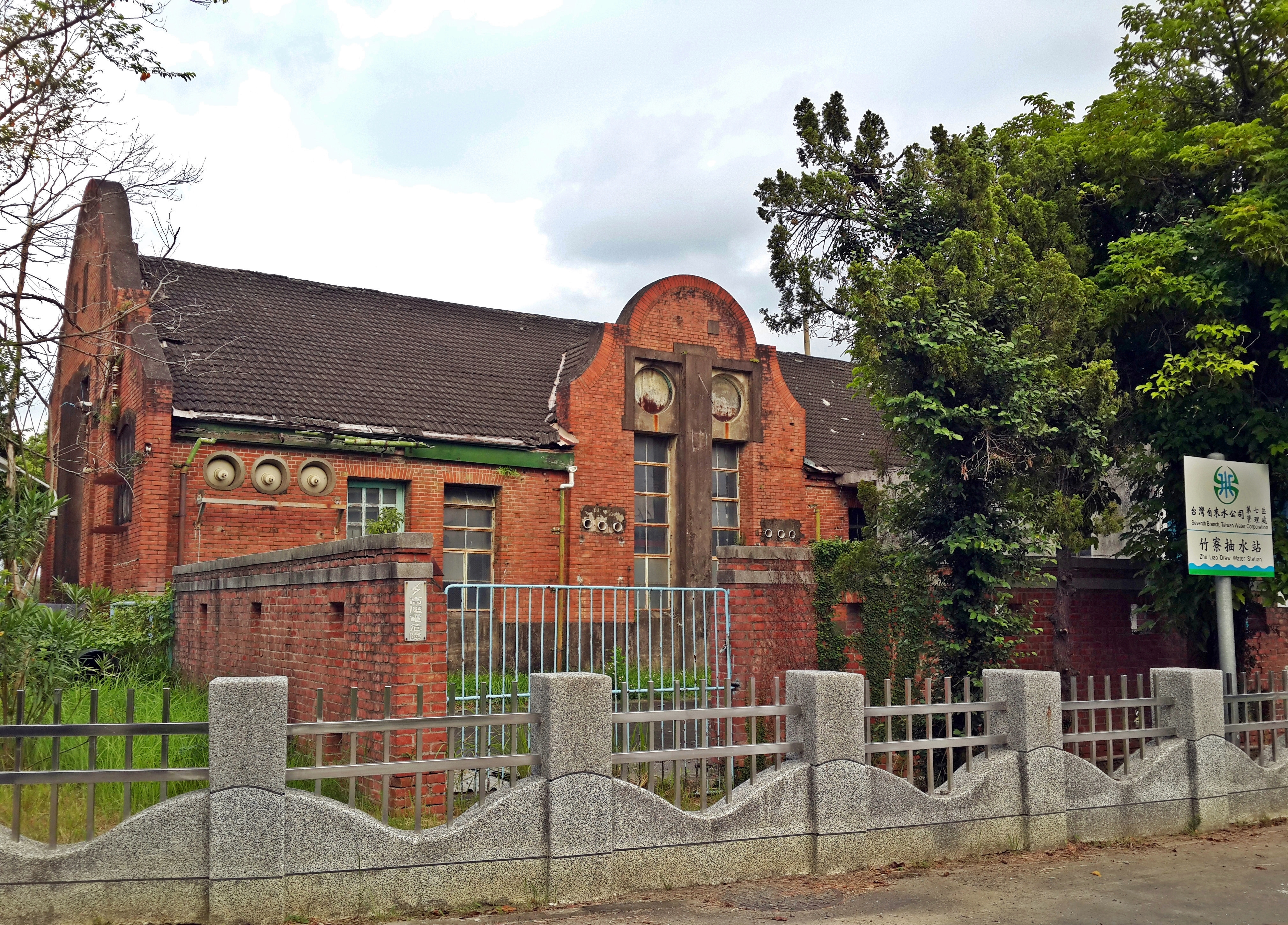
竹寮取水站
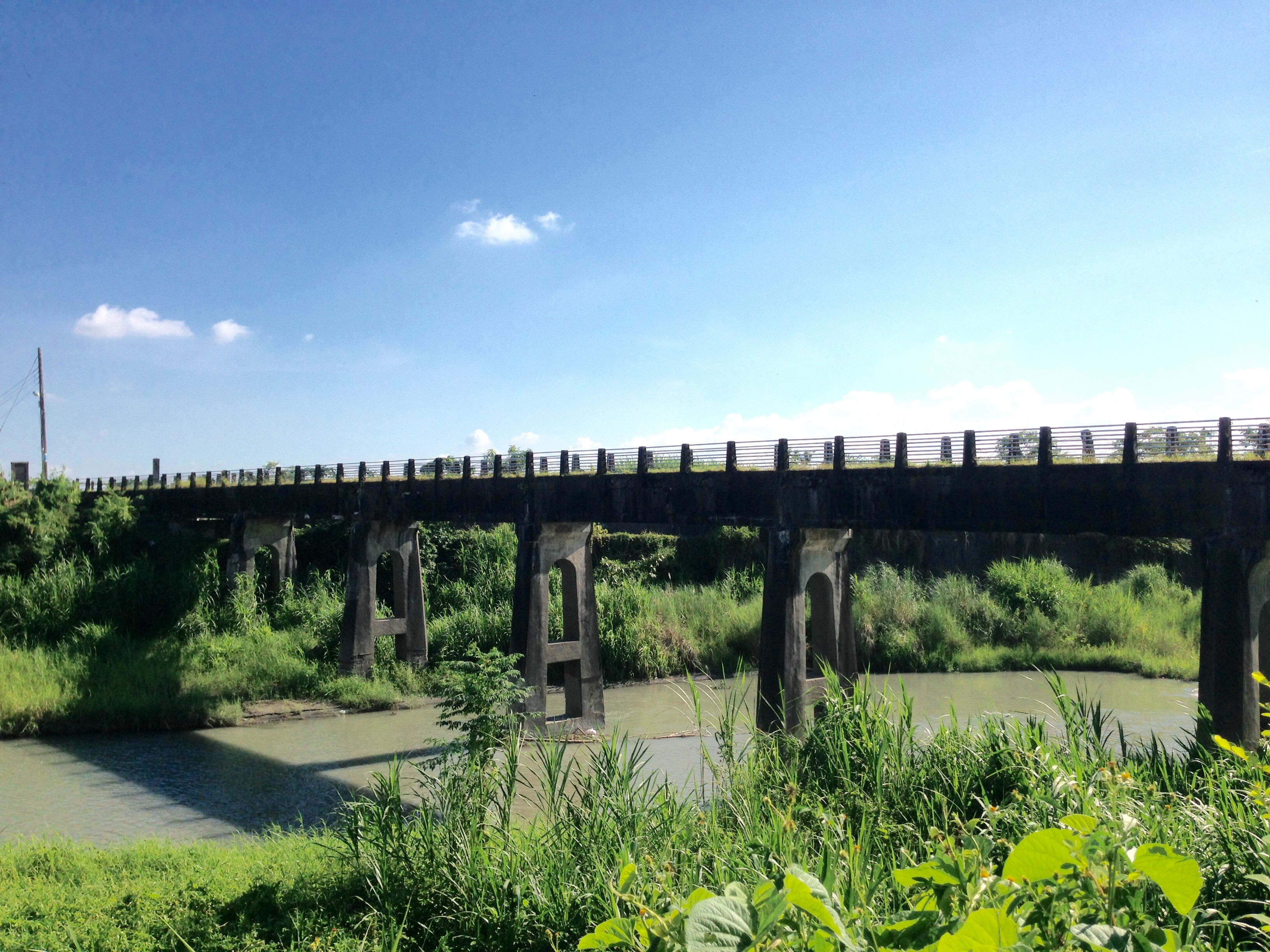
美濃水橋
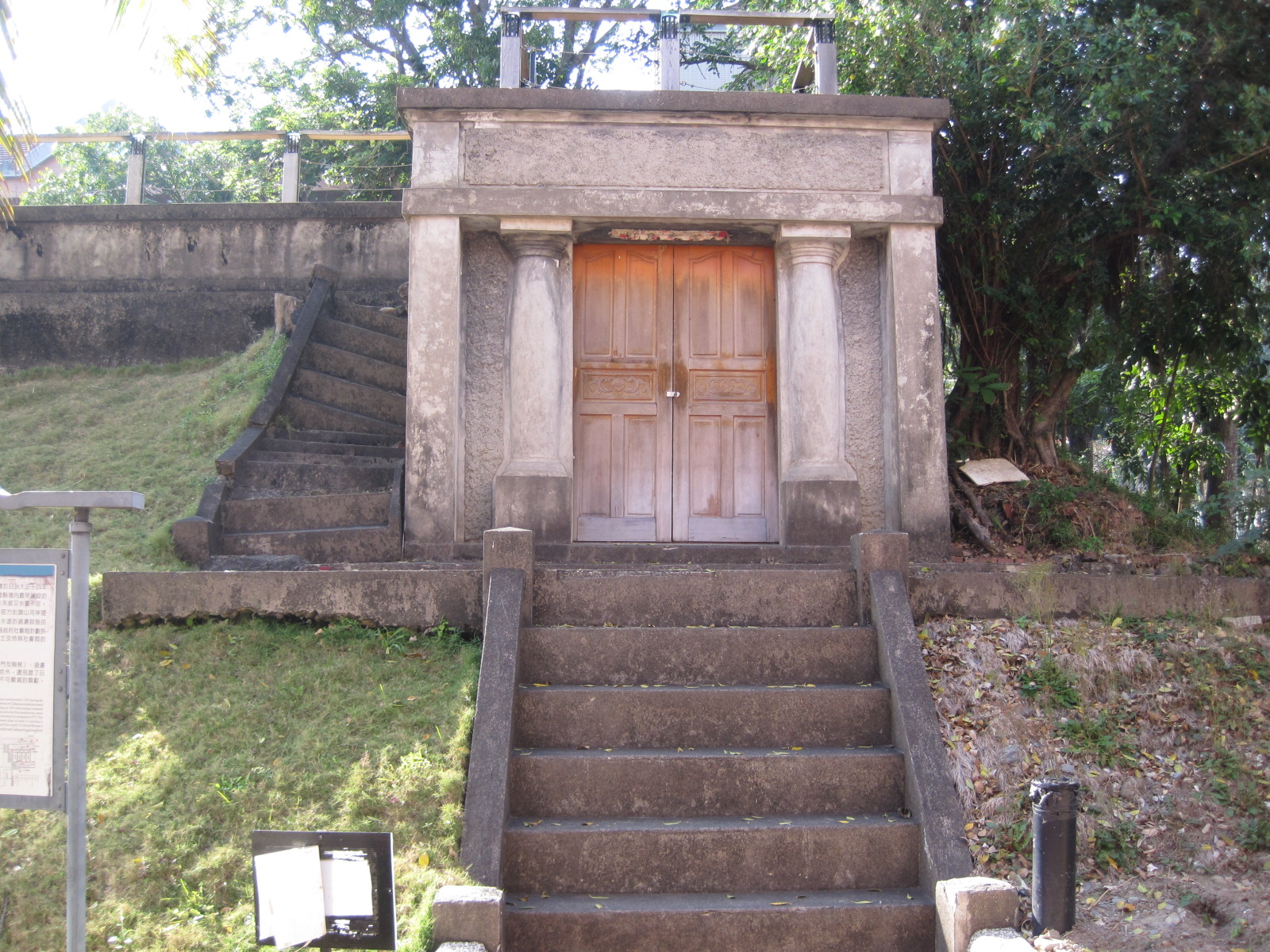
旗山上水道
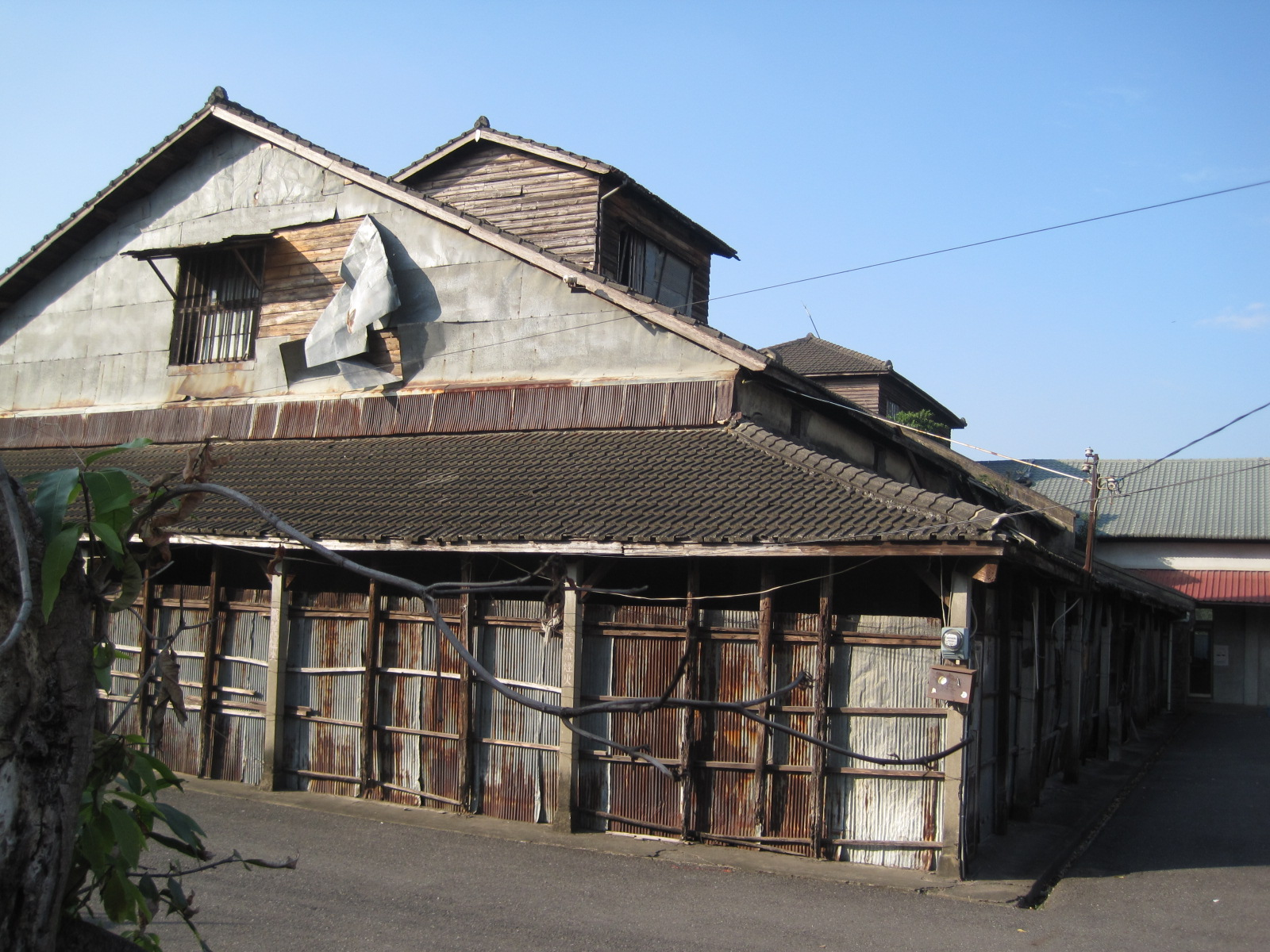
旗山碾米廠
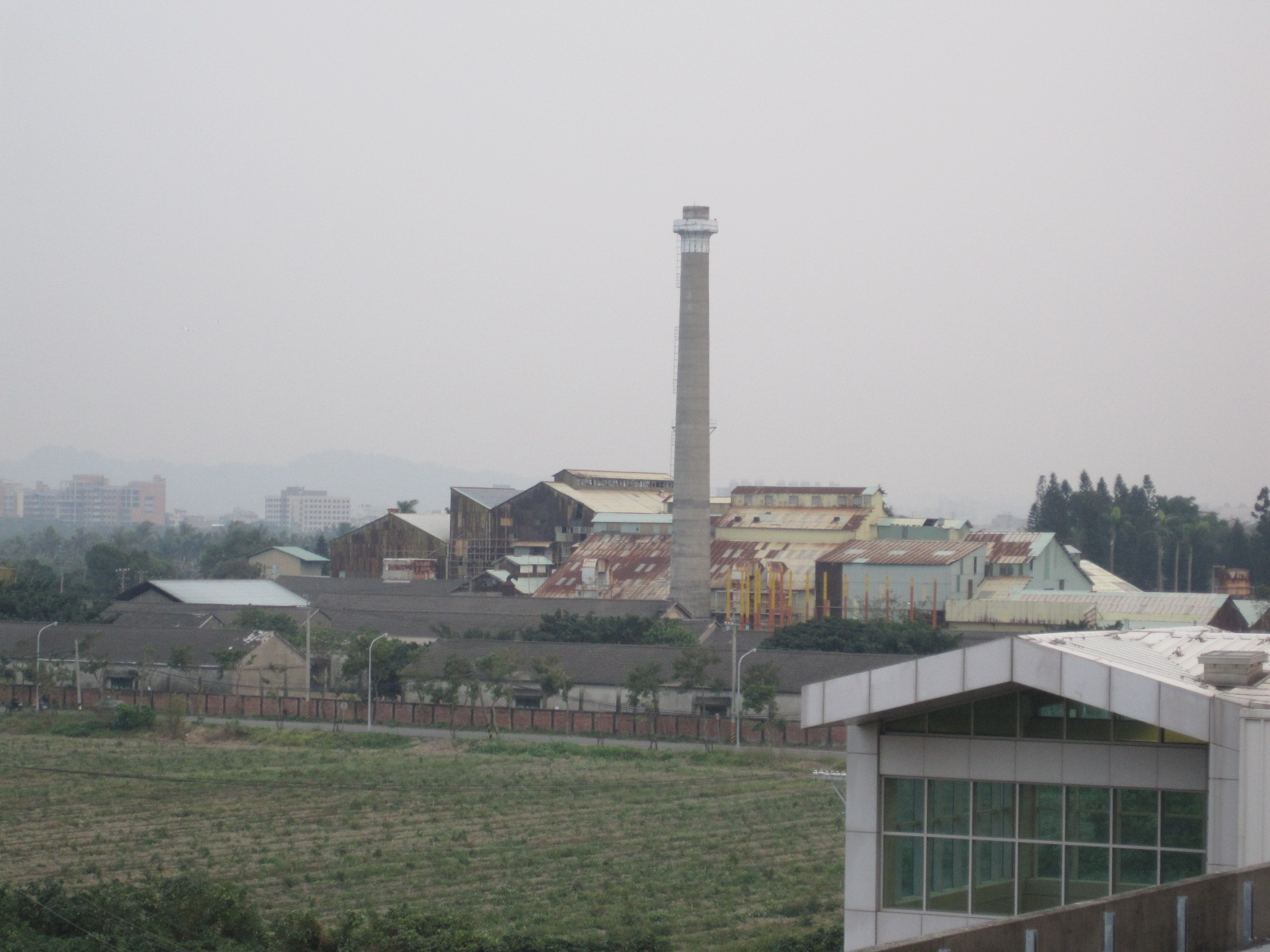
橋頭糖廠
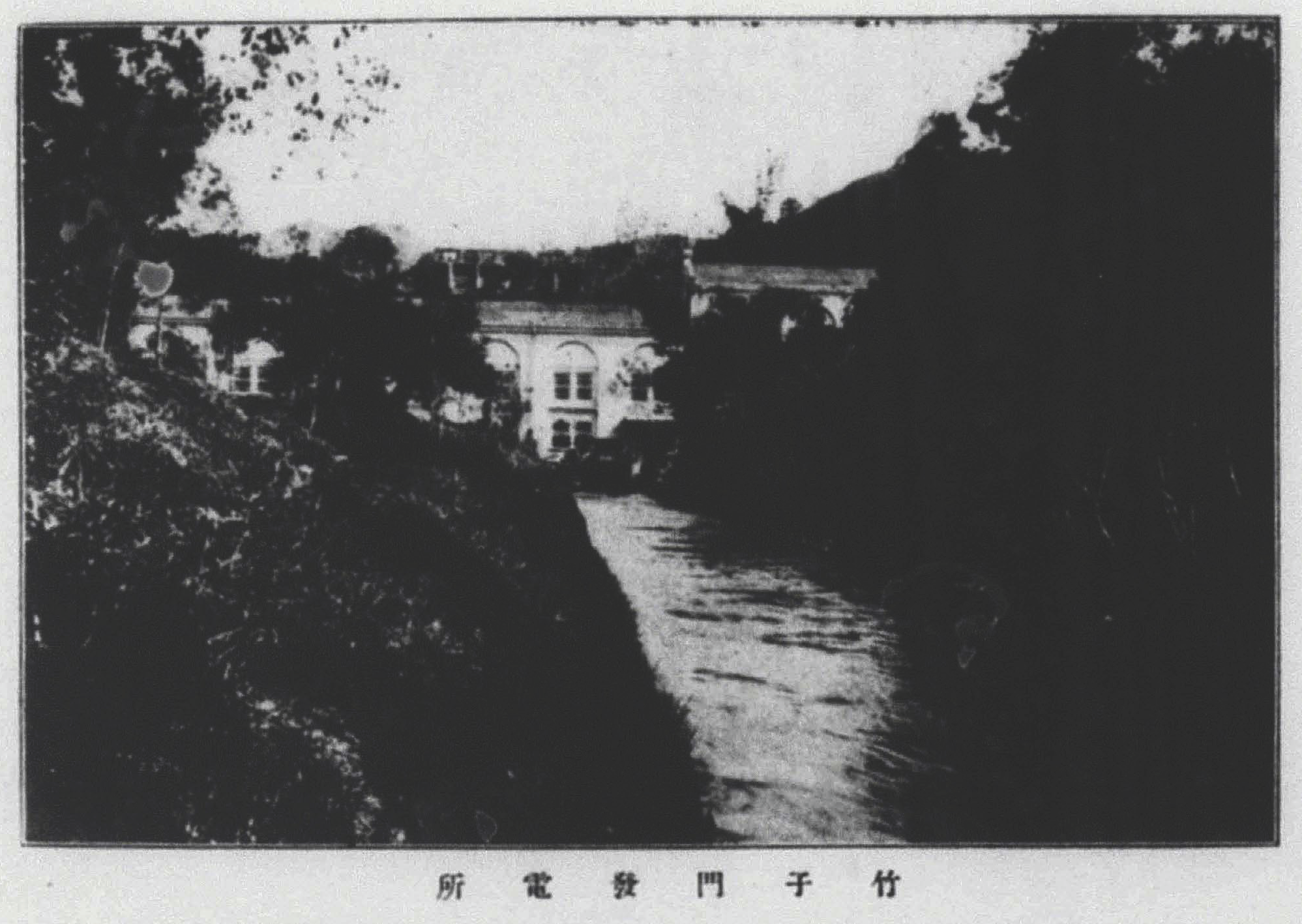
竹子門發電所
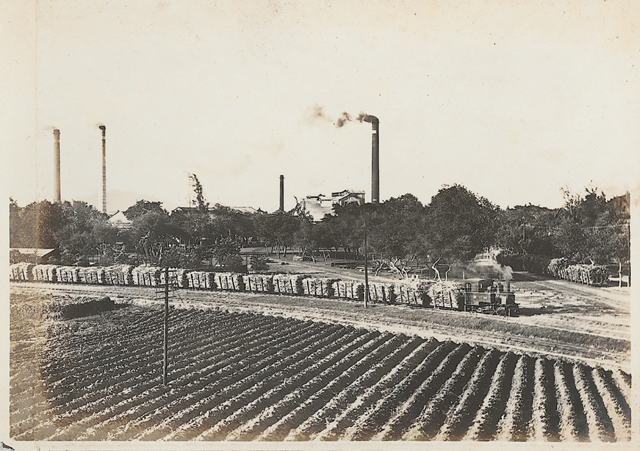
橋頭糖廠
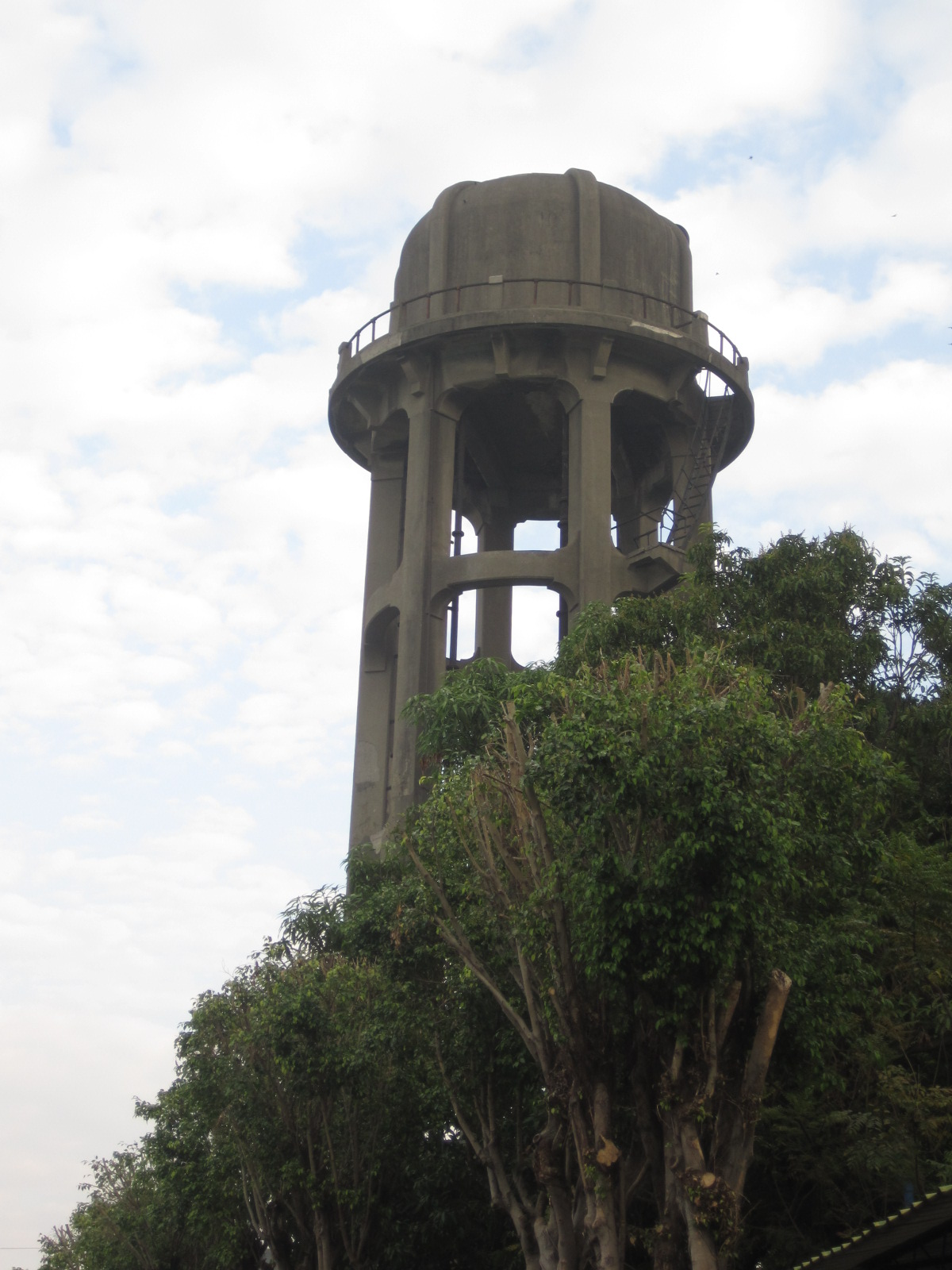
岡山水塔
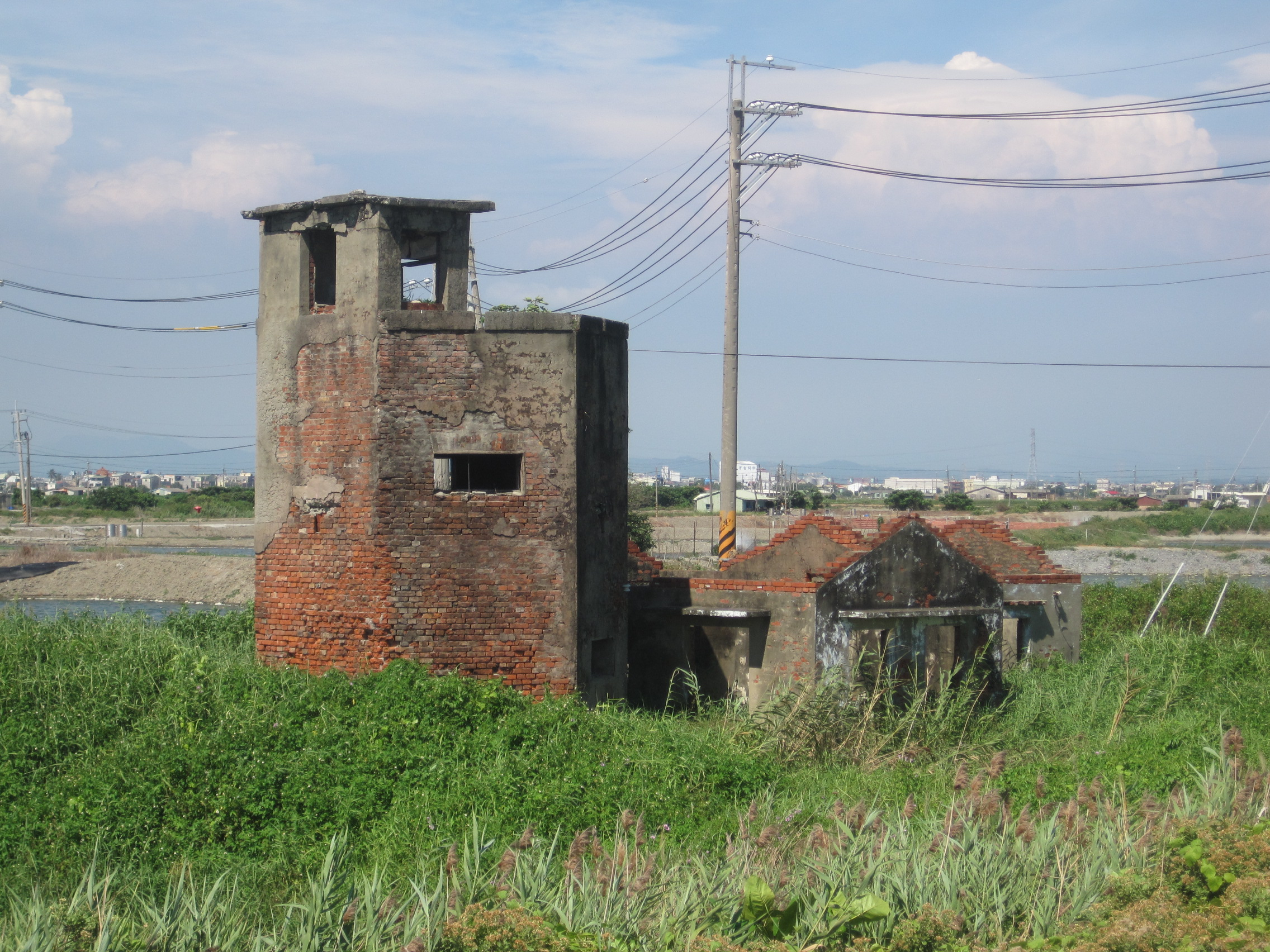
茄萣竹滬鹽灘鹽警槍樓
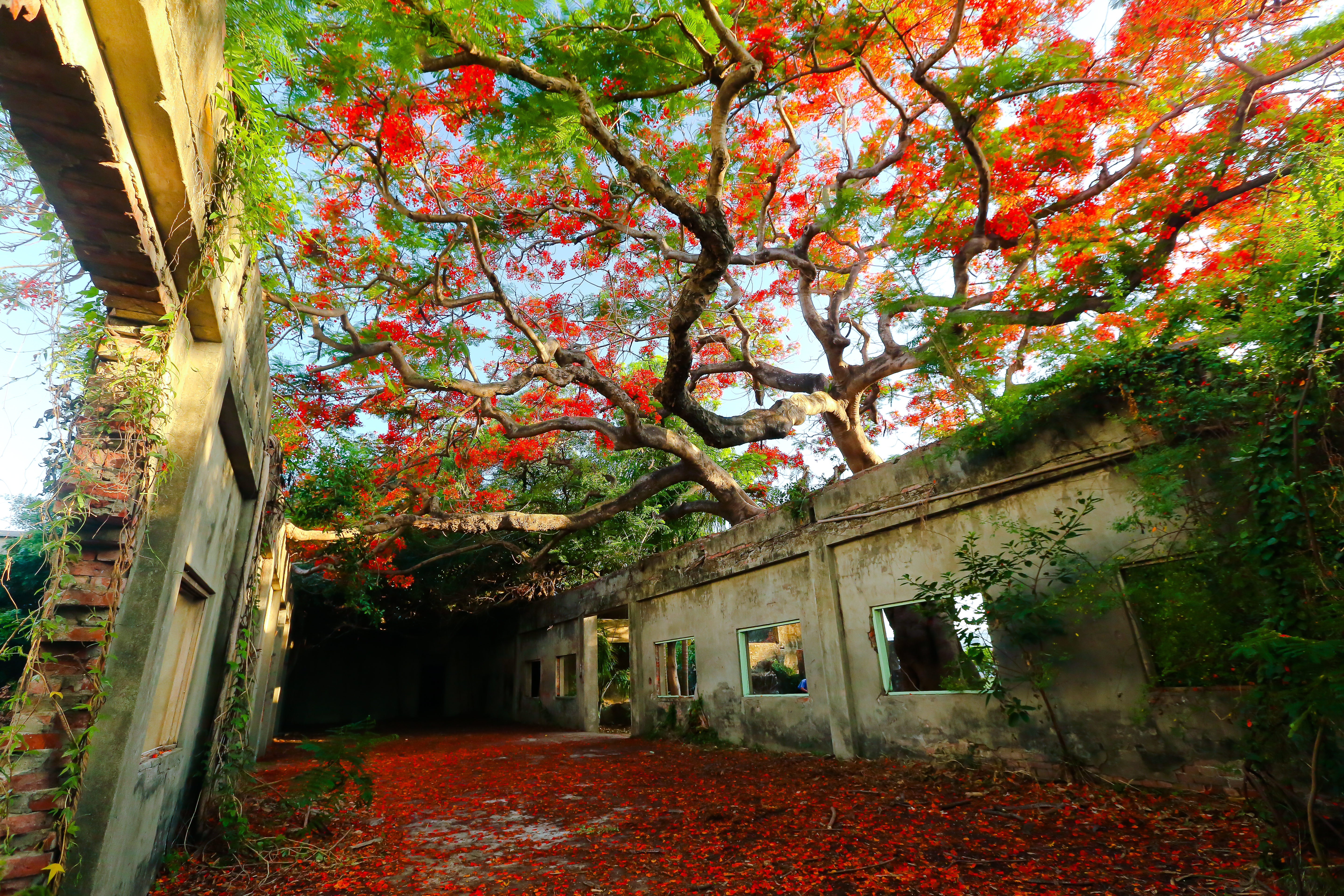
湖內番茄會社

## 交通設施
- 第一代打狗停車場（已不存），創建於1900年，日本明治三十三年

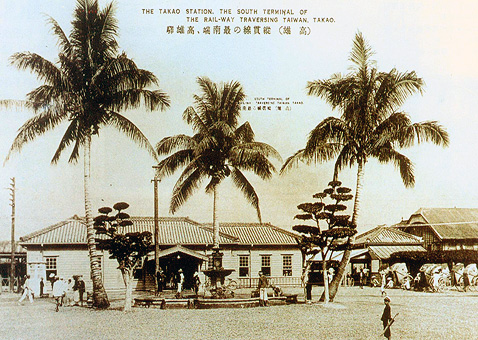
第二代打狗停車場 / 打狗驛 / 高雄驛（今高雄港車站，已改建），創建於1908年，日本明治四十一年
- 舊城驛（今左營車站，已改建，尚存月台），創建於1900年，日本明治三十三年
- 楠梓驛（已改建，尚存月台與倉庫），創建於1900年，日本明治三十三年
- 橋仔頭驛（今橋頭車站），創建於1901年，日本明治三十四年，現有站體建於昭和年間。[131]
- 鳳山驛（已改建），創建於1907年，日本明治四十年
- 三塊厝驛，創建於1908年，日本明治四十一年[132]
- 九曲堂驛（已改建），創建於1908年，日本明治四十一年
- 田町驛（今鼓山車站），創建於1929年，日本昭和四年
- 山下町臨時停車場（後來的壽山車站，僅存月台已拆除），創建於1931年，日本昭和六年
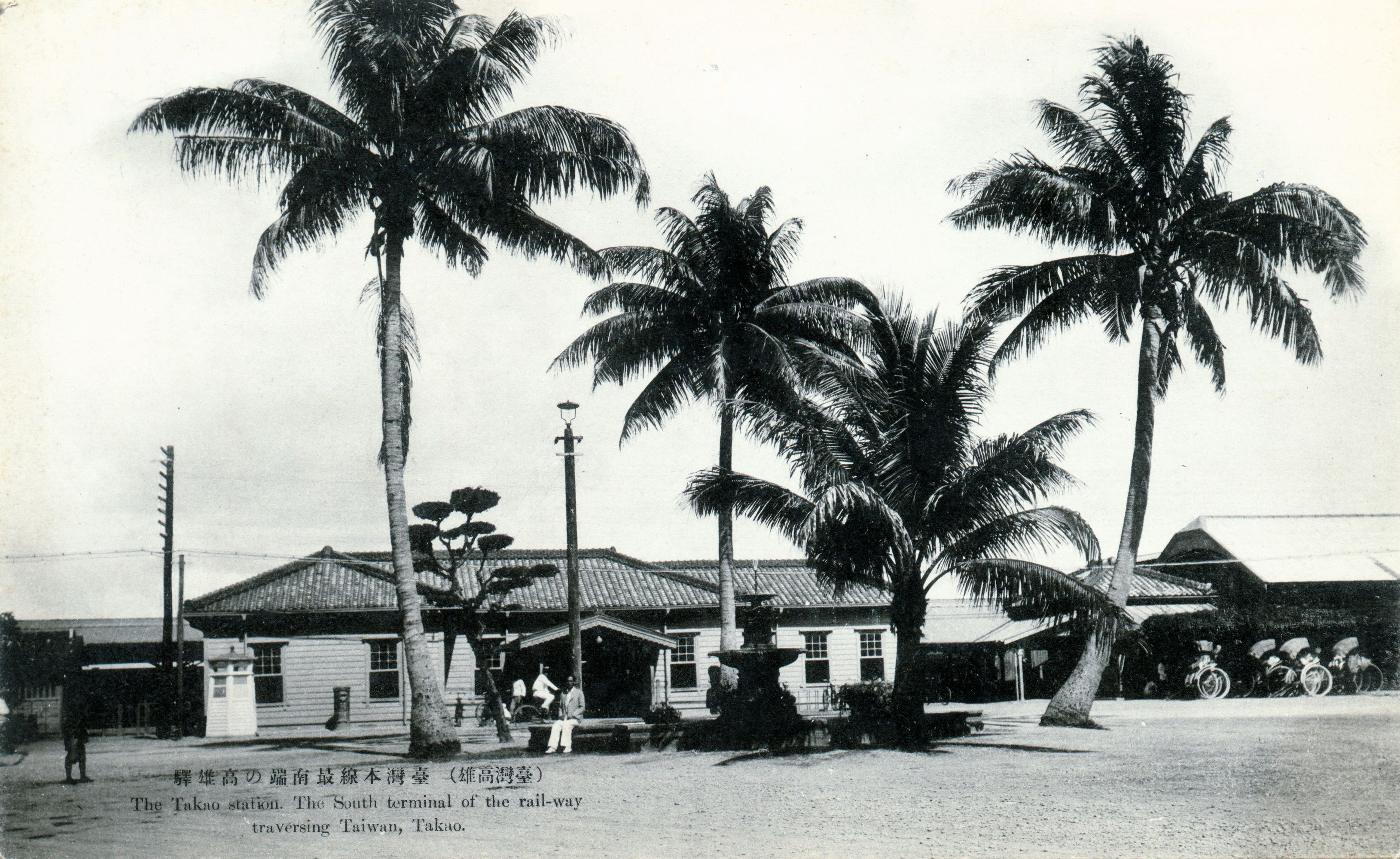
高雄驛，創建於1940年，日本昭和二十年
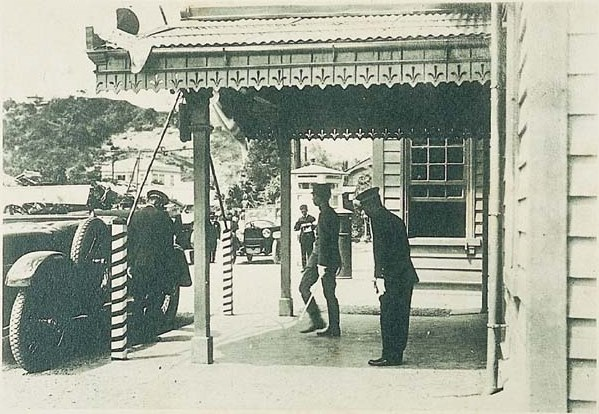
高雄驛驛長事務所（已改建）
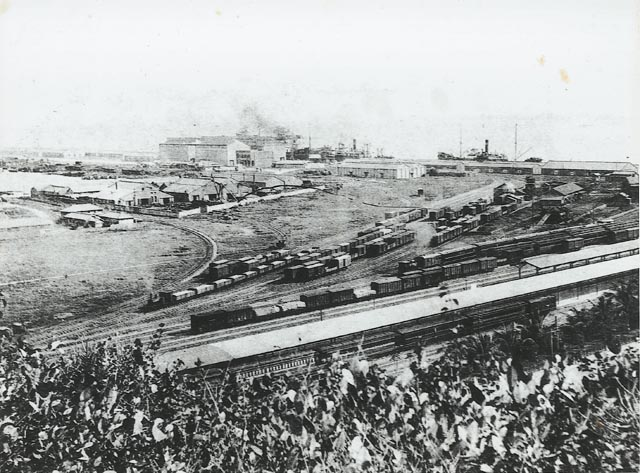
高雄驛(右下)與上屋倉庫(左上)

- 後庄驛（已改建）
- 岡山驛（已拆除）
- 路竹驛（已改建）
- 大湖驛（已改建）
- 旗尾線 旗山驛
- 旗尾線 旗尾驛（已不存）
- 旗尾線 美濃驛（已不存）
- 糖鐵林園站（已不存）[134]
- 湊町渡船場（今鼓山輪渡站，已改建）[2]
- 無料渡船夫詰所（已拆除）[135]
- 高雄臨港線（已拆除）
- 高雄港站北號誌樓
- 高雄港站南號誌樓（已拆除）
- 高雄機關庫（高雄港站扇形車庫，已拆除）[15]
- 高雄新驛機關庫（後來的高雄機務段，已拆除）
- 臺灣總督府交通局鐵道部高雄鐵道工場（已拆除）
- 軍用鐵道苓雅寮車站（已不存）[136]
- 大公陸橋（已拆除）
- 大橋 / 州廳橋（今中正橋，已改建）[137]
- 高雄橋 / 苓雅寮橋 / 黑橋（今五福橋，已改建）[137]
- 川田橋 / 南興橋 （今建國橋，已改建）[137][138]
- 屏東線鐵橋（已拆除）[132]
- 縱貫線鐵橋（已改建）
- 臨港線苓雅寮鐵路橋 / 苓雅寮大橋，創建於1944年
- 高雄港陸橋 / 蓬萊陸橋（已拆除）[139]
- 戲獅甲運河橋 / 開運橋（已改建），建於1939年[140]
- 舊高屏大橋（已改建）[141]，創建於1938年
- 下淡水溪鐵橋
- 二層行溪舊鐵路橋
- 二層行溪舊公路橋
- 旗山鐵線橋（已不存），建於1924年[142]
- 旗山圓潭子橋，創建於1941年
- 六龜隧道
- 杉林月眉橋（已改建）
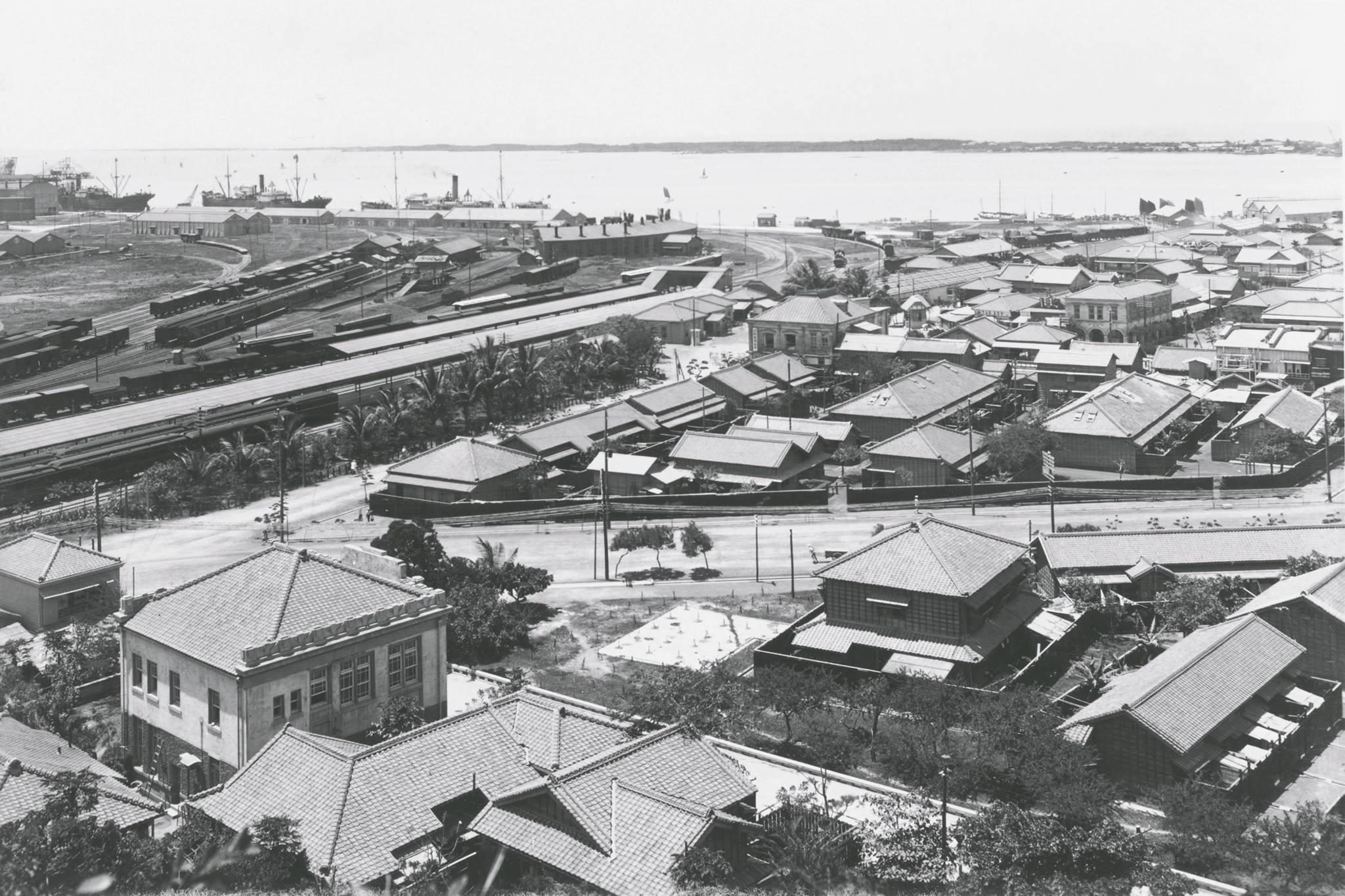
民航高雄飛行場，創建於1939年 [94]  - 高雄驛(高雄港車站)
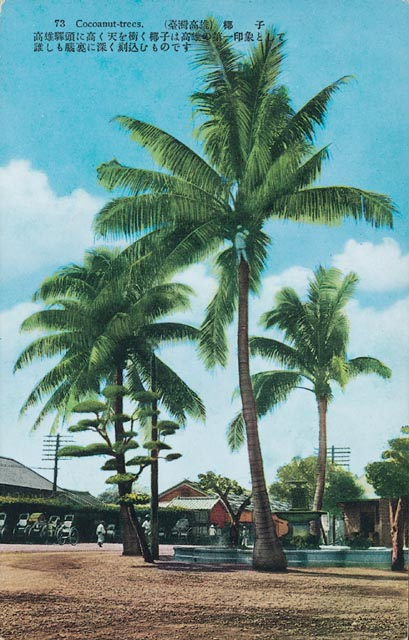
高雄驛前圓環噴水池
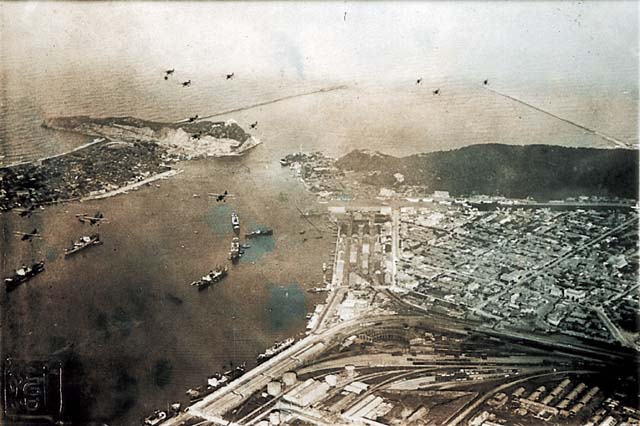
高雄機關庫(右下圓弧形建築)
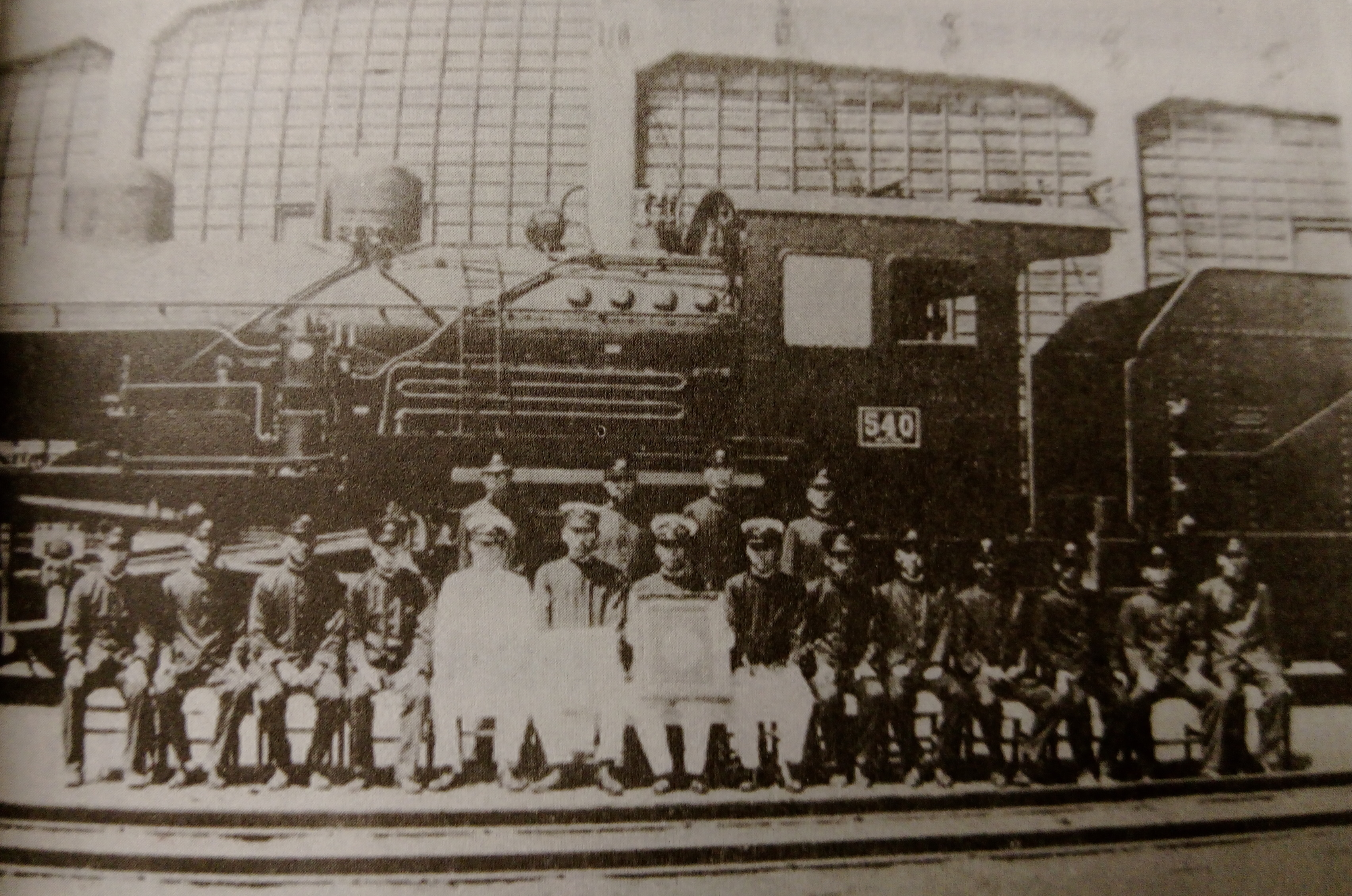
第一回機關庫相互審查會優勝高雄機關庫人員合影
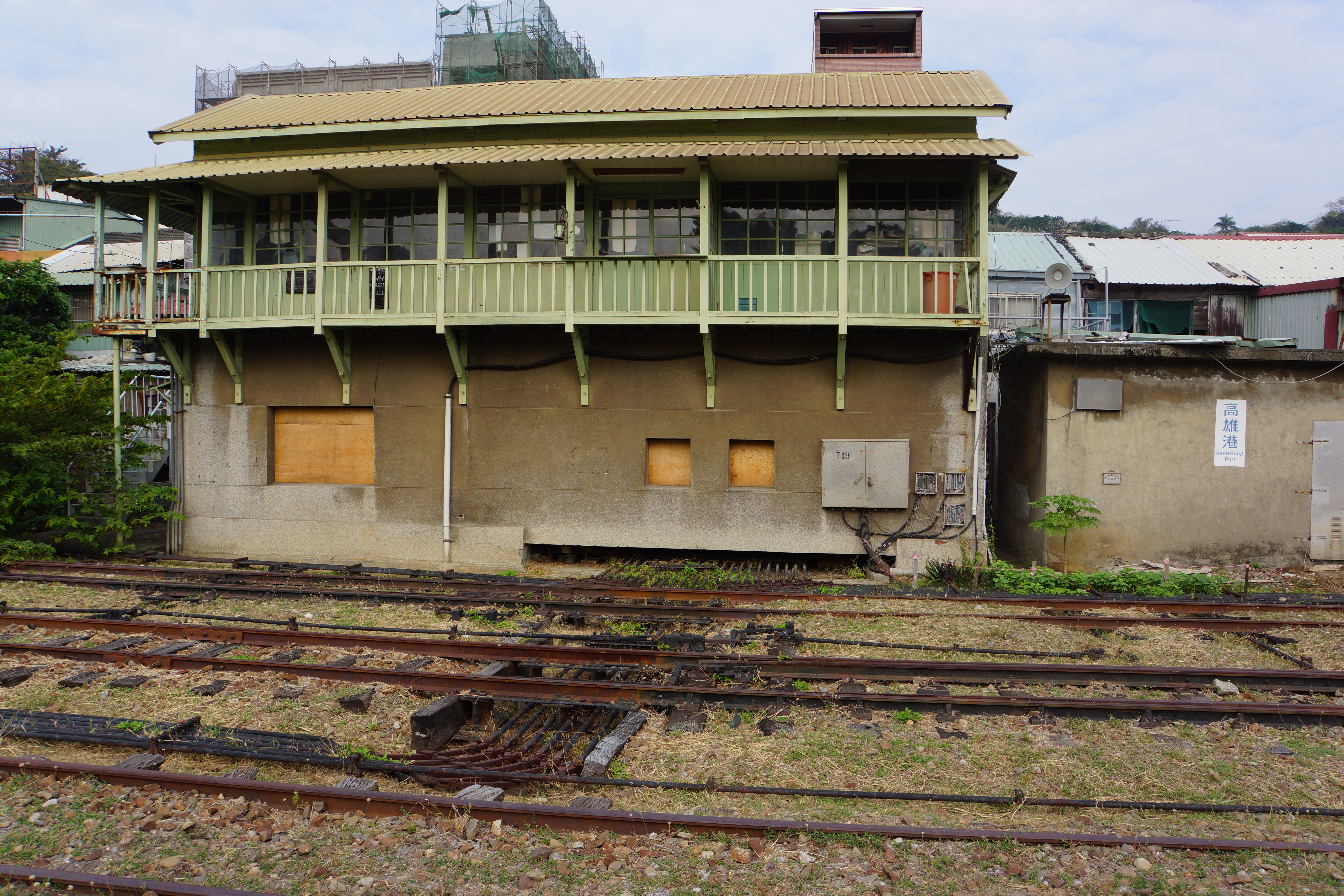
高雄港車站北號誌樓
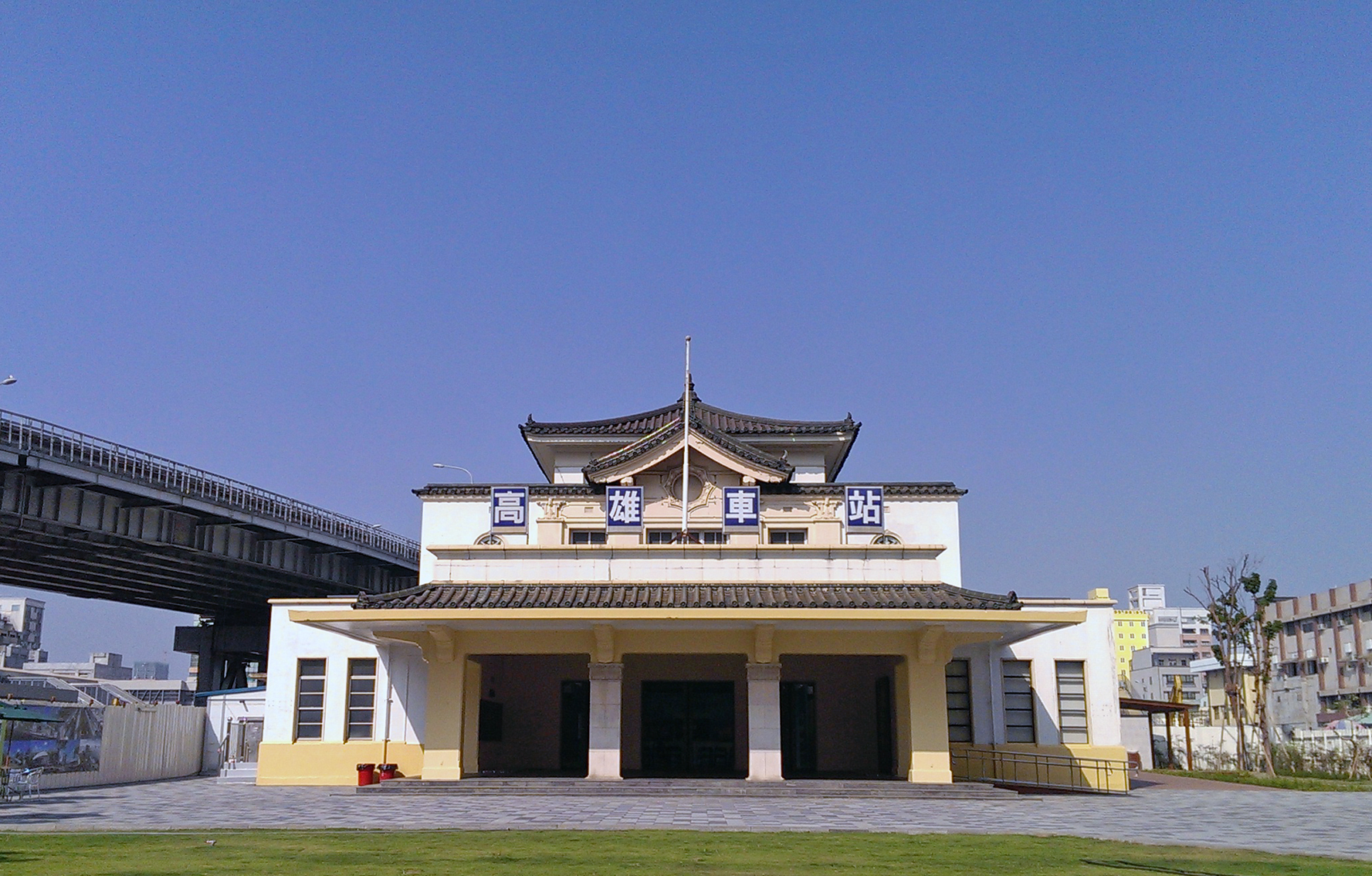
高雄車站
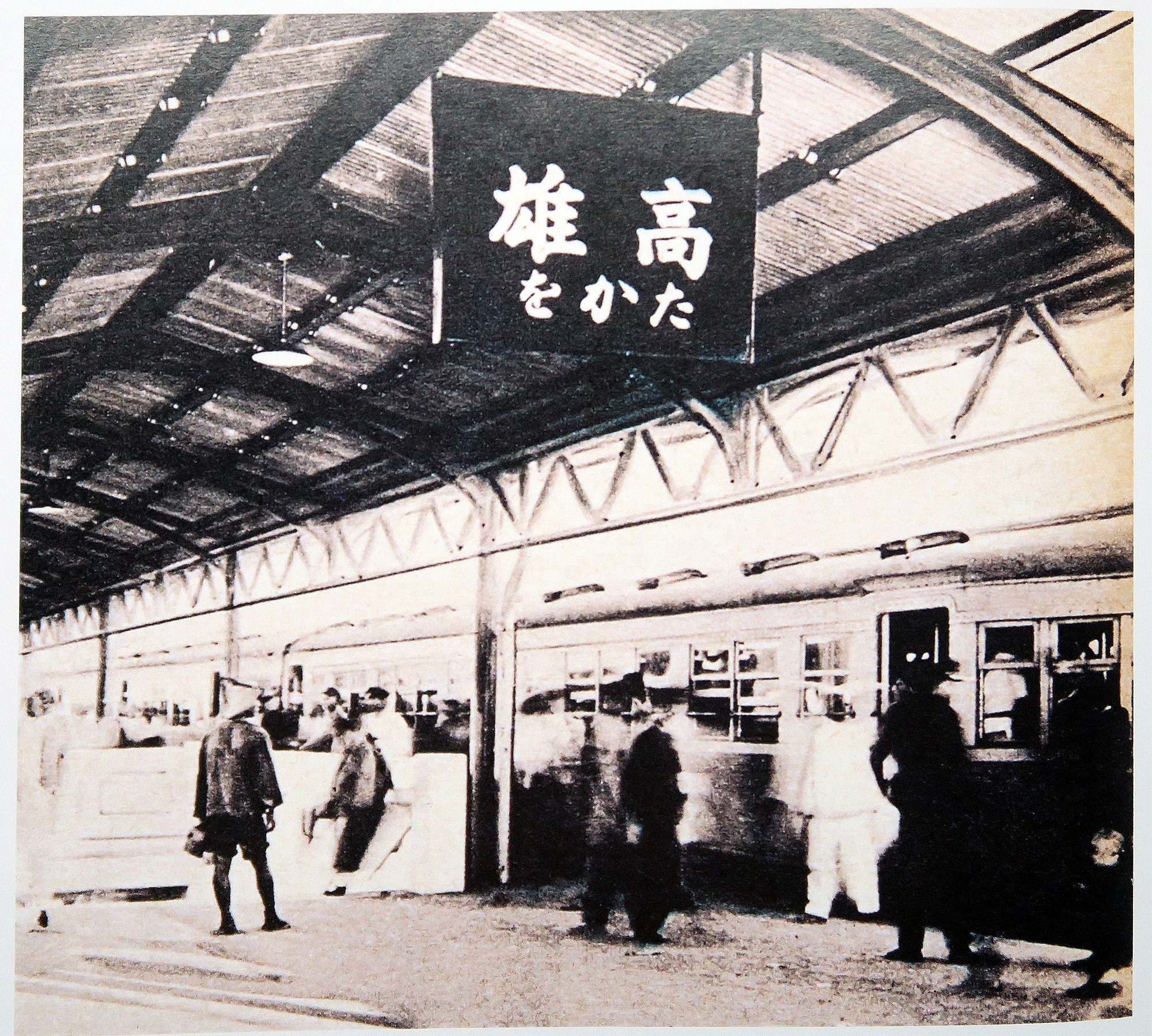
高雄車站
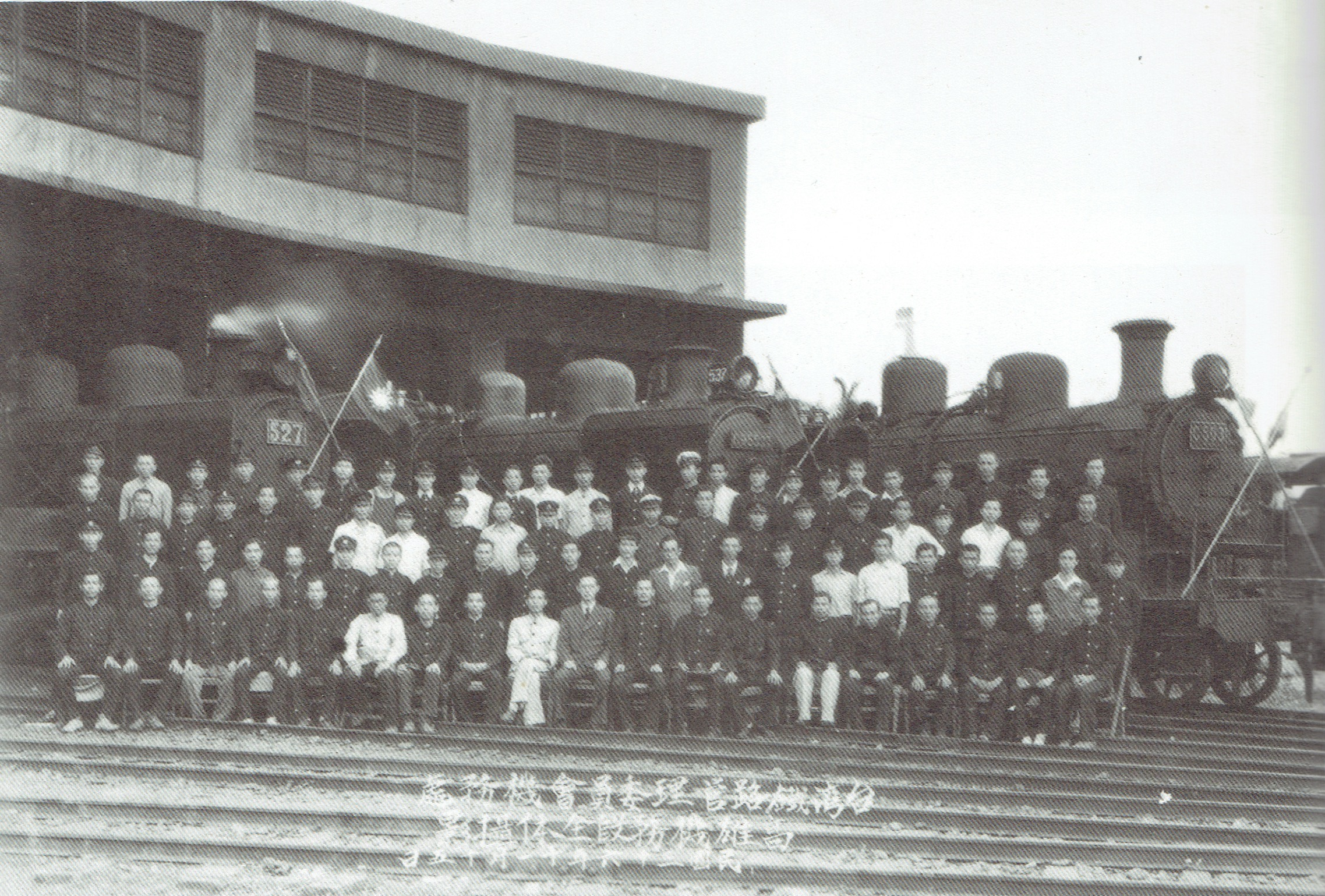
高雄機務段
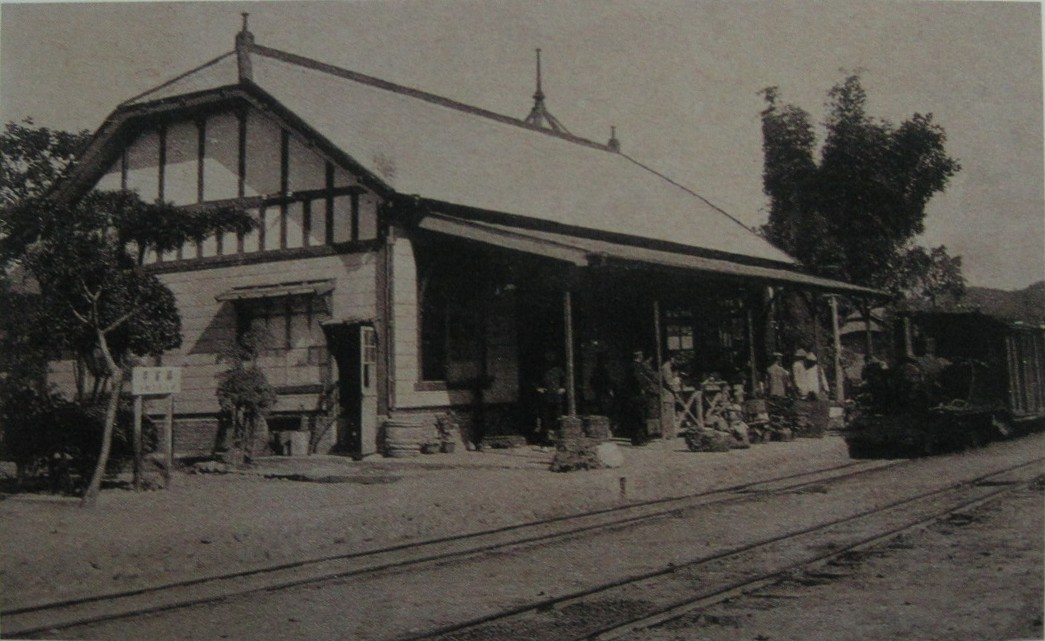
旗山車站
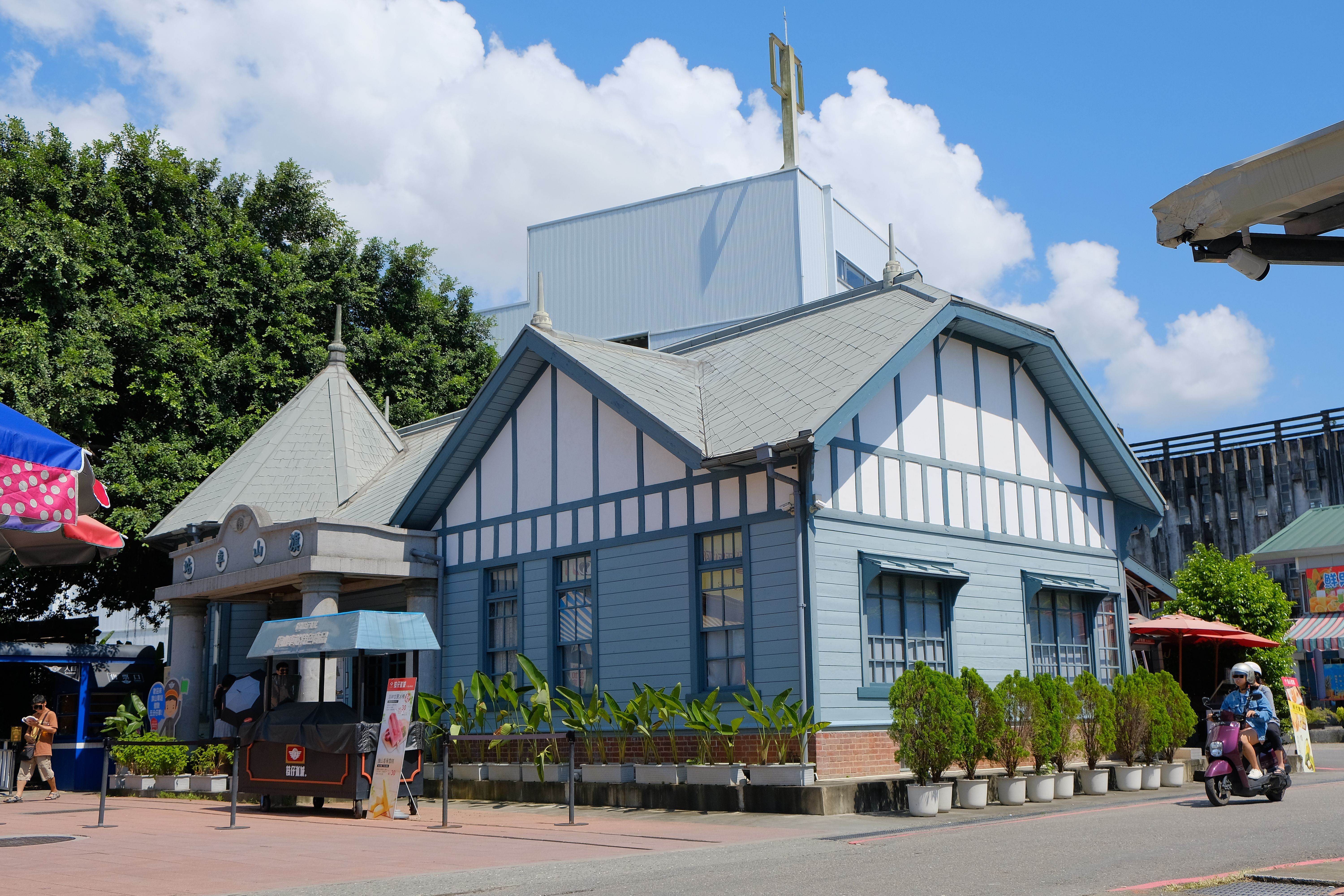
旗山車站
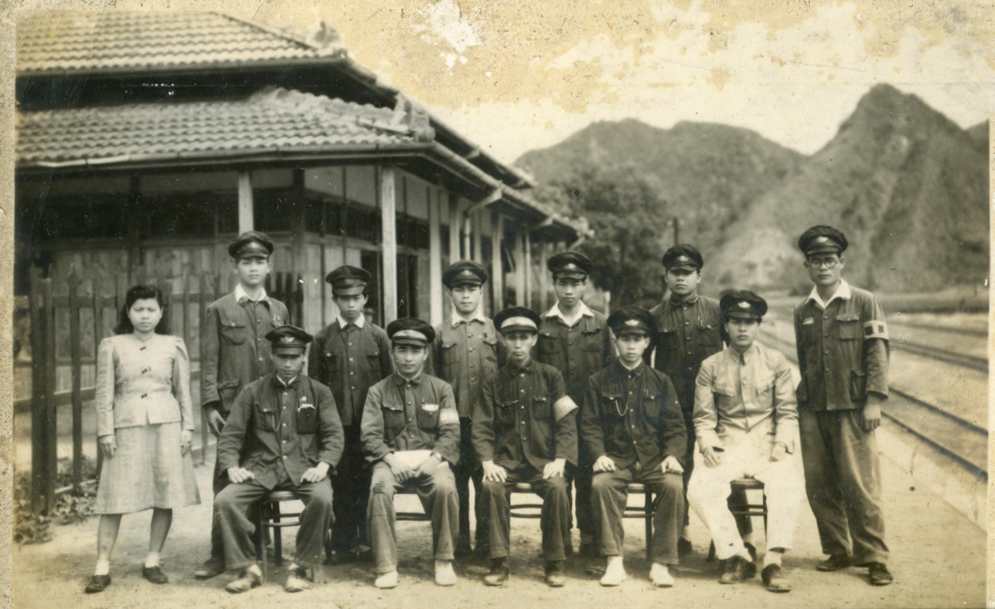
旗尾驛前合影
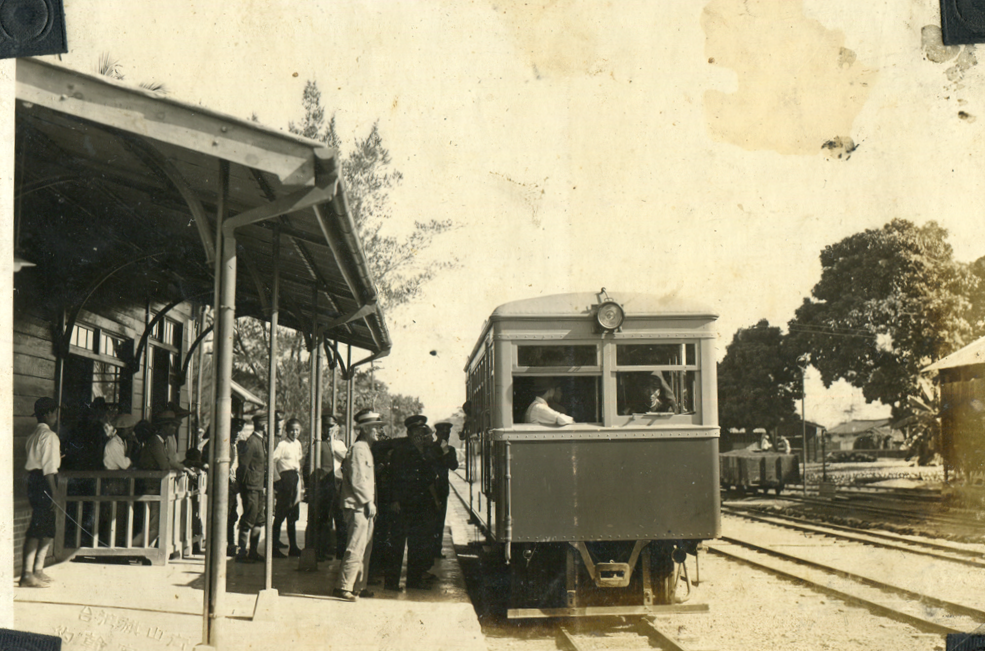
旗山驛後驛
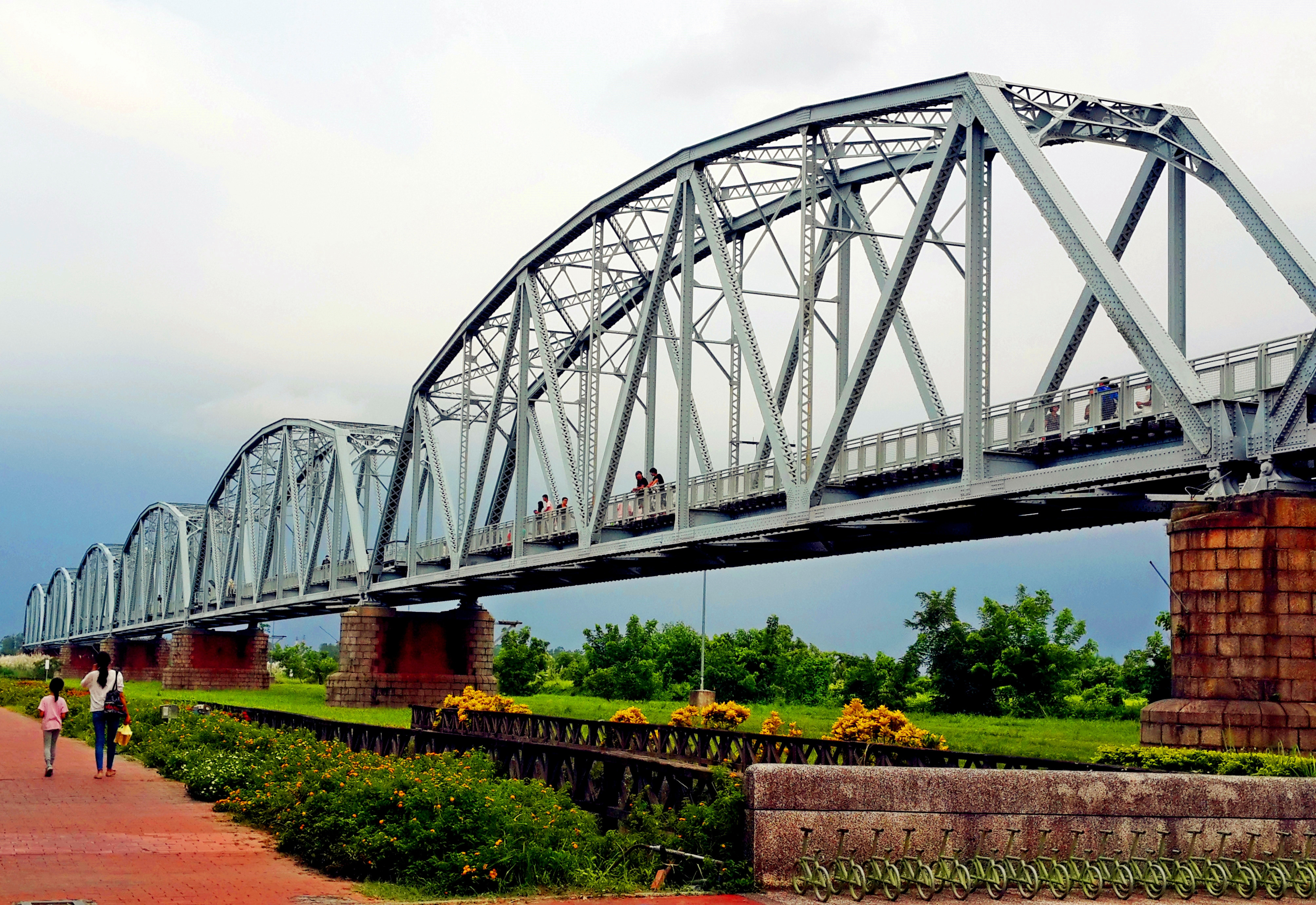
下淡水溪鐵橋
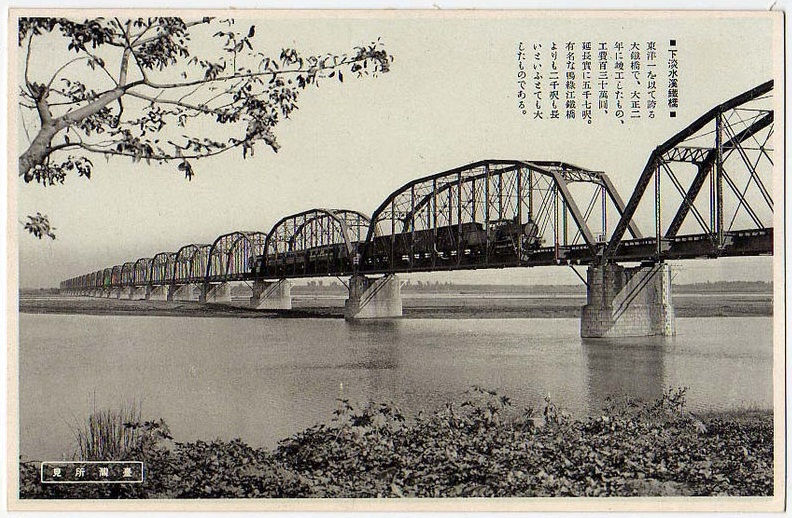
下淡水溪鐵橋舊貌
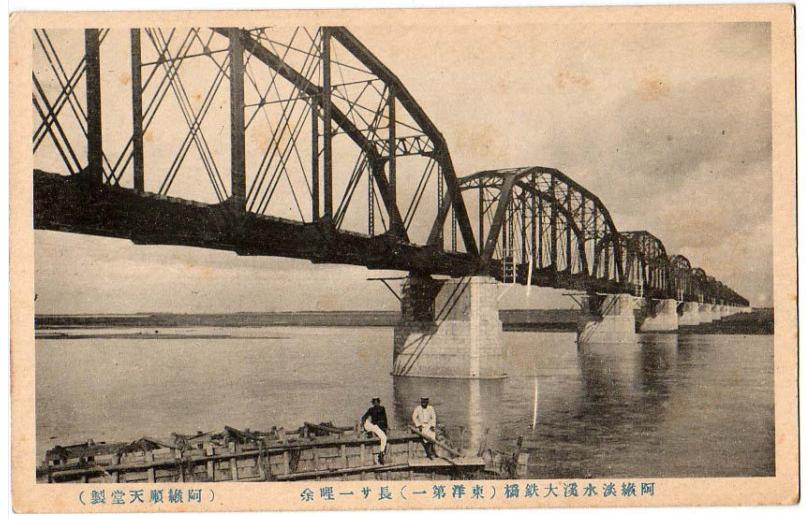
下淡水溪鐵橋舊貌
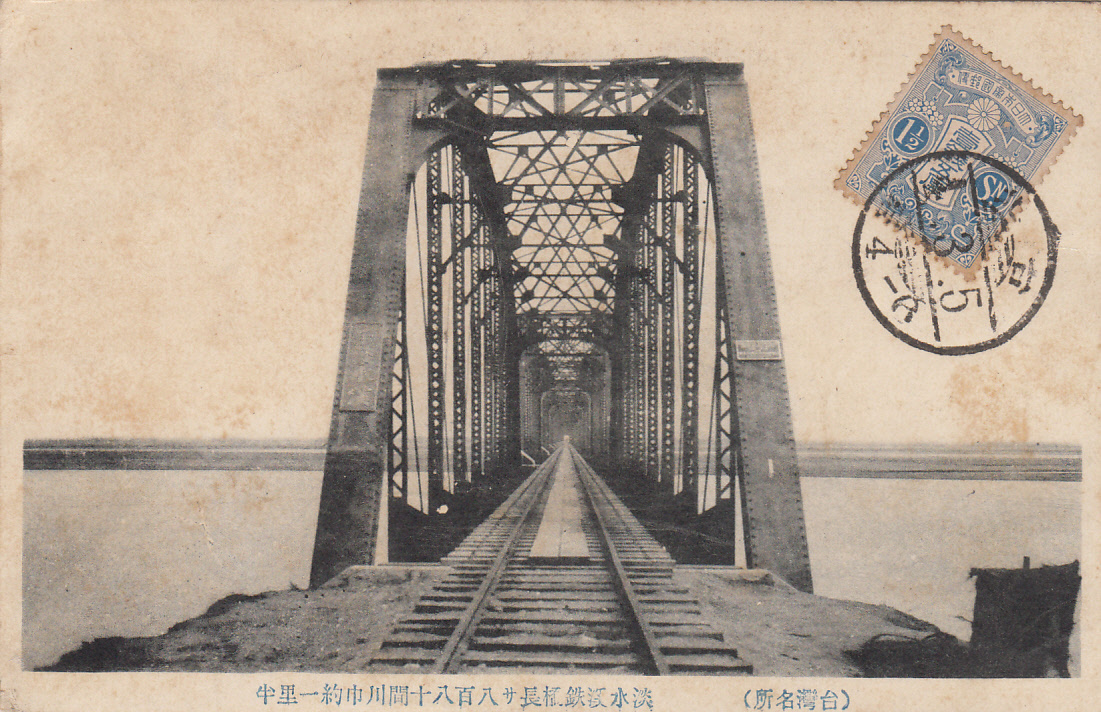
下淡水溪鐵橋舊貌
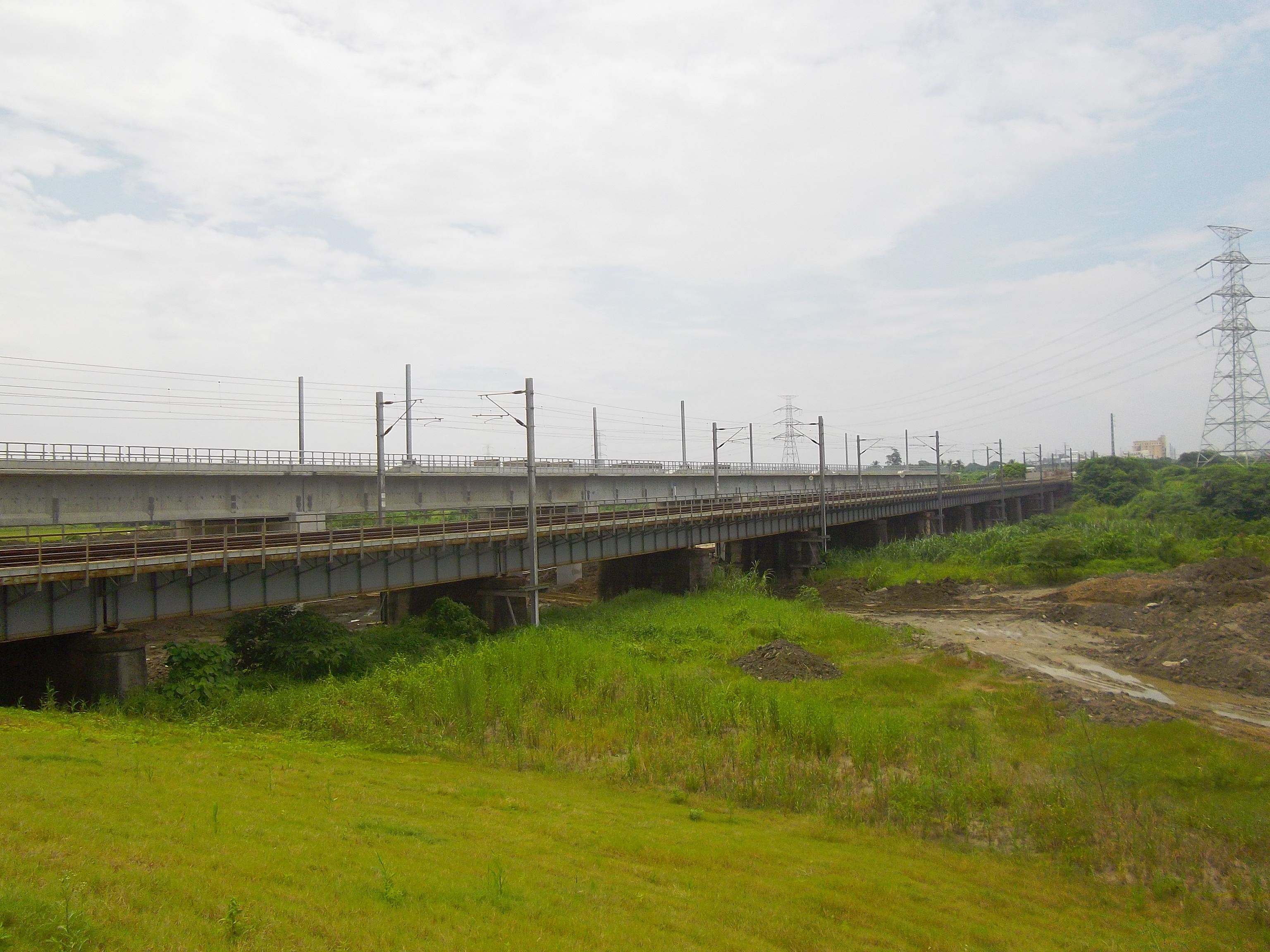
二層行溪鐵橋
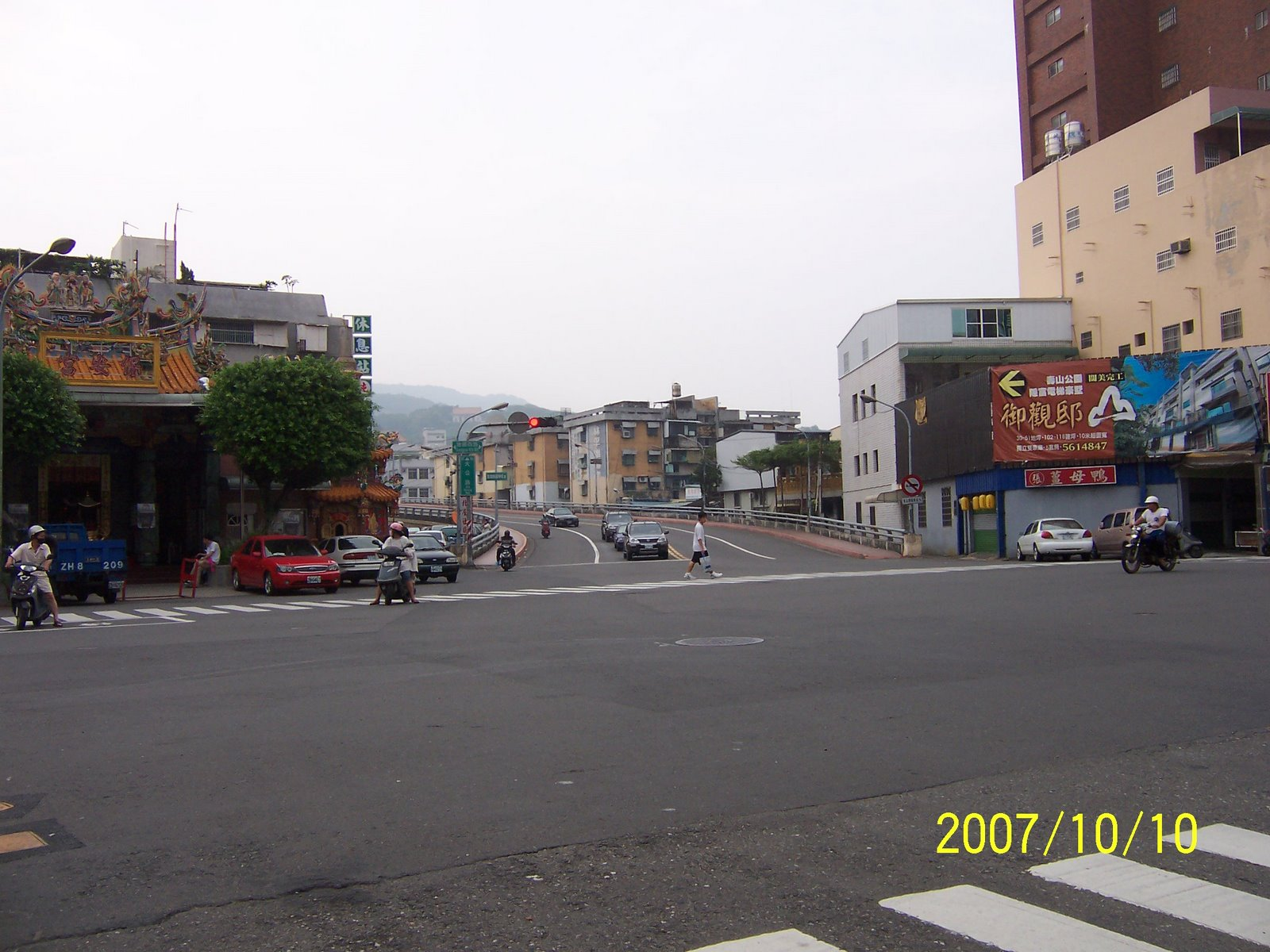
大公陸橋
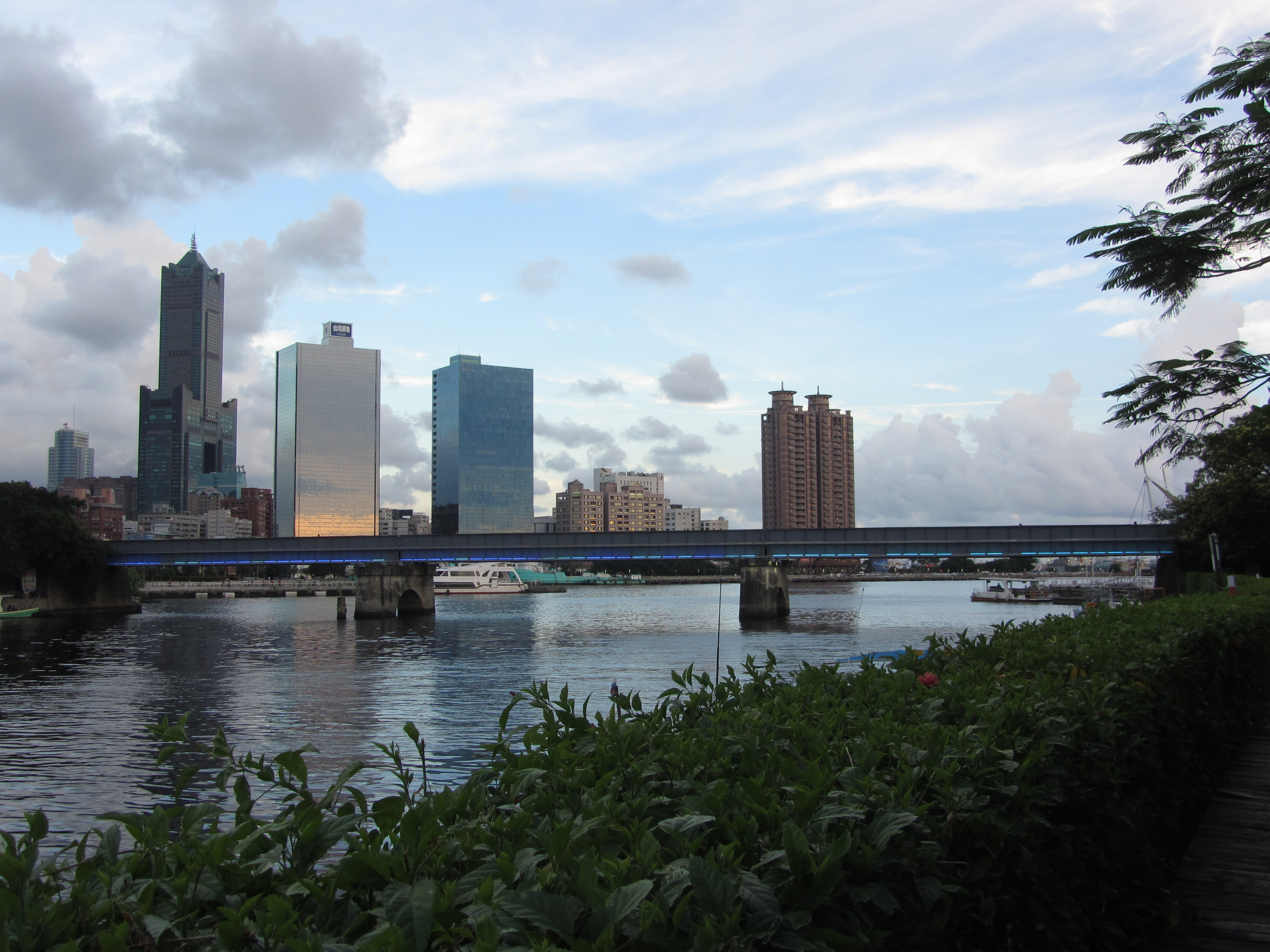
苓雅寮鐵橋
  - 高雄驛(高雄港車站)
  - 高雄驛(高雄港車站)
  - 高雄驛(右下)與上屋倉庫(左上)
  - 高雄驛(左上)
  - 高雄驛前圓環噴水池
  - 高雄機關庫(右下圓弧形建築)
  - 第一回機關庫相互審查會優勝高雄機關庫人員合影
  - 高雄港車站北號誌樓
  - 高雄車站
  - 高雄車站
  - 高雄機務段
  - 旗山車站
  - 旗山車站
  - 旗尾驛前合影
  - 旗山驛後驛
  - 下淡水溪鐵橋
  - 下淡水溪鐵橋舊貌
  - 下淡水溪鐵橋舊貌
  - 下淡水溪鐵橋舊貌
  - 二層行溪鐵橋
  - 大公陸橋
  - 苓雅寮鐵橋

## 商業建築與團體組織
- 臺灣銀行打狗出張所（後來的高雄臨時海港檢疫所、高雄州港務部，已不存）[11]
- 臺灣銀行高雄支店（今臺灣銀行鼓山分行，已改建）[72]
- 彰化銀行高雄支店（已不存）[72][108]
- 三和銀行高雄支店，創建於1902年，日本明治三十五年
- 臺灣商工銀行高雄支店 （已不存）[143]，建於1927年
- 勸業銀行高雄支店（已拆除）[144][145]
- 高雄州青果物同業組合（已拆除）[72][108]
- 高雄州青果同業組合事務所（苓雅寮新廳舍，已拆除）[146]
- 大阪商船株式會社高雄支店，建於1926年[72][147]
- 三井物產株式會社高雄支店 （已拆除）[72][108]
- 三菱商事株式會社支店（已不存）
- 臺灣倉庫株式會社高雄支店（已不存）[72][108]
- 台灣製糖株式會社打狗本社事務所（已不存）[148]
- 日東商船組 （已不存）[2][72][108][60]
- 丸一組株式會社（已不存）[72][108]
- 丸山商號（王沃宅）
- 山半商店（已不存）[72][108]
- 高雄信用組合（已不存）[72][108]
- 高砂信用組合（今高雄第二信用合作社，已不存）[72][149]
- 興業信用組合事務所，創建於1935年，日本昭和十年
- 高雄共榮自動車株式會社[[[Wikipedia:格式手册/链接#章節|錨點失效]]] （已不存）[72][108]
- 台灣南部無盡株式會社高雄支店（已不存）[72]
- 山形屋，創建於1920年，日本大正九年
- 南里商店 （已不存）[72]
- 南報商事社（已不存）
- 高雄新報社（設於原高雄州廳勸業課與地方課，已拆除）
- 真砂洋品店（已不存）[72][108]
- 村木商店（已不存）[72][108]
- 宮本材木店（已不存）[72][108]
- 財部製材所[72][108]
- 岡部齒科醫院[72]
- 臺灣新民報高雄支局，位於五福四路135號
- 吉井商行本店
- 吉井商行吳服部 [72][108][150]
- 佐佐木商店高雄支店，創建於1929年，日本昭和四年 [72]
- 明治製菓高雄配給所
- 一二三亭，成立於1916年 [2][72]
- 本島館 [2]
- 高州御旅館，建於1921年 [2][72]
- 合美運輸組[72]
- 協和商店[151]
- 新濱町一丁目連棟紅磚街屋[152]
- 山下町連棟街屋
  - タカオカフェー（高雄咖啡館），位於鼓山區鼓山一路89號。[72][108]
  - 中間自動車商會[72]
  - 石川吳服店[72][108]
  - 平戶食料品店 [2][72]
  - 高橋傳吉菸草賣捌所[72]
  - 安藤高雄藥局[72]
  - 館林商店[72][108]
  - 高木商行（已拆除）
  - 日新金物店（已拆除）
- 帖佐醫院（堀江町日式街屋）
- 友松醫院[153]
- 中和醫院[154]，位於鹽埕區新樂街152號
- 平和醫院（已不存）[155]
- 仁和醫院（已不存）
- 博愛醫院（已不存）[72][156]
- 光華眼科醫院（已不存）
- 彭產婦人科病院（已不存）
- 慶雲藥行 / 樓外樓（高雄市大仁路原鹽埕町二丁目連棟街屋）[72][60]
- 振文書局（已拆除）[157]
- 張啟華畫室
- 白沙行[158]
- 鴻泉海產美術部（林鴻泉，已拆除），位於鹽埕區建國四路176號[159]
- 建周金物店（已不存）
- 丸江五金行 [160]
- 宮幸商店，位於鹽埕區五福四路與大安街口 [26]
- 新興街275號街屋（後來的台電宿舍），建於1938年[26]
- 榮美金銀商（已不存）[161]
- 蔡欲修建築師事務所（已不存）
- 旗后福聚樓（已不存）[162][163]
- 壽榮閣[163]
- 山水亭[164]
- 銅雀樓（已拆除）[163]
- 玉美樓（已拆除）[72][163]
- 高雄樓（已拆除）[72][163]
- 得州樓（已拆除）[72][163]
- 高陞樓（後來的駐臺美軍俱樂部，已拆除）[165][166]
- 台灣新春樓（已拆除）[72][163]
- 東洋旅社
- 媽基旅館 （已拆除）[72]
- 神戶館（已不存）[108]
- 益城旅館（已不存）[108]
- 春田館（已不存）[167]
- 八田館 / カフェーゑびや / カフェー花樹園（已拆除）[168] [108]
- 壽旅館（已拆除）[72][108]
- 高雄旅館（高雄ホテル，已不存）[169]
- 滋養軒（已拆除）[72][108]
- 日活カフヱー（後來的新高雄大酒家）[170]
- 吾妻旅館與梅屋敷高雄支店（已拆除）[72][108][163]
- 高雄花壇（原打狗皷溫泉，已不存），位於鼓山區鼓山一路53巷。[2][72][171]
- 聽松園（已不存）[2][48] [72][108]
- 江の島（料亭江之島，已不存）[2][15]
- 千鳥（料亭千鳥，已不存）[15]
- 御園（已不存）[172]
- 榮町遊廓（高雄遊廓）（位於今光榮國小一帶）[15][26]
  - 大笑樓（已不存）
  - 君乃家 / 君の家（已不存）
  - 常盤（已不存）
  - 鮮月樓（已不存）
  - 朝鮮樓（已不存）
  - 真榮樓（已不存）
  - ふじ家（已不存）
  - 松葉樓（已不存）
  - 花乃家 / 花の家（已不存）
  - 金波（已不存）
- 西子灣臨海ホテル（已不存）[173][174]
- 西子灣伊東旅館（已不存）[173][169]
- 樂園（後來的高雄銀座，已不存）[72][175]
- 新樂園[137][176]
- 共樂園（已不存）[176]
- 樂天地（已不存）[137][177]
- 新興露店（已不存）[137]
- 高雄銀座（後來的國際商場）[175][178]
- 吉井百貨（已拆除），創建於1938年，日本昭和十三年[179]
- 高雄愛國婦人會館，創建於1921年，日本大正十年
- 澎湖公會館（已拆除），戰後的金城戲院
- 佛教慈愛院（已拆除），位於鹽埕區建國四路303號。[60]
- 高雄慈惠院（已改建）[180]
- 天主公教會孤兒院（已不存）
- 臺灣三成協會高雄支部（已不存）
- 紅十字會高雄診療所，位於鼓山區鼓山一路53巷107號
- 左營蓬萊閣（三樓冰茶室）[181]
- 左營十間樓仔 [137][182]
- 左營松木商店 / 柯旗化故居（已拆除）[183]
- 舊城信用購買販賣利用組合（已不存）[184]
- 鳳山信用購買販賣利用組合（今鳳山農會，已改建）
- 鳳山製材所
- 鳳山文彬外科診所（已拆除）[185]，位於鳳山區三民路236號
- 大社曾振美商號
- 紅毛港金東和國藥房（秋冬中藥鋪，已拆除），建於1933年 [186]
- 林園老街[134]
  - 林園安樂樓
  - 林園黃鳳安老舖[187]
  - 林園黃家崑記洋樓
  - 林園仁愛醫院
  - 林園九間厝
- 旗山老街（中山路）
  - 旗山稛源商店[188]
  - 旗山劉耀堂私立劉醫院[189]
  - 旗山製冰廠
  - 旗山洪家繡樓（振發旅社）[190]
  - 旗山石拱圈亭仔腳
  - 旗山信用購買利用組合
  - 旗山約翰照相館，創立於1932年[191]
  - 台灣商工銀行旗山支店（已拆除）[192]
- 三桃山森林遊樂園
- 美濃信用購買販賣利用組合（已拆除）
- 六龜里池田屋（高雄客運六龜站）
- 六龜洪稛源[188]
- 橋頭老街（已拆除）
- 岡山老街
  - 岡山太原診所
  - 岡山建安醫院
  - 岡山仁壽醫院 [193]
  - 岡山和春藥行（福月樓）
  - 岡山述古堂 [194]
  - 岡山朝鮮樓
  - 岡山建仁醫院（已不存），建於1933年[195][196]
  - 岡山第一樓 / 林吉市醫院（已不存）[197]
  - 岡山凌雲閣（已不存）[198]

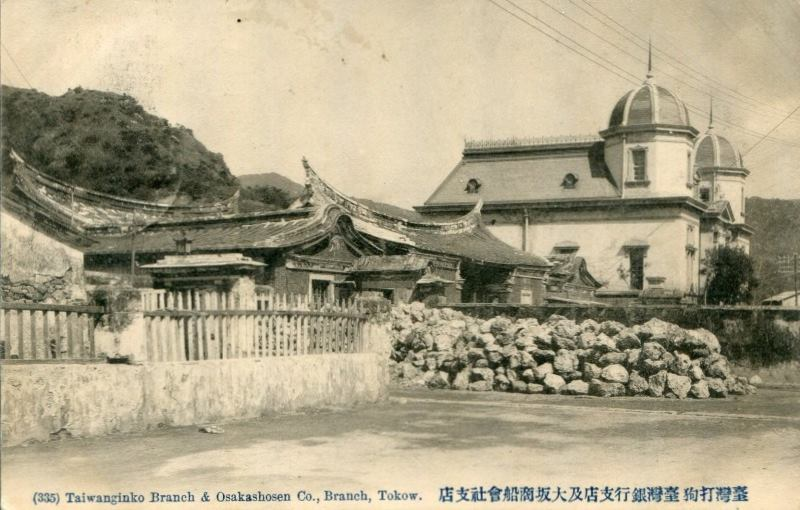
台灣銀行打狗出張所
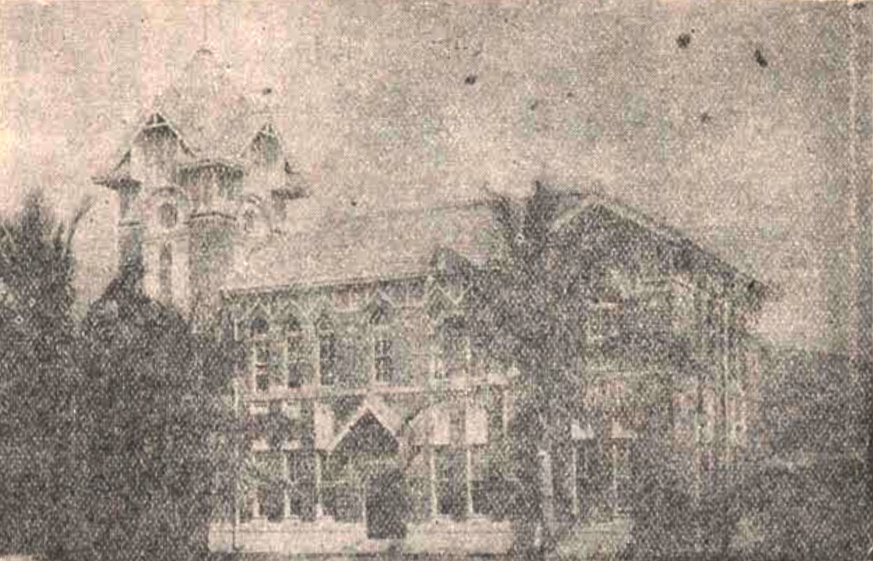
高雄州青果同業組合
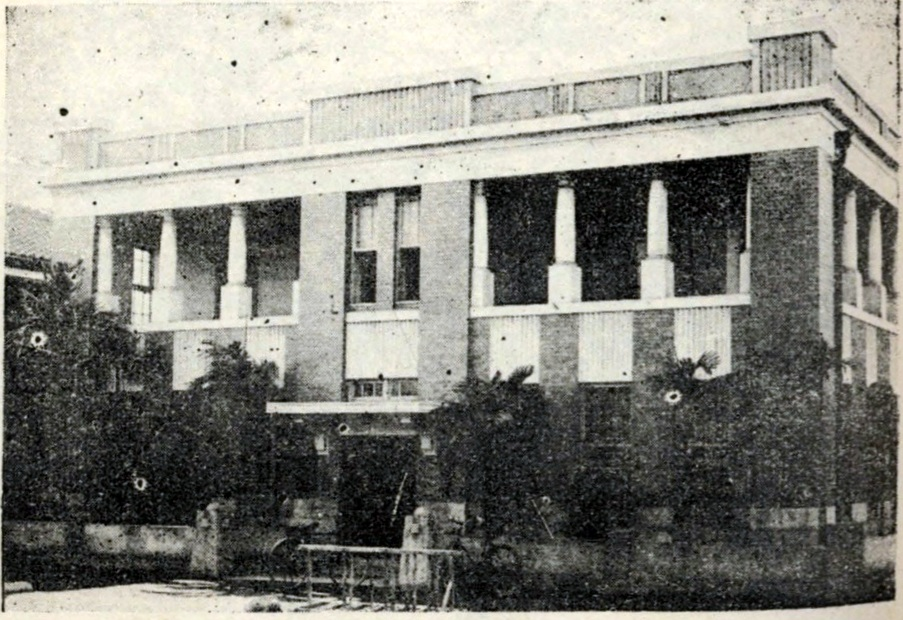
三十四銀行(三和銀行)
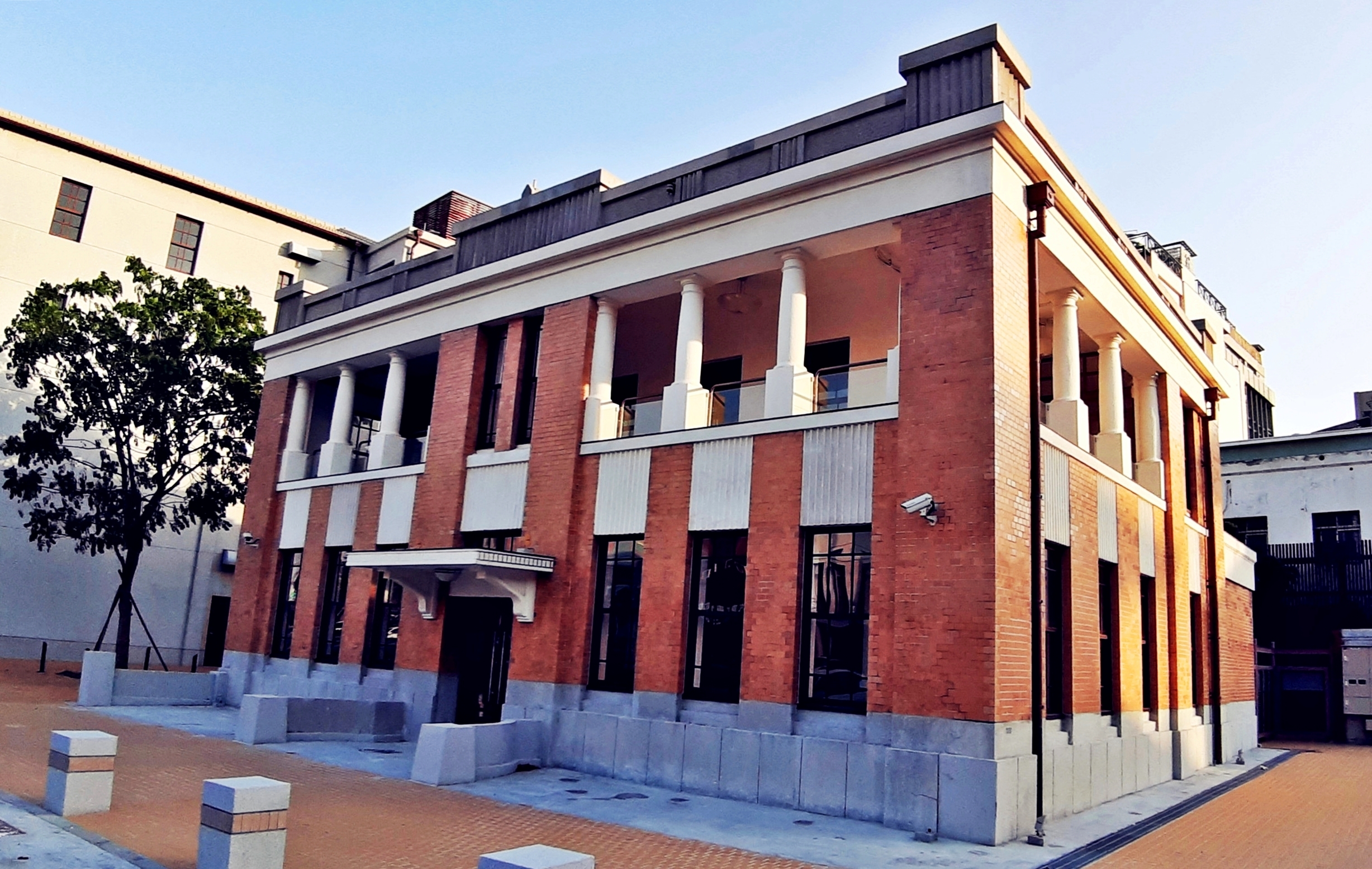
三和銀行
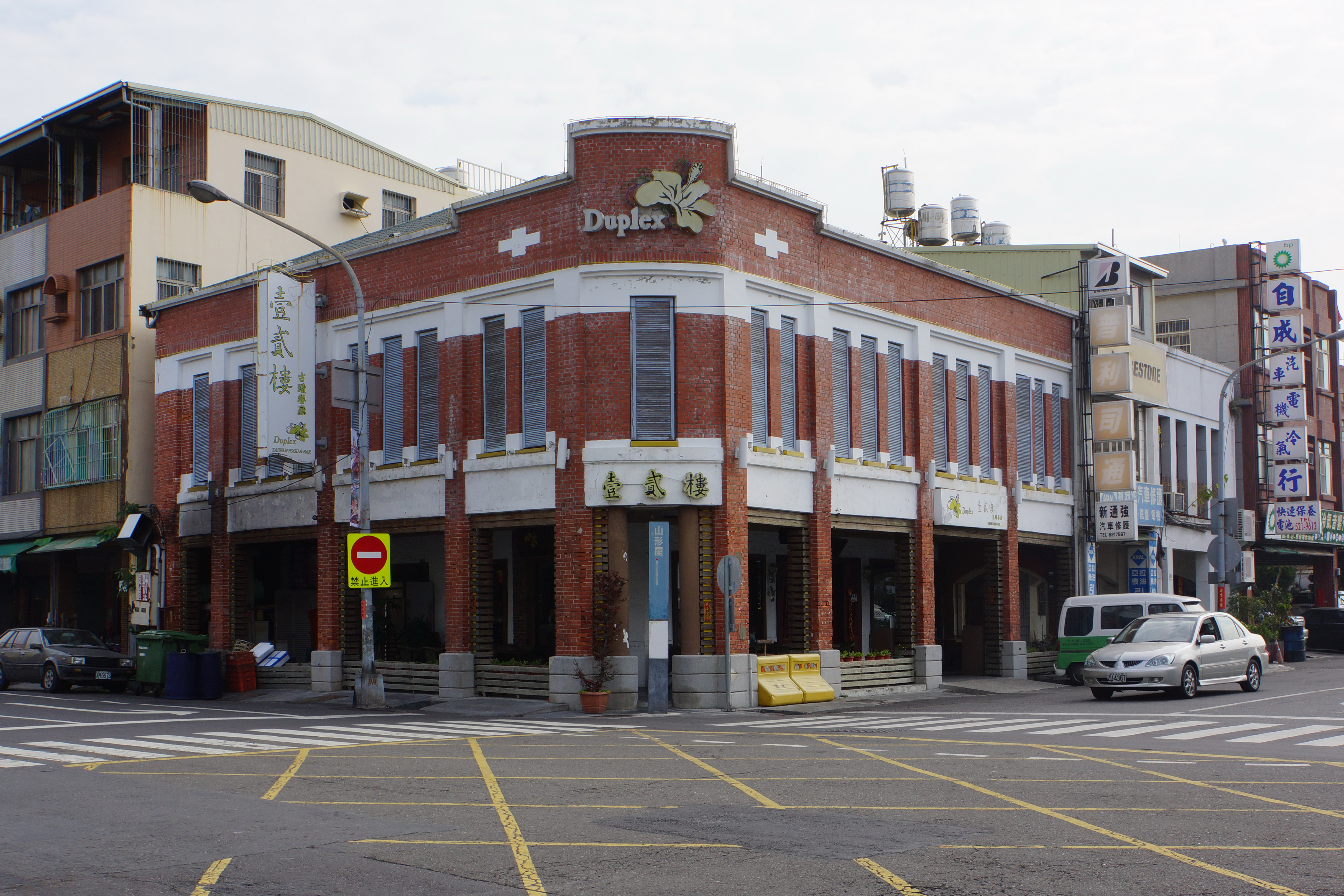
山形屋
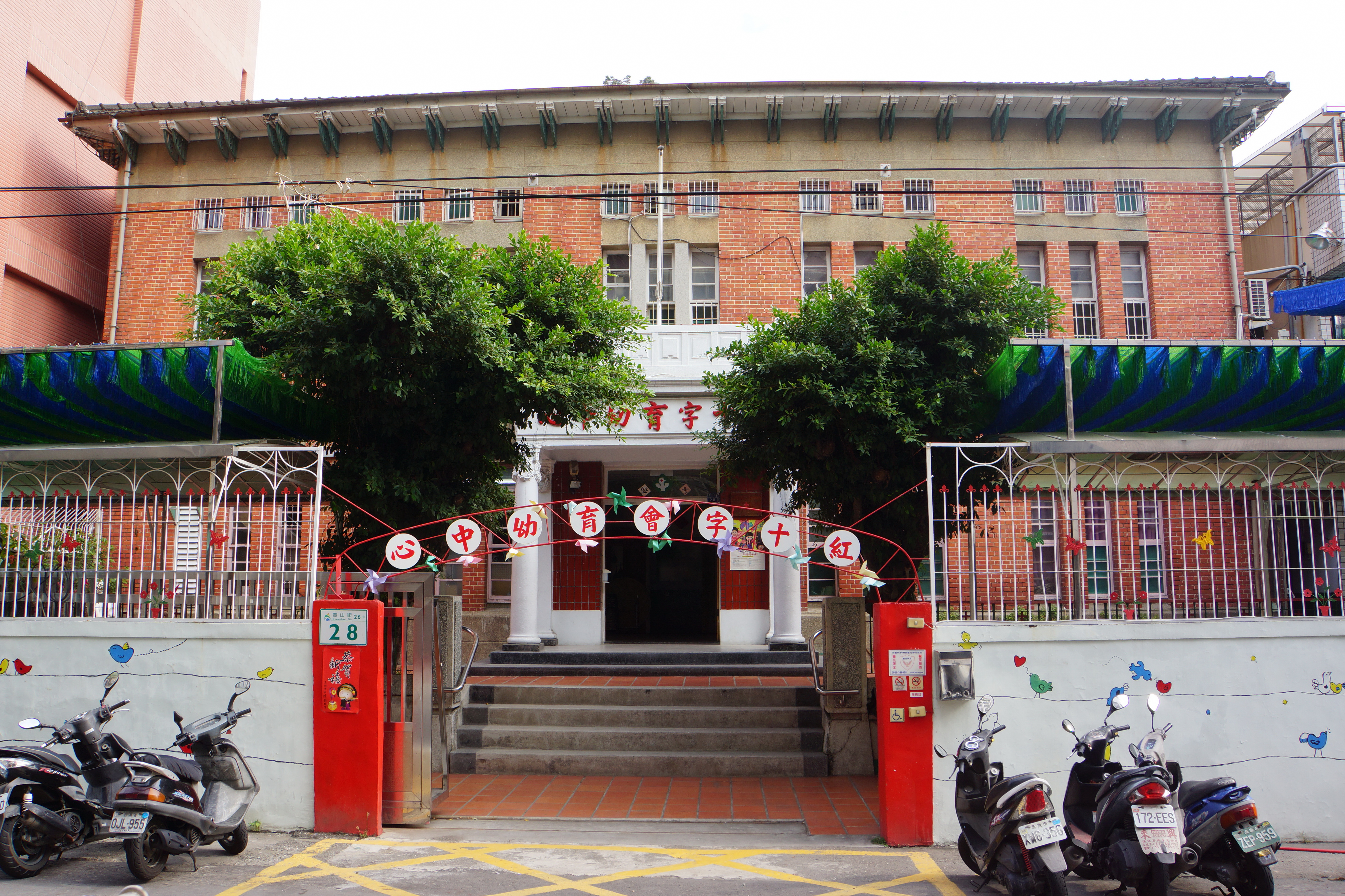
高雄愛國婦人會
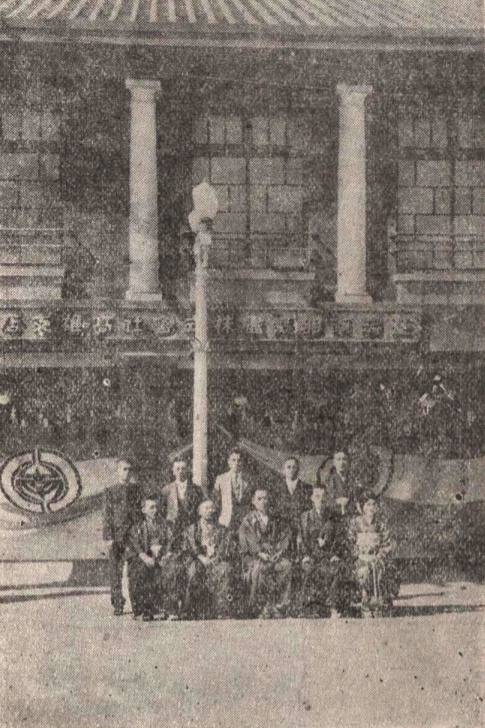
台灣南部無盡株式會社高雄支店
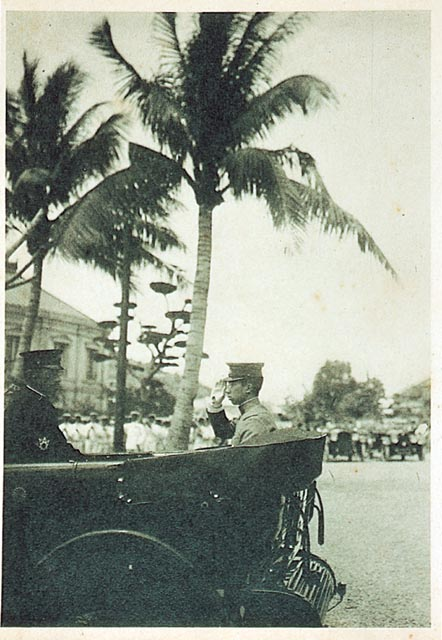
滋養軒(左後方建築)
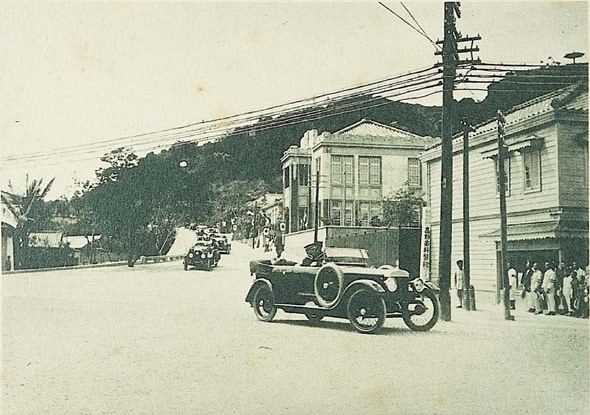
壽旅館(圖中央兩層建築)
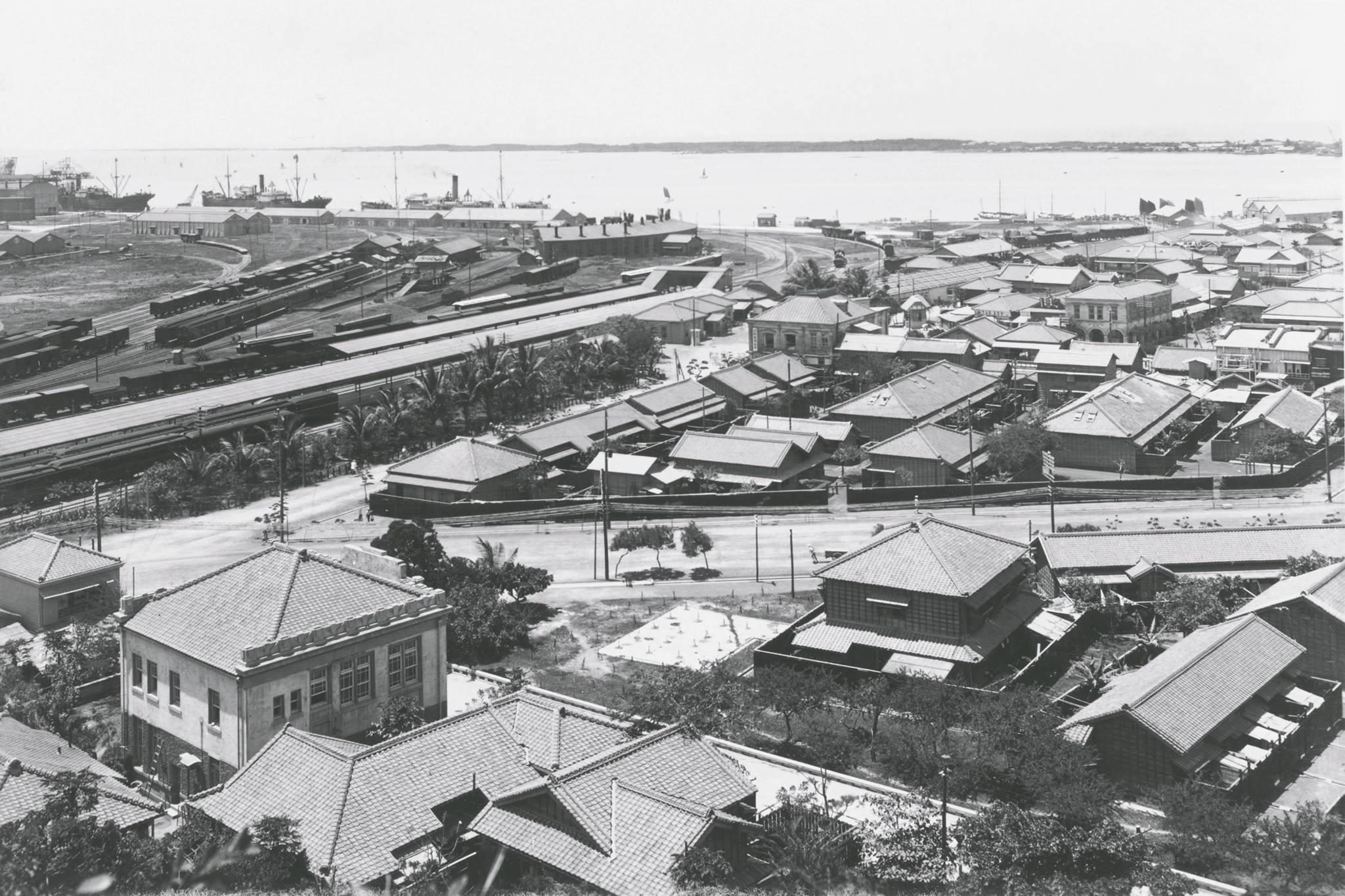
壽旅館(左下角兩層建築)
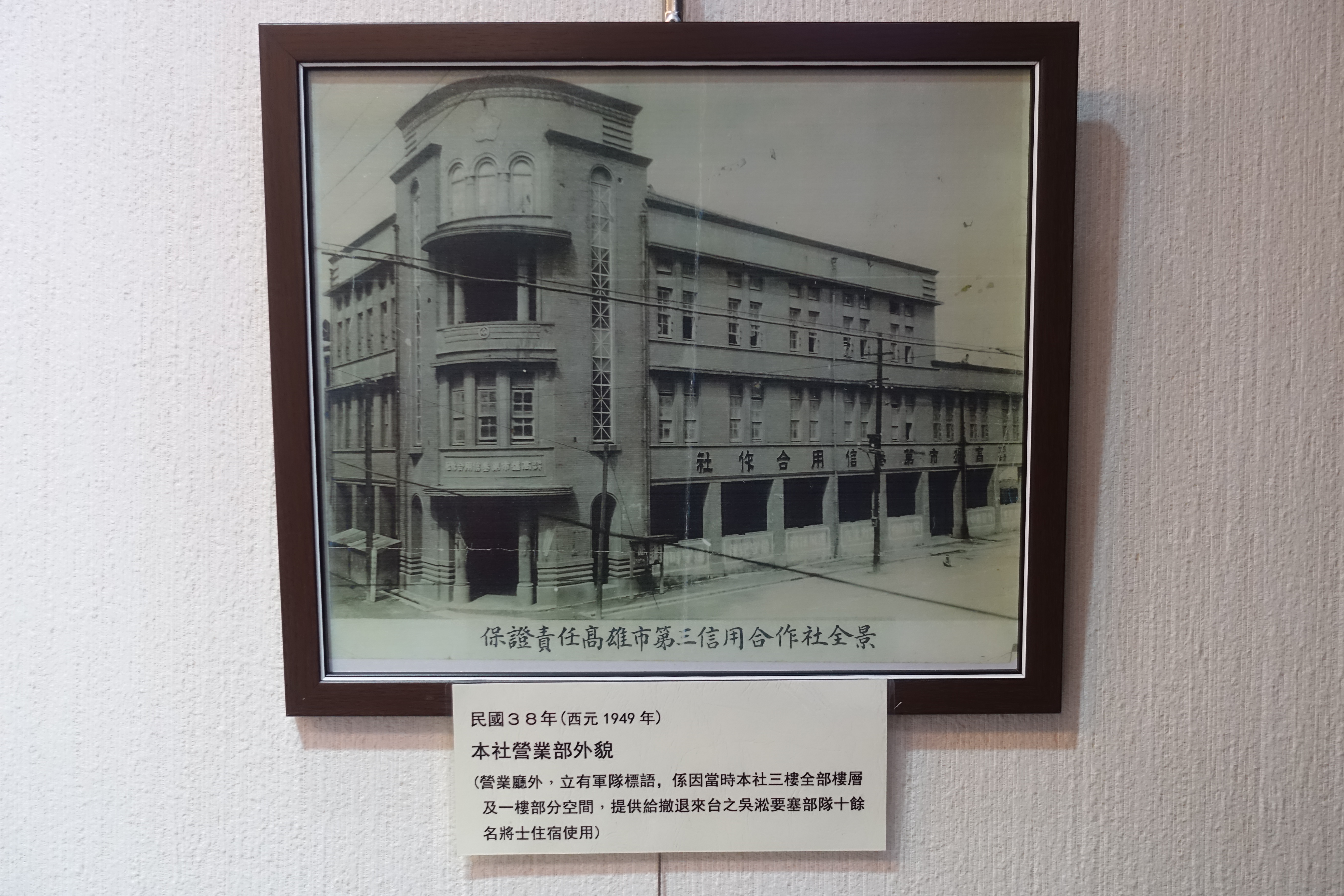
興業信用組合事務所原貌
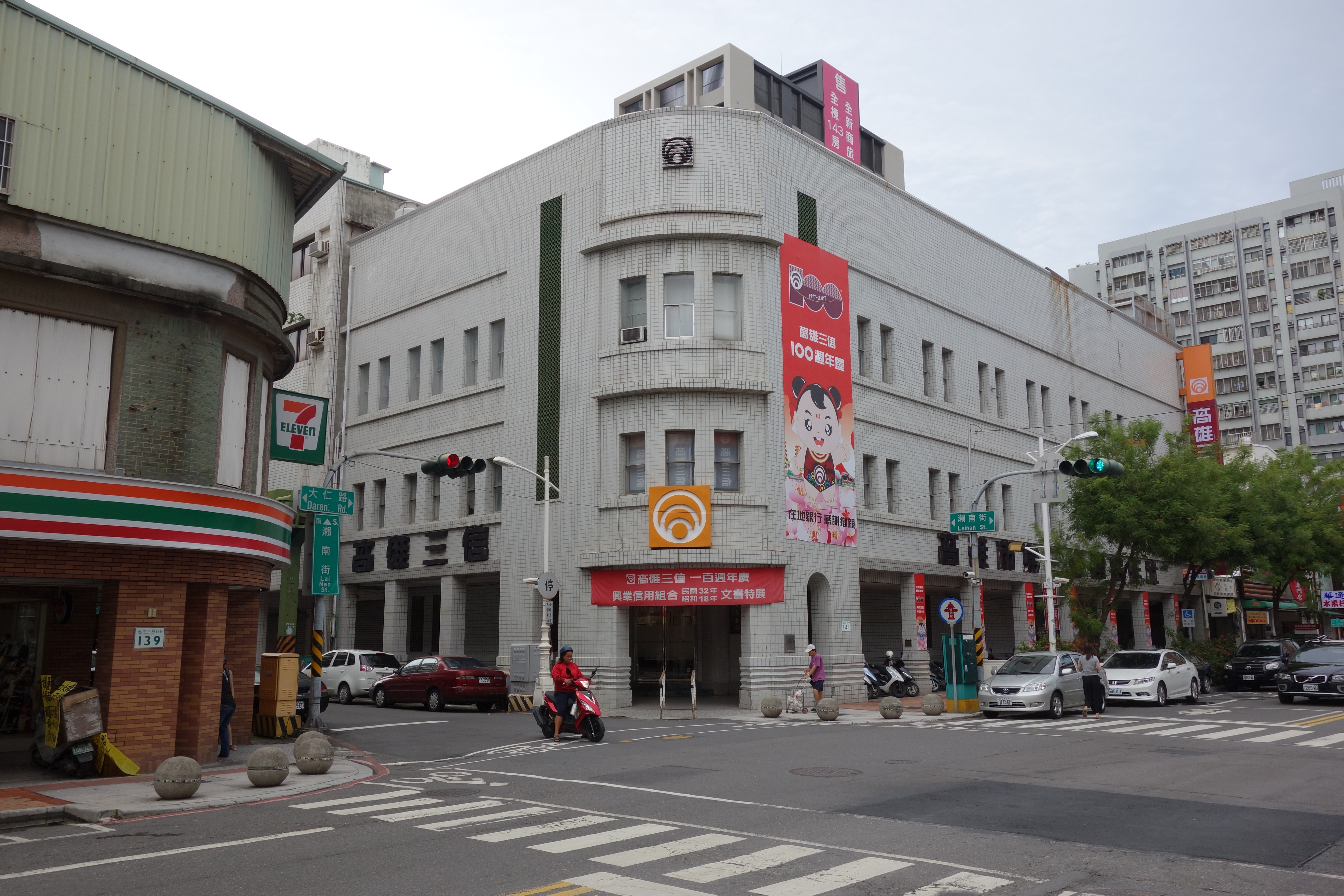
興業信用組合事務所現貌
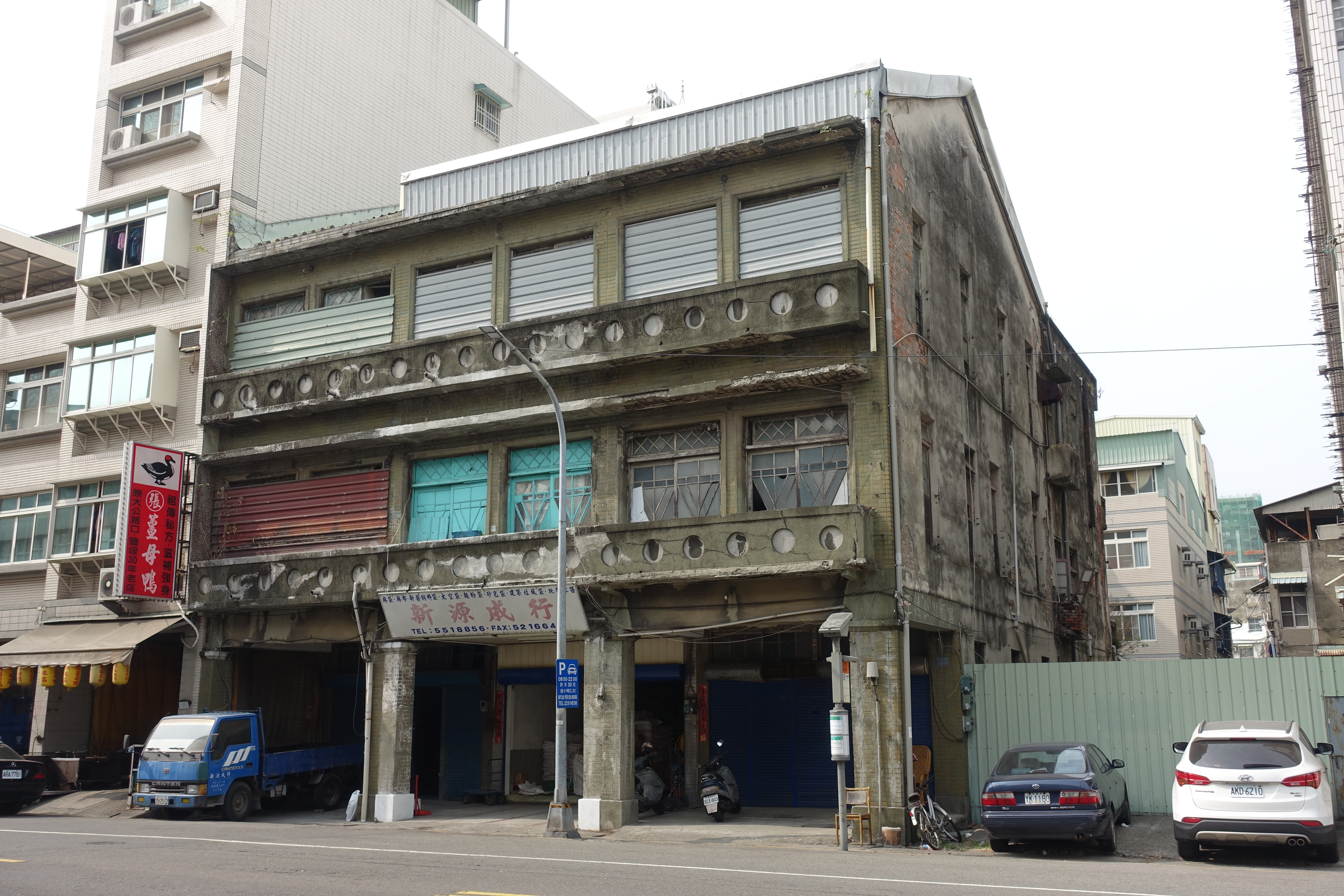
東洋旅社
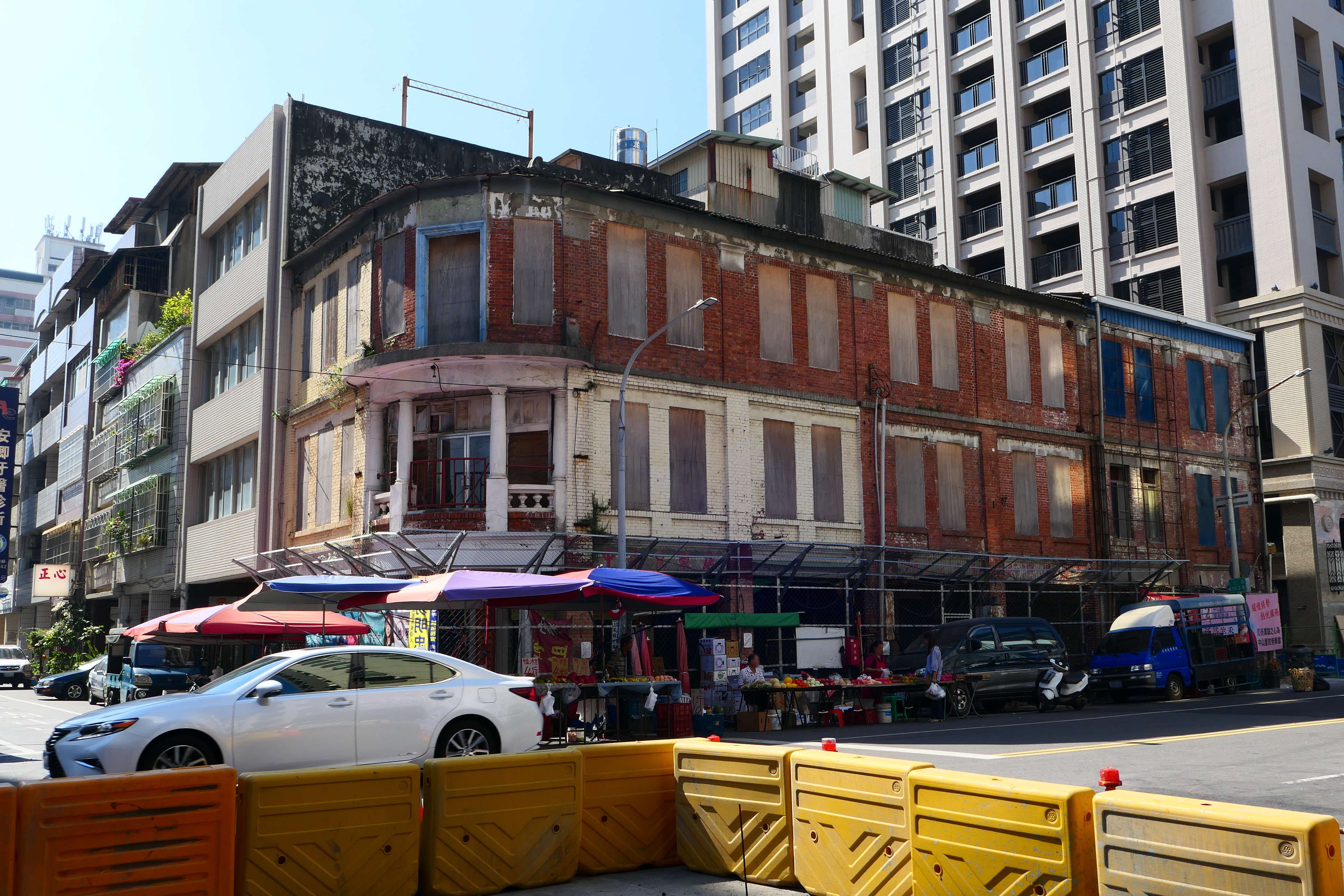
慶雲藥行(鹽埕町二丁目連棟街屋)
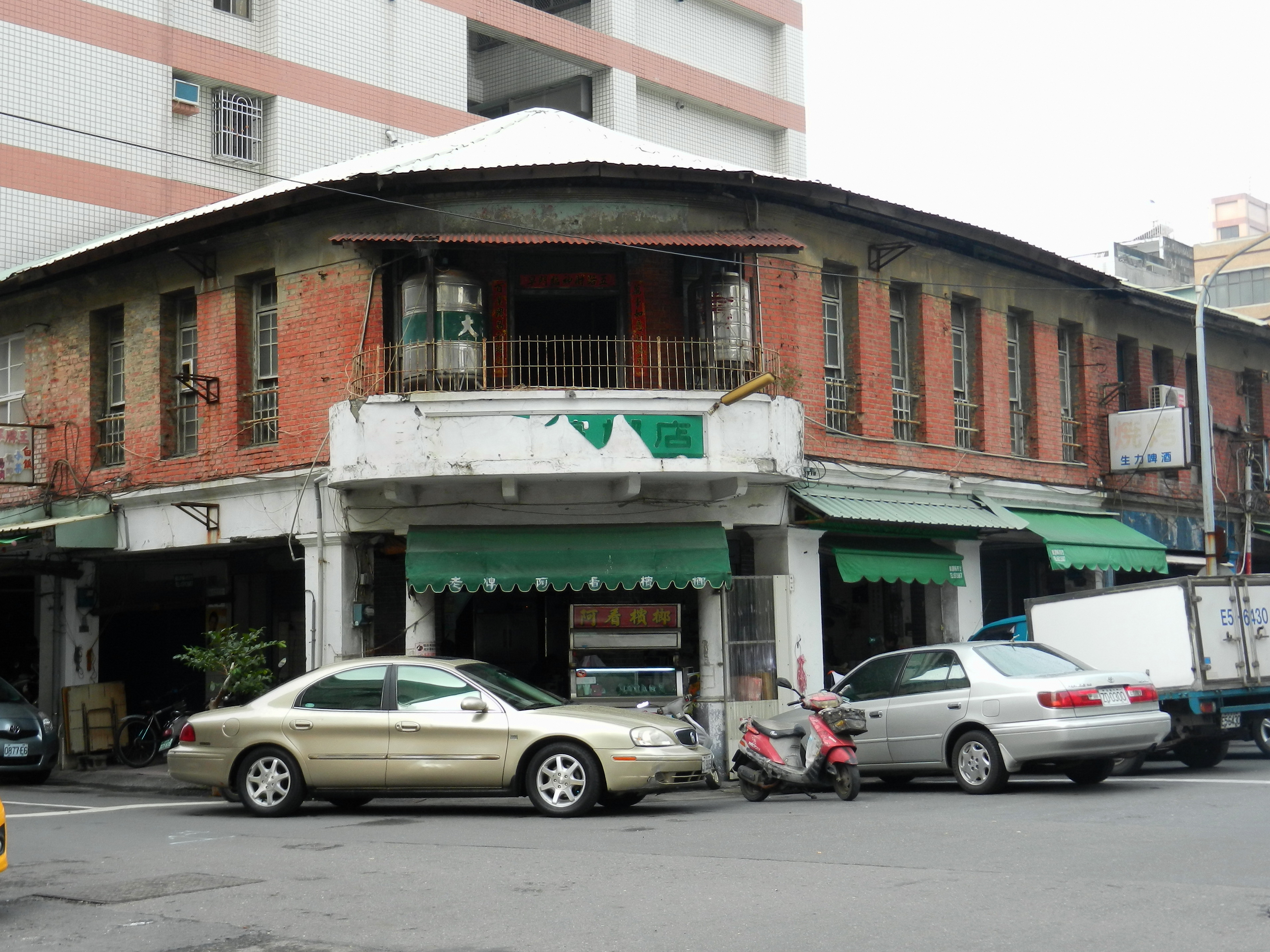
鹽埕區新樂街的街屋(已遭毀)
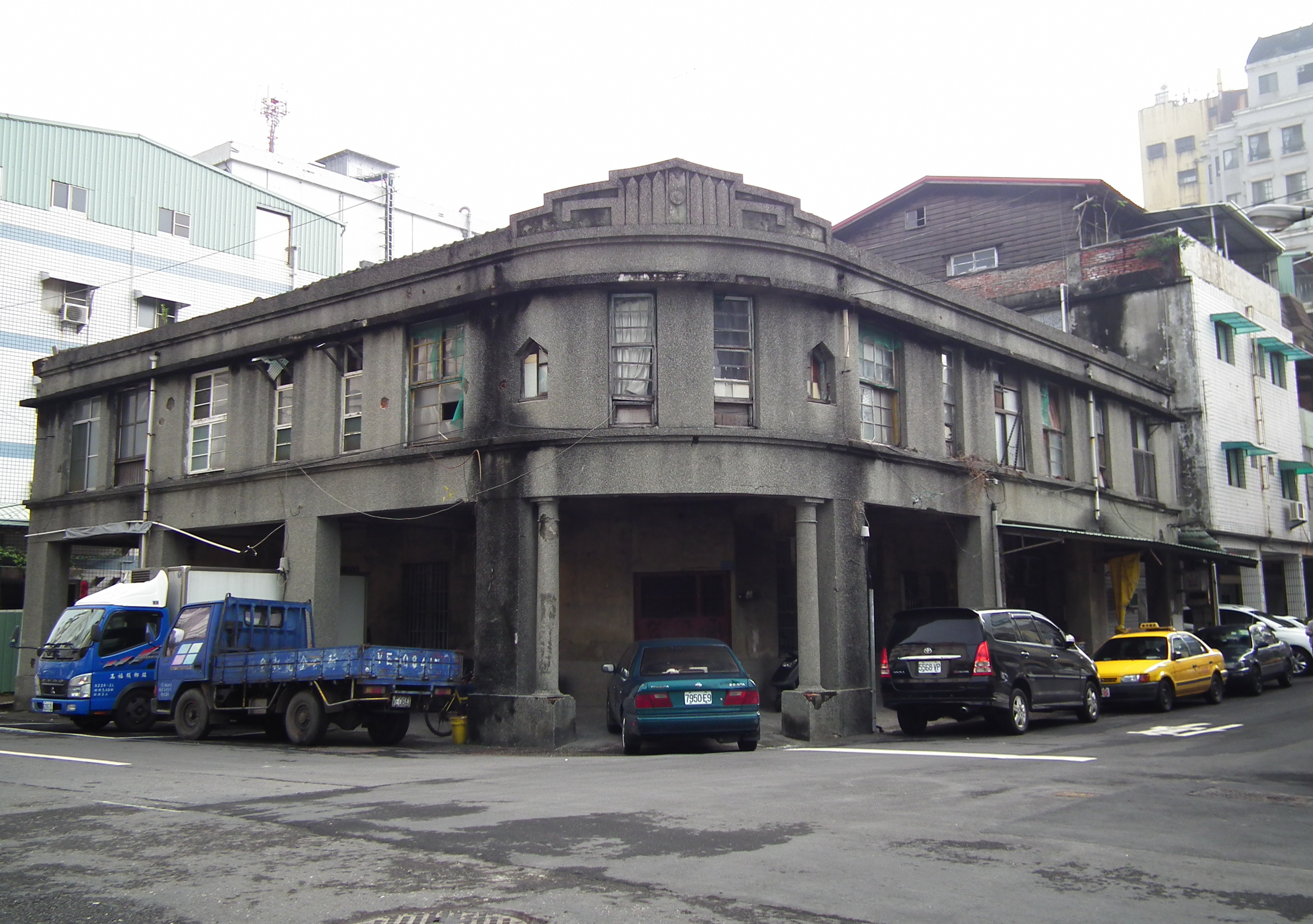
帖佐醫院
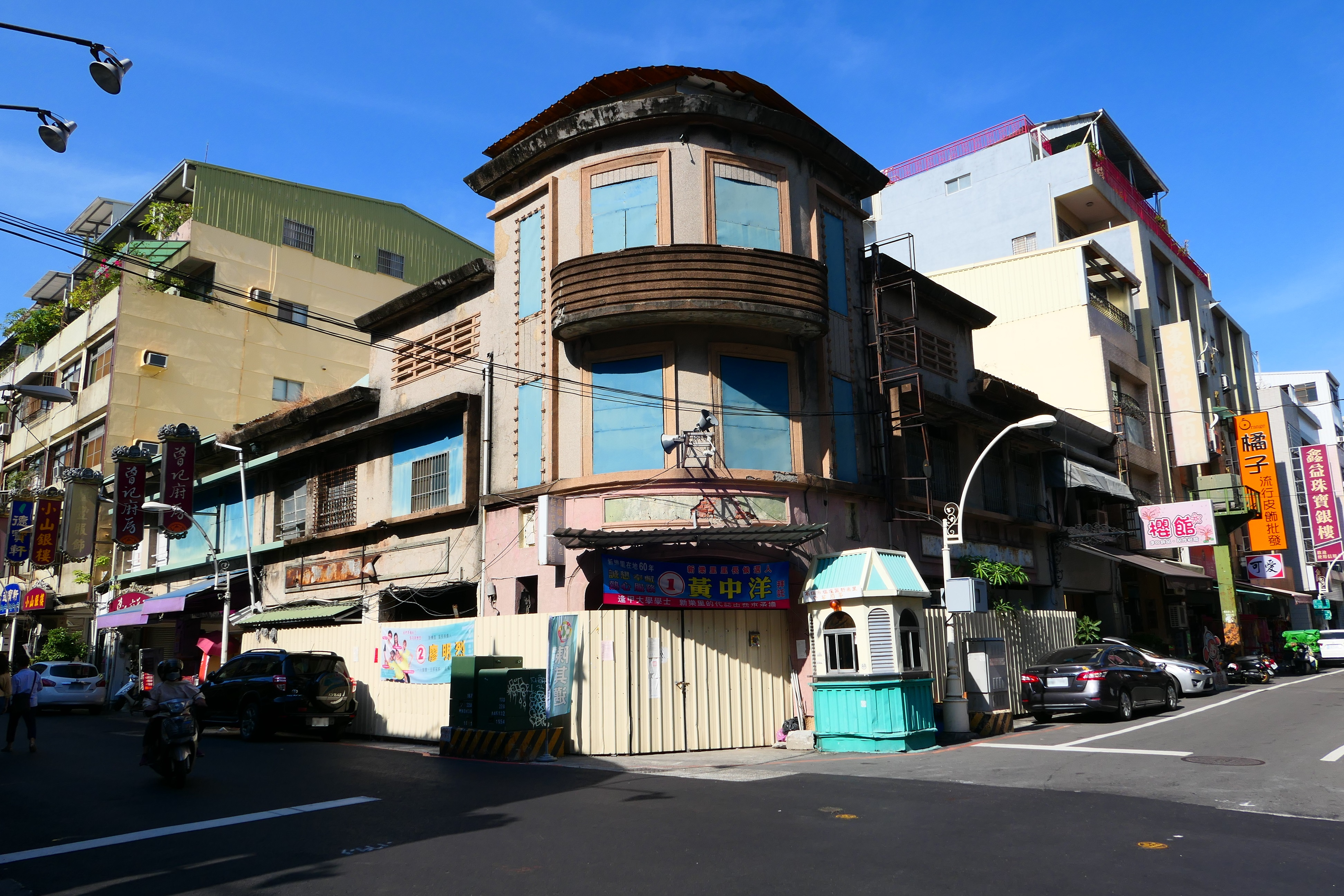
友松醫院
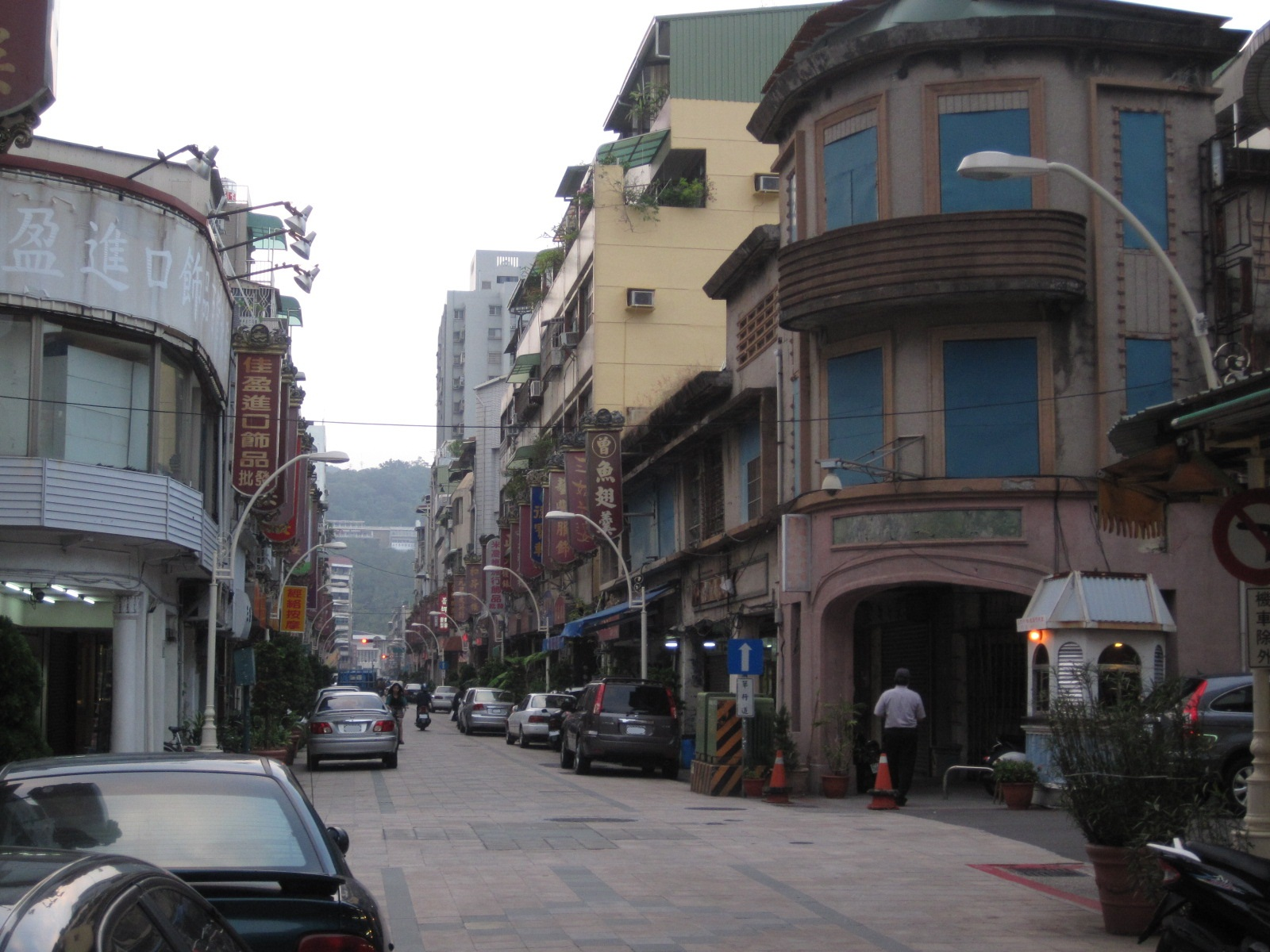
友松醫院(右)與新樂園(左)
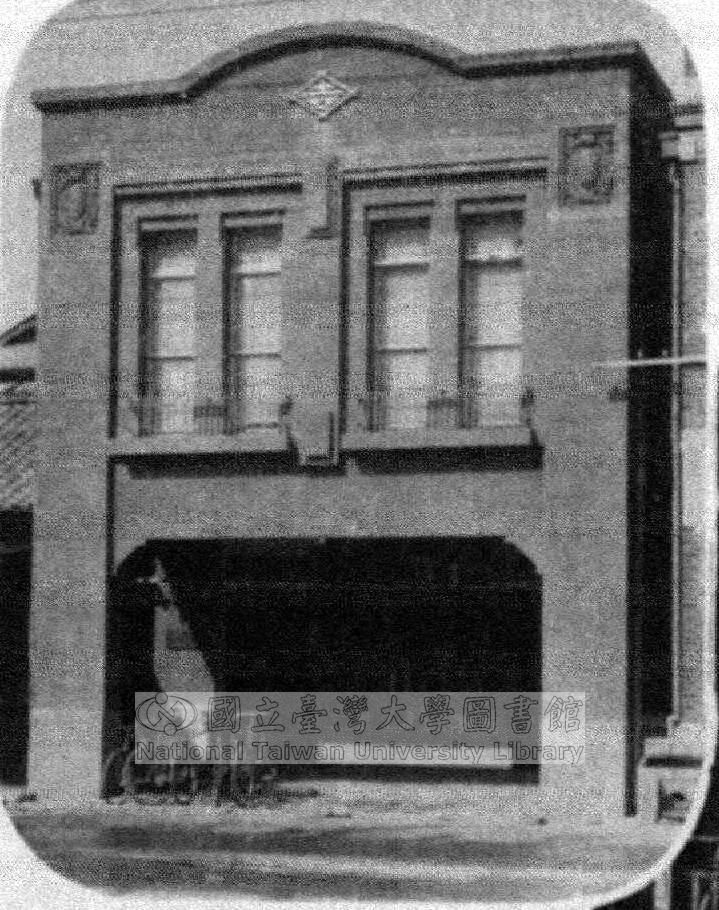
吉井商行本店
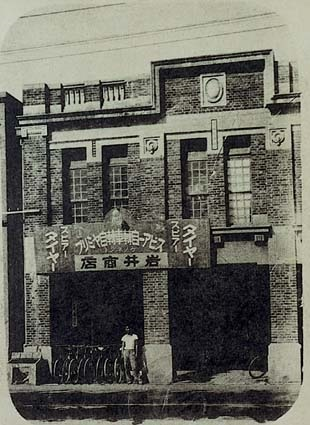
吉井商行吳服部
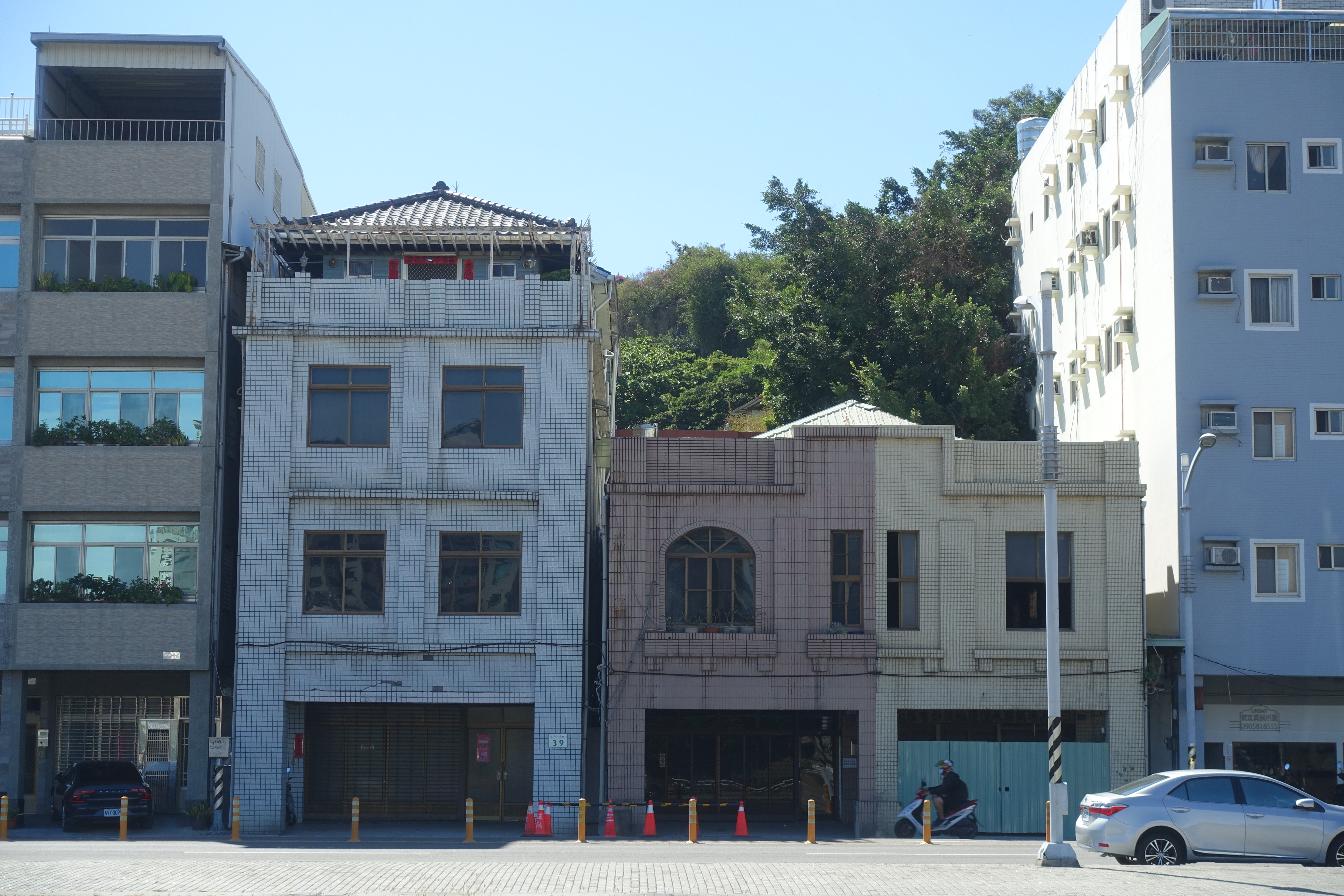
原吉井商行本店(左側三層樓)及吳服部(右側兩層樓，鐵皮圍起處)，雖然外表已貼附磁磚，但仍是原建築結構
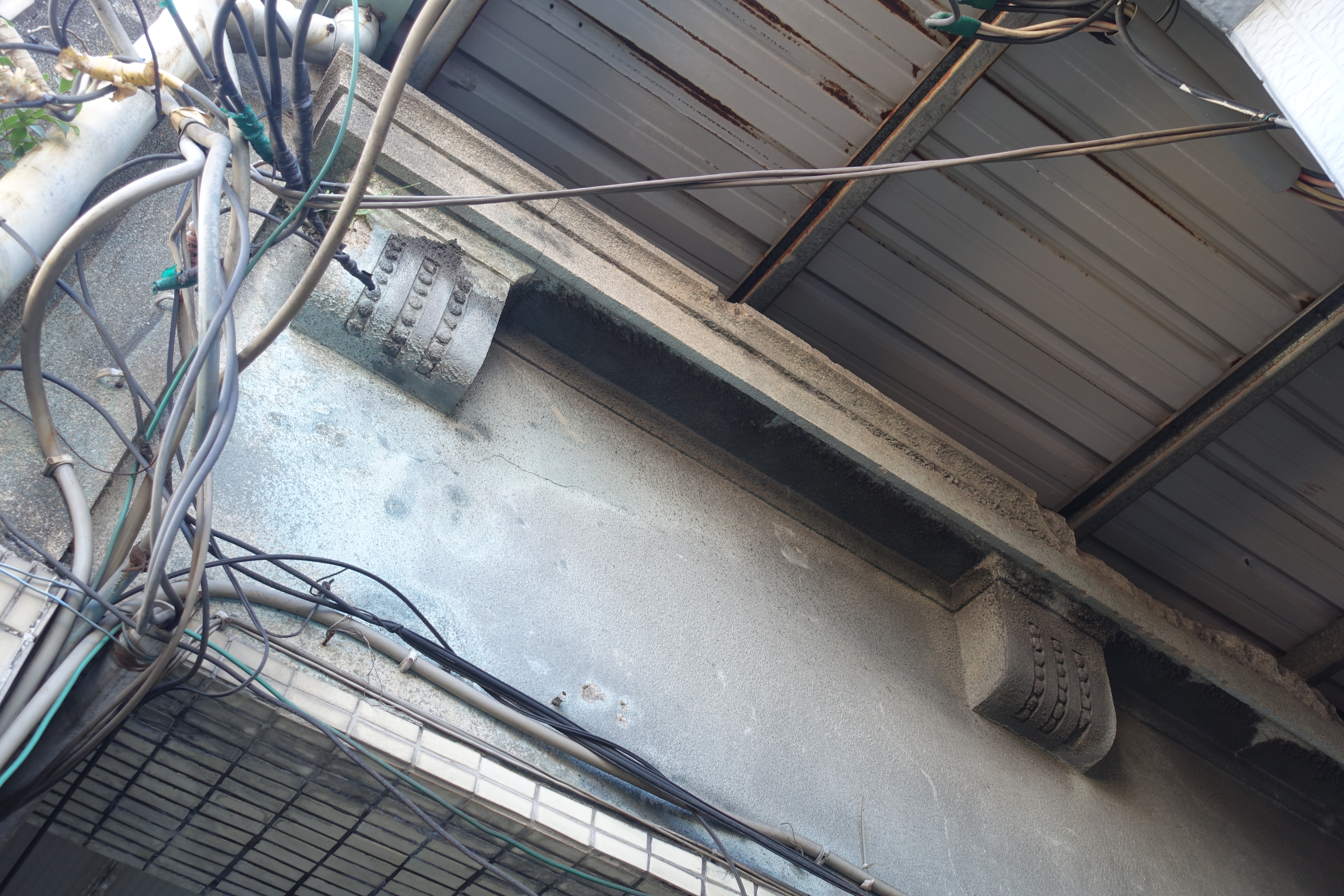
原吉井商行吳服部側牆殘留的裝飾
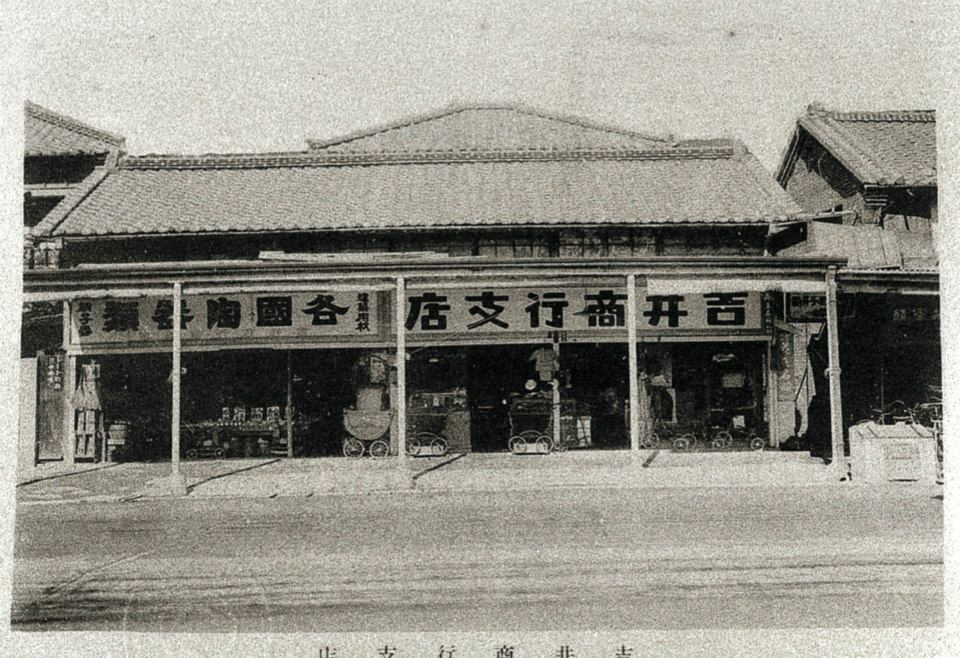
吉井商行支店
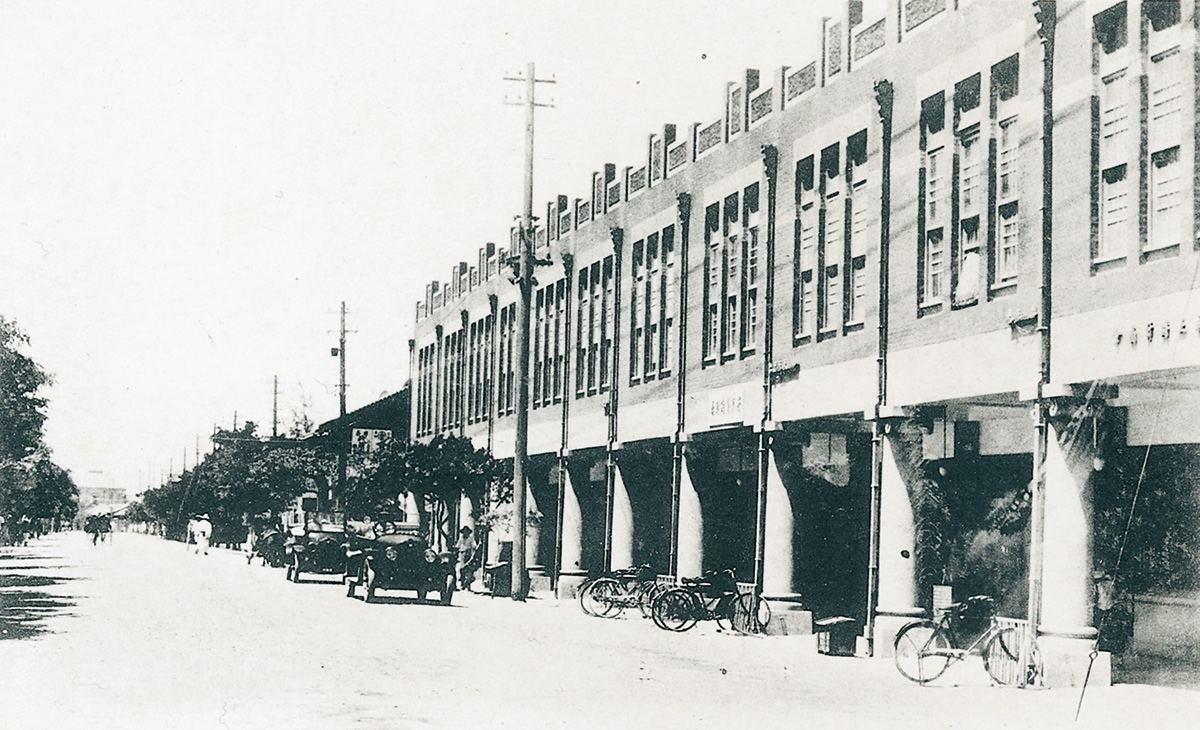
山下町連棟街屋
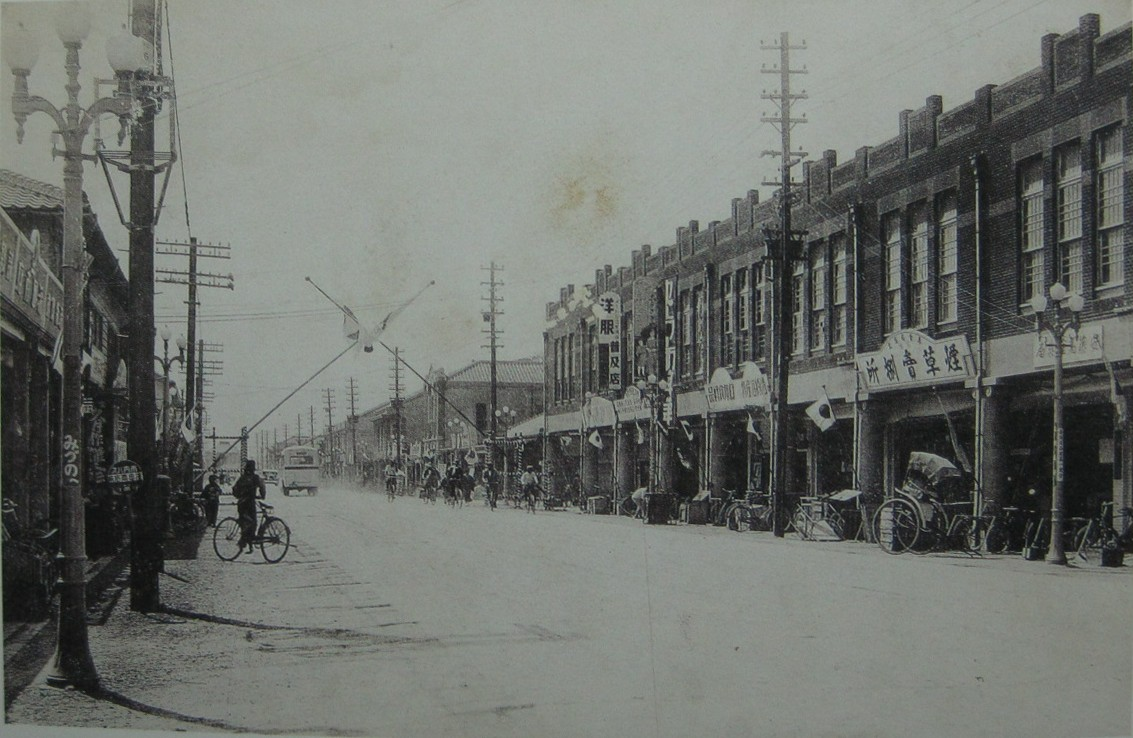
山下町連棟街屋
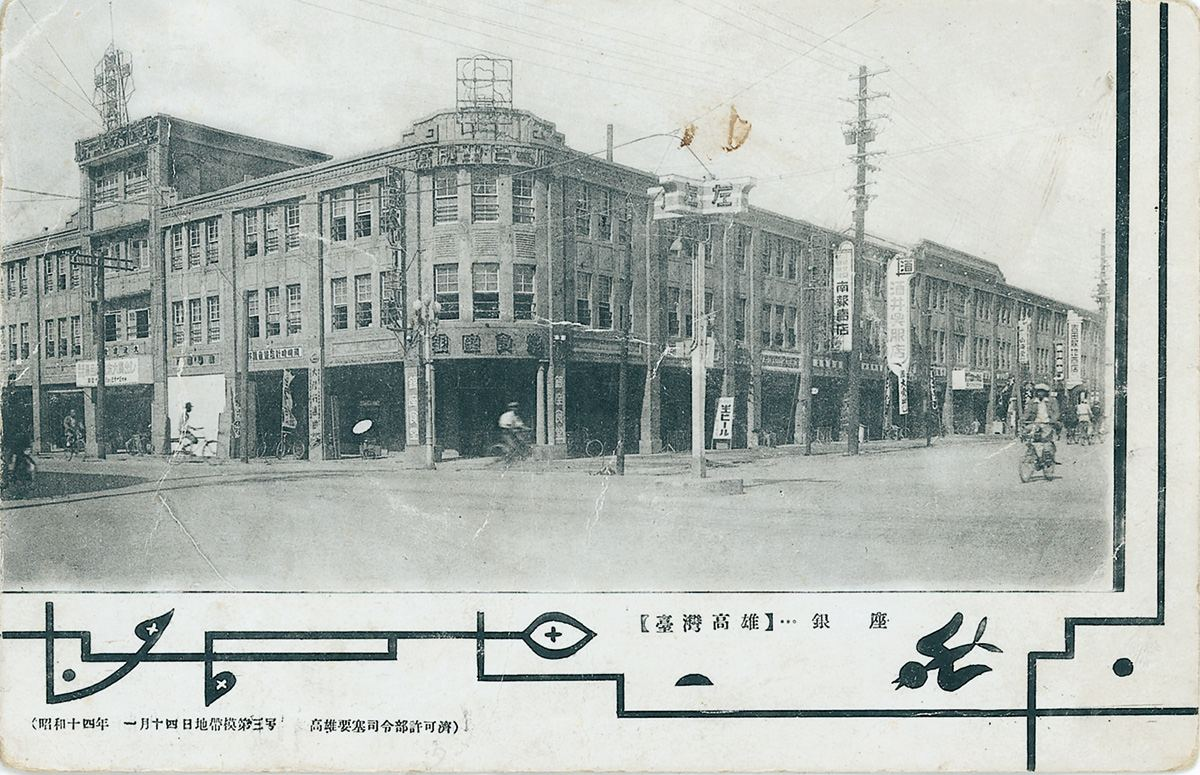
高雄銀座
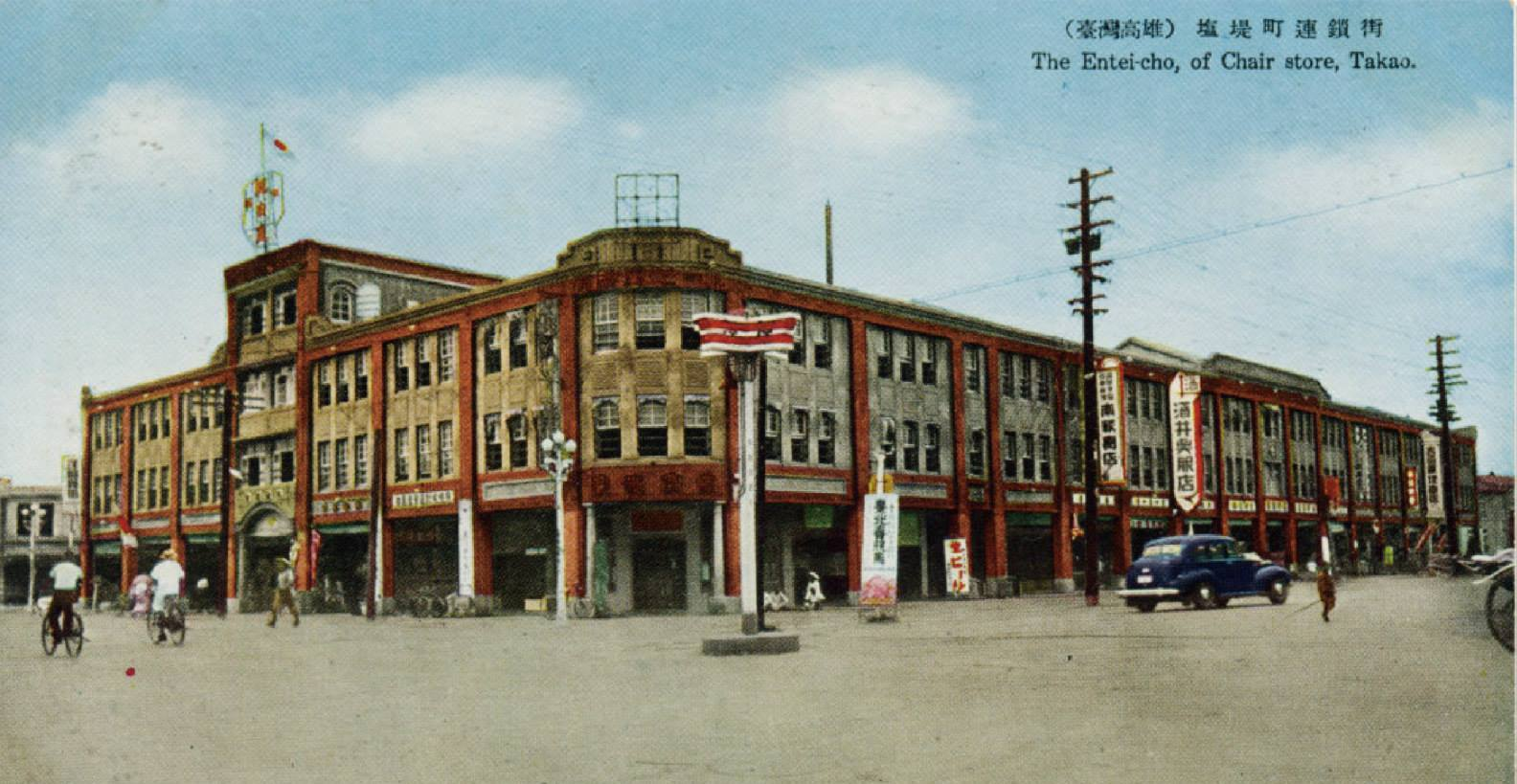
高雄銀座
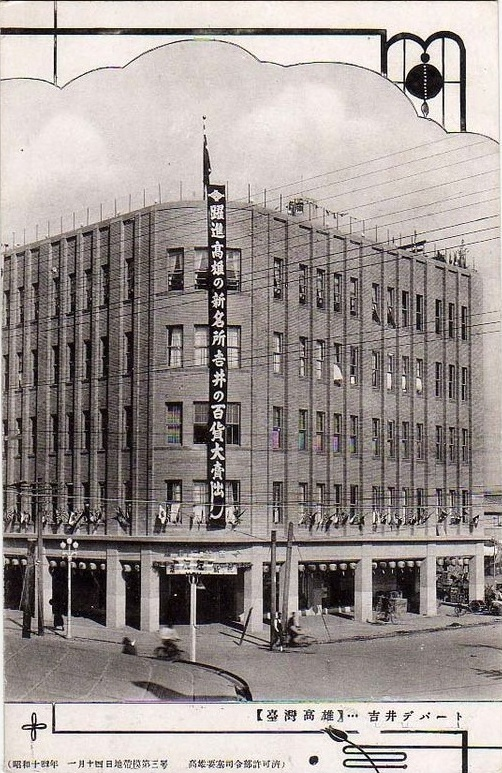
吉井百貨
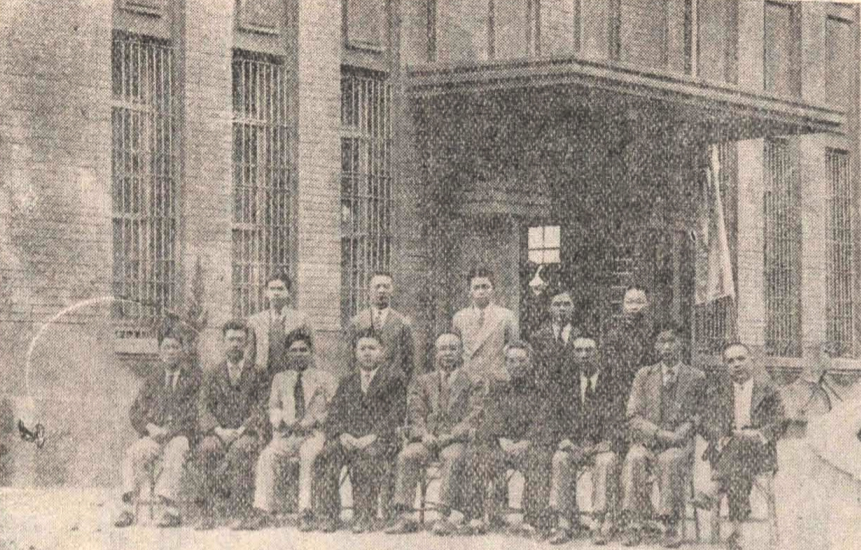
舊城信用購買組合
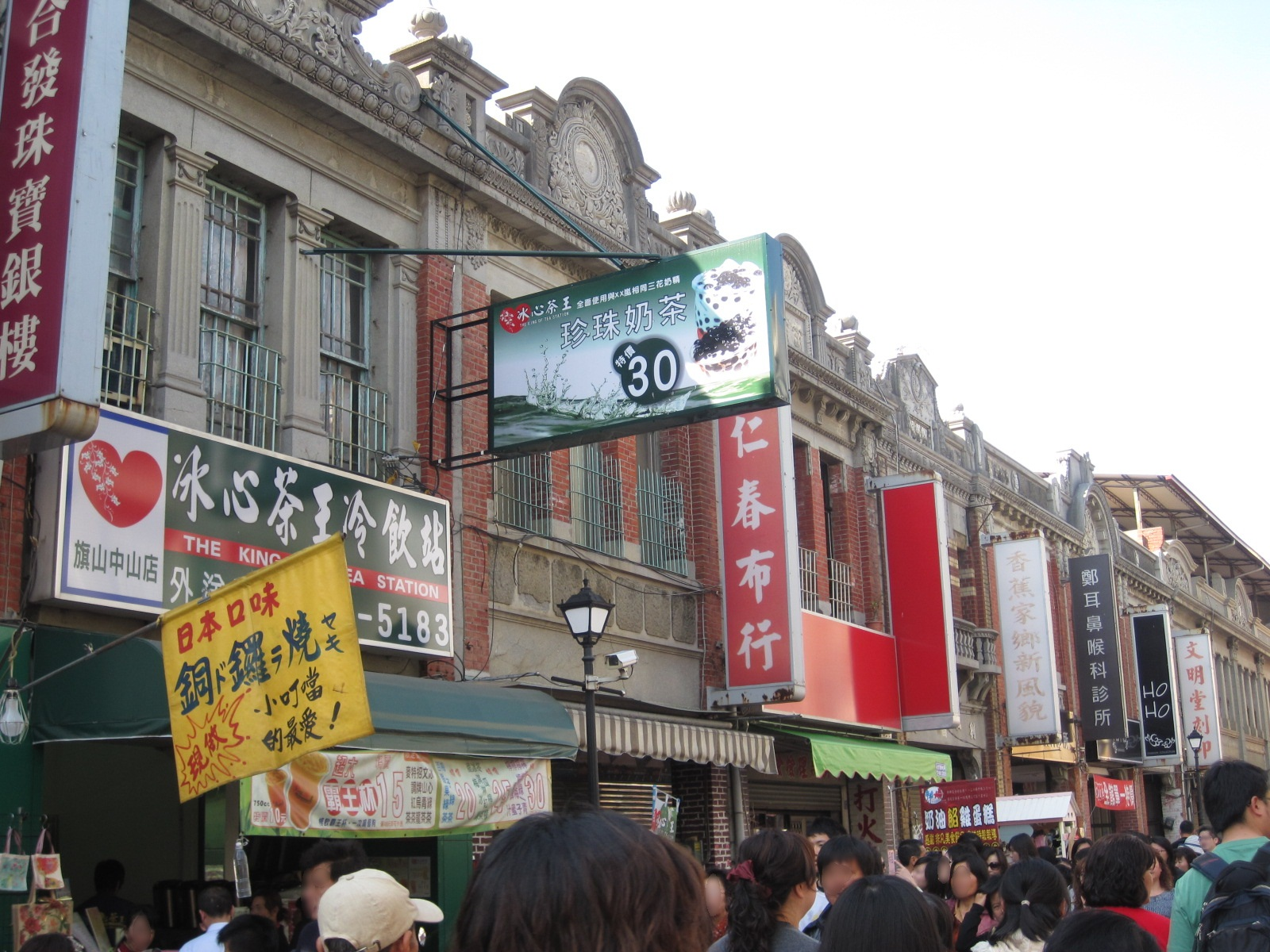
旗山老街
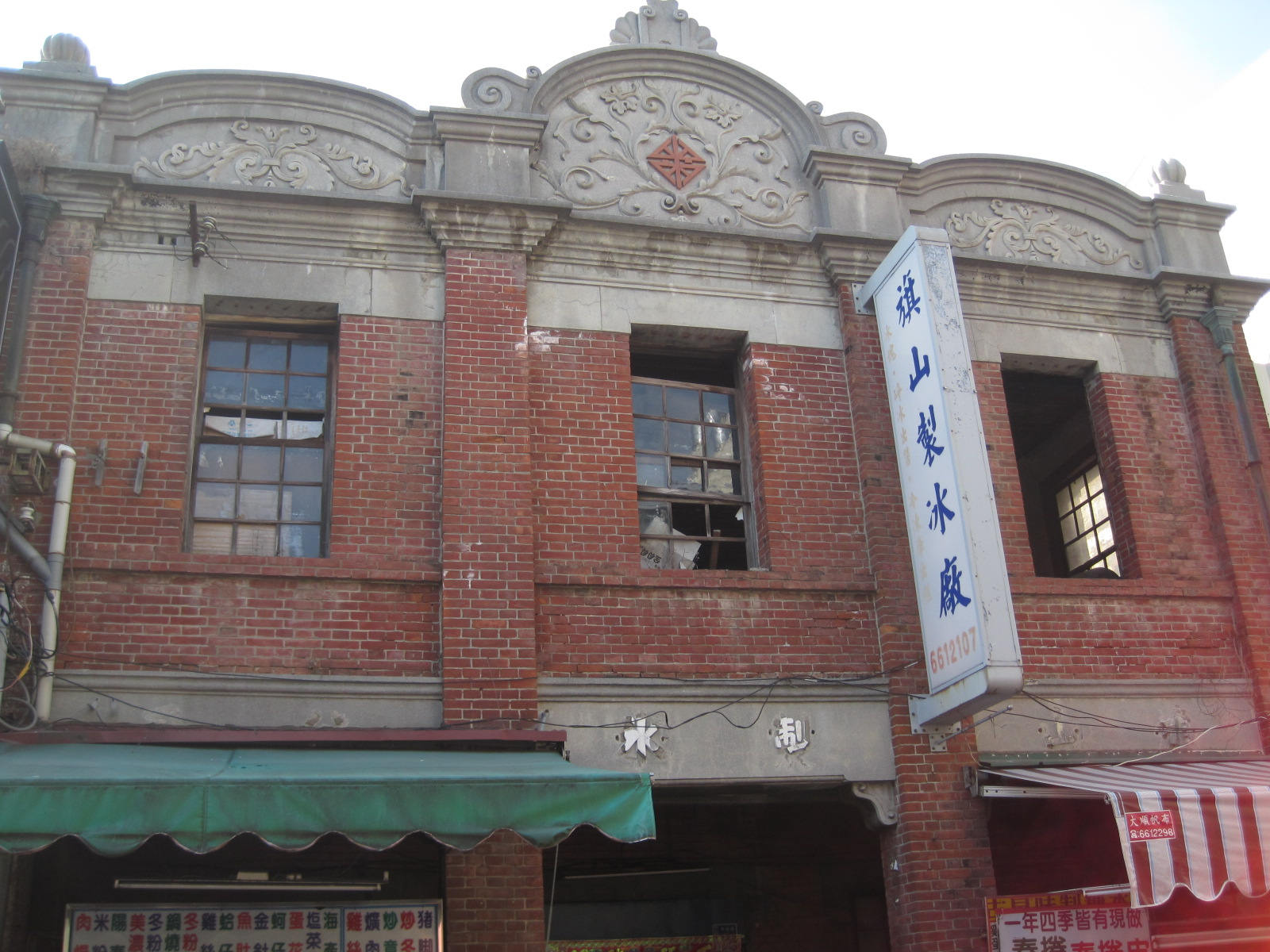
旗山製冰廠
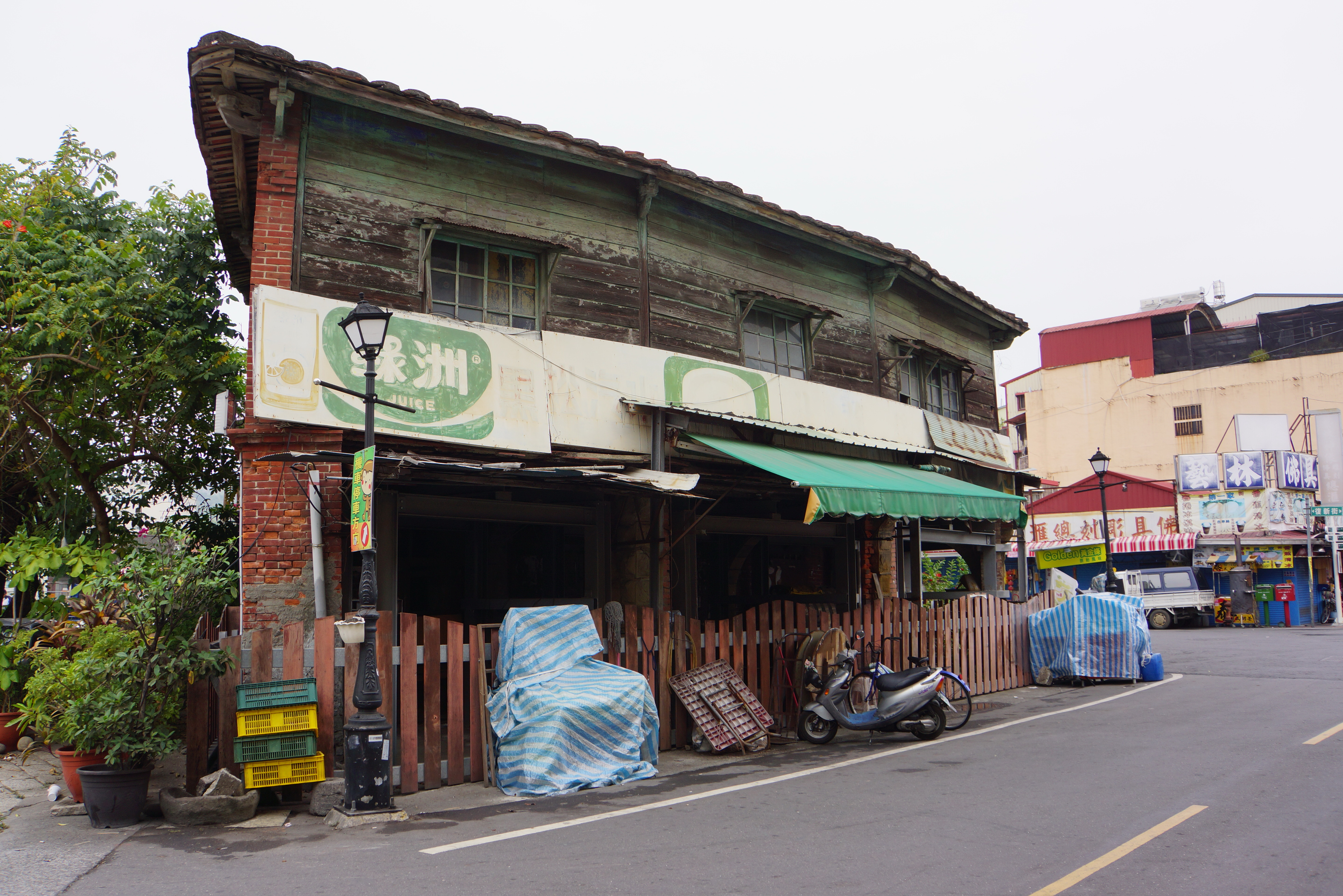
旗山洪家繡樓
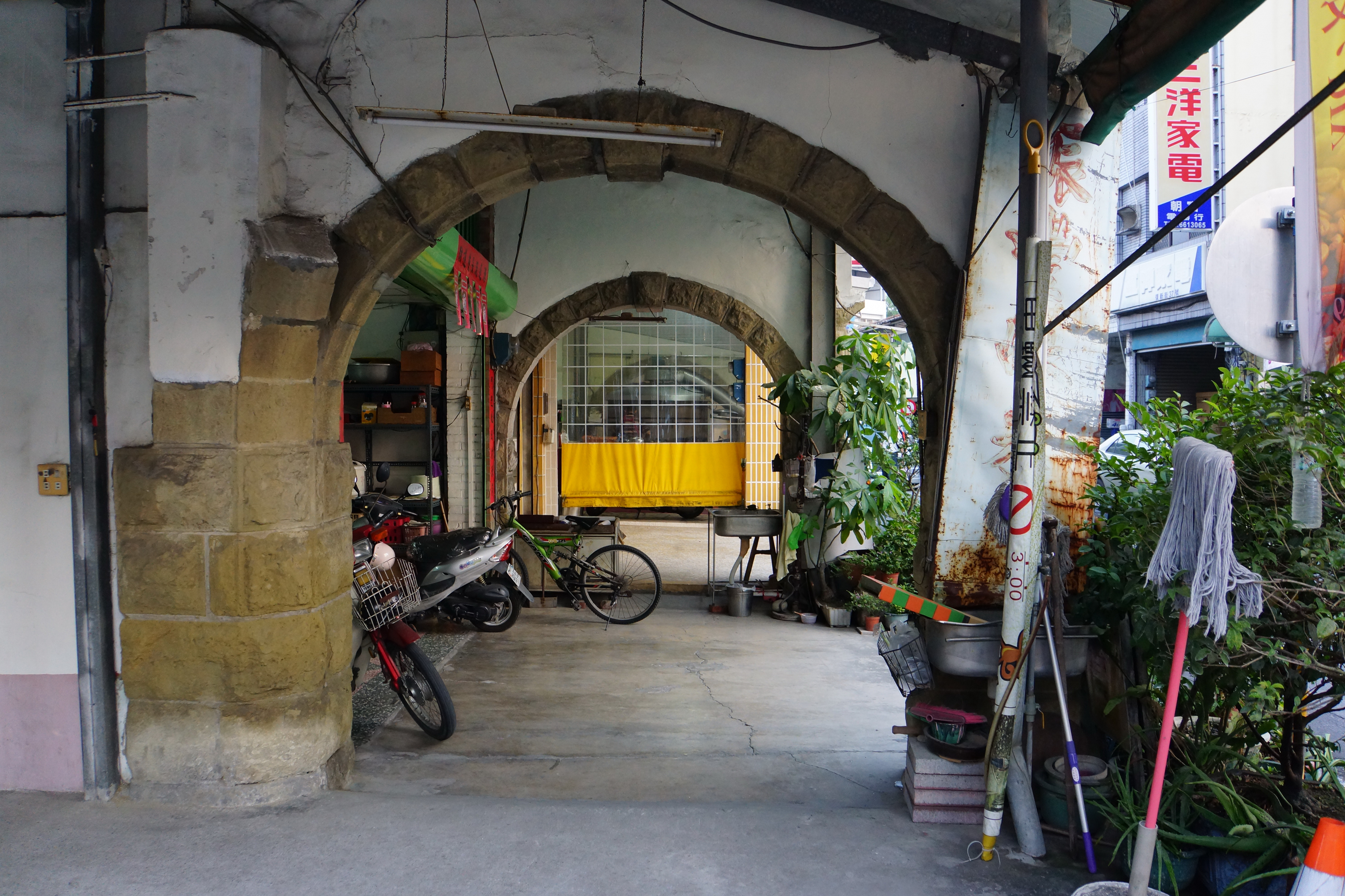
旗山石拱圈亭仔腳
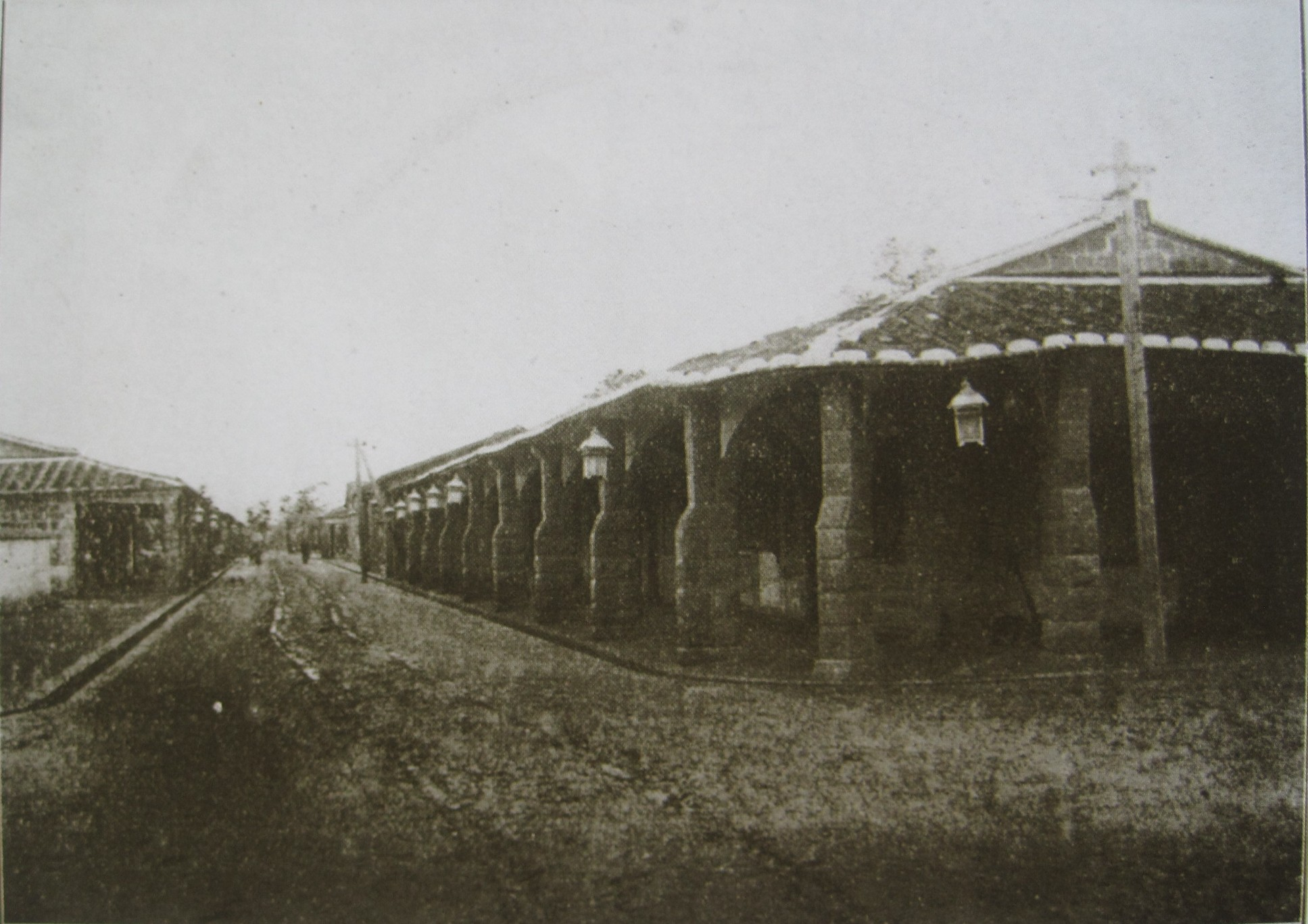
旗山石拱圈亭仔腳
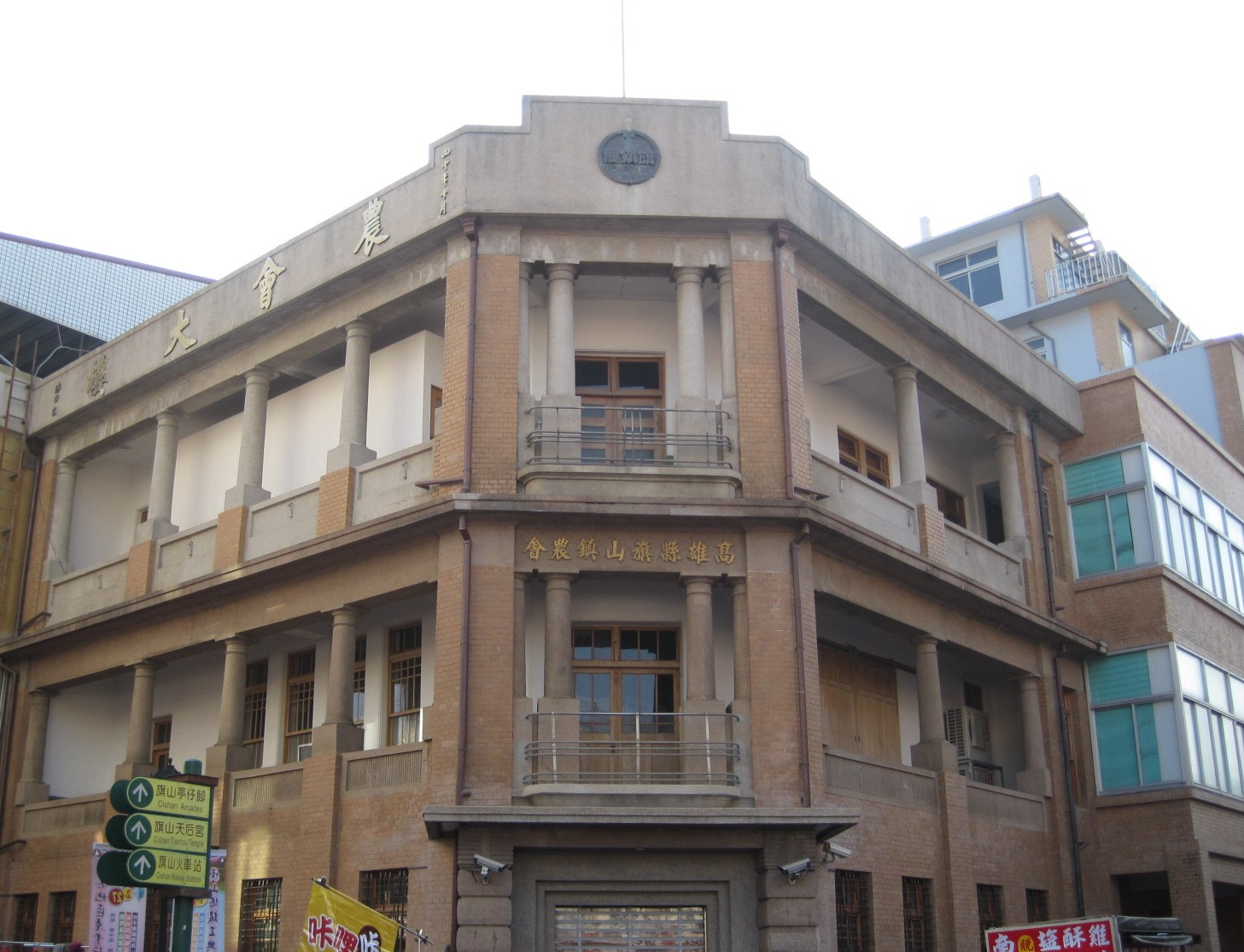
旗山信用購買利用組合
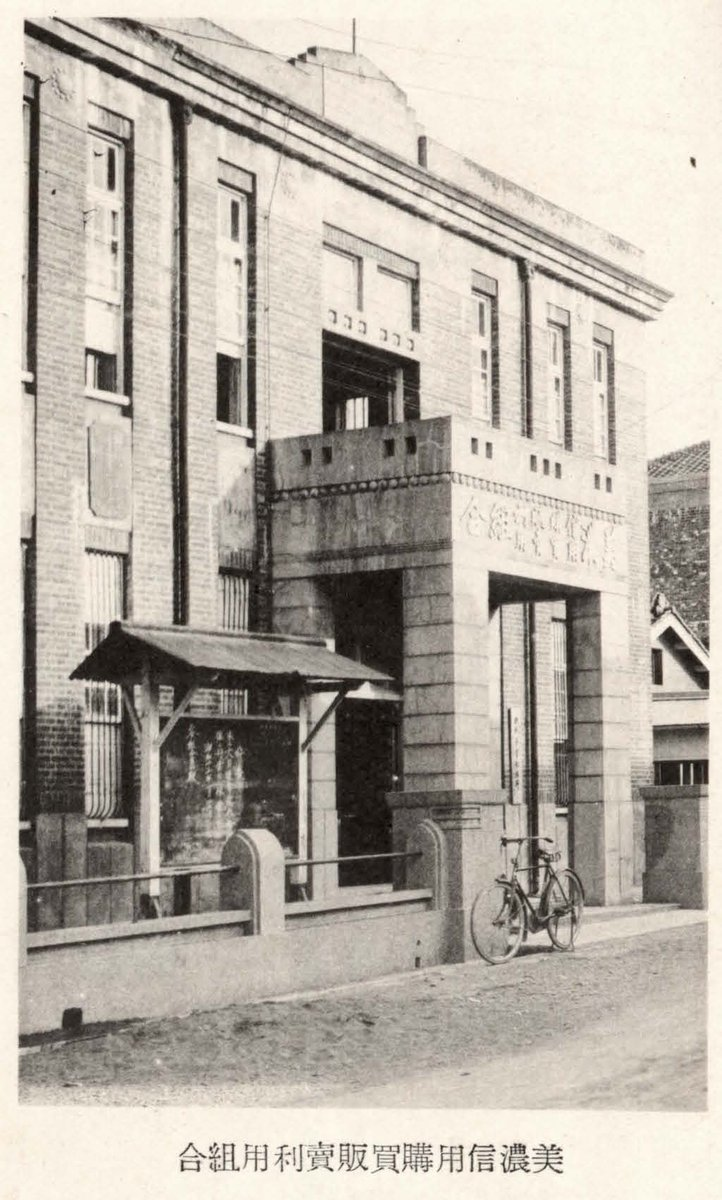
有限責任美濃信用購買販賣利用組合辦公廳舍
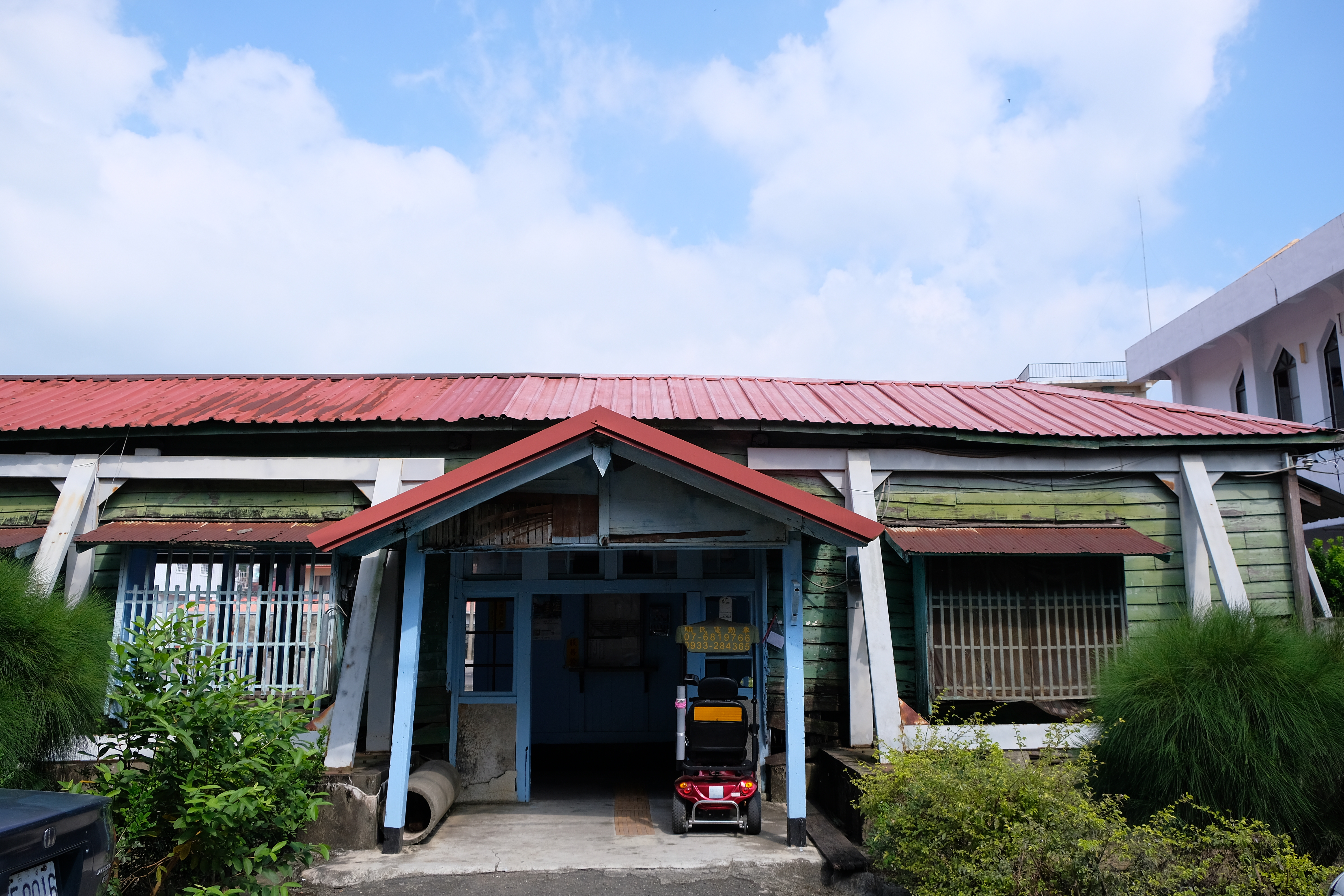
六龜里池田屋

## 劇場建築
- 打狗座（已不存）
- 旗後座（已不存）[200]
- 高雄劇場 / 高雄館 / 高雄座（後來的亞洲戲院，已不存）[201]
- 金鵄館（後來的光復戲院，已拆除）
- 壽星座 / 鹽埕座（後來的壽星戲院，已改建）
- 昭和館（已不存）
- 青年會館（後來的青年戲院、高雄戲院，已拆除）
- 湊館（寄席，後來的無料宿泊所、高雄方面委員事業助成會，已不存），創建於1922年 [23][24][25]
- 興隆座（後來的興隆戲院，已拆除）
- 鳳山座（已拆除）[202]
- 新鳳山座 / 鳳山劇場（後來的鳳山戲院，已不存）[203]

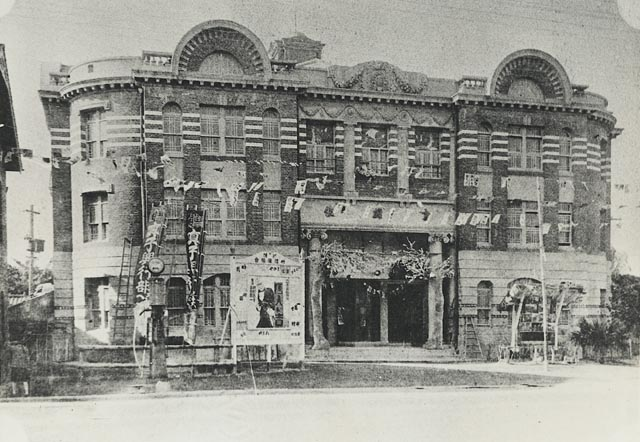
高雄劇場

- 林園座（已不存）[204]
- 大和座（後來的大洲戲院）[205]
- 旗山座（後來的旗山戲院，已拆除）
- 楠梓劇場（已不存）[206]
- 橋頭共樂園（已不存），創建於1926年 [207]
- 岡山座（已拆除）
- 岡山共樂館[208]
- 路竹共樂座（已不存）[209]

- 高雄劇場

## 住宅建築
- 陳中和宅，創建於1920年，日本大正九年
- 內惟李宅，創建於1931年，日本昭和六年
- 逍遙園
- 蔡胡古厝
- 王沃宅（丸山商號）
- 蔡文彬宅（今鼓波洋樓）
- 陳啟清宅（已拆除）[210]
- 陳啟川宅（已拆除），建於1931年[211]
- 陳啟川新宅（已拆除）[211]
- 陳文欽宅（已拆除）[72]
- 陳冠雄宅（後來的信義教會，已拆除）[72][212]
- 黃友信宅 愛吾廬（已拆除），創建於1938年 [213]
- 莊銘耀宅（已拆除）[214]

- 西子灣彭清約宅（已拆除）
- 前金鐘宅（已拆除）[215]
- 古賀三千人宅（今高雄市文武聖殿，已拆除）[108]
- 大坪與一宅（已拆除）[72] [216]
- 杉本音吉宅（已拆除）
- 高雄州知事官舍（今壽麓山莊，已拆除），建於1923年[72][217]
- 高雄市市尹官舍（已拆除）[72]
- 高雄港口官舍（已拆除）
- 內務部長官舍（已拆除）[218]
- 高雄築港出張所長官舍工務係長官舍（今登山街60巷歷史場域，已拆除）[219]
- 高雄第一公學校校長宿舍、職員宿舍（已拆除）[220]
- 大阪商船株式會社高雄支店長宿舍[221]
- 臺灣總督府交通局高雄築港出張所平和町官舍群
- 平和町細民家屋[222] [223]
- 水產會漁業者住宅[135]
- 湊町漁民公寓（漁民アパート，已拆除）[224]
- 入船町市營公共住宅
- 田町市營住宅[225] [226]
- 前金市營住宅（即將拆除）[225]
- 前金陸軍官舍（後來的國防部政治作戰局眷舍，今六合夜市公有停車場，已拆除）[218][227]
- 前金警察宿舍（今自強三路公有停車場，已拆除）[228]
- 過田子日出村（已不存）[229] [230][137]
- 高雄驛鐵道官舍（後來的鐵路新村，已拆除）[231]
- 三塊厝驛鐵道官舍（已拆除）[132]
- 山下町鐵道官舍（已拆除）[218][232]
- 日本海軍士官宿舍（後來的自強新村），創建於1935年，日本昭和十年
- 日本海軍第11航空艦隊、第23航空戰隊等宿舍（後來的左營海軍眷村）
- 日本陸軍第48師團宿舍（今黃埔新村）[89]
- 鳳山彭清良宅邸（已拆除）[233][234]
- 左營薛家古厝（第三進與右外護龍）
- 廍後薛家洋樓（已拆除）[184]
- 潮寮吳家古厝
- 姑婆寮莊家古厝
- 旗山街長公館（已拆除）
- 旗山吳家五連棟（中山路）
- 旗山蕭乾源宅（已拆除）[235]
- 旗山洪見萬宅敦煌堂（已拆除）[236]
- 旗山日式宿舍（後來的旗山分局長宿舍，已拆除）
- 旗山實踐農民學校校長宿舍（今旗山農工校史館）
- 旗山國小日式宿舍（今旗山數位故事沙龍）
- 美濃黃驤雲進士第雙鳳堂
- 龍肚鍾富郎派下夥房，建於1912年
- 日本海軍第六燃料廠丁種官舍（宏南社區 / 中油宏南舊丁種雙併宿舍）
- 日本海軍第六燃料廠職員宿舍（宏毅社區）
- 橋頭余登發故居（已拆除）
- 橋頭林東來故居（已拆除）[237][238]
- 橋頭仕豐林家黑樓（已拆除）
- 阿公店支廳長菊池氏 大崗山別莊（已拆除）[239]，建於1915年
- 岡山郡守官舍 [240]
- 日本海軍航空隊編號A1~A16宿舍群（岡山樂群村）
- 日本海軍航空隊宿舍群（岡山醒村）
- 路竹洪宗記洋樓洪宗沛宅

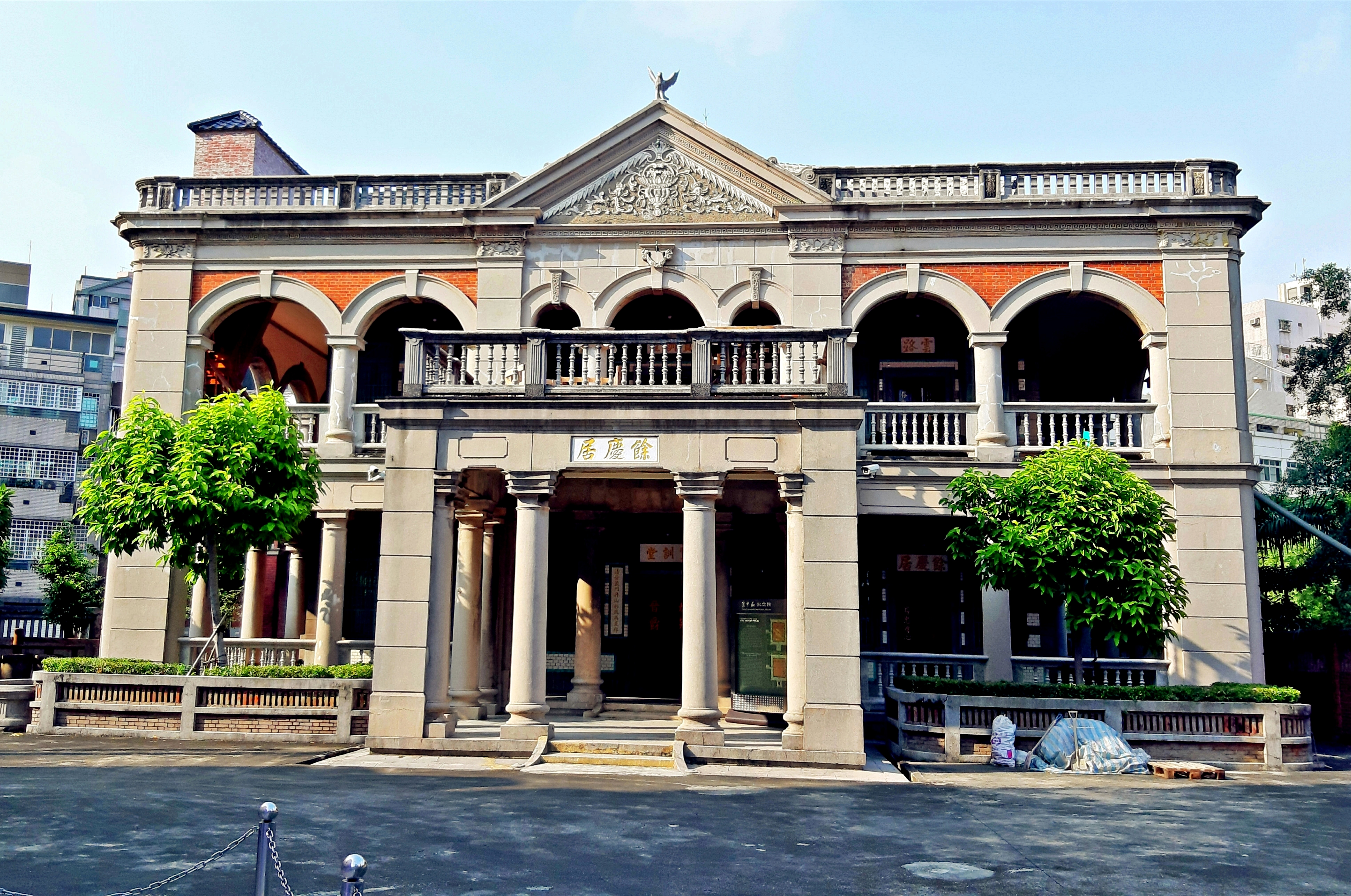
陳中和紀念館
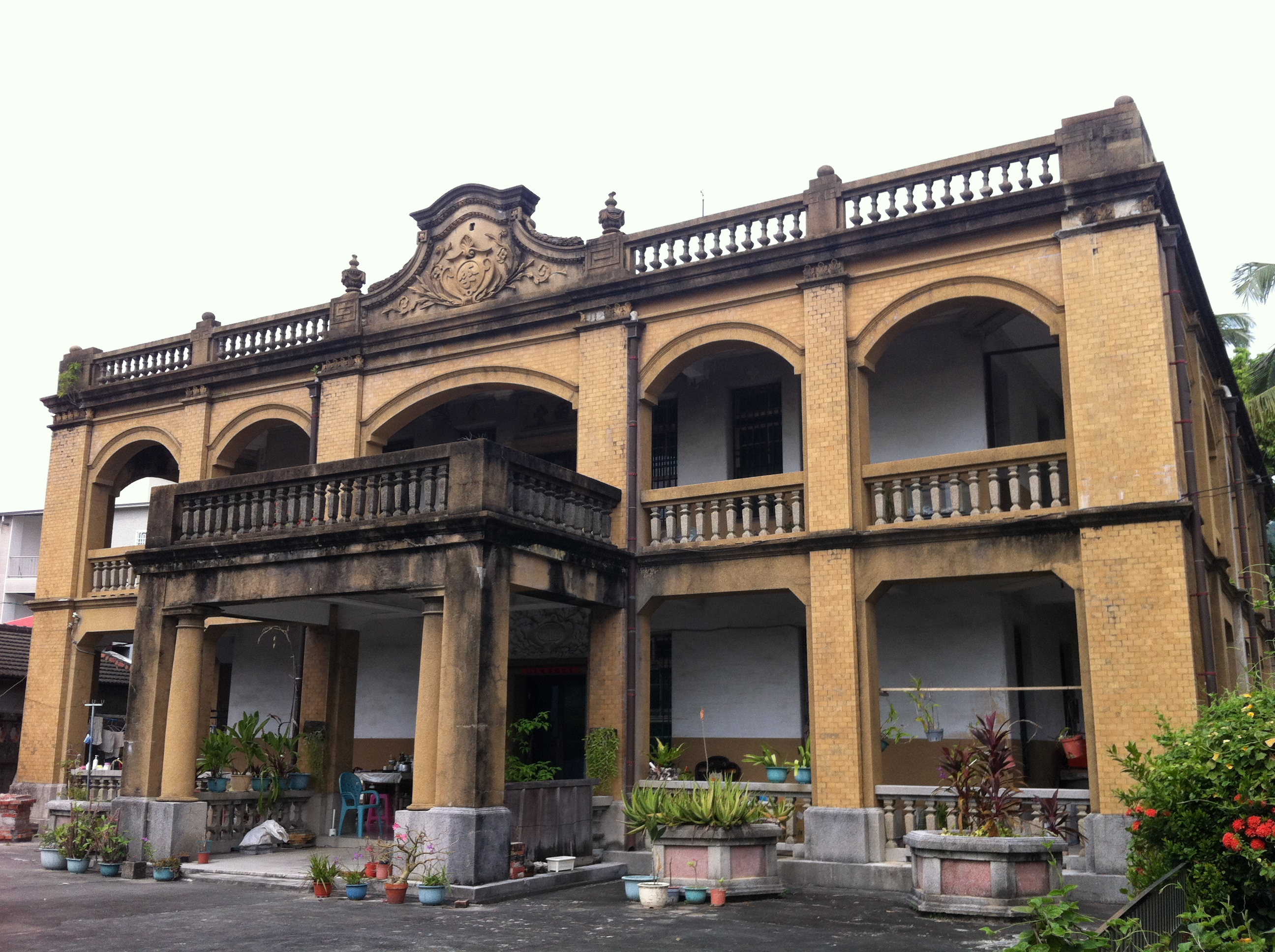
內惟李氏古宅
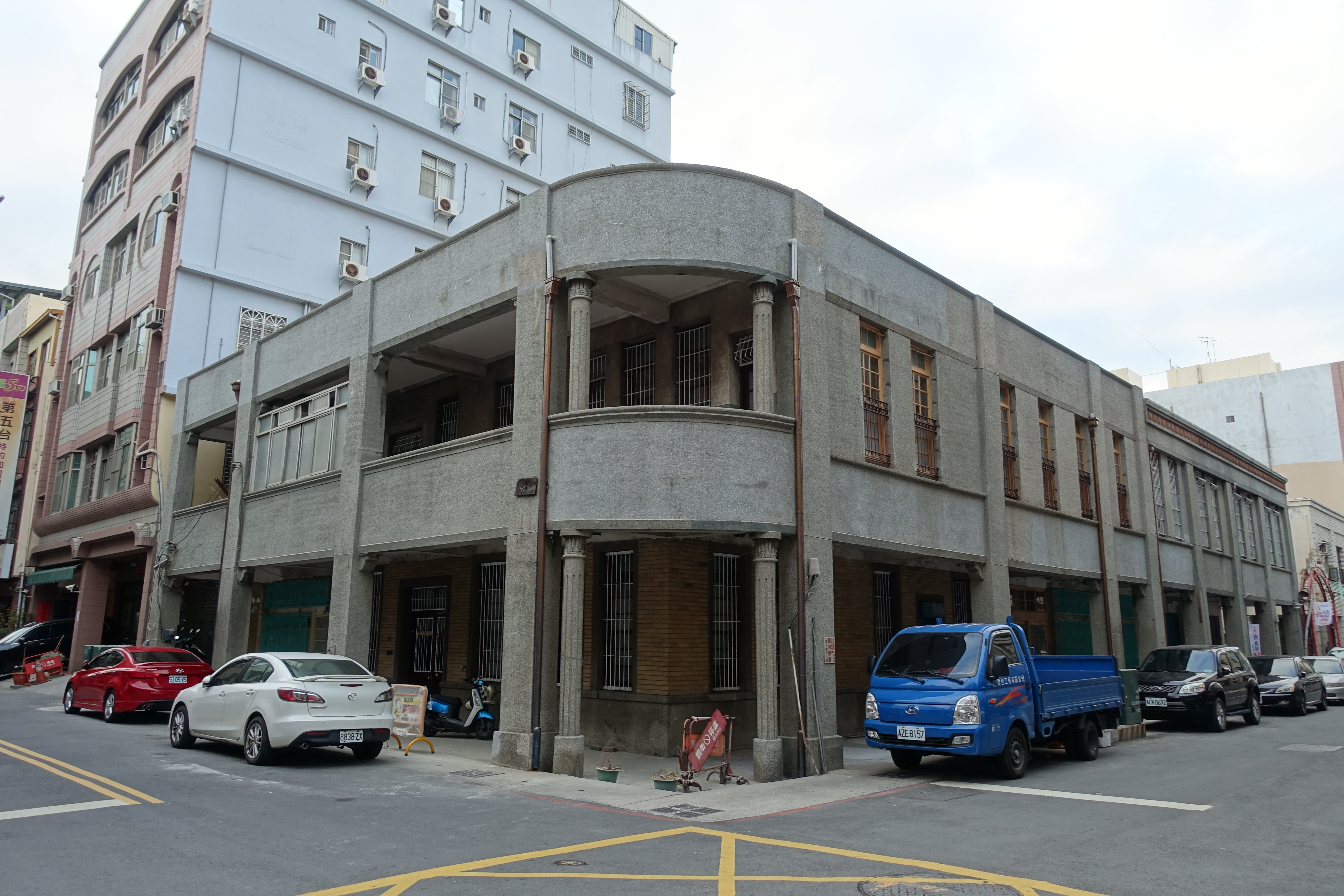
王沃宅
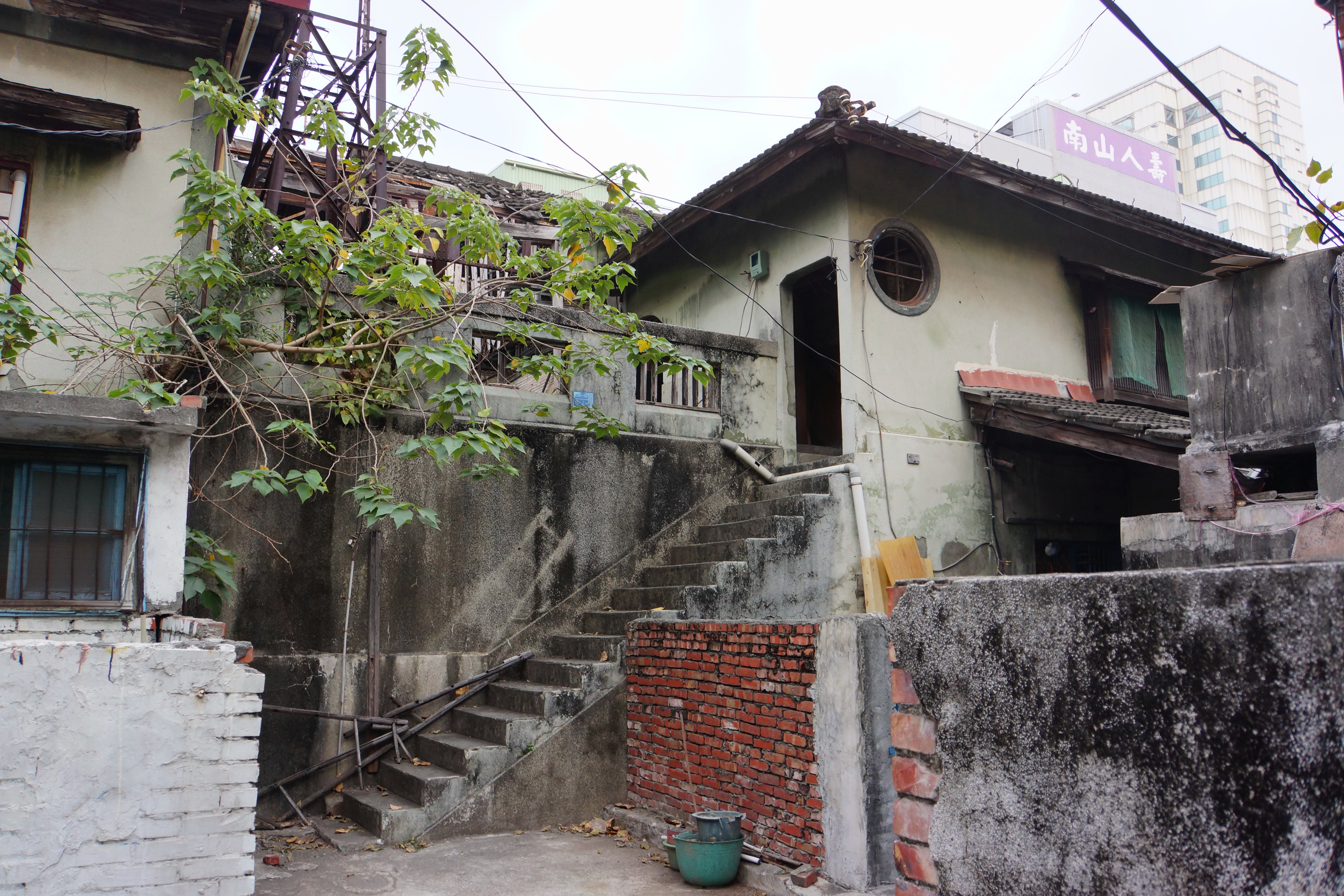
逍遙園
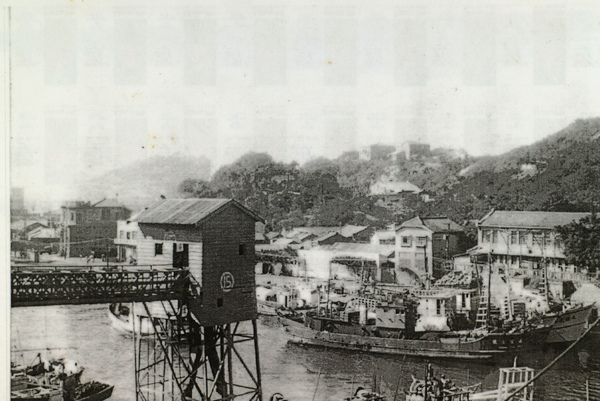
鼓山渡輪站舊照，右側建築為水產會漁業者住宅
前金市營住宅
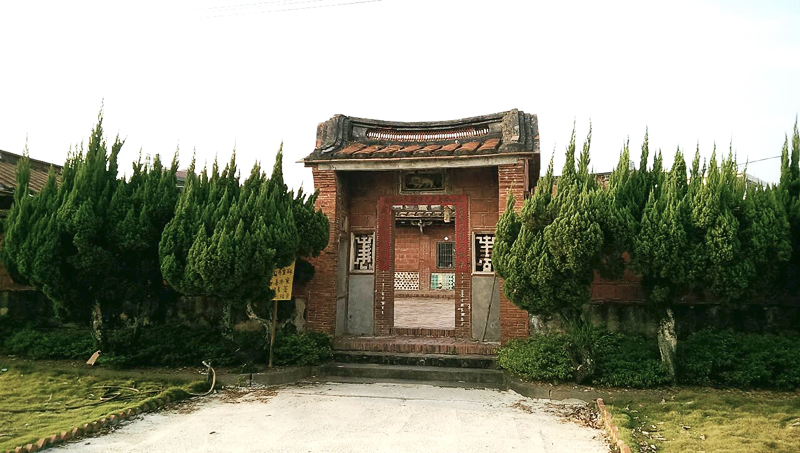
姑婆寮莊家古厝
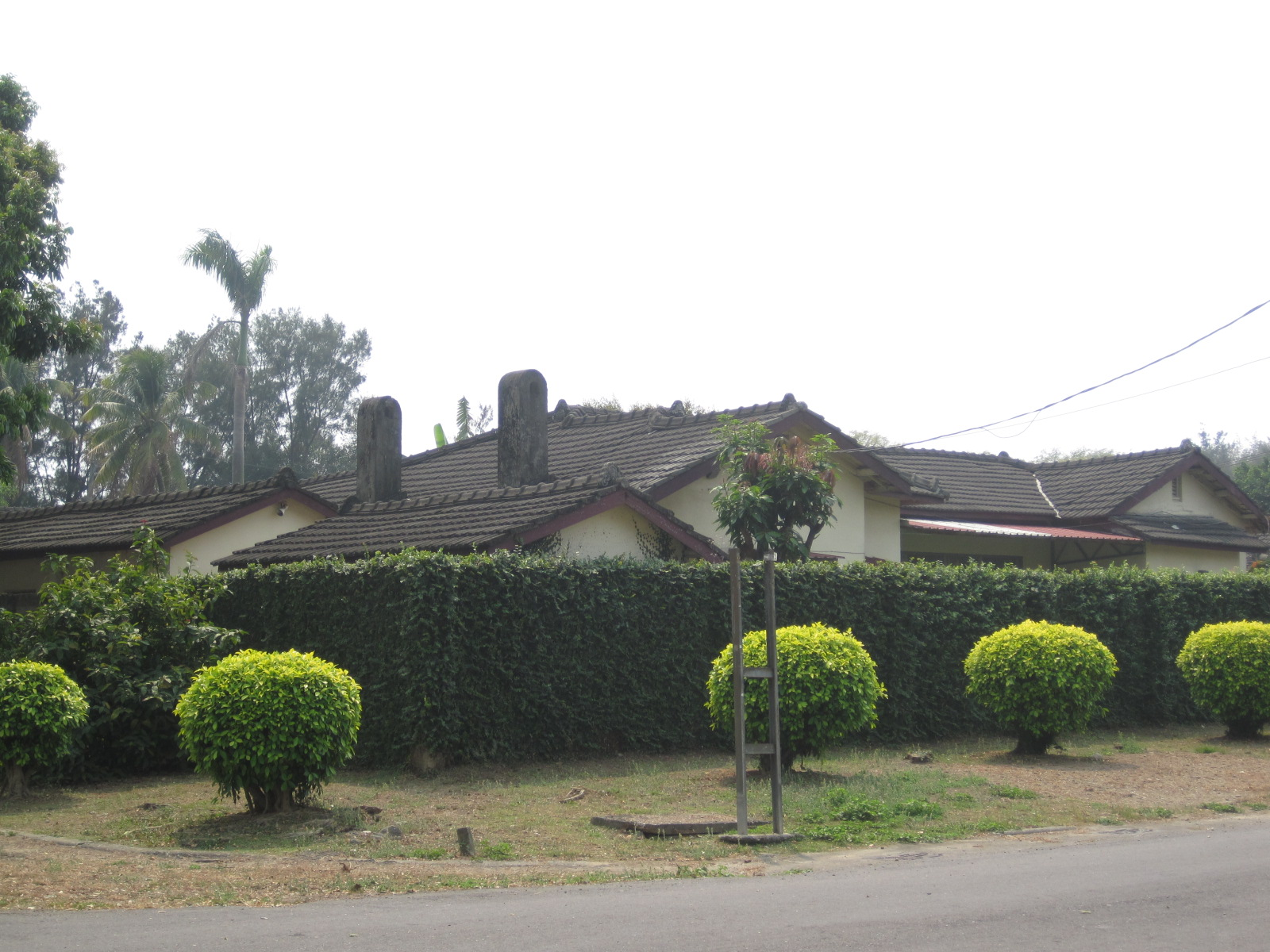
左營海軍眷村
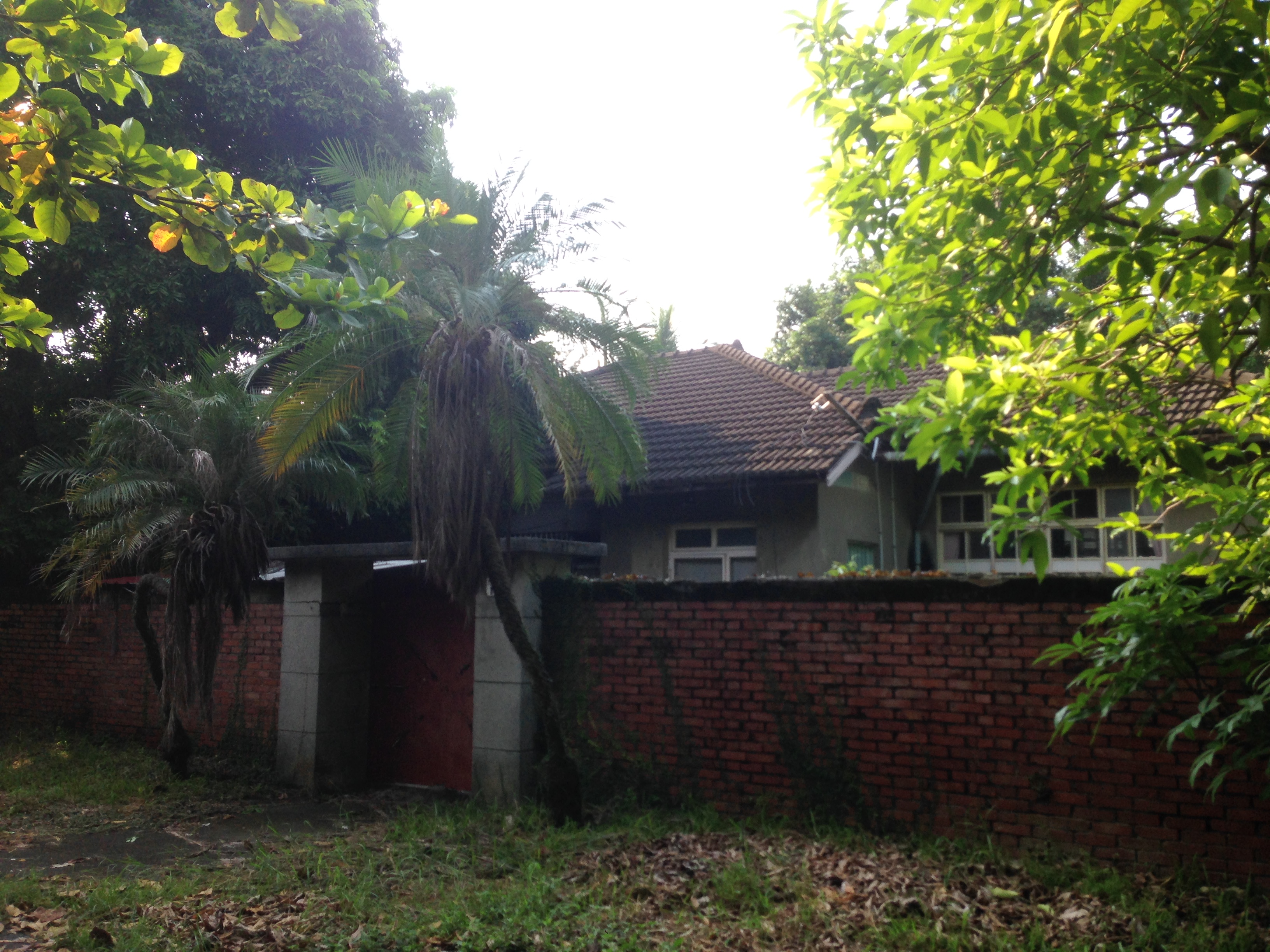
日本海軍航空隊編號A1~A16宿舍群（樂群村）
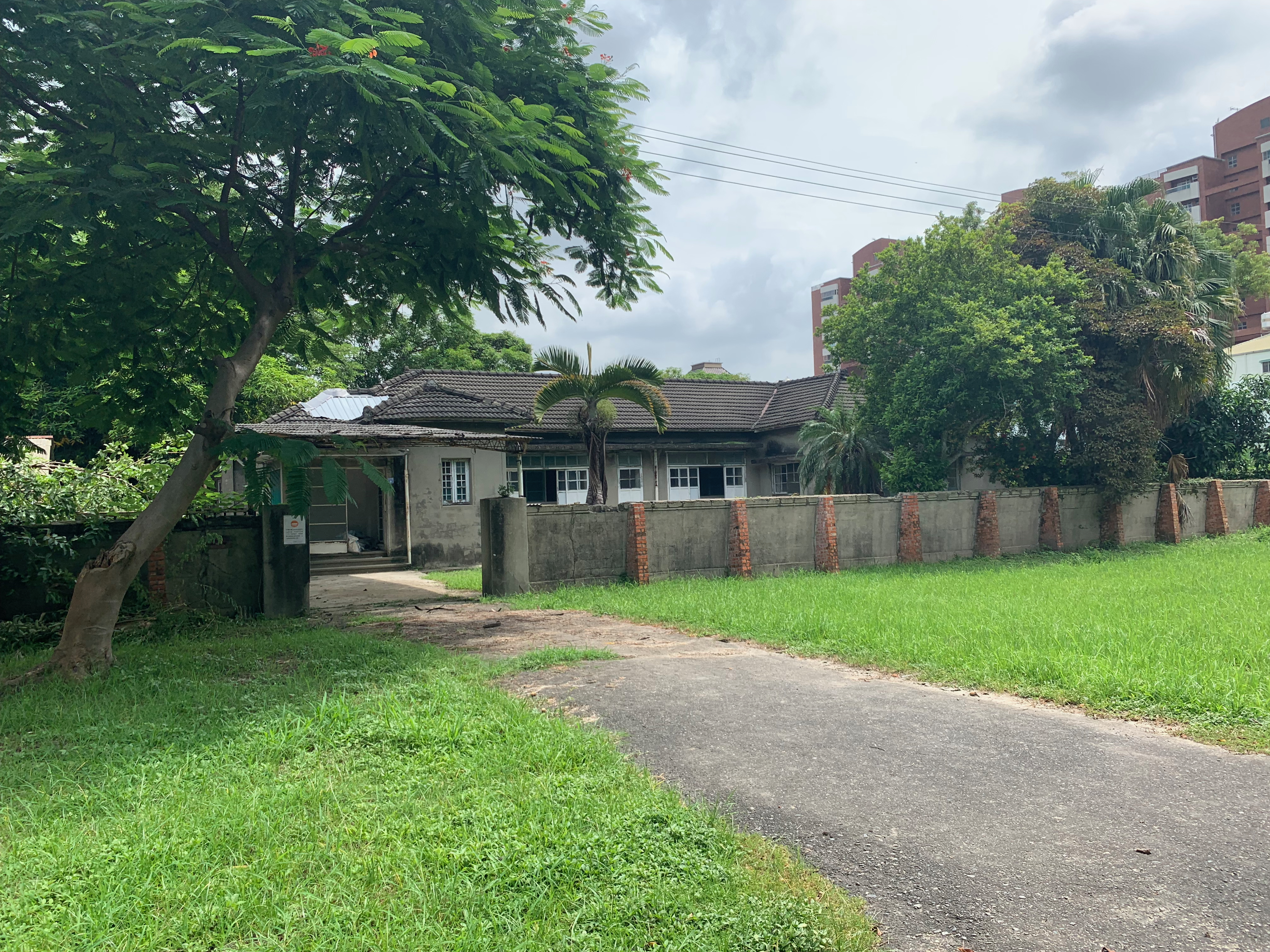
日本海軍航空隊編號A1~A16宿舍群（樂群村）
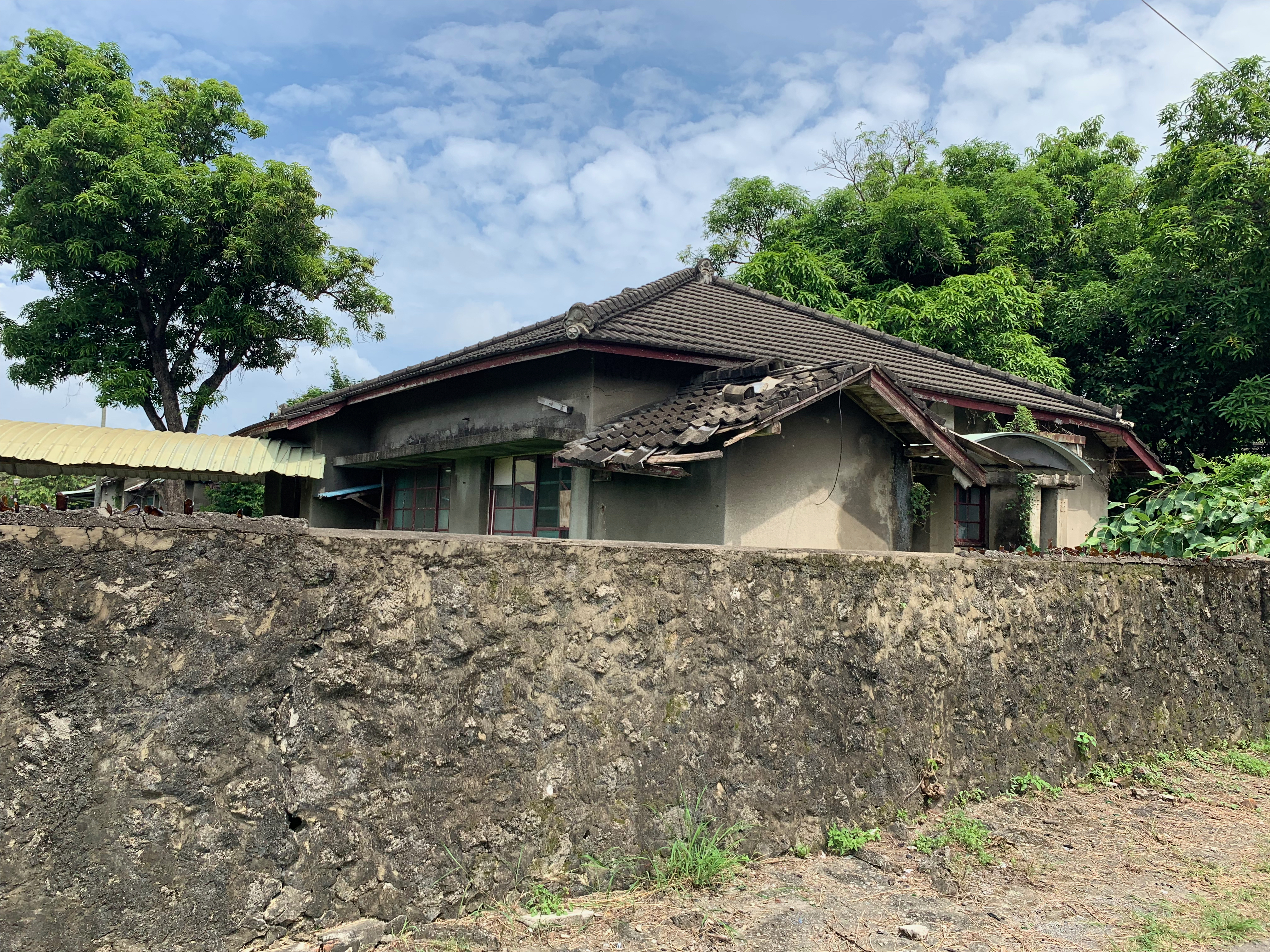
日本海軍航空隊編號A1~A16宿舍群（樂群村）
日本海軍航空隊宿舍群（岡山醒村）

## 墓葬建築
- 葉宗禮墓
- 陳中和墓
- 黃慶雲之坟墓，創建於 1931年 [60]
- 杉本音吉墓 / 南部地區日本人遺骨安置所[60]
- 大坪與一墓 ，建於1934年 [60]
- 陳晉臣之墓（已拆除）
- 王沃之墓（已拆除）
- 武智家之墓（已拆除）[60]
- 約翰·威廉·克勞佛（John William Crawford）之墓（已拆除）[60]
- 楊清溪墓
- 日比孝一之墓
- 三十三士之墓[241]
- 吳萬順墓園
- 寧靖王墓（日治時期曾重修，已改建）[242]
- 鳳山街公共墓地（已不存）
- 高雄共同墓地（已不存），位於桃子園、前峯尾[60]
- 覆鼎金公墓（已拆除）
- 覆鼎金地藏菩薩 [243]
- 田町齋場 [226]
- 打狗火葬場（已不存）[60]
- 三塊厝火葬場（已不存），建於1910年 [60]
- 高雄火葬場（已不存），位於前峰尾，建於1926年[60]
- 高雄市火葬場（已拆除），位於覆鼎金公墓[244]
- 旗山火葬場（今日民堂）
- 鳳山三界萬靈碑，建於1921年
- 大崗山超峰寺三寶佛塔（蓮花塔、父母塔及普同塔），建於1924年 [82]
- 陳中和墓園招待所（已拆除）[210]

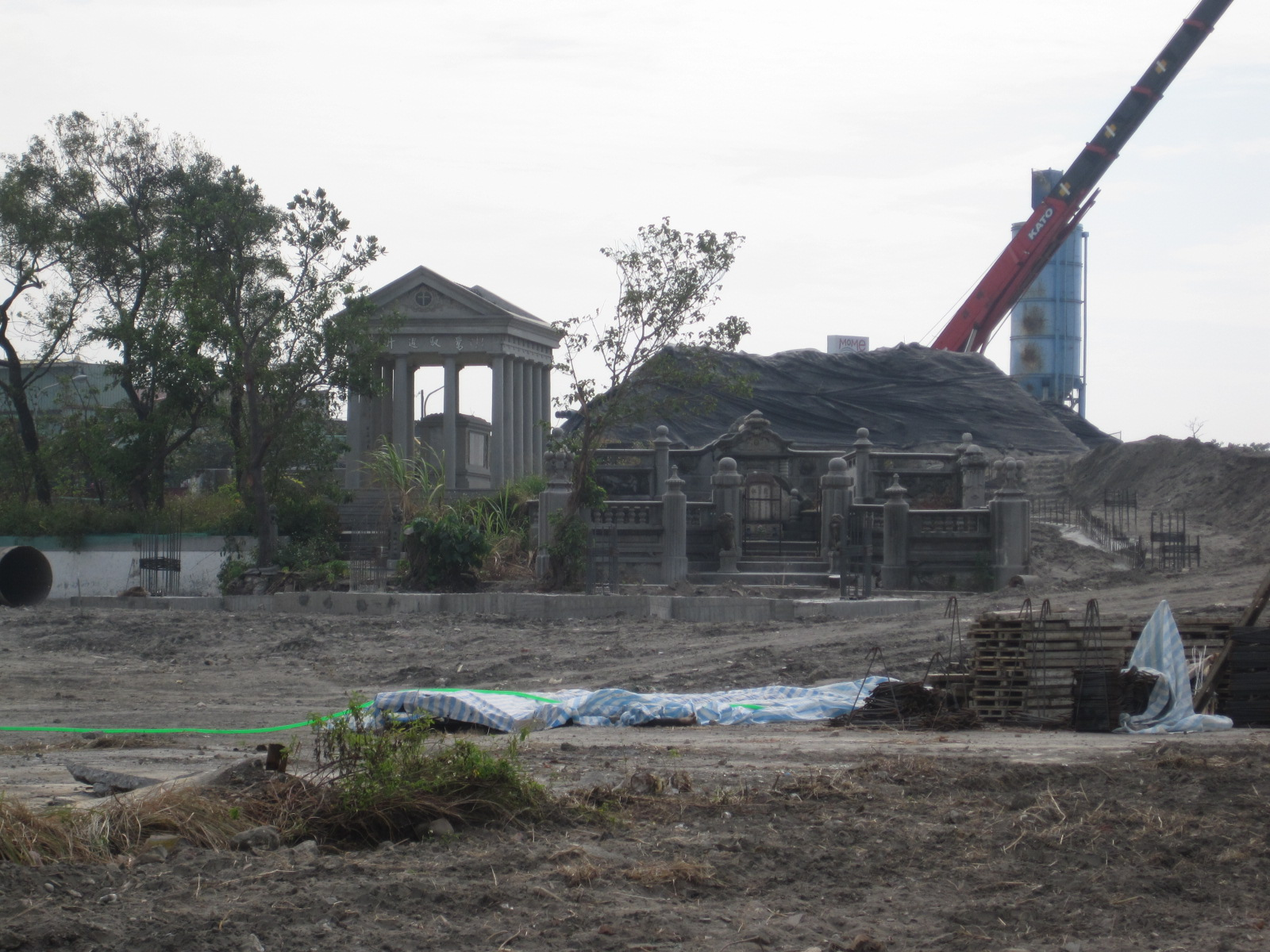
葉宗禮墓與王門盧夫人墓
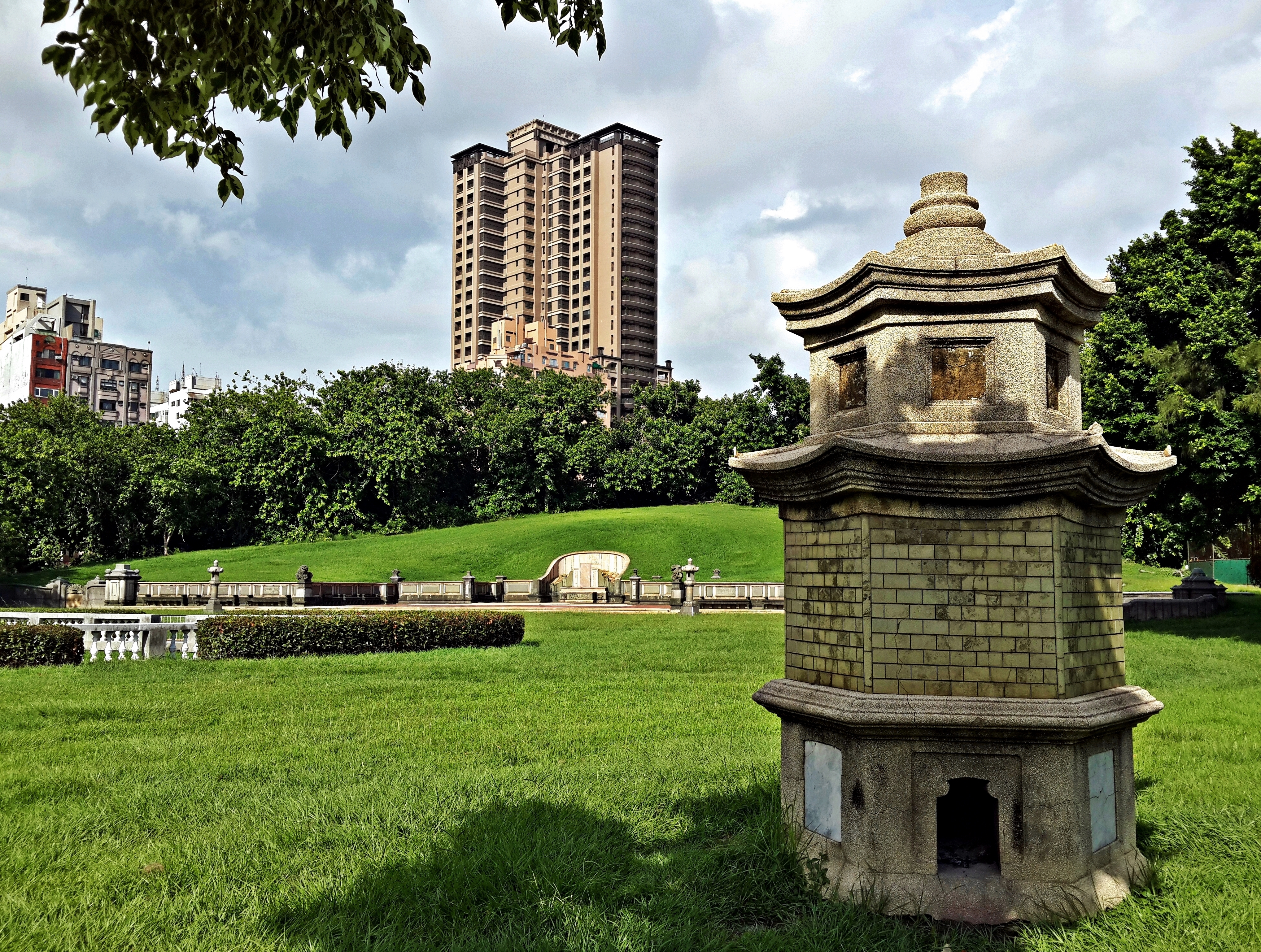
陳中和墓
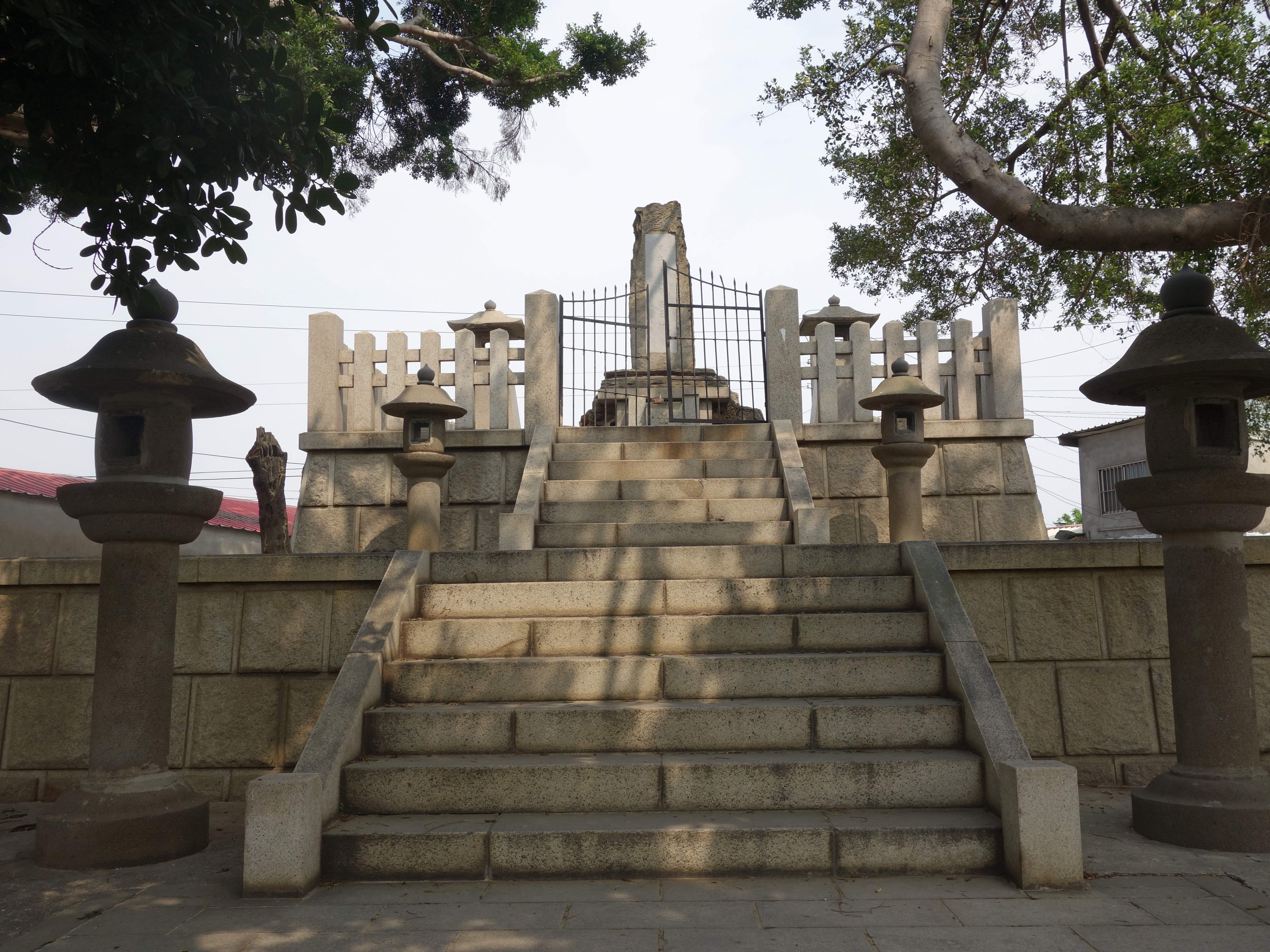
杉本音吉墓
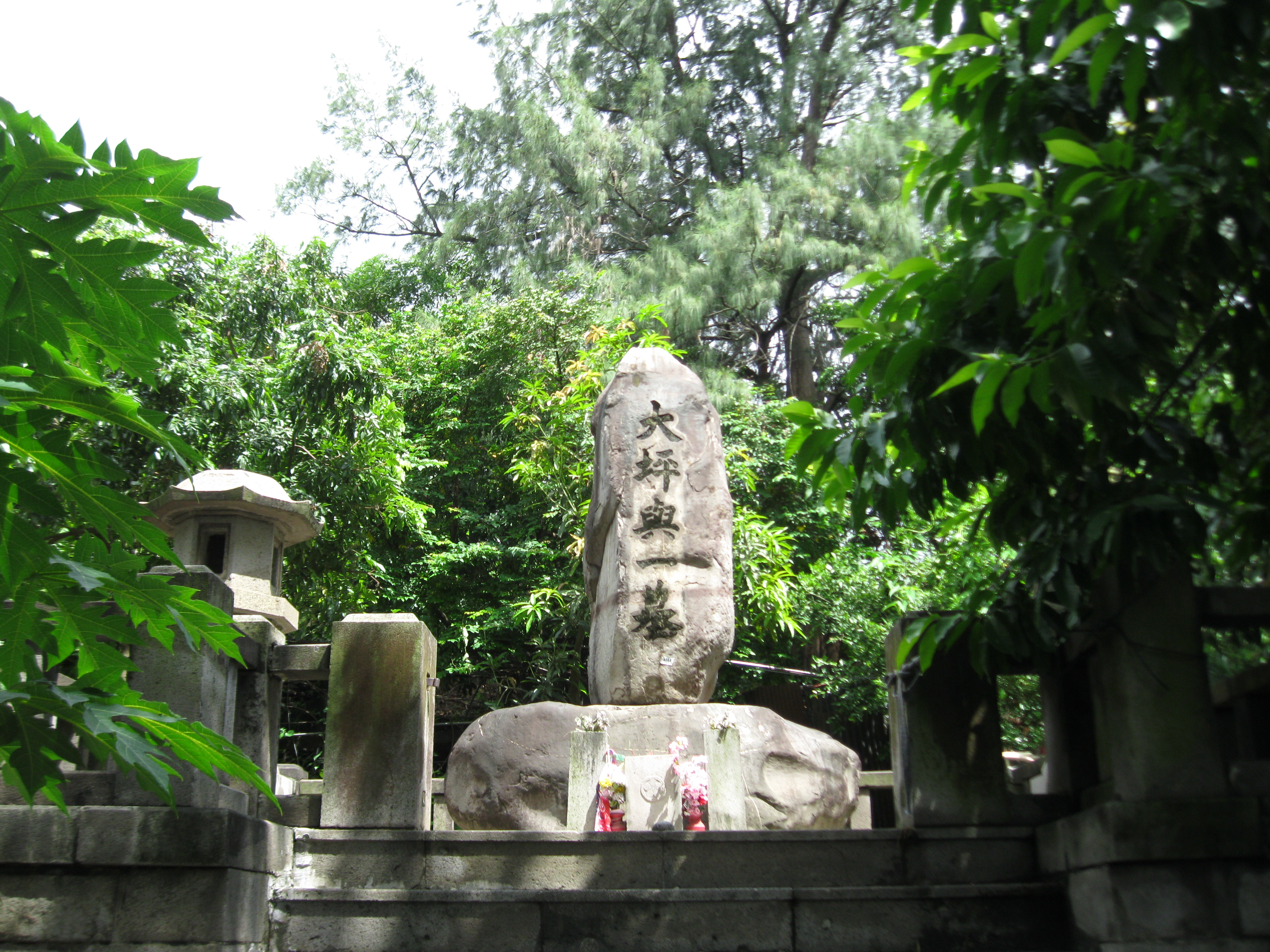
大坪與一墓
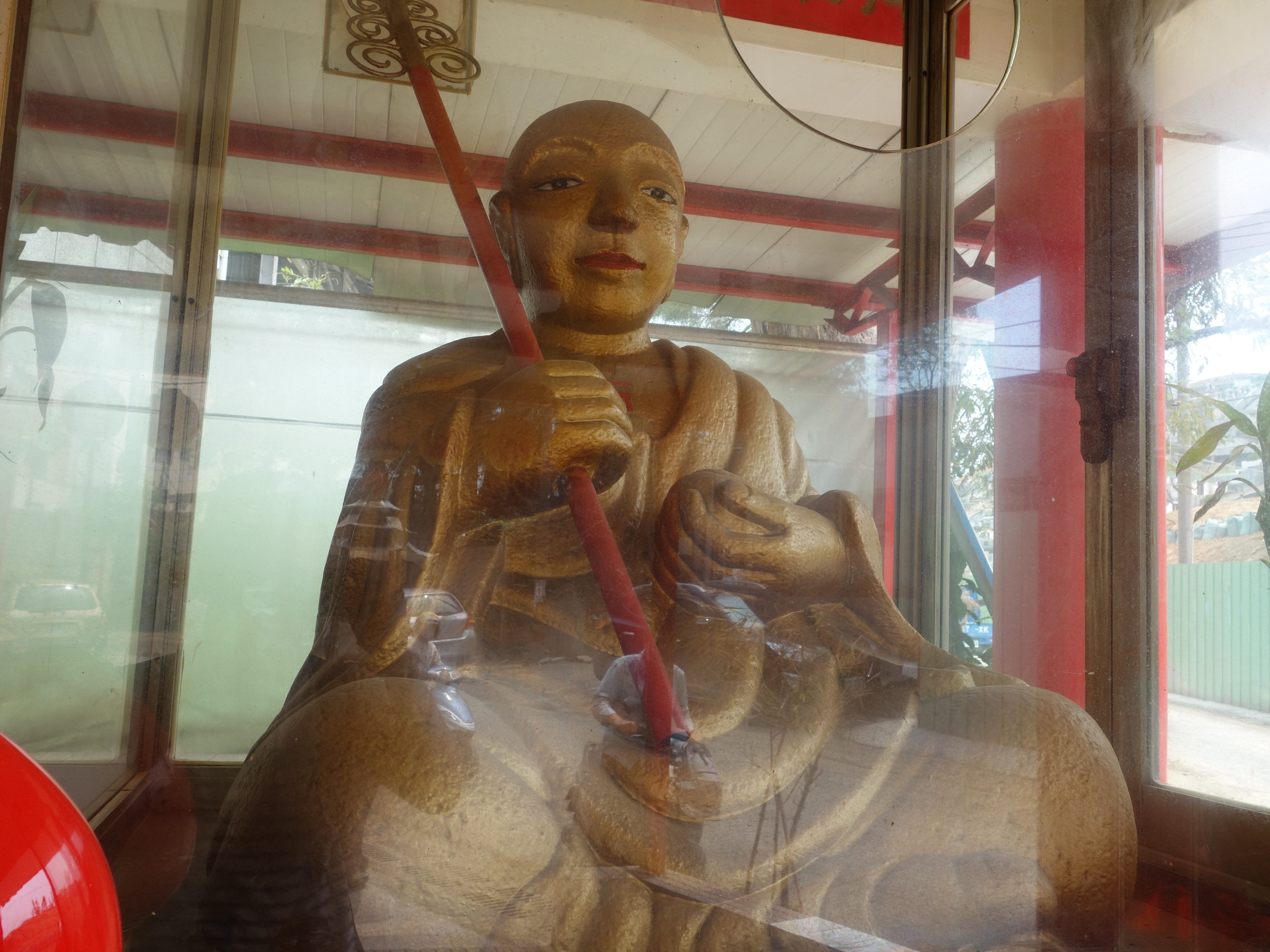
覆鼎金地藏菩薩
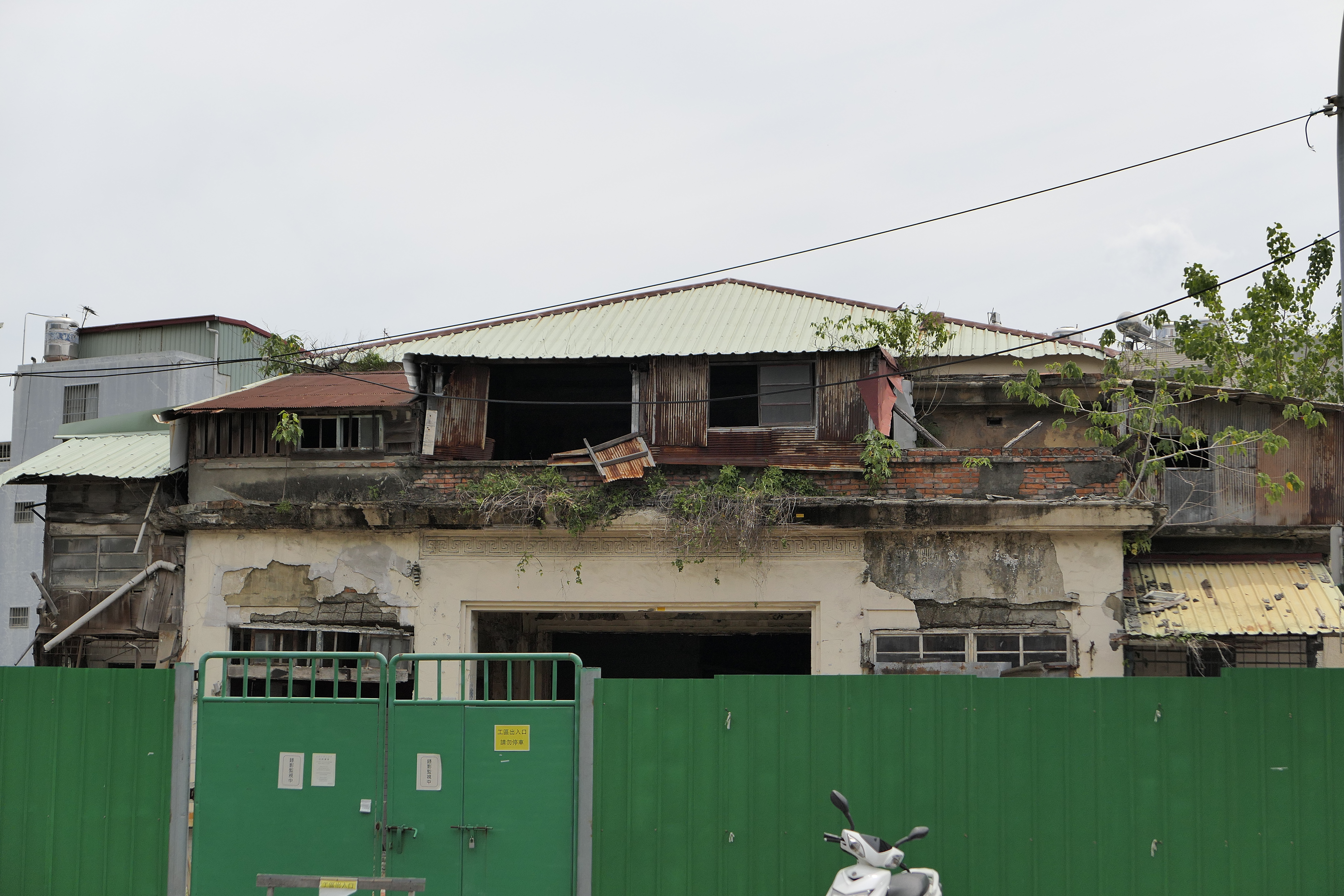
田町齋場
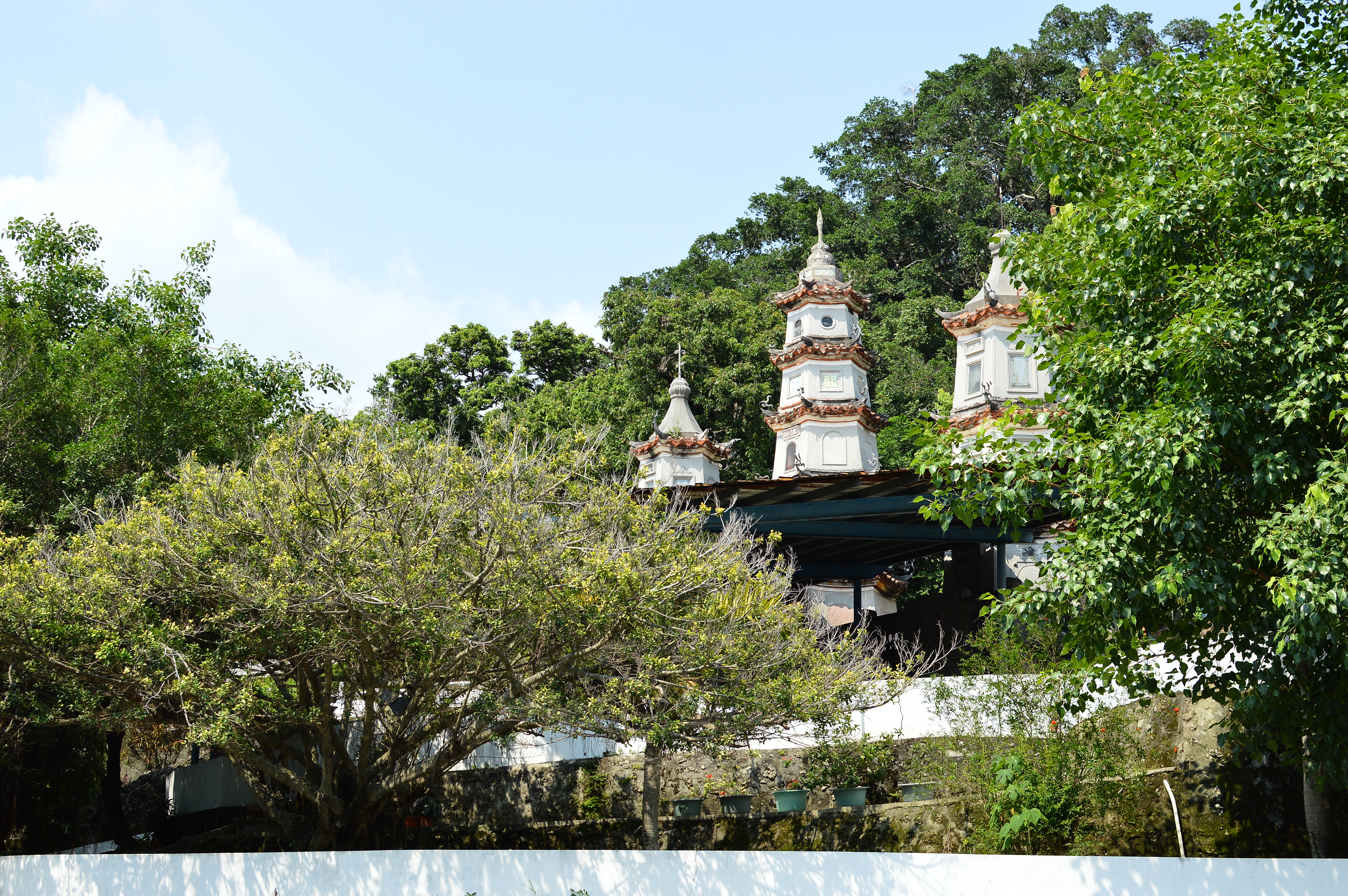
大崗山超峰寺蓮花塔、父母塔及普同塔
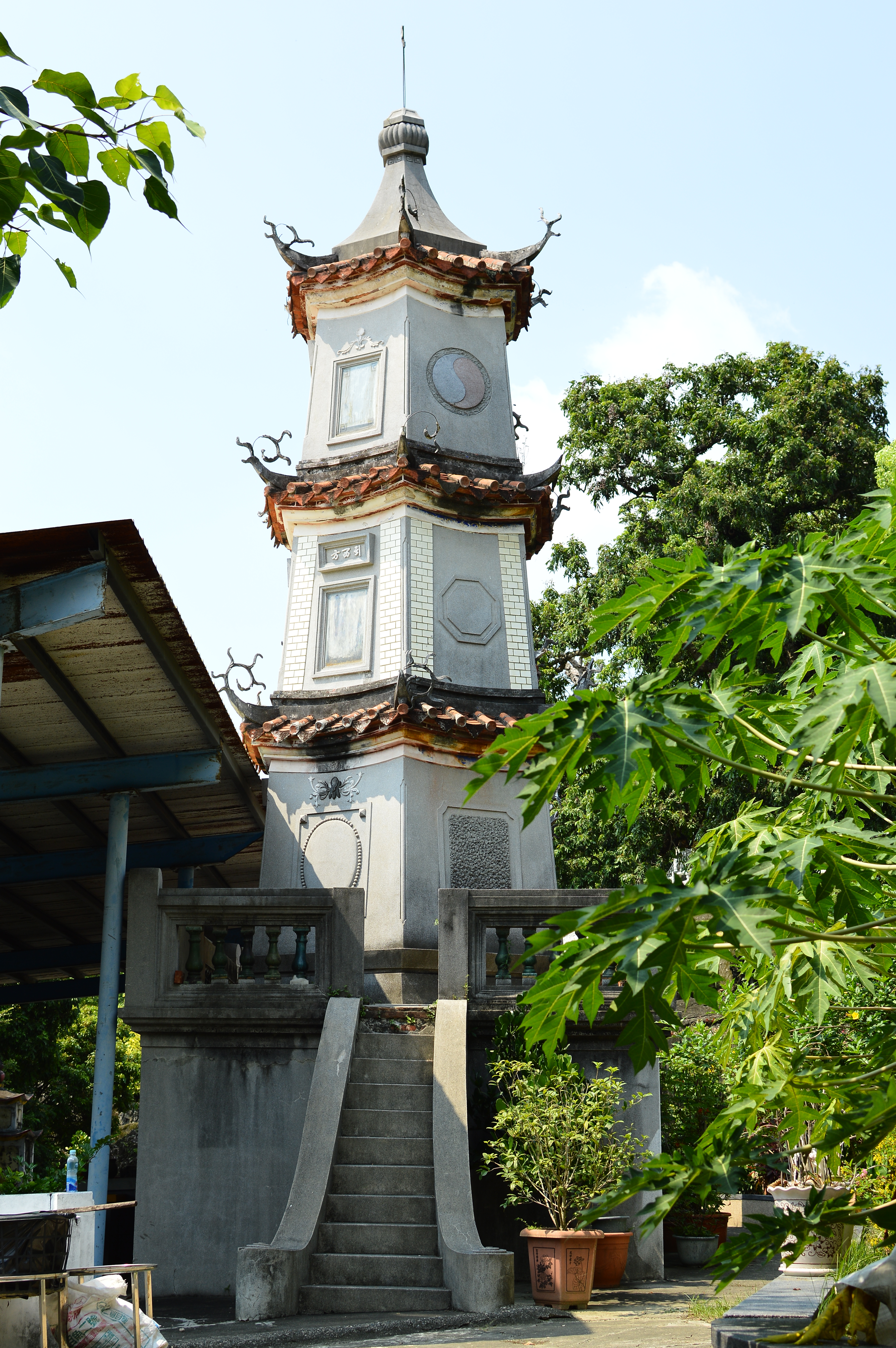
大崗山超峰寺蓮花塔、父母塔及普同塔
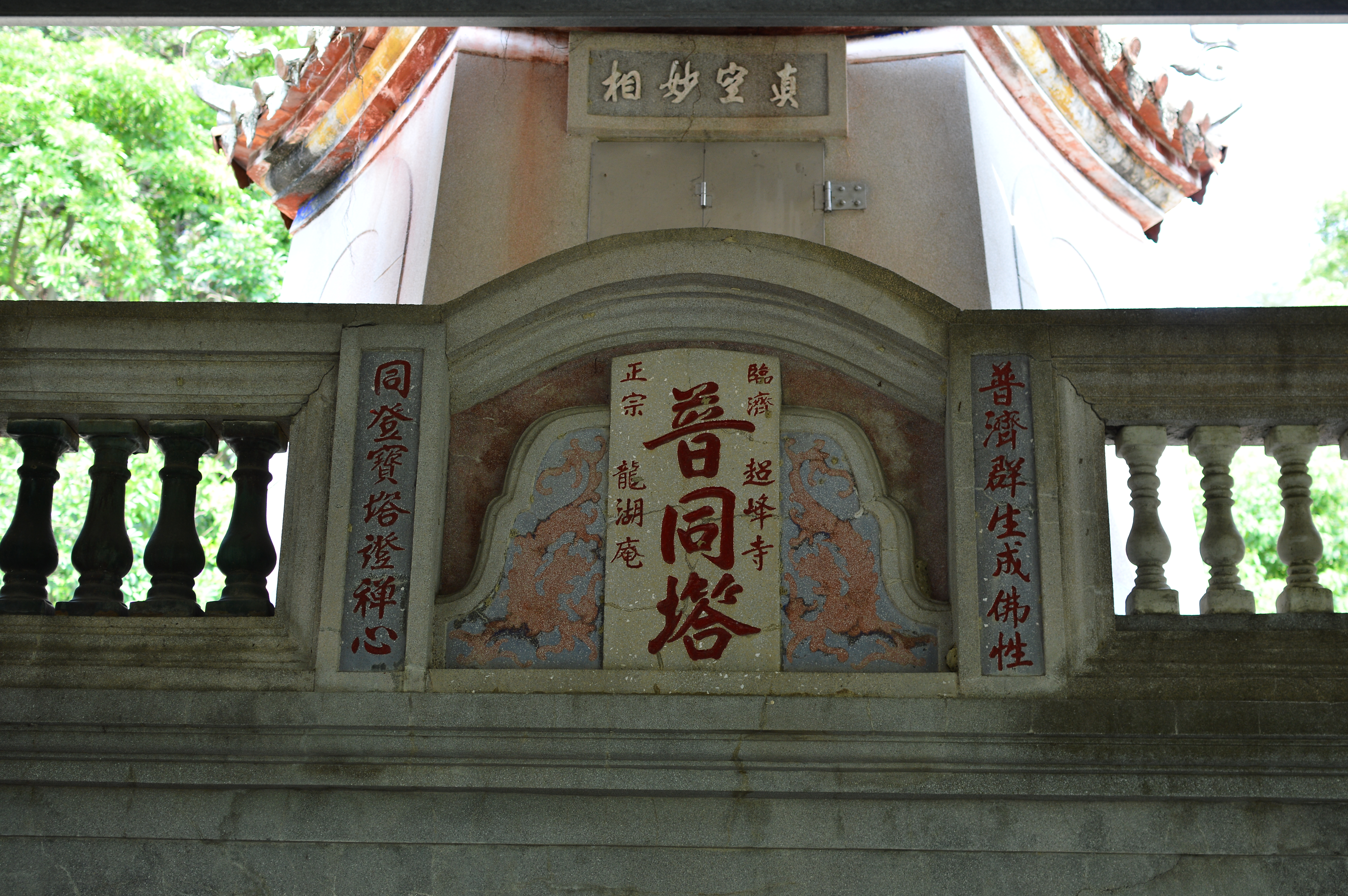
大崗山超峰寺蓮花塔、父母塔及普同塔